# 群馬県
群馬県（ぐんまけん）は、日本の関東地方（北関東）に位置する県。県庁所在地は前橋市。
旧国名は上野国（上州）。米麦栽培・養蚕・繊維工業などの伝統産業に加え、畜産・野菜栽培・機械工業が盛んで、県北西部は草津温泉などに代表される温泉・保養地である。利根川上流ダム群の豊かな水量は県内はもとより、東京都を始めとする関東の電力・上水道の供給源となっている。県南東部は都市化が進み、首都圏整備法の都市開発区域に指定され、北関東工業地域を形成している。

## 概要
群馬県は日本列島の内陸東部に位置し、関東地方の北西部を占める北関東の県である。利根川の上流域であり県南東部に関東平野、県西部・北部に山地を有し、この山嶺によって日本海側の会津・信越地方と分けられる。海洋国家である日本において、内陸部に位置する数少ない県（内陸県）である。
2020年国勢調査による群馬県の人口は194万0333人で、47都道府県中第18位。2015年の全国都道府県市区町村別面積調による県面積は、6362.28km2で、47都道府県中、第21位である。2008年度の県内総生産は7兆2216億円であり、世界の過半数の国の国内総生産(GDP) より大きな規模を有している。日本国内で比較すると、47都道府県の中で22位である。一人当たり県民所得は268.9万円である。県庁所在地は前橋市（人口約32万人）である一方、県内最大都市は高崎市（人口約36万人）である。一部新幹線も停車する高崎駅は県内最大のターミナル駅であり、高崎市は交通・商業の中心地である。高崎市と前橋市は隣接した双子都市であり、両都市を包括する前橋市都市圏（人口約126万人）は北関東最大の都市圏である。

かつては前橋市ではなく、高崎市が県庁所在地であった時期もある。

### 名称

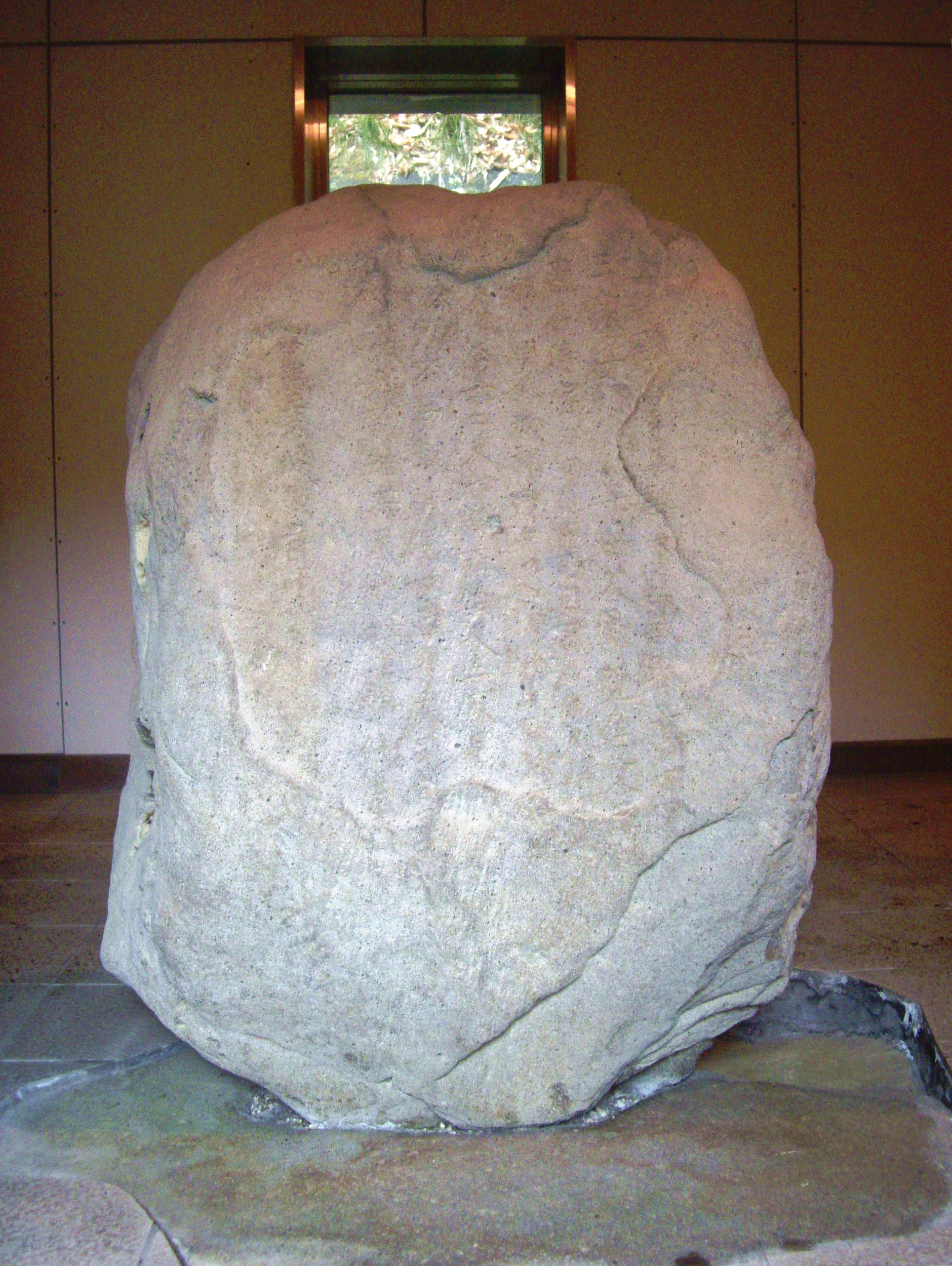
「群馬」の2文字が見える古碑・金井沢碑

上代においては「毛野国」（毛の国）を形成し、これを上下に分かち「上毛野国（かみつけぬのくに）」とされ、のちに上野国（こうずけのくに）となる。現在の県域はほぼ上野国と一致し、今でも異称として「上州（じょうしゅう）」「上毛（じょうもう、かみつけ）」を用いることがある。
郷土の風物・人物を詠んだ「上毛かるた」は広く県民に親しまれている。上毛かるたでは毛野国を「しのぶ毛の国二子塚」と詠んでおり、多くの古墳が築かれた古代毛野地域は、東国における有力な文化圏を形成したと考えられている。
県名は県庁所在地（町）が所属する郡名採用型で、群馬郡に由来する。群馬県庁は、第一次群馬県（1871年 - 1873年）では群馬郡高崎町（現在の高崎市）に設置された後に群馬郡前橋町（現在の前橋市）へ移転、第二次群馬県（1876年 - 現在）でも群馬郡（郡の分割後は西群馬郡）高崎町に設置された後に東群馬郡前橋町へ移転と、高崎から前橋へ移転した経緯がある。
県庁の移転元も移転先も群馬郡の町、なおかつ、郡名採用型の県名であるため、高崎と前橋のどちらを指しているのか判別のしようがないが、高崎と前橋が県庁の誘致で対立した経緯があること、第一次群馬県、第二次群馬県ともに当初は高崎に県庁を設置していること（#主要年表#明治も参照）から、本来的には高崎を指していると評価することは可能である。
群馬郡は、1879年に郡の分割が実施されて西群馬郡高崎町、東群馬郡前橋町となり、1892年に前橋町が市制を施行して東群馬郡を離脱した。そして、1896年に郡の統廃合が実施されて西群馬郡は再び群馬郡の一部に、前橋町離脱後の東群馬郡は勢多郡の一部になった。「県庁所在地が勢多郡前橋であるにもかかわらず群馬県となった」と記述する資料が見られるが、前橋への県庁移転も前橋の郡離脱（市制施行）も郡の統廃合より前であり、不正確な記述である（東群馬郡#歴史も参照）。
県名の由来となった群馬郡は元は「くるまのこおり」と言い、藤原京木簡では「車」の一字で表記されていたが、奈良時代の初めに全国の郡や郷の名を二文字の好字で表記することとなり「群馬」と書くようになった（群馬郡#歴史も参照）。群馬は「馬が群れる」という意味であり、貴重な馬が群れている豊かな土地であった。この地方が古くから馬に関係あったことはよく知られている。

### ローマ字表記
群馬県が定める正式なローマ字表記は訓令式（修正ヘボン式）の「Gunma」であるが、日本国旅券（パスポート）やJR東日本の英語案内などでは旧ヘボン式の「Gumma」も多く使われており、混乱が生じることがある。群馬県でも一時期「Gumma」表記を使用したことがあるが、「Gumma」というスペルの英語に「梅毒のゴム腫」という意味があることも考慮されて戻されたという。「Gunma」と「Gumma」の表記が混在することについて、パスポート所持者や県内の企業・学校が国外の行政機関などから説明を求められることが多いことから、群馬県では2010年以後、ウェブサイトで両方の表記が有効であることについての英文の説明文書（PDFファイル）を掲載しており、説明が必要な際の利用に供している。

### マスコット
県のマスコットは、馬の姿をした「ぐんまちゃん」で、初代と二代目がいる。
初代ぐんまちゃんは、馬場のぼるのデザインによるもので、1983年（昭和58年）に群馬県で開催された第38回国民体育大会（あかぎ国体）のマスコットキャラクターとして登場した。
二代目ぐんまちゃんは、「ゆうまちゃん」の名で、1994年（平成6年）に群馬県で開催された第3回全国知的障害者スポーツ大会（ゆうあいピック）のマスコットキャラクターとして登場した。
2008年（平成20年）7月、東京都中央区銀座に群馬県のアンテナショップである「ぐんま総合情報センター（通称：ぐんまちゃん家）」が開設され、「ゆうまちゃん」が「ぐんまちゃん」を襲名し「二代目ぐんまちゃん」となった。
銀座5丁目にあったぐんまちゃん家は、2018年（平成30年）3月の賃貸契約の満了に伴い
銀座7丁目に移転し、同年6月にリニューアルオープンした
。
2021年10月、テレビアニメ「ぐんまちゃん」を放送。

### 魅力度
ブランド総合研究所が実施した「地域ブランド調査」では、群馬県の魅力度は47都道府県の中で例年40位台を推移している。都道府県別集計が始まった2009年（平成21年）以来、2017年（平成29年）まで9回の調査で、最下位を含めワースト3入りを5回経験している。
| 地域ブランド調査 群馬県の順位推移 | 地域ブランド調査 群馬県の順位推移 |
| --------------------------------- | --------------------------------- |
| 2009年（平成21年）                | 45位                              |
| 2010年（平成22年）                | 41位                              |
| 2011年（平成23年）                | 44位                              |
| 2012年（平成24年）                | 47位                              |
| 2013年（平成25年）                | 44位                              |
| 2014年（平成26年）                | 46位                              |
| 2015年（平成27年）                | 45位                              |
| 2016年（平成28年）                | 45位                              |
| 2017年（平成29年）                | 41位                              |
| 2018年（平成30年）                | 42位                              |
| 2019年（平成31年/令和元年）       | 45位                              |

都道府県単位での評価は高くないが、市町村単位では前橋・高崎・桐生・太田の4市が以下の指標で高評価を得ている。
- 前橋市
  - 全国100都市を対象とした野村総研の「都市成長可能性ランキング」で「子育てしながら働ける環境がある」分野の2位（2017年版）
  - 小売店舗・医療機関数が多く、生活利便性が高い。公園・緑地が充実し、住居環境が快適。
- 高崎市
  - 公共交通機関が充実し、生活利便性が高い。余暇施設が充実し、都市の魅力がある。
- 桐生市
  - 宝島社の「住みたい田舎ベストランキング」総合部門で全国8位（2017年版、子育て世代が住みたい田舎部門で全国11位）。
  - 文化財・史跡数が多く、都市の魅力がある。創業・子育て・移住者向け支援政策が充実。
- 太田市
  - 財政力指数・生産年齢人口比率が高い。地域経済を牽引する有力企業がある。

## 地理

### 位置
関東の西北部に位置し、南は埼玉県、西は長野県、北は新潟県・福島県、東は栃木県に囲まれた内陸県である。群馬県と福島県の県境地域は、自然環境保護のため自家用車の乗り入れが規制された尾瀬国立公園となっており、車両による往来ができない。
県の形が羽を広げた鶴のように見えるため、上毛かるたでは「つる舞う形の群馬県」という札がある。そのため、群馬県人は地域をさすのに鶴の一部に見立てた表現を用いることがある。群馬県の広報番組では、県最東端の板倉町を「鶴のくちばし」、県東南部に位置する館林市は、市の位置を「鶴の頭の部分」であると説明している。

### 自然公園

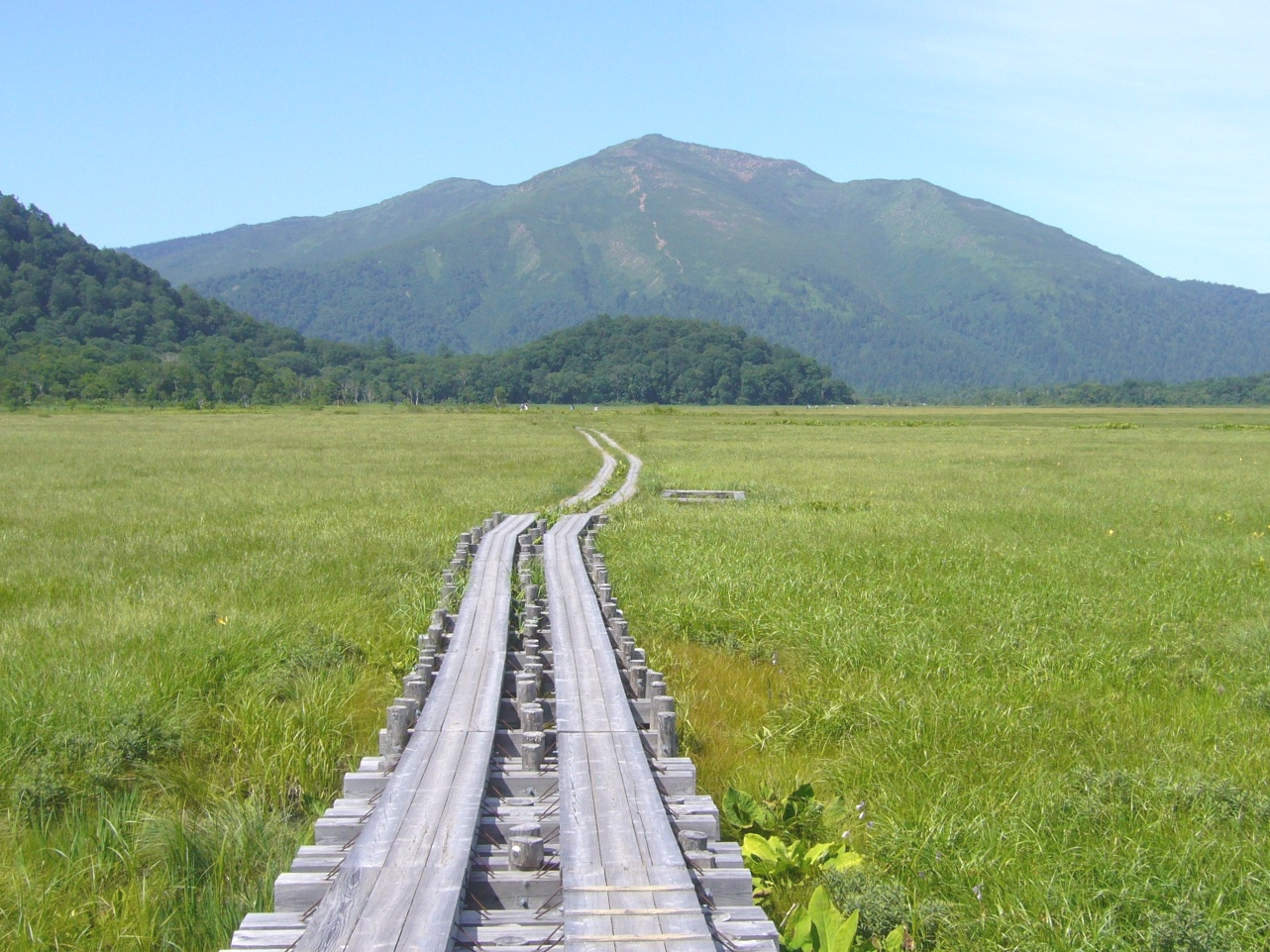
尾瀬ヶ原

- 国立公園
  - 尾瀬国立公園
  - 上信越高原国立公園
  - 日光国立公園
- 国定公園
  - 妙義荒船佐久高原国定公園

### 地勢

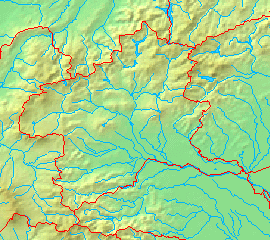
地形図

県域東南部は関東平野となっており、県の人口の7割ほどが集中している。県内の地域ごとに拠点都市が分散していることから明確な首位都市が存在しない。県域南部は中毛・西毛・東毛の三地域に区分される。県中央部にあたる中毛地域は、県庁所在地・前橋市や、銘仙の産地・伊勢崎市がある。県西部の西毛地域は、首都圏と信越地域を結ぶ交通の要衝・高崎市がある。前橋市と高崎市周辺は両翼都市として県の中心地域となっている。 県東部の東毛地域は、織物業が盛んで織都と称される桐生市、SUBARU（スバル）の所在地で自動車産業を中心とする工業都市・太田市がある。
県域西部から北部にかけて関東山地・三国山脈などの山地が連なり、長野県との県境にある浅間山を始め、新潟県との県境に近い谷川岳、赤城山・榛名山・妙義山の上毛三山がある。県域には日本百名山に数えられる山が11座存在し、これは山梨県と並んで、長野県の29座に次ぐ数である。県域北部の北毛地域にあたる標高の高い山岳地帯では豪雪地帯に指定されることが多く、スキー場も多い。浅間山や草津白根山は活動度が高い活火山であり、国際的な観光地草津温泉を始め伊香保温泉・水上温泉・四万温泉・万座温泉など温泉地が豊富である。
大水上山を水源とする利根川は、吾妻川・神流川・渡良瀬川など県内の諸河川を集め、東流して太平洋及び東京湾に注ぐ。分水嶺を挟んだ県域である信濃川流域の野反湖と阿賀野川流域の尾瀬の水は日本海へ注ぎ、関東地方で日本海側河川の集水域になっているのは群馬県だけである。また、利根川流域の一つ鏑川の源流は長野県佐久市となり長野県域を源流に持つ。
- 日本、関東地方
- 隣接都道府県：福島県 - 栃木県 - 埼玉県 - 新潟県 - 長野県
- 平野・盆地
  - 関東平野
  - 沼田盆地、中之条盆地
- 山岳・丘陵上空から見た浅間山
  - 越後山脈（三国山脈）

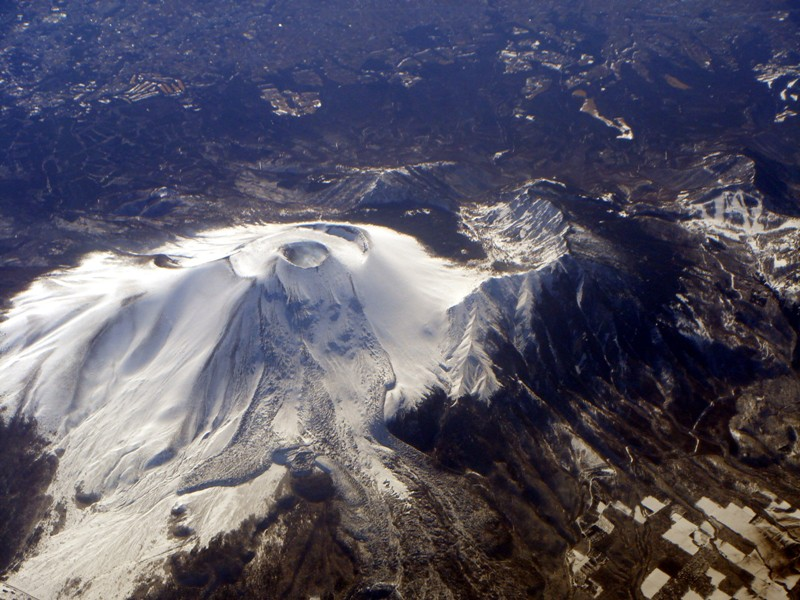
上空から見た浅間山

    - 三国山、谷川岳、巻機山、大水上山、至仏山

  - 武尊山、迦葉山
  - 足尾山地
    - 皇海山、袈裟丸山、栗生山、荒神山
    - 根本山、鳴神山、城山、吾妻山

  - 八王子丘陵
    - 茶臼山、金山

  - 赤城山、橘山
  - 榛名山、観音山
  - 小野子山、子持山
  - 関東山地（上武山地）
    - 稲含山、天狗山、牛伏山、庚申山
    - 赤久縄山、御荷鉾山、桜山
    - 諏訪山

  - 妙義山、荒船山（妙義荒船佐久高原国定公園）
  - 鼻曲山、浅間隠山、角落山、石尊山、崇台山
  - 浅間山、湯ノ丸山、四阿山、草津白根山、白砂山
- 河川渡良瀬川
  - 利根川

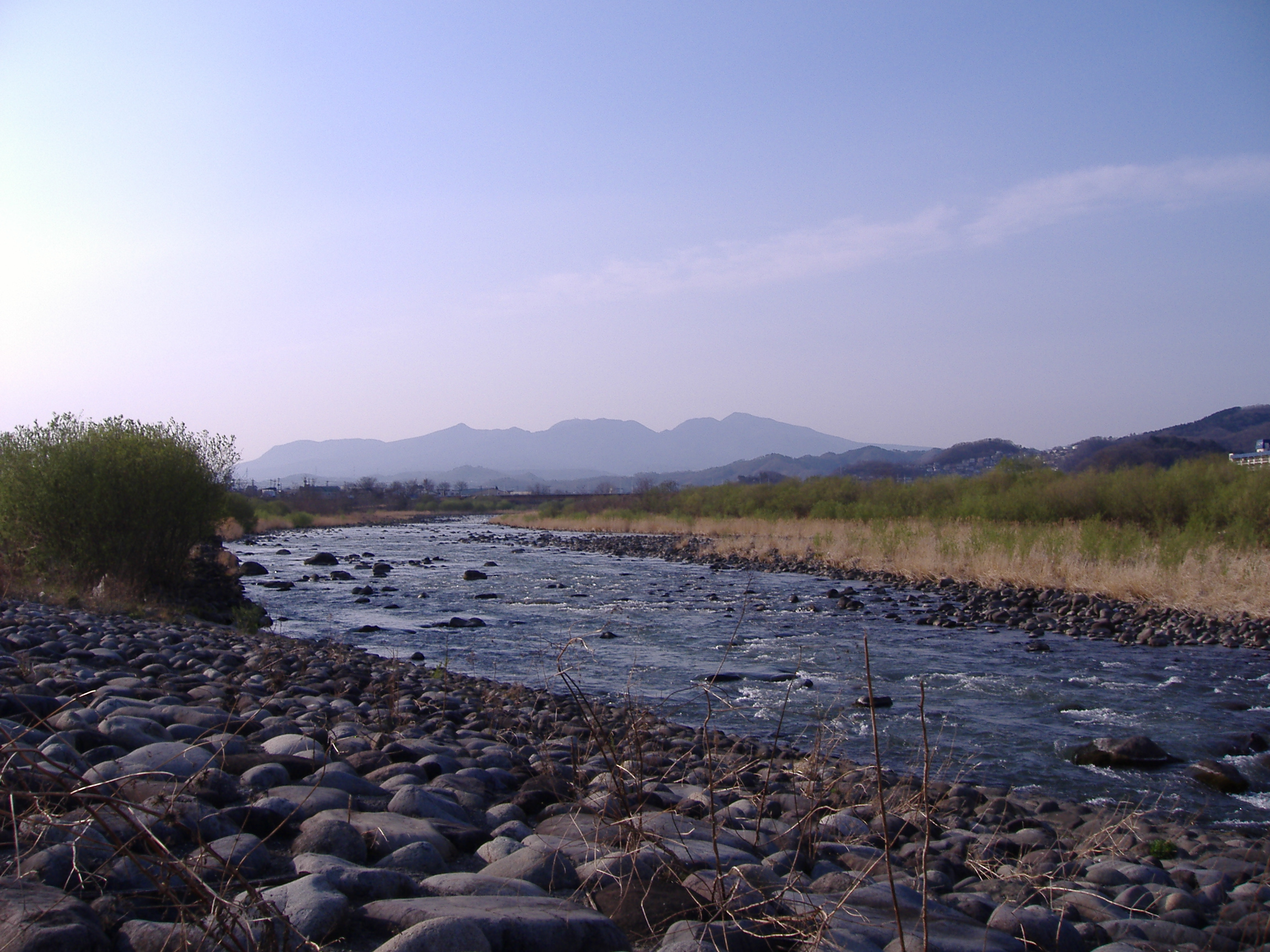
渡良瀬川

    - 楢俣川、湯ノ小屋沢川、湯檜曽川、谷川、阿能川、赤谷川、四釜川、薄根川、発知川
    - 片品川、塗川、泙川、根利川、赤城川、白沢川
    - 沼尾川、栗の木川、天竜川
    - 吾妻川、万座川、熊川、白砂川、温川、四万川、名久田川、沼尾川
    - 平沢川、木曽川、牛王川、橘川、滝の沢川、吉岡川、牛王頭川
    - 烏川、長井川、相間川、榛名川、滑川、榛名白川、車川、里見川
    - 碓氷川、入山川、霧積川、九十九川、増田川、後閑川、秋間川、柳瀬川、岩井川
    - 鏑川、南牧川、雄川、高田川、丹生川、星川、鮎川
    - 井野川、唐沢川、天王川、染谷川
    - 神流川、黒川、東福寺川、間物沢川、塩沢川、気奈沢川、飯島川、三波川、三名川、笹川
    - 広瀬川、桃ノ木川、赤城白川、荒砥川、神沢川、粕川、蕨沢川、鏑木川
    - 早川、石田川、蛇川、八瀬川、休泊川

  - 渡良瀬川
    - 黒坂石川、柱戸川、小中川、小黒川、川口川、深沢川、小平川、山田川、小倉川、広沢川
    - 桐生川、皆沢川、忍山川、高沢川、黒川、小友川
    - 矢場川、多々良川、孫兵衛川
    - 谷田川、新谷田川、新堀川、近藤川、茂林寺川、鶴生田川、板倉川

  - 信濃川 - 本流は県内を流れていない
    - 中津川

  - 阿賀野川 - 本流は県内を流れていない
    - 只見川
- 湖沼 利水施設 - 尾瀬沼、矢木沢ダム、渡良瀬遊水地、野反湖、群馬用水

### 気候
日本の気候区分では北毛が日本海側気候、吾妻郡と西毛が中央高地式気候、高崎、前橋、伊勢崎、太田、館林など南部平野部が太平洋側気候であり、標高差も大きいため他の関東地方の都県と比較して気候差が大きい。高崎、前橋などは太平洋側気候と内陸性気候を併せ持つ。気象庁観測所の観測値に基づくと、ケッペンの気候区分では、前橋、高崎、沼田、中之条、下仁田、桐生などの県下主要都市を含む中南部地域の大部分が温暖湿潤気候に類される。このほか、神流において温帯夏雨気候、みなかみ町藤原において西岸海洋性気候、草津と嬬恋村田代において亜寒帯湿潤気候が見られる。

#### 夏
南北で気候の差が大きく、夏は前橋、伊勢崎、館林などを中心とした南部では熊谷など埼玉県北部と同様、赤城山や秩父山地からのフェーン現象と東京都心のヒートアイランド現象によって発せられた熱風の影響で猛暑日に達することがよくあり、40度前後まで上がることもあるなど日本でも有数の酷暑地帯となる。特に前橋市や伊勢崎市では前述のヒートアイランド現象やフェーン現象が顕著に現れ、日没後も気温が下がりにくい状態が続く。館林市では2010年から3年連続で猛暑日の年間日数の国内最多を記録している。対して北部は気温が低く、上がっても30°Cを少し越える程度。特に標高1000mを超える草津などは真夏日はおろか、夏日が観測されることさえ少ないほど冷涼であるなど、県内でも地域によって極端な差がみられる。また、南部ではこの高温の影響により雷が多く上州名物として全国的に知られており、また雷雲が北部山岳地から太平洋に抜ける通り道となっていることから、かみなり銀座とも呼ばれる。

#### 冬
冬は南部では他地域の関東平野と同様に乾燥した晴れの日が多く雪は少ないが、風が強い（赤城おろし）。気温は晴れれば10°Cを越えることも多いが、関東地方の中では寒気の影響を受けやすいため日中でも晴れても5°C前後までしか上がらないこともある。また、内陸にあるため冬日は比較的多いが、季節風が強いために、隣接する栃木県及びその東隣の茨城県に比べると朝晩の冷え込みは緩やかであり、1月の最低平均気温は前橋が-0.5°C、伊勢崎が-0.6°Cと高く、南関東のさいたま市（-1.1°C）、多摩地方の府中市（-0.7°C）、房総の佐倉市（-1.8°C）よりも高く最低気温が下がりにくい。真冬日はほとんどない。ただし、前述したとおり季節風が強いため、実際の気温よりも低く感じられることが多い。北部は日本海からの雪雲の影響で雪が多く（みなかみ町藤原では2006年1月26日に301cmの積雪深を観測）、豪雪地帯（片品村は関東地方唯一の特別豪雪地帯）に指定されている地域が多い。気温も南部と比較すると夏同様に低く、冬日はほぼ毎日、真冬日もよく観測される。また、標高が1000mを超える北東部の尾瀬周辺と西部の嬬恋村や長野原町の北軽井沢などは特に、冷え込みが厳しく、放射冷却により時にマイナス20度以下まで冷え込むことがあるほどであるが、みなかみ町などの北部と違って西部の高原地帯は比較的降雪量は少ない。

#### 年間平均気温・降水量
年平均気温は南部（前橋）で15.0°C、北部（沼田）で12.1°Cであり、最も高いのは伊勢崎で15.5°C、最も低いのは嬬恋村田代で7.4°Cである。内陸にあるため、南北ともに一日の気温差が大きい。年間の降水量は南部では1,200mm前後の地点が多い。北部は1,100mm - 1,700mm程度で、南部と比べると地域差が大きい。
| 平年値 （月単位） | 平年値 （月単位） | 北部          | 北部          | 北部          | 北部          | 北部          | 北部          | 北部          | 南部          | 南部          | 南部          | 南部          | 南部          | 南部            | 南部                   | 南部          | 南部          | 南部              |
| 平年値 （月単位） | 平年値 （月単位） | 北毛          | 北毛          | 北毛          | 北毛          | 吾妻          | 吾妻          | 吾妻          | 中毛          | 中毛          | 西毛          | 西毛          | 西毛          | 西毛            | 西毛                   | 東毛          | 東毛          | 東毛              |
| 平年値 （月単位） | 平年値 （月単位） | 沼田          | みなかみ町    | みなかみ町    | 片品          | 中之条        | 草津          | 嬬恋村 田代   | 前橋          | 伊勢崎        | 高崎市        | 高崎市        | 藤岡          | 下仁田町 西野牧 | 神流                   | 桐生市        | 桐生市        | 館林              |
| 平年値 （月単位） | 平年値 （月単位） | 沼田          | 藤原          | 湯原          | 片品          | 中之条        | 草津          | 嬬恋村 田代   | 前橋          | 伊勢崎        | 上里見町      | 榛名山        | 藤岡          | 下仁田町 西野牧 | 神流                   | 元宿町        | 黒保根町      | 館林              |
| ----------------- | ----------------- | ------------- | ------------- | ------------- | ------------- | ------------- | ------------- | ------------- | ------------- | ------------- | ------------- | ------------- | ------------- | --------------- | ---------------------- | ------------- | ------------- | ----------------- |
| 平均 気温 （°C）  | 最暖月            | 24.6 （8月）  | 21.6 （8月）  | 22.7 （8月）  | -             | 24.6 （8月）  | 19.6 （8月）  | 19.6 （8月）  | 26.8 （8月）  | 27.4 （8月）  | 25.8 （8月）  | -             | -             | 24.2 （8月）    | 23.8 （8月）           | 26.2 （8月）  | -             | 27.3 （8月）      |
| 平均 気温 （°C）  | 最寒月            | -0.1 （1月）  | -2.5 （1月）  | -1.2 （1月）  | -             | 0.4 （1月）   | -4.1 （1月）  | -4.5 （2月）  | 3.7 （1月）   | 4.1 （1月）   | 2.6 （1月）   | -             | -             | 1.1 （1月）     | 0.6 （1月）            | 3.4 （1月）   | -             | 4.0 （1月）       |
| 降水量 （mm）     | 最多月            | 178.4 （7月） | 219.4 （1月） | 215.8 （7月） | 183.8 （7月） | 213.6 （9月） | 263.5 （7月） | 220.2 （9月） | 204.3 （9月） | 190.4 （7月） | 221.6 （8月） | 381.3 （8月） | 186.2 （9月） | 205.4 （9月）   | 224.3 （9月）          | 201.3 （7月） | 254.4 （7月） | 167.9 （9月）     |
| 降水量 （mm）     | 最少月            | 37.8 （12月） | 89.6 （4月）  | 90.9 （11月） | 56.6 （11月） | 29.0 （12月） | 60.4 （12月） | 46.2 （12月） | 23.8 （12月） | 25.3 （2月）  | 23.6 （12月） | 33.5 （12月） | 22.5 （12月） | 20.9 （12月）   | 22.4 （12月）          | 28.4 （2月）  | 29.9 （12月） | 33.0 （12月）     |
| 降水 日数 （日）  | 最多月            | 14.9 （7月）  | 21.1 （1月）  | 18.7 （1月）  | 15.2 （7月）  | 15.1 （7月）  | 18.2 （7月）  | 16.4 （7月）  | 14.7 （7月）  | 14.3 （7月）  | 16.0 （7月）  | 18.3 （7月）  | 13.9 （7月）  | 16.1 （7月）    | 15.2 （7月）           | 14.7 （7月）  | 16.3 （7月）  | 12.6 （7月）      |
| 降水 日数 （日）  | 最少月            | 6.3 （11月）  | 12.3 （5月）  | 11.8 （4月）  | 7.6 （11月）  | 4.5 （1月）   | 8.2 （11月）  | 7.4 （11月）  | 2.9 （1月）   | 2.9 （1月）   | 3.5 （1月）   | 5.3 （1月）   | 3.2 （1月）   | 3.8 （1月）     | 3.7 （1月、2月、12月） | 3.5 （1月）   | 4.1 （12月）  | 3.8 （1月、12月） |

- 伊勢崎は1998年〜2020年のデータ。

## 地域

### 地域区分

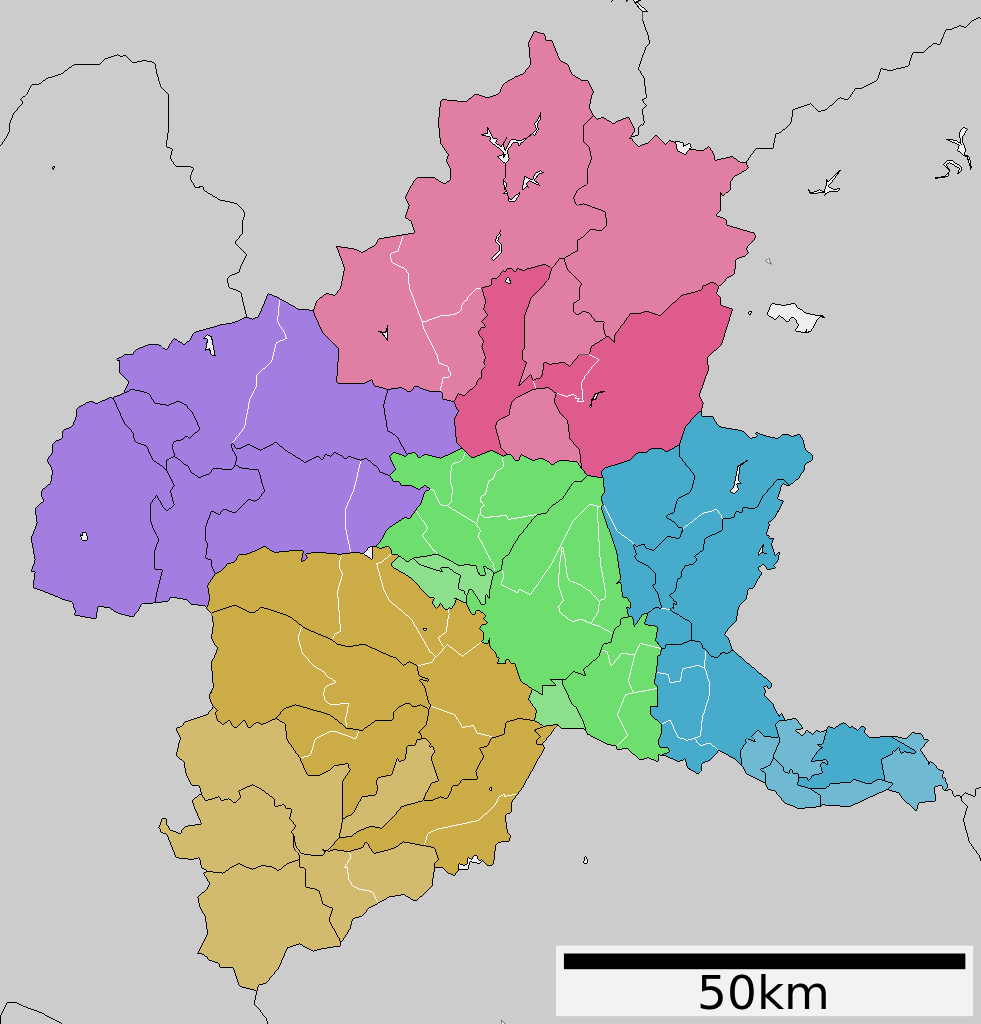
群馬県の地域区分。

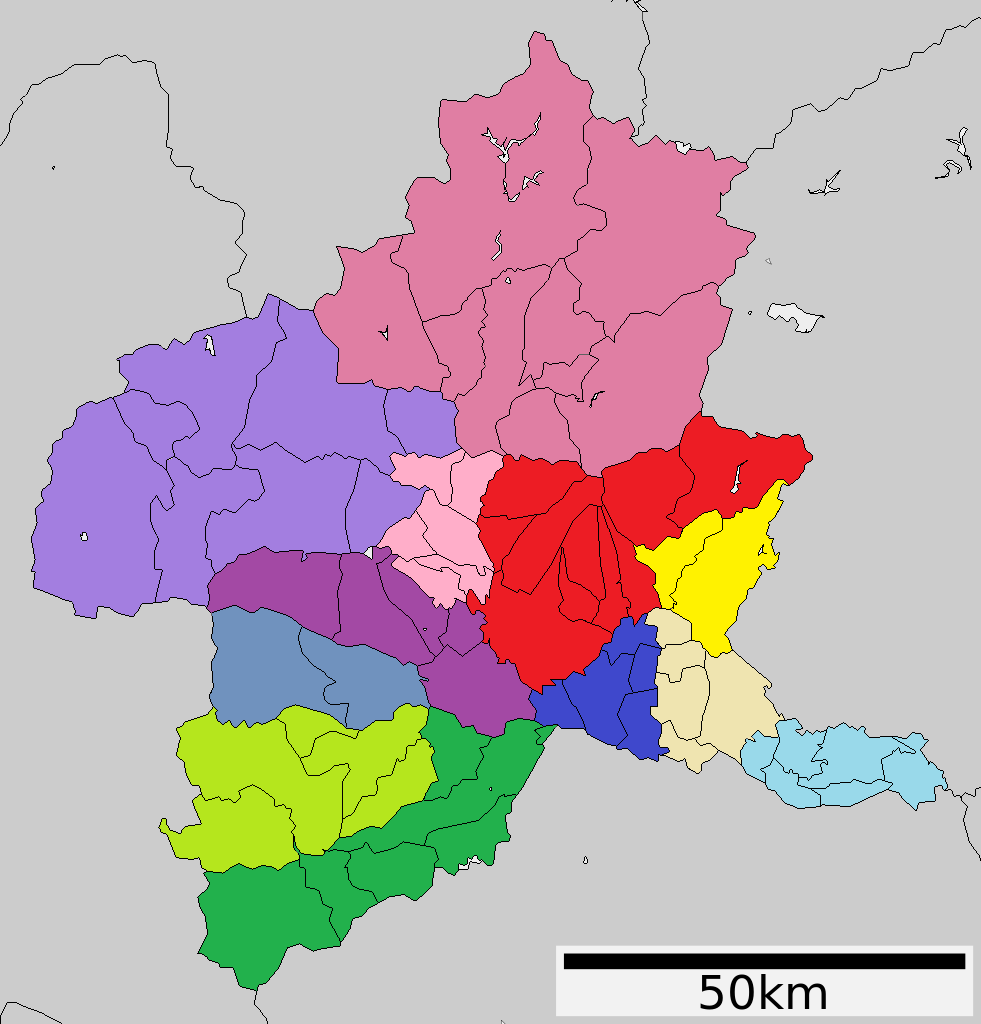

群馬県庁による5地域区分。2005年（平成17年）度から2014年（平成26年）度まで設置されていた5つの県民局の管轄区域に相当する。
- 中部地域（前橋市、伊勢崎市、渋川市、北群馬郡、佐波郡）
- 西部地域（高崎市、藤岡市、富岡市、安中市、多野郡、甘楽郡）
- 東部地域（桐生市、太田市、館林市、みどり市、邑楽郡）
- 利根沼田地域（沼田市、利根郡）
- 吾妻地域（吾妻郡）

元々は以下の4地域で構成されている。地方裁判所や地方検察庁の管轄では、吾妻地区は本庁に、東毛は桐生地区と太田地区に分けられ、前橋・高崎・桐生・太田・沼田の5地域区分となる。
- 中毛地域（前橋市、伊勢崎市、渋川市、北群馬郡、佐波郡）
- 西毛地域（高崎市、藤岡市、富岡市、安中市、多野郡、甘楽郡）
- 東毛地域（桐生市、太田市、館林市、みどり市、邑楽郡）
- 北毛地域（沼田市、利根郡、吾妻郡）

以下は広域市町村圏などによる10地域区分である。高崎と安中、太田と邑楽館林は同一の広域市町村圏を構成している。税務署の管轄では、渋川地区と安中地区は高崎税務署の管内に、太田地区は館林税務署の管内に含まれ、前橋・高崎・桐生・伊勢崎・沼田・館林・藤岡・富岡・中之条の9地域区分となる。
- 前橋地区（前橋市）
- 伊勢崎地区（伊勢崎市、佐波郡）
- 渋川地区（渋川市、北群馬郡）
- 高崎・安中地区（高崎市、安中市）
- 藤岡地区（藤岡市、多野郡）
- 富岡地区（富岡市、甘楽郡）
- 沼田地区（沼田市、利根郡）
- 吾妻地区（吾妻郡）
- 桐生地区（桐生市、みどり市）
- 太田・館林地区（太田市、館林市、邑楽郡）

以下は昭和前期に設置されていた地方事務所による10地域区分である。
- 勢多地区（前橋市、勢多郡）
- 群馬地区（高崎市、群馬郡）
- 多野地区（多野郡）
- 北甘楽地区（北甘楽郡）
- 碓氷地区（碓氷郡）
- 吾妻地区（吾妻郡）
- 利根地区（利根郡）
- 佐波地区（伊勢崎市、佐波郡）
- 新田山田地区（桐生市、新田郡、山田郡）
- 邑楽地区（邑楽郡）

以下は二次医療圏・土木事務所による12地域区分である。警察署の管轄では、前橋地区は前橋・前橋東に、吾妻地区は吾妻・長野原に、館林地区は館林・大泉に分けられ、前橋・前橋東・伊勢崎・渋川・高崎・藤岡・富岡・安中・沼田・吾妻・長野原・桐生・太田・館林・大泉の15地域区分となる。
- 前橋地区（前橋市）
- 伊勢崎地区（伊勢崎市、佐波郡）
- 渋川地区（渋川市、北群馬郡）
- 高崎地区（高崎市）
- 藤岡地区（藤岡市、多野郡）
- 富岡地区（富岡市、甘楽郡）
- 安中地区（安中市）
- 沼田地区（沼田市、利根郡）
- 吾妻地区（吾妻郡）
- 桐生地区（桐生市、みどり市）
- 太田地区（太田市）
- 館林地区（館林市、邑楽郡）

以下は郡市による12地域区分である。1949年（昭和24年）10月1日の北群馬郡設置以後、平成の大合併による郡市の再編まで用いられた。
- 勢多・前橋地区
- 佐波・伊勢崎地区
- 北群馬・渋川地区
- 群馬・高崎地区
- 多野・藤岡地区
- 甘楽・富岡地区
- 碓氷・安中地区
- 利根・沼田地区
- 吾妻地区
- 山田・桐生地区
- 新田・太田地区
- 邑楽・館林地区

### 地域区分対照表
| 四区分 | 五区分 | 十区分     | 十二区分 | 市郡町村                                                       |
| ------ | ------ | ---------- | -------- | -------------------------------------------------------------- |
| 中毛   | 中部   | 前橋       | 前橋     | 前橋市                                                         |
| 中毛   | 中部   | 伊勢崎     | 伊勢崎   | 伊勢崎市、佐波郡（玉村町）                                     |
| 中毛   | 中部   | 渋川       | 渋川     | 渋川市、北群馬郡（榛東村、吉岡町）                             |
| 西毛   | 西部   | 高崎・安中 | 高崎     | 高崎市                                                         |
| 西毛   | 西部   | 高崎・安中 | 安中     | 安中市                                                         |
| 西毛   | 西部   | 藤岡       | 藤岡     | 藤岡市、多野郡（上野村、神流町）                               |
| 西毛   | 西部   | 富岡       | 富岡     | 富岡市、甘楽郡（下仁田町、南牧村、甘楽町）                     |
| 北毛   | 利根   | 沼田       | 沼田     | 沼田市、利根郡（片品村、川場村、昭和村、みなかみ町）           |
| 北毛   | 吾妻   | 中之条     | 中之条   | 吾妻郡（中之条町、長野原町、嬬恋村、草津町、高山村、東吾妻町） |
| 東毛   | 東部   | 桐生       | 桐生     | 桐生市、みどり市                                               |
| 東毛   | 東部   | 太田・館林 | 太田     | 太田市                                                         |
| 東毛   | 東部   | 太田・館林 | 館林     | 館林市、邑楽郡（板倉町、明和町、千代田町、大泉町、邑楽町）     |

### 市町村
群馬県には、35の市町村がある。以下、12市7郡15町8村を記載する。市制施行が可能な町はなし、町制施行が可能な村は榛東村の1村。「町」「村」の読み方はそれぞれすべて「まち」「むら」。
人口は2025年7月1日現在。県庁所在地の前橋市が約33万人、隣接する高崎市が約37万人であり、実質的に双子都市となっているが、行政面では別々の地域とされることがほとんどである。岡山県の岡山市と倉敷市、埼玉県の旧浦和市と旧大宮市（現・さいたま市）の関係に似ている。

#### 中毛地域

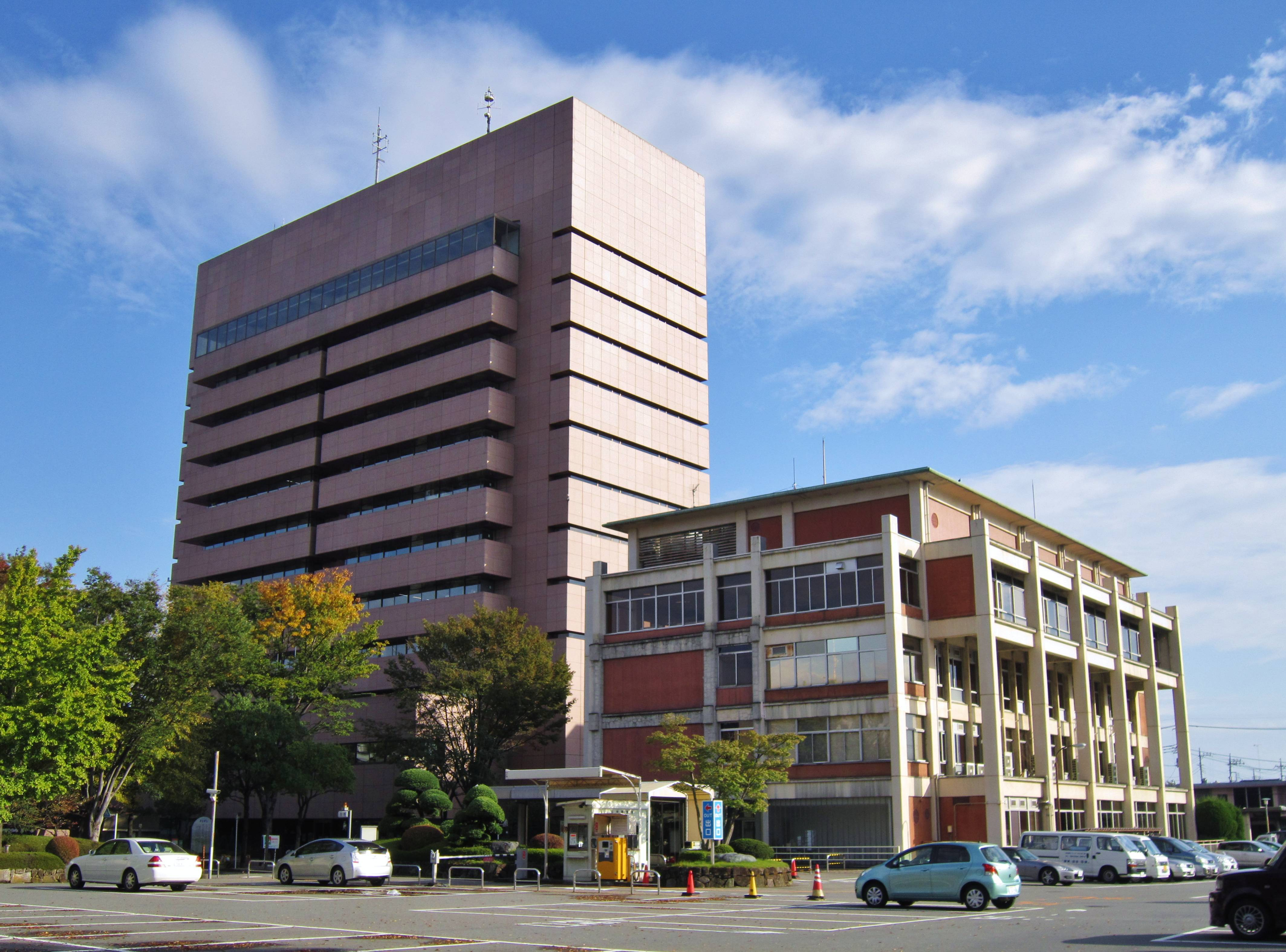
前橋市役所

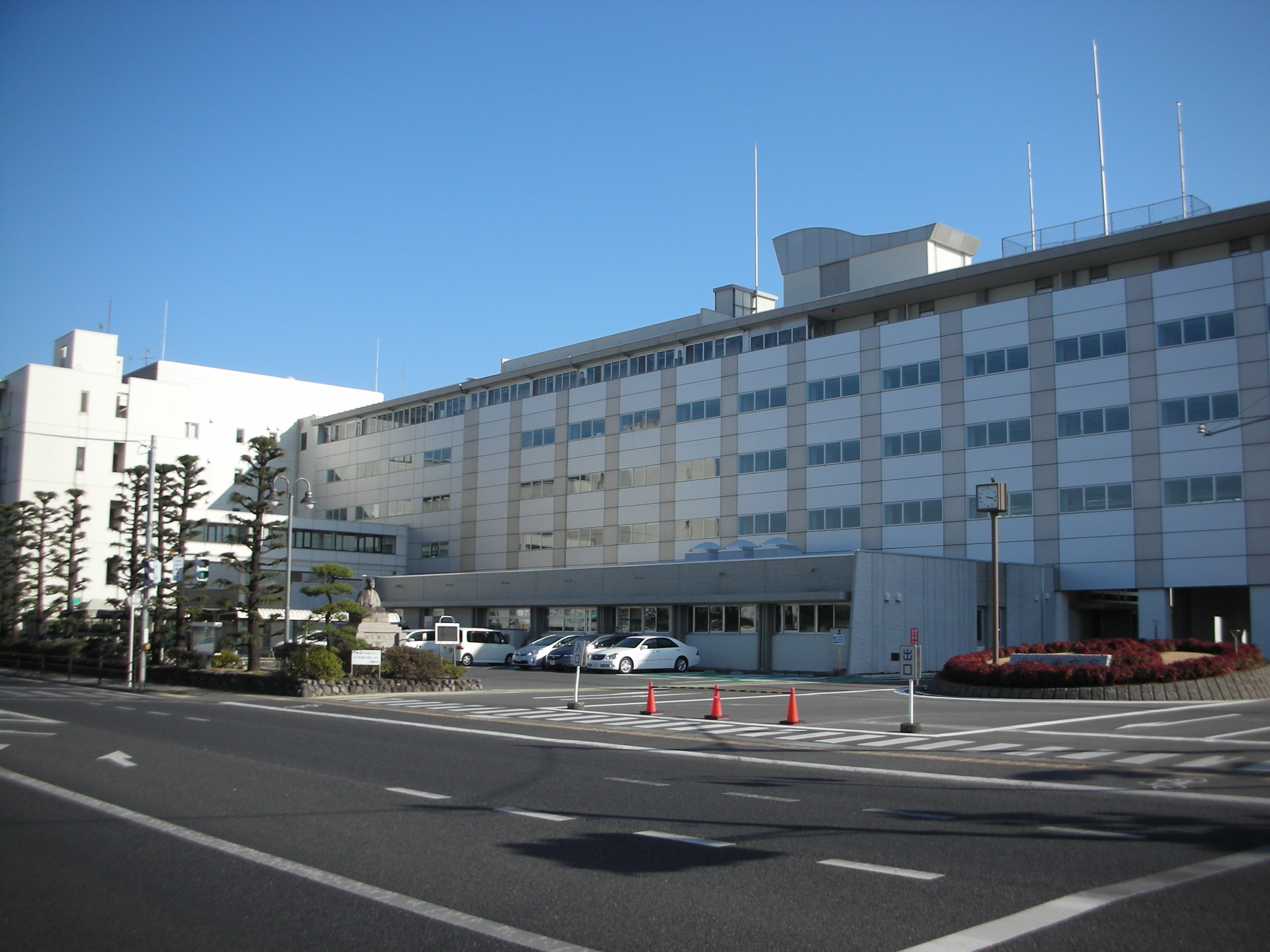
伊勢崎市役所

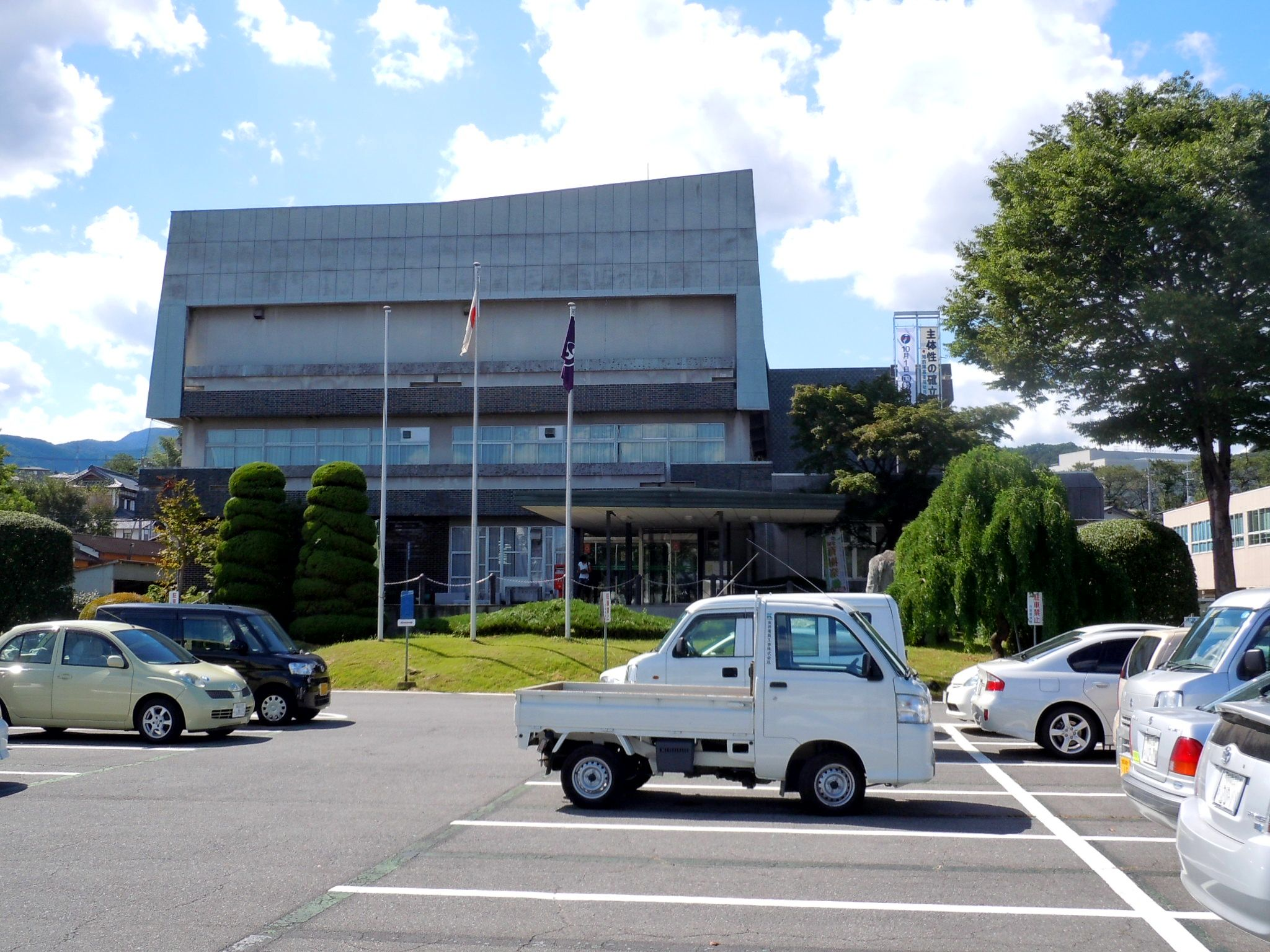
渋川市役所

中毛地域は、群馬県中南部を占める地域である。3市2郡2町1村がある。西毛・北毛・東毛、埼玉県大里・児玉の各地域と接する。前橋市・伊勢崎市・玉村町が、前橋・高崎地方拠点都市地域の一部に含まれ、前橋市が西毛の高崎市とともに地域の中心都市に指定されている。
- 市
  - 前橋市

県中部の中心都市。県庁所在地。中核市。もと前橋藩の城下町。製糸業の中心地として栄え、明治期に前橋製糸所が置かれた。市域の中心を利根川とその分流である広瀬川が流れる。市街地は利根川の両岸に広がり、利根川東岸に群馬県庁・両毛線前橋駅・上毛電鉄中央前橋駅、西岸に上越線新前橋駅・上野総社神社がある。市の東北部に赤城山・赤城神社がある。人口は325,112人で県内第2位。1892年（明治25年）4月1日、東群馬郡前橋町が県内で初めて市制施行。2004年（平成16年）12月5日、勢多郡大胡町・宮城村・粕川村を、2009年（平成21年）5月5日に富士見村を編入した。養豚・花卉の栽培が盛んで、豚カツ・ソースかつ丼など豚肉料理が名物。バラの生産量が高いことから、前橋市の花としてバラが制定されており、ぐんまフラワーパークや敷島公園にバラ園がある。
  - 伊勢崎市

県中南部の市。施行時特例市。伊勢崎銘仙の産地として知られる。市の西南部を利根川が流れ、市街地は利根川の分流・広瀬川の東岸、伊勢崎神社を中心として広がる。市街地北部に両毛線・東武伊勢崎線の伊勢崎駅がある。市北部に華蔵寺公園がある。市の南部を日光例幣使街道が通じ、柴・境の二つの宿場があった。境地区にある養蚕家屋の田島弥平旧宅は世界遺産「富岡製糸場と絹産業遺産群」の構成資産である。人口は210,321人で、県内第4位。1940年（昭和15年）9月13日、佐波郡伊勢崎町・殖蓮村・茂呂村が合併して県内4番目に市制施行。2005年（平成17年）1月1日に佐波郡境町・東村・赤堀町と合併。
  - 渋川市

県中北部の市。中心市街の渋川はもと三国街道の宿場町で、榛名山の東麓、利根川と吾妻川の合流点の西南に位置する。市街地東部に上越線・吾妻線渋川駅、南部に関越自動車道渋川伊香保ICがある。人口は70,221人。1954年（昭和29年）4月1日、北群馬郡渋川町・金島村・古巻村・豊秋村が合併して成立。2006年（平成18年）2月20日、勢多郡北橘村・赤城村・北群馬郡子持村・小野上村・伊香保町と合併。利根川東岸に橘山・赤城山、吾妻川北岸に子持山・小野子山がある。子持地区はコンニャクの産地として知られる。榛名山東斜面に位置する伊香保地区に伊香保温泉・伊香保神社・水澤寺があり、温泉饅頭・うどんが名物である。
- 北群馬郡
  - 榛東村

榛名山の東麓にある村。ブドウの産地。陸上自衛隊の相馬原駐屯地がある。1957年（昭和32年）3月30日、北群馬郡桃井村（初代）と群馬郡相馬村広馬場が合併して桃井村が成立。1959年（昭和34年）8月1日、桃井村が榛東村に改称。人口は14,020人。
  - 吉岡町

榛名山東南麓の町。北部の小倉地区はブドウの生産が盛ん。関越自動車道の駒寄PA・SICがある。1955年（昭和30年）4月1日、北群馬郡駒寄村・明治村が合併して吉岡村が成立。1991年（平成3年）4月1日、町制施行。人口は22,722人。
- 佐波郡
  - 玉村町

県中南部の町。町の北部から東部にかけて利根川が、南部を烏川が流れている。町の中部に日光例幣使街道が通じ、玉村・五料の二つの宿場町があった。1955年（昭和30年）4月20日、玉村町（初代）と芝根村が合併して玉村町（二代目）が成立。1957年（昭和32年）8月1日、玉村町と上陽村が合併して玉村町（三代目）が成立。人口は35,049人で、県内の町村部では第2位。

#### 西毛地域

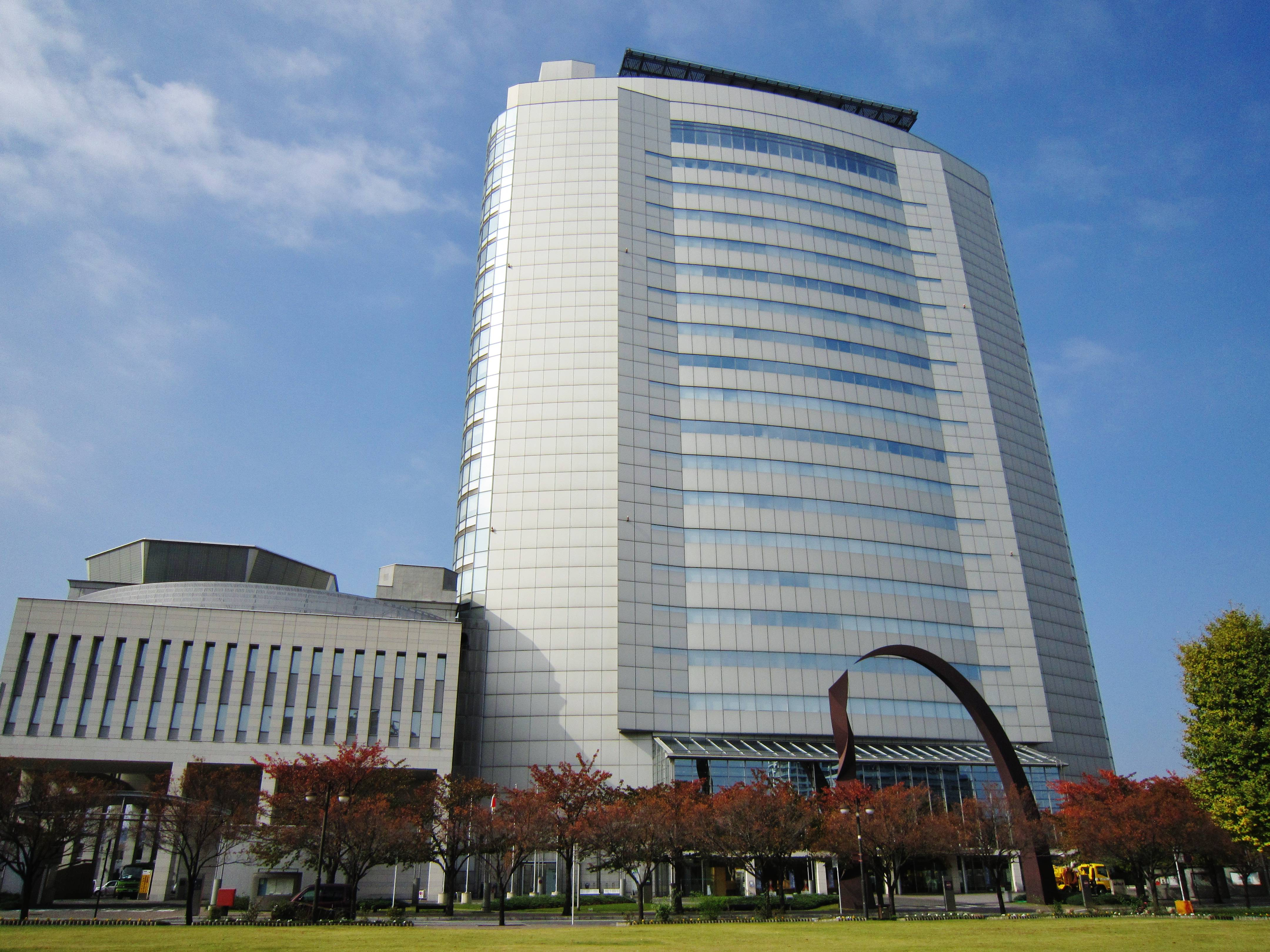
高崎市役所

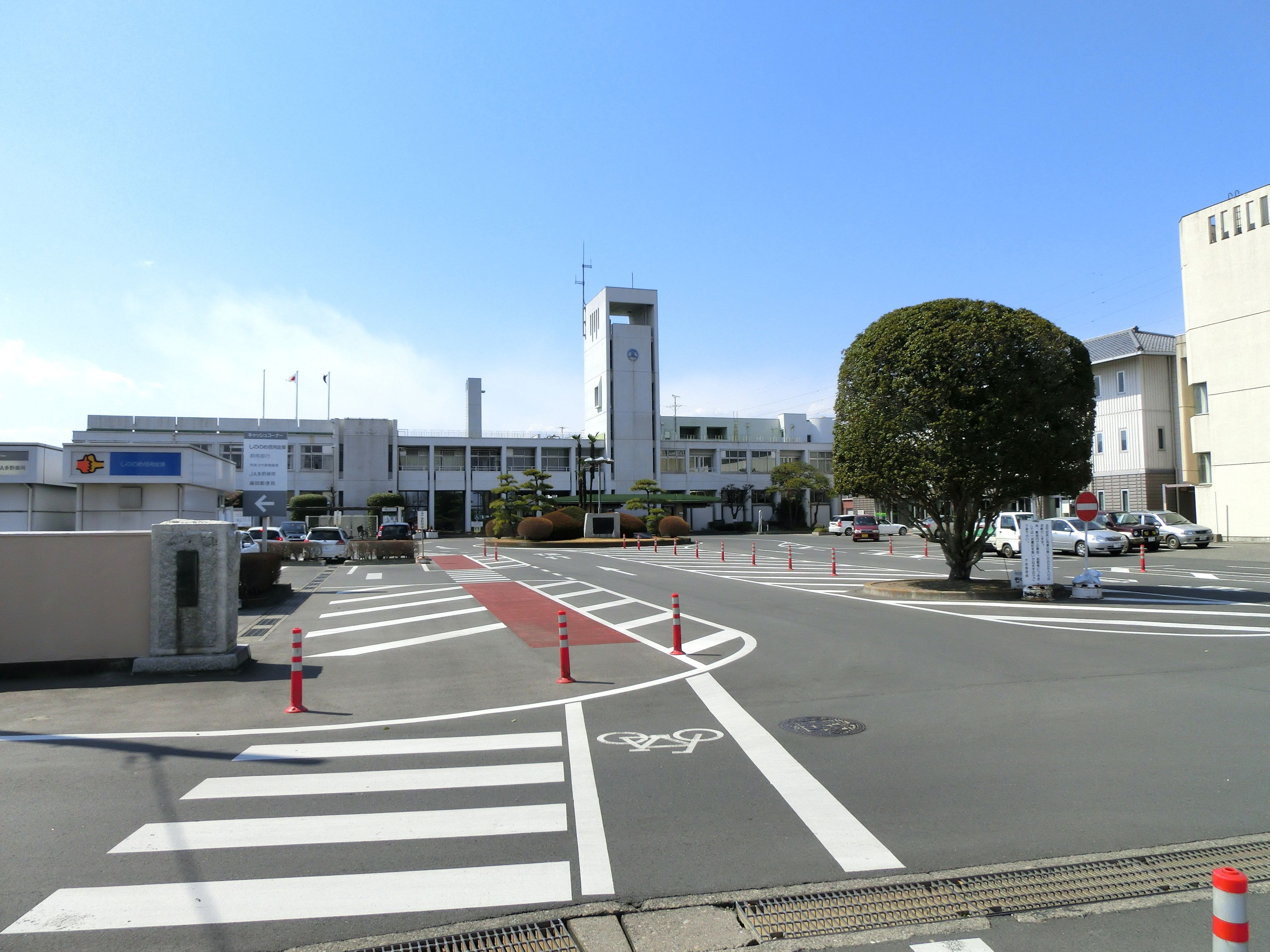
藤岡市役所

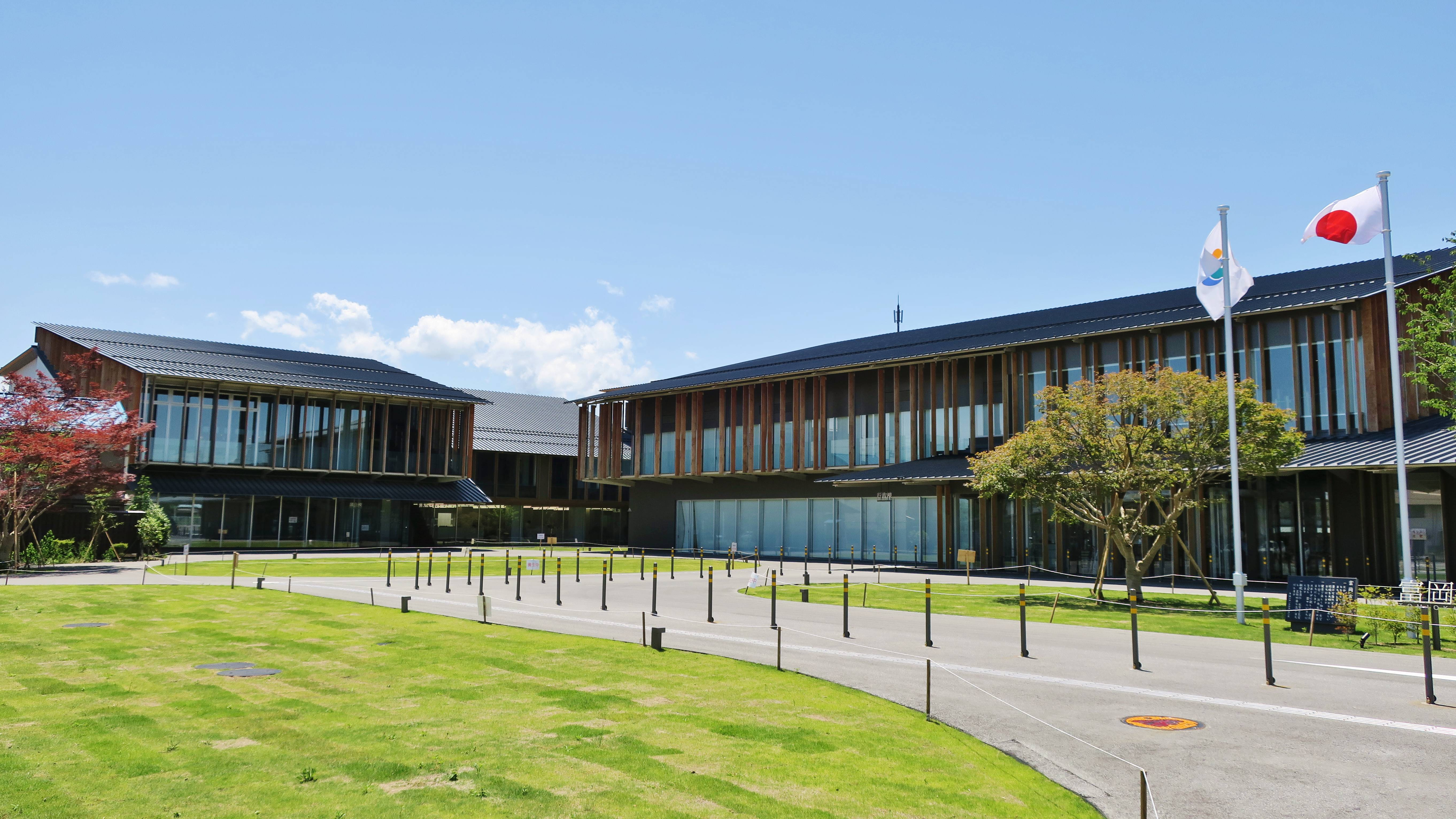
富岡市役所

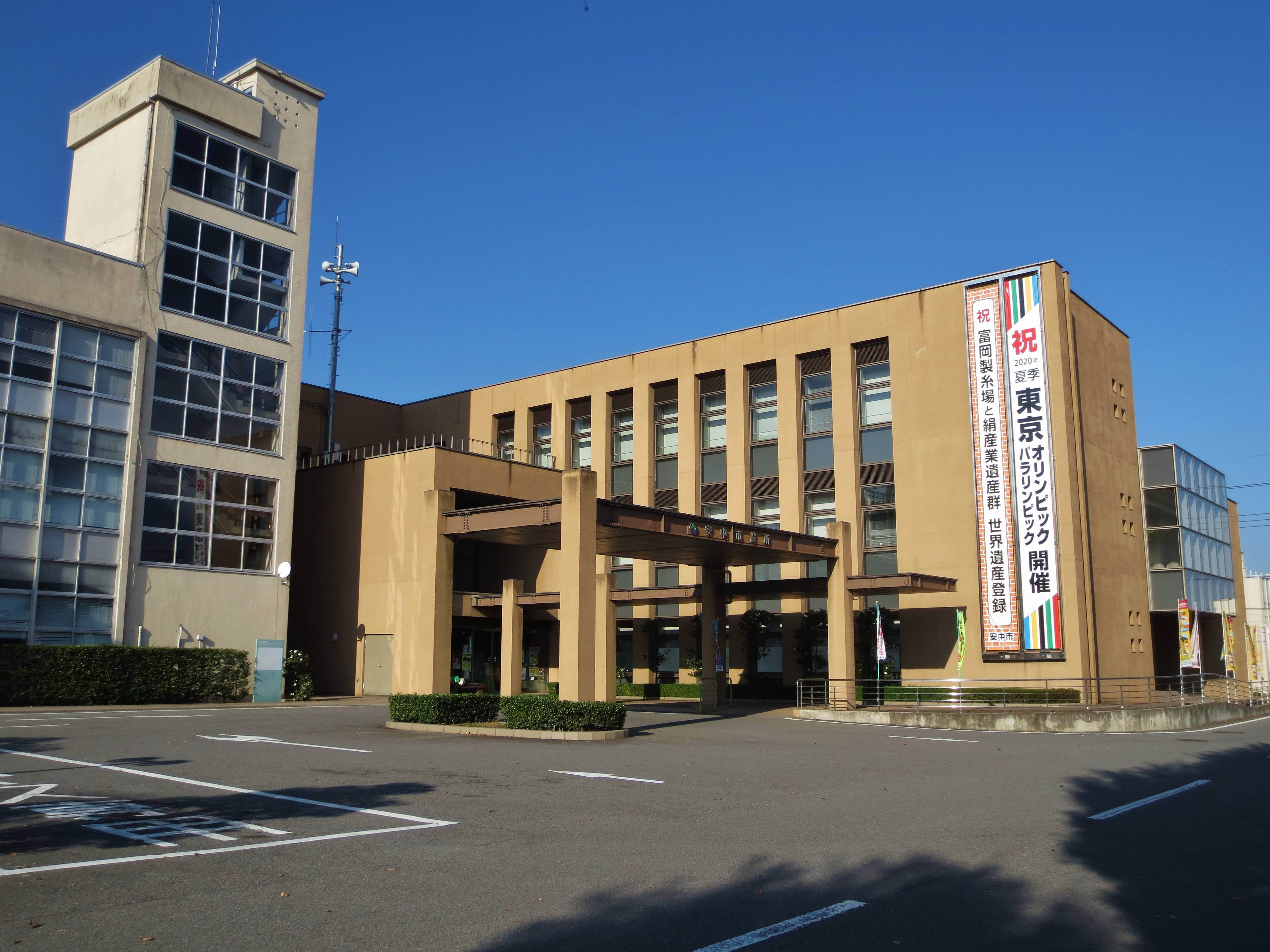
安中市役所

西毛地域は、群馬県西南部を占める地域である。4市2郡3町2村がある。吾妻・中毛、埼玉県秩父・児玉、長野県東信地方と接する。高崎市・藤岡市が、前橋・高崎地方拠点都市地域の一部に含まれ、高崎市が中毛の前橋市とともに地域の中心都市に指定されている。
- 市
  - 高崎市

県西部の中心地。中核市。中山道の宿場町・高崎藩の城下町。関東地方と信越地方を結ぶ交通の要地で、高崎線・信越線・上越線・新幹線・上信電鉄や、関越道・北関東道など複数の路線が通じる。中心市街地は烏川東北岸の高崎駅西口周辺に広がり、烏川西南岸に巨大仏・高崎白衣大観音、碓氷川南岸に「高崎だるま市」で知られる少林山達磨寺がある。西北部の榛名地区に榛名山・榛名神社があり、榛名山麓では梅・梨の生産が盛ん。南部の南八幡・吉井地区には「世界の記憶」に選定された上野三碑がある。人口は365,498人で県内最大。1900年（明治33年）4月1日、群馬郡高崎町が県内2番目・西毛で初めて市制施行。2006年（平成18年）1月23日に、群馬郡倉渕村・箕郷町・群馬町・多野郡新町を編入。2006年（平成18年）10月1日に群馬郡榛名町を編入したことで、前橋市の人口を上回り、県内最大の人口を有する市となった。2009年（平成21年）6月1日、多野郡吉井町を編入。
  - 藤岡市

県西南部の市。藤岡瓦・三波石の産地。市の中心地は神流川の西岸、八高線群馬藤岡駅の西側一帯に広がる。関越自動車道と上信越自動車道が接続する藤岡JCTや、藤岡IC・藤岡PA・道の駅ららん藤岡がある。市南部にある養蚕教育機関の高山社跡は、世界遺産「富岡製糸場と絹産業遺産群」の構成資産である。人口は59,955人。1954年（昭和29年）4月1日、多野郡藤岡町・神流村・小野村・美土里村・美九里村が合併して成立。2006年（平成18年）1月1日、多野郡鬼石町（おにしまち）を編入。南部の三波川地区には桜の名所の桜山、神流川上流の景勝地・三波石峡がある。
  - 富岡市

県西南部の市。世界遺産に登録された富岡製糸場でその名が知られる。コンニャクの産地で、こんにゃくゼリーを製造販売するマンナンライフの本社がある。市街地は鏑川北岸の上信電鉄上州富岡駅付近に広がる。市内西部に上野国一宮の貫前神社が、西北部に妙義山・妙義神社が、南部に上信越自動車道富岡IC、群馬サファリパークがある。人口は44,334人。1954年（昭和29年）4月1日、甘楽郡富岡町が黒岩村・一ノ宮町・高瀬村・額部村・小野村を編入して市制施行。2006年（平成18年）3月27日、甘楽郡妙義町と合併。
  - 安中市

県西部の市。中山道が通じ、板鼻・安中・松井田・坂本の宿場があった。信越本線安中駅は板鼻宿と安中宿の中間に位置する。碓氷峠の東の入口にあたる横川駅は「峠の釜めし」が名物である。横川運転区の跡地には碓氷峠鉄道文化むらがある。市南部に磯部温泉があり、磯部せんべいが名物。市北部に北陸新幹線の安中榛名駅がある。人口は51,399人。1955年（昭和30年）3月1日、碓氷郡安中町（初代）・原市町・磯部町・東横野村・岩野谷村・板鼻町・秋間村・後閑村が合併して安中町（二代目）が成立。1958年（昭和33年）11月1日、市制施行。2006年（平成18年）3月18日に碓氷郡松井田町と合併。
- 多野郡
  - 上野村

多野郡西南部、神流川最上流部の村。県の最南端に位置する。村の中南部に不二洞、西北部に十石峠、西南部に上野ダム・御巣鷹山がある。1889年（明治22年）4月1日、村制施行。人口は972人。
  - 神流町

多野郡南部、神流川上流部の町。中心地区の万場は神流川と気奈沢川の合流点西部に位置する。中西部の塩沢地区に早滝、西部の中里地区に白亜紀の恐竜の足跡が残る漣岩がある。2003年（平成15年）4月1日に多野郡万場町・中里村が合併して成立。人口は1,365人。
- 甘楽郡
  - 下仁田町

甘楽郡西南部の鏑川上流部の町。下仁田ネギ、コンニャクの産地。市街地は鏑川と南牧川の合流点北部に広がる。市街地東部に上信電鉄の下仁田駅がある。町北部に妙義山、西部に荒船山・神津牧場がある。蚕種貯蔵所跡の荒船風穴は世界遺産「富岡製糸場と絹産業遺産群」の構成資産である。1955年（昭和30年）3月10日に、甘楽郡下仁田町（初代）・小坂村・西牧村・青倉村・馬山村が合併して成立。人口は5,503人。
  - 南牧村

甘楽郡西南部、鏑川の支流・南牧川流域の村。1955年（昭和30年）3月15日、甘楽郡磐戸村・月形村・尾沢村が合併して成立。人口は1,282人。
  - 甘楽町

甘楽郡東部の町。中心地区の小幡は小幡藩の陣屋町で大名庭園・楽山園がある。町の北部に上信電鉄が通じる。1959年（昭和34年）2月1日、甘楽郡小幡町・福島町の東南部（福島・小川）・新屋村が合併して成立。人口は11,842人。

#### 北毛地域

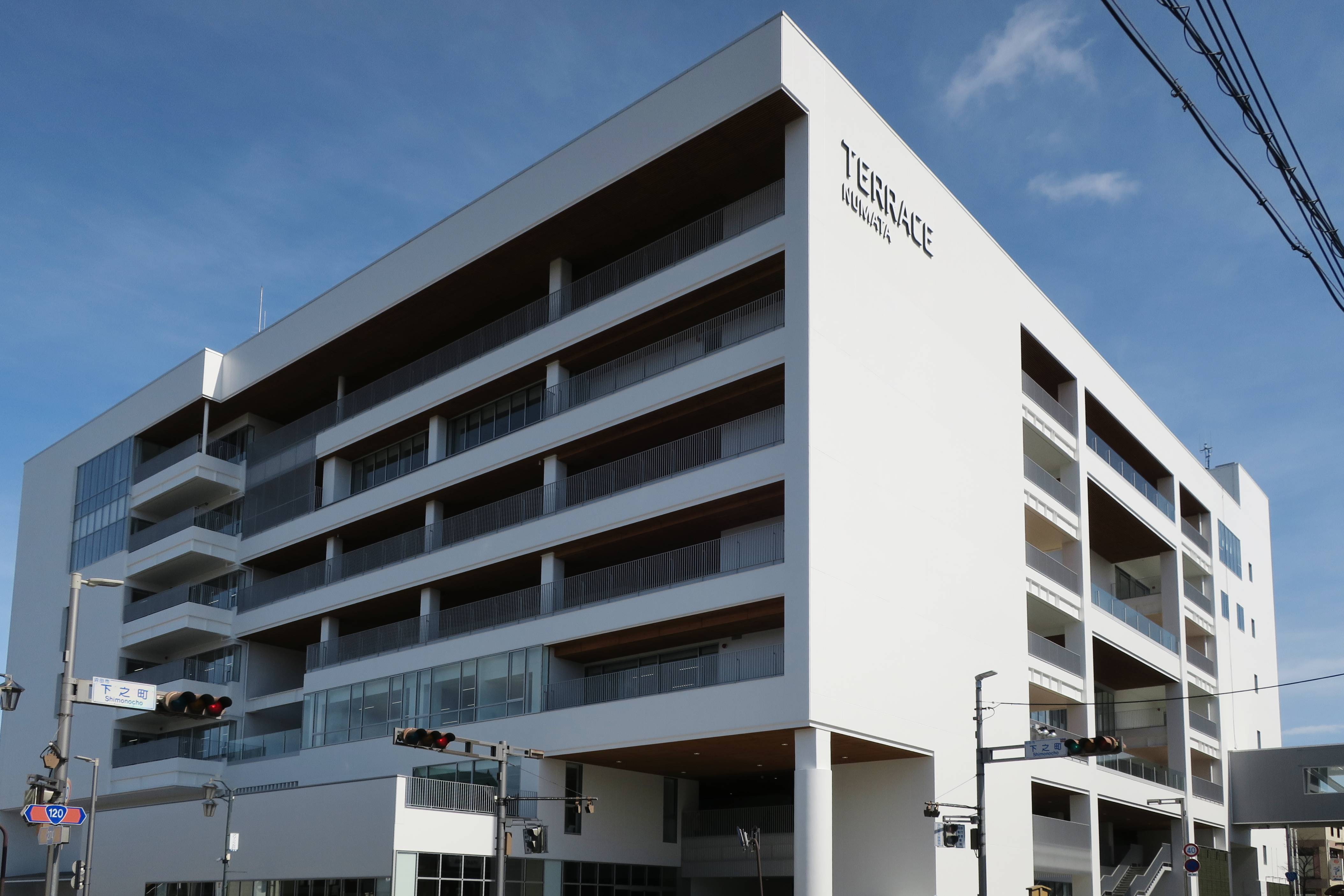
沼田市役所

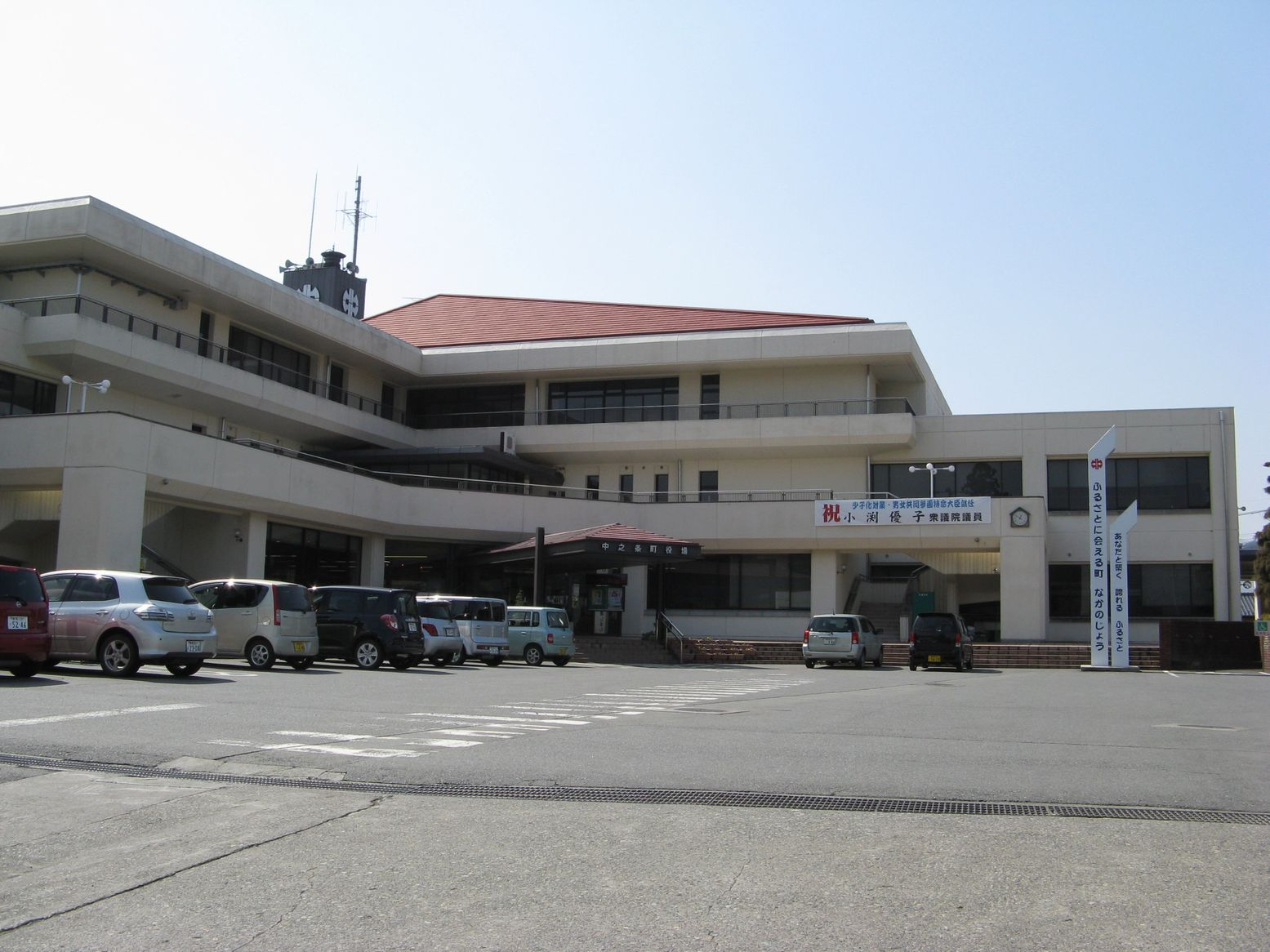
中之条町役場

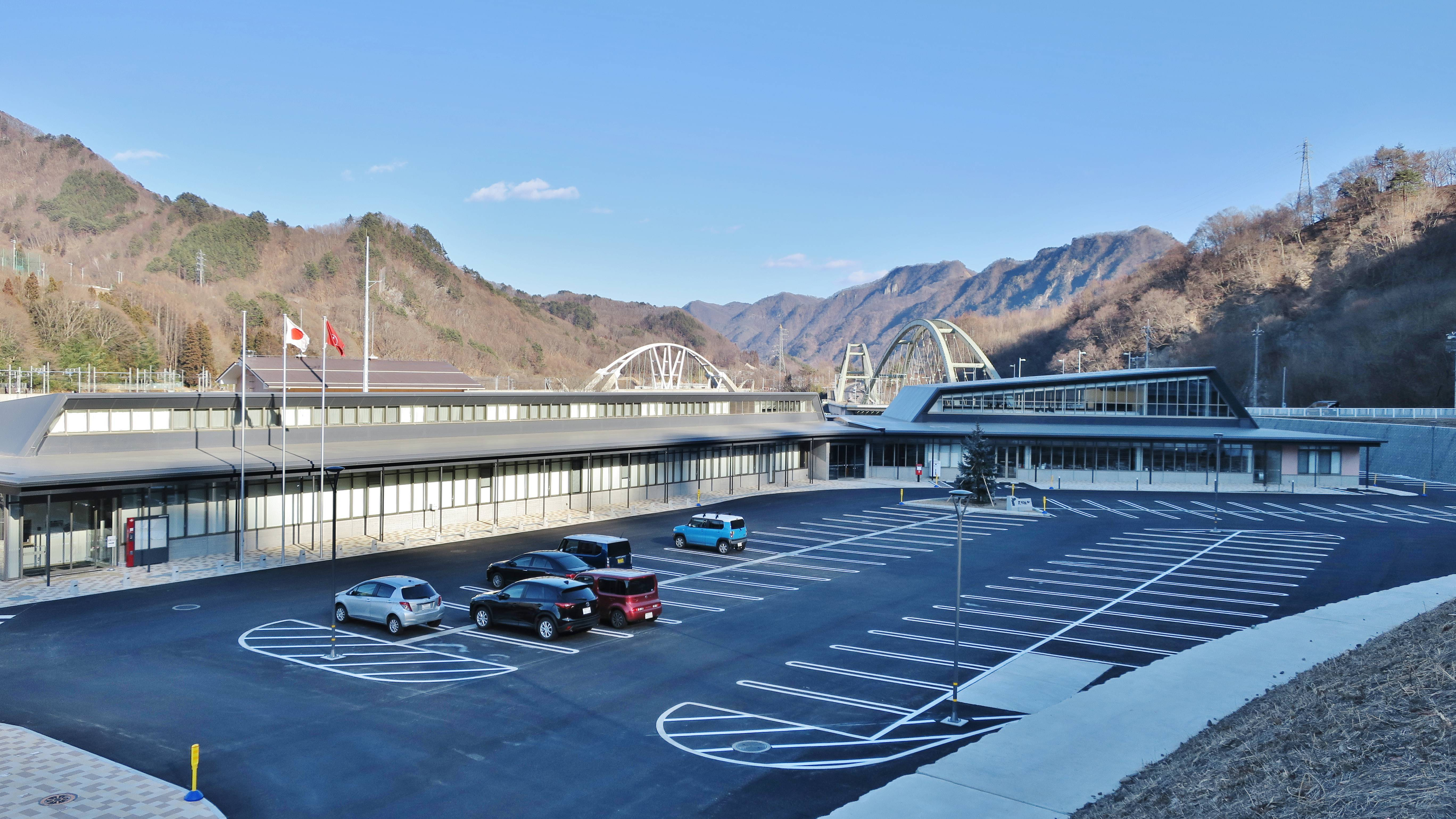
長野原町役場

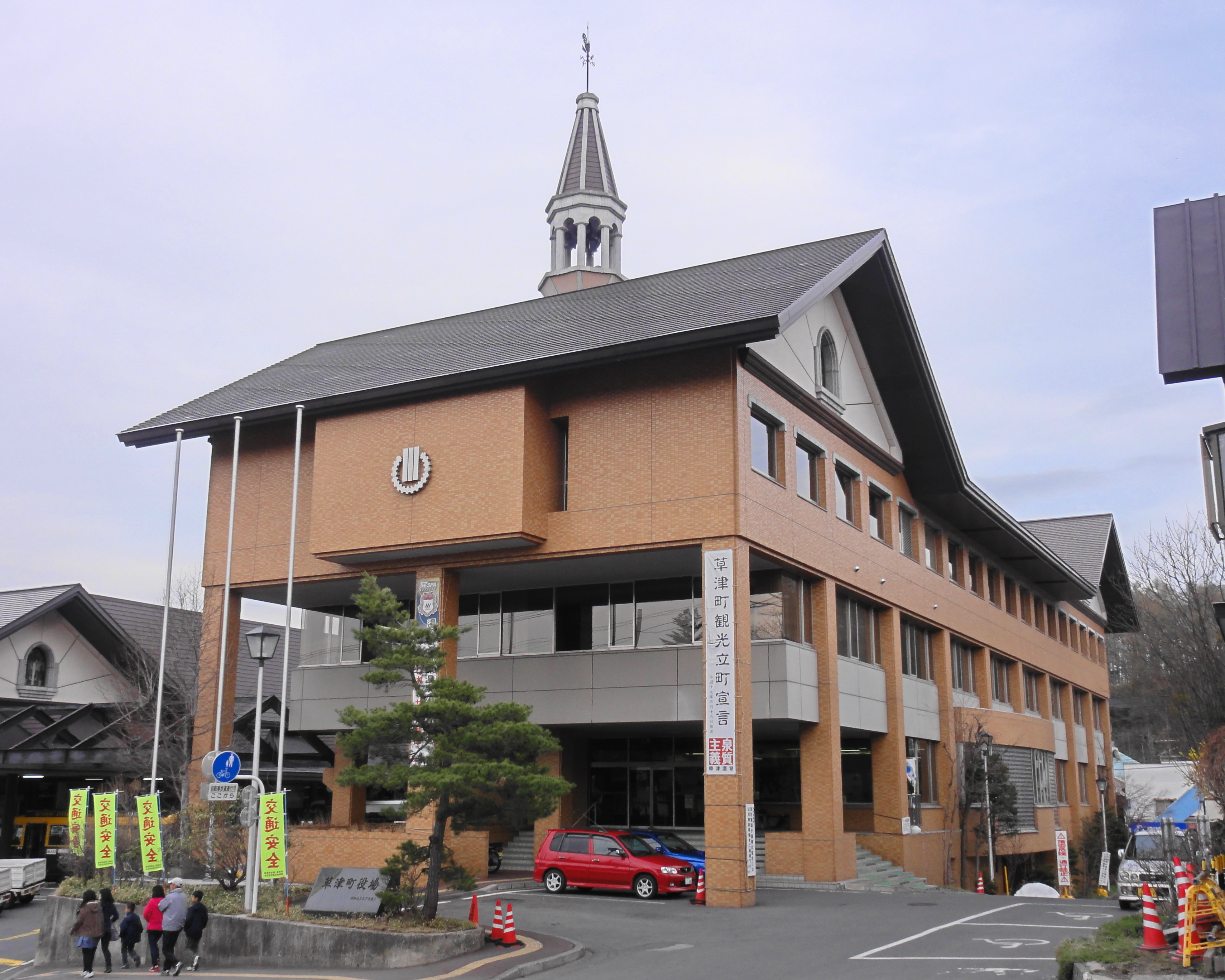
草津町役場

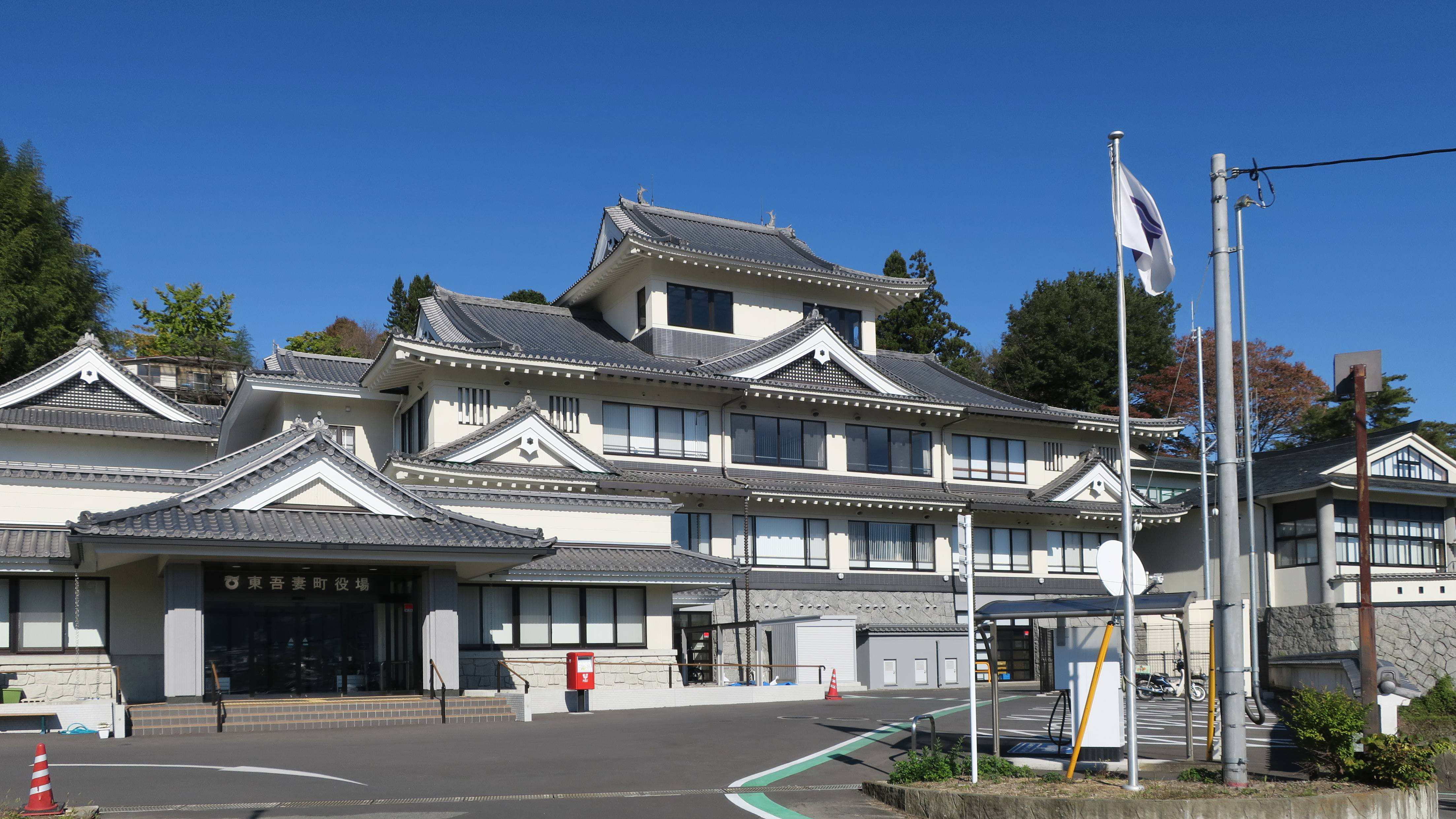
東吾妻町役場

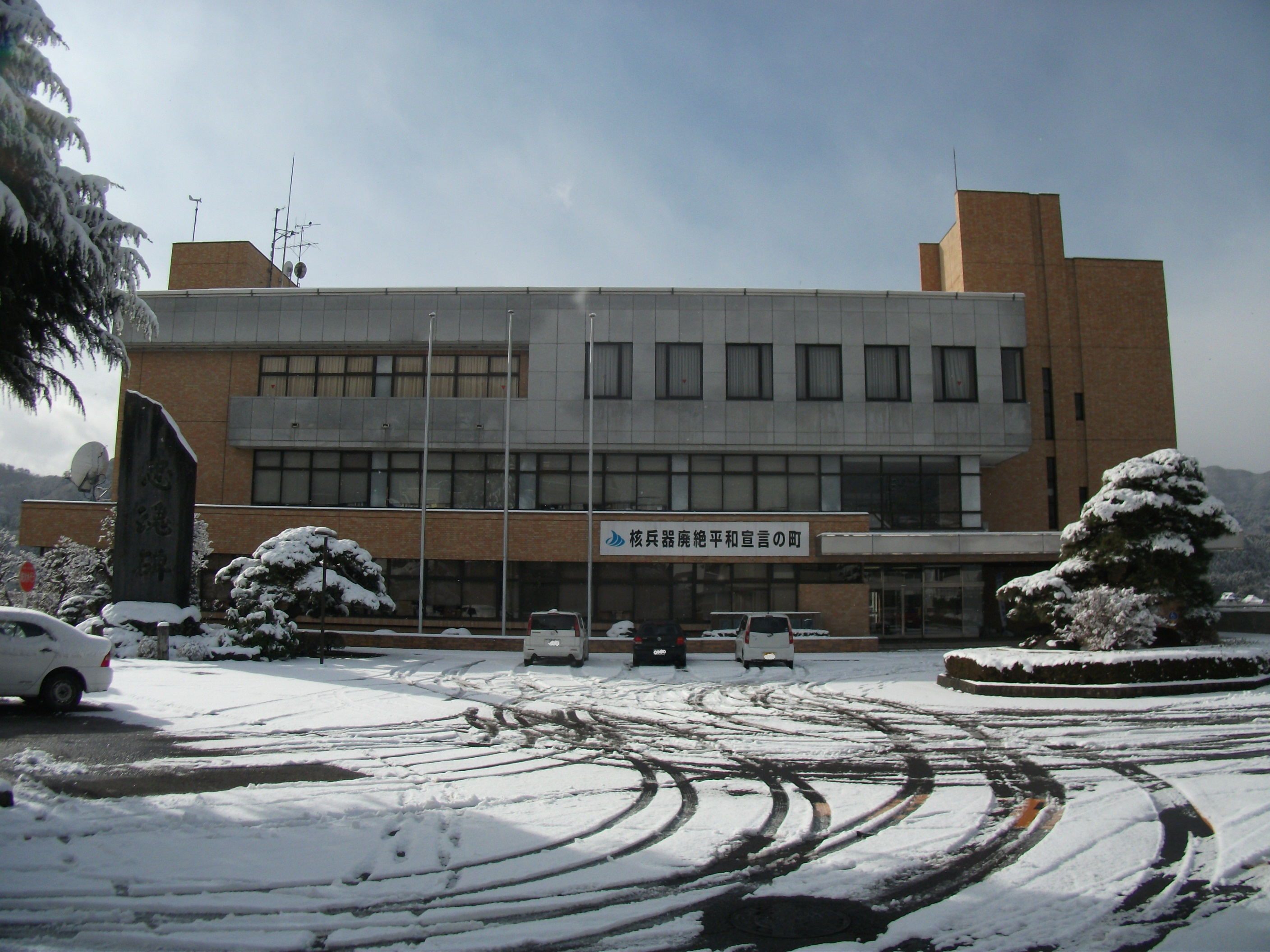
みなかみ町役場

北毛地域は、群馬県北部を占める地域である。1市2郡5町5村がある。西毛・中毛・東毛、栃木県上都賀、福島県会津、新潟県中越、長野県北信・東信地方と接する。
- 市
  - 沼田市

県北部の中心地。もと沼田藩の城下町。製材・木工業、リンゴの栽培が盛ん。市域北部には、天狗寺として知られる迦葉山龍華院がある。市街地は沼田盆地の中央、利根川と片品川の合流点北部の河岸段丘上に広がり、上越線沼田駅は段丘の西麓に位置する。市街地東部に関越自動車道の沼田ICがある。人口は41,549人。1954年（昭和29年）4月1日、利根郡沼田町・利南村・池田村・薄根村・川田村が合併して成立。2005年（平成17年）2月13日、利根郡白沢村・利根村を編入。片品川上流部の利根地区に老神温泉・吹割の滝がある。
- 吾妻郡
  - 中之条町

吾妻郡の中心地。市街地は吾妻川北岸の吾妻線中之条駅付近に広がる。四万川上流部に四万温泉、上沢渡川上流部に沢渡温泉がある。町西部の白砂川東岸にある六合赤岩地区の養蚕集落は重要伝統的建造物群保存地区として選定されている。西北部の入山地区に野反ダムがある。人口は14,024人で、吾妻郡の町村で最大。1955年（昭和30年）4月1日、初代中之条町・沢田村・伊参村・名久田村が合併して成立。2010年（平成22年）3月28日に六合村（くにむら）を編入。
  - 長野原町

吾妻郡西部の中心地。中心市街の長野原は吾妻川の北岸、白砂川との合流点西部に位置しており、白砂川東岸に吾妻線の長野原草津口駅がある。町の東北部にある川原湯温泉は八ッ場ダムの建設に伴い高台に移転した。南部に浅間牧場、別荘地として知られる北軽井沢がある。人口は4,717人。1889年（明治22年）4月1日、町制施行。
  - 嬬恋村

吾妻郡西端の村で、県の最西端に位置する。キャベツの産地として知られる。吾妻線の万座・鹿沢口駅がある。村の北部に万座温泉、西南部に鹿沢温泉、南部に浅間山・浅間火山博物館がある。人口は8,726人。1889年（明治22年）4月1日、村制施行。
  - 草津町

吾妻郡西部の町。草津温泉の所在地。民謡「草津節」で知られる。町の中心地は草津白根山の東斜面中腹にあり、湯畑周辺に温泉街が広がる。湯の花・温泉饅頭が名物。人口は5,797人。1900年（明治33年）7月1日、草津村の一部（草津・前口）が分立して町制施行。
  - 高山村

吾妻郡東端の村。三国街道の中山宿があった。群馬県立ぐんま天文台があり、光害防止のため光環境条例が制定された。人口は3,124人。1889年（明治22年）4月1日、西群馬郡高山村として村制施行。1896年（明治29年）4月1日、西群馬郡から吾妻郡に編入。
  - 東吾妻町

吾妻郡東部の町。2006年（平成18年）3月27日、吾妻郡吾妻町・東村が合併して成立。町の中心地は吾妻川西北岸の吾妻線群馬原町駅周辺。西部の岩島地区は麻の産地として知られ、吾妻渓谷・川中温泉がある。東地区に箱島湧水がある。人口は11,290人。
- 利根郡
  - 片品村

利根郡東北部の村。片品川源流部にあり、尾瀬・菅沼・片品温泉がある。人口は3,532人。1889年（明治22年）4月1日、村制施行。
  - 川場村

利根郡中部の村。利根川の支流・薄根川流域を占め、北に武尊山がそびえる。道の駅川場田園プラザがある。人口は3,174人。1889年（明治22年）4月1日、村制施行。
  - 昭和村

利根郡南部の村。赤城山西北麓に位置する。関越自動車道の昭和ICがある。1958年（昭和33年）11月1日、利根郡久呂保村・糸之瀬村が合併して成立。人口は6,697人。
  - みなかみ町

利根郡西北部の町で、県最北部に位置する。2005年（平成17年）10月1日、利根郡月夜野町・水上町・新治村（にいはるむら）が合併して成立。人口は15,564人。北部の水上地区は上越線の水上駅や、水上温泉、谷川岳の登山口があり、スキー場が多い。利根川の源流部を占め、矢木沢ダム・須田貝ダム・藤原ダムなど多くのダムがあり、ダムカレーが名物。西部の新治地区に猿ヶ京温泉が、南部の月夜野地区に上越新幹線の上毛高原駅がある。

#### 東毛地域

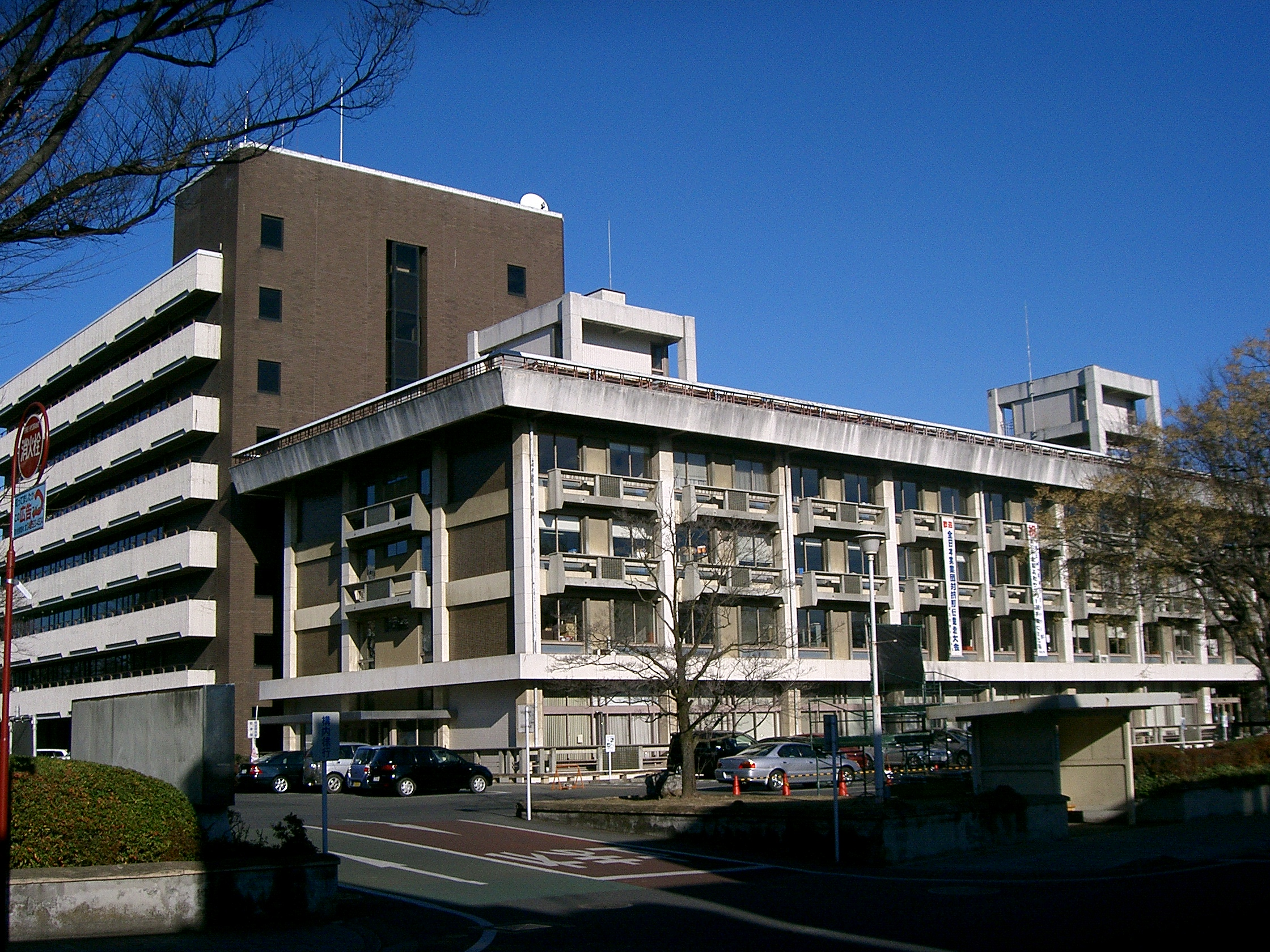
桐生市役所

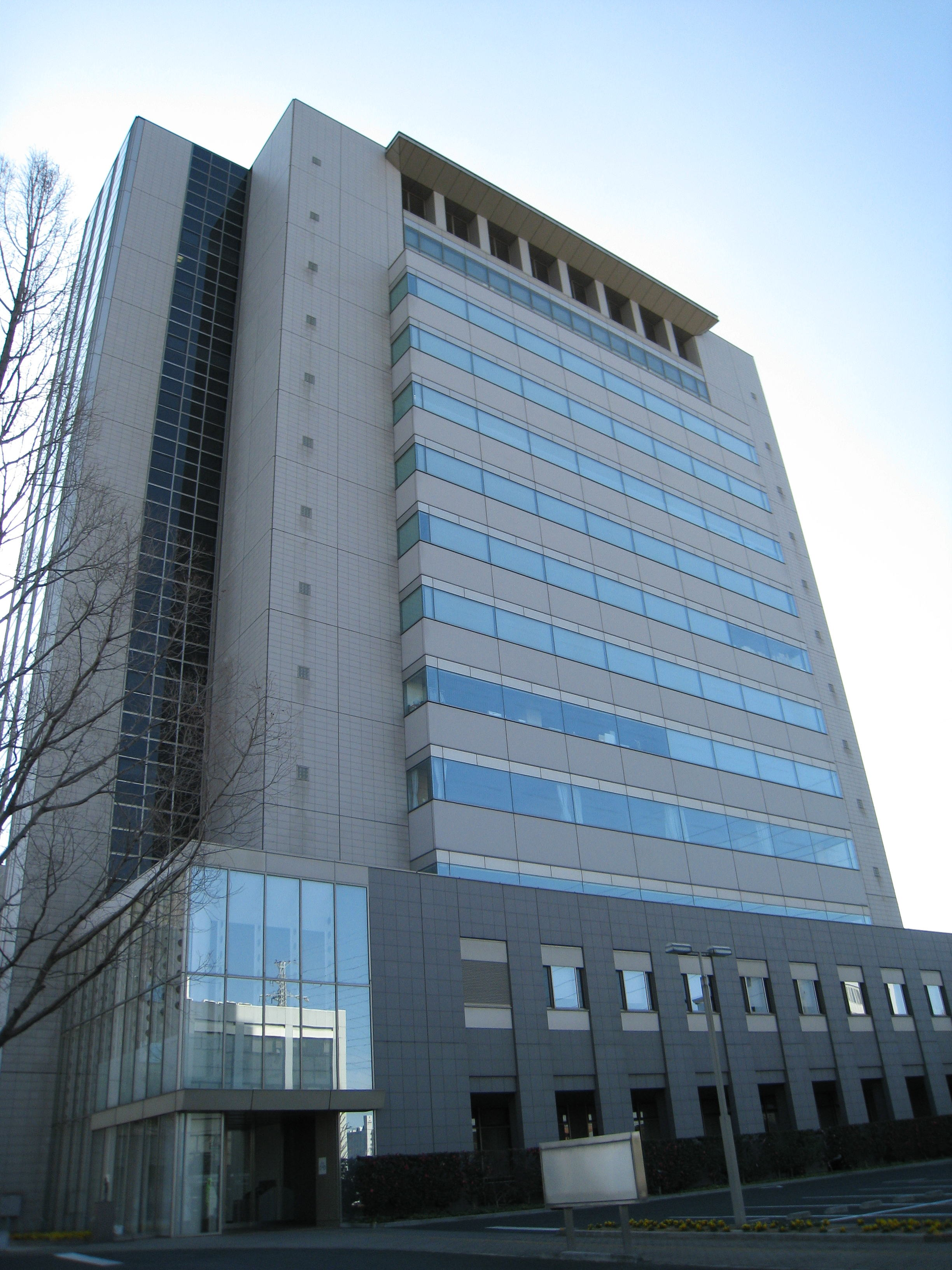
太田市役所

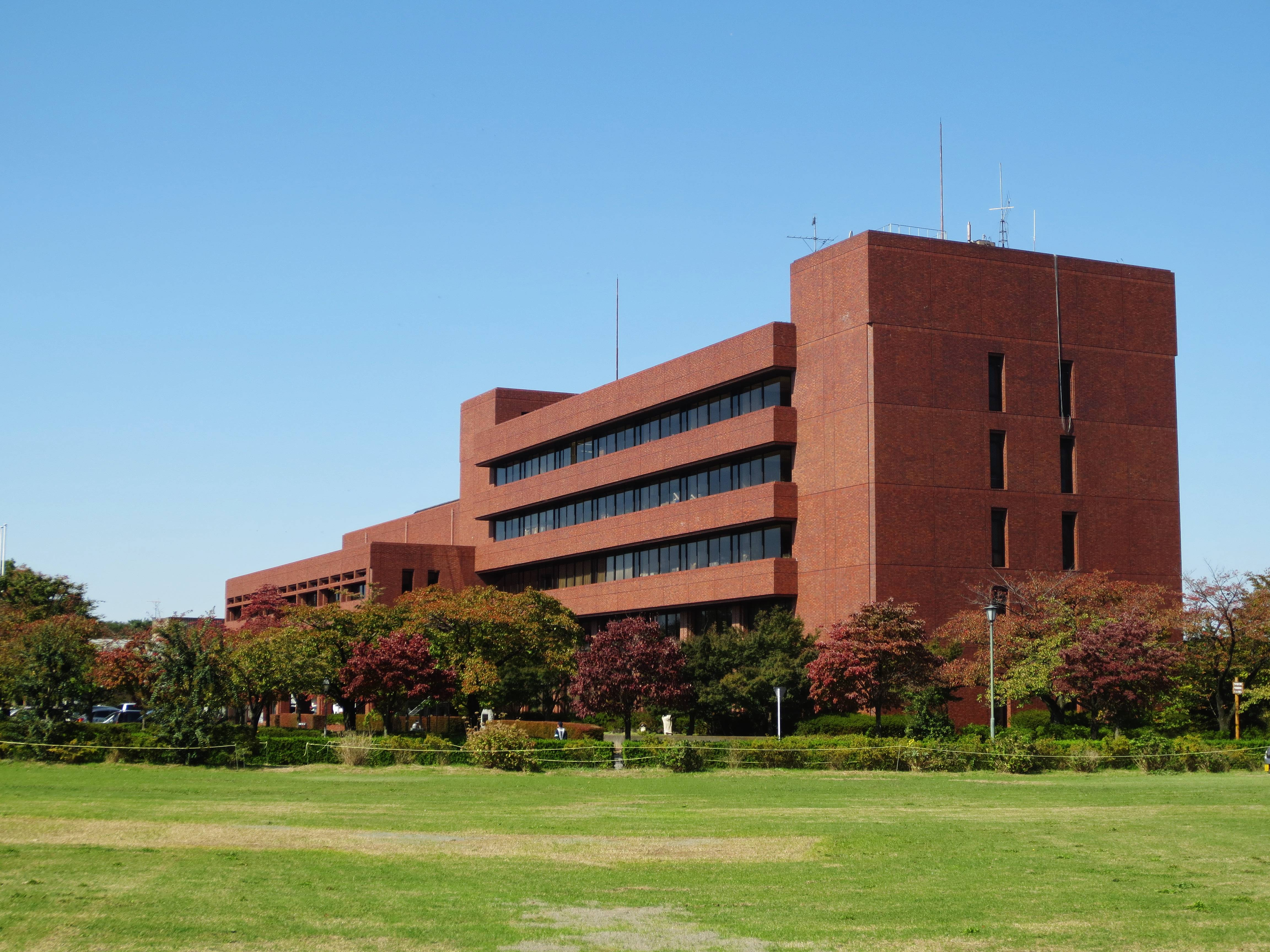
館林市役所

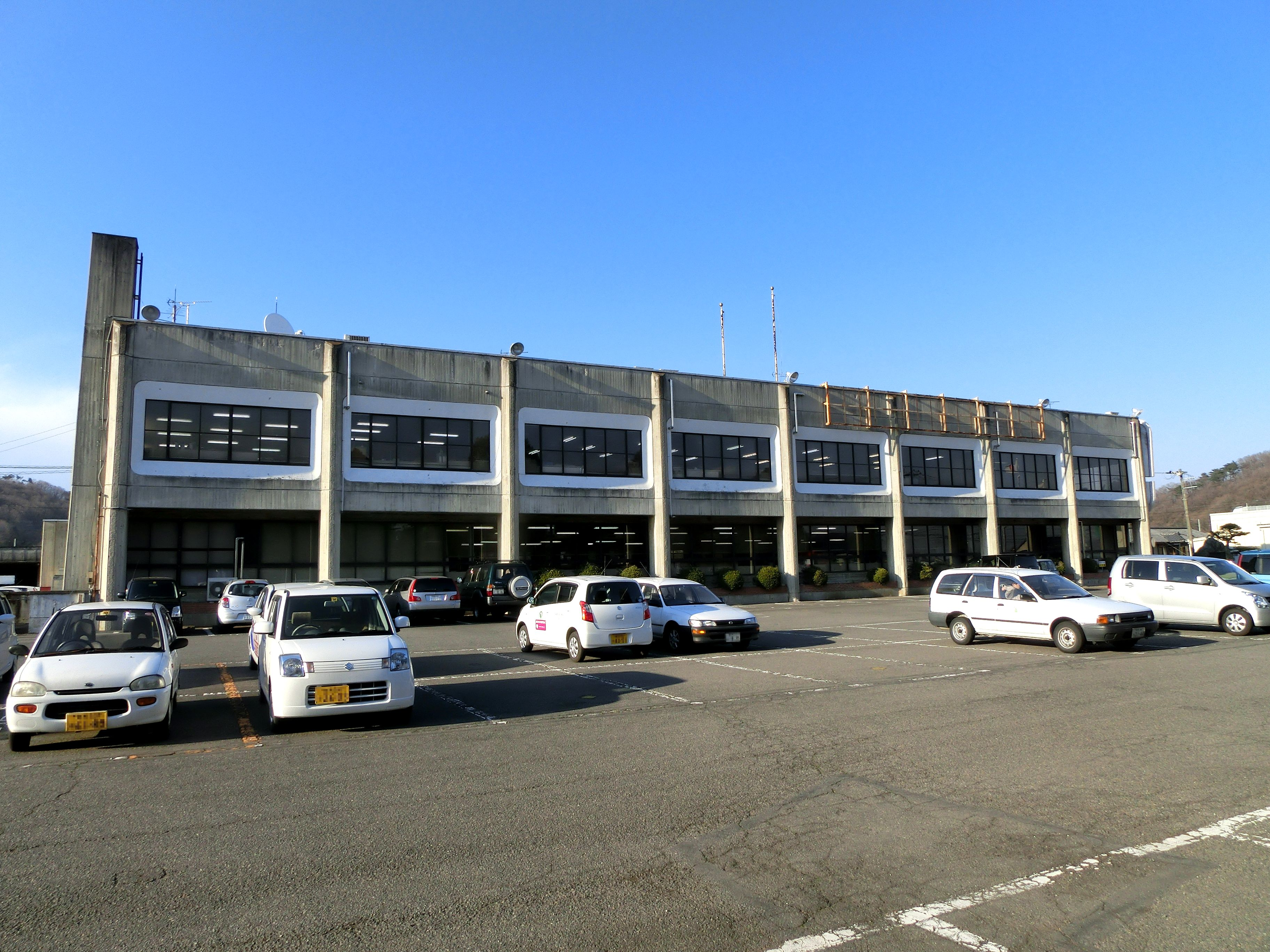
みどり市役所

東毛地域は、群馬県東南部を占める地域である。4市1郡5町がある。中毛・利根沼田、栃木県上都賀・下都賀・安足、埼玉県北埼玉・大里の各地域と接する。全域が東毛地方拠点都市地域に含まれ、桐生市・太田市・館林市が地域の中心都市に指定されている。
- 市
  - 桐生市

県東部の中心地。古くから絹織物を産する機業都市。桐生織をはじめとする繊維産業が盛んであるため「織都」と称される。市街地は渡良瀬川の両岸に広がり、日本遺産の白滝神社や桐生織物会館旧館など絹産業に関する文化財が集積している。渡良瀬川と桐生川に囲まれた旧市街地中心部には鋸屋根の織物工場や蔵造の商家など歴史的建築物が多く残り、旧市街地北部の本町・天神町一帯が「桐生新町」の名で重要伝統的建造物群保存地区として選定されている。渡良瀬川東北岸に両毛線・わたらせ渓谷鐵道桐生駅、上毛電鉄西桐生駅、桐生天満宮、美和神社、桐生が岡公園、大川美術館が、渡良瀬川西南岸に東武桐生線新桐生駅、賀茂神社がある。シイタケ、うどん、ソースかつ丼が名物。人口は97,858人で県内第5位。1921年（大正10年）3月1日、山田郡桐生町が県内3番目・東毛で初めて市制施行。2005年（平成17年）6月13日に勢多郡新里村、黒保根村を編入。
  - 太田市

県東南部の中心地。施行時特例市。「子育て呑竜」として知られる大光院の門前町。日光例幣使街道の宿場町。大正期に設立された中島飛行機の流れをくむSUBARU（スバル）の企業城下町であり、自動車産業を主とする工業都市である。市街地は金山の南麓、東武鉄道太田駅北口周辺に広がる。市街地東北部のスバル町にSUBARU群馬製作所本工場が立地。太田駅南口の南一番街は歓楽街として知られる。南部に利根川、東北部に渡良瀬川が流れる。太田焼きそば、尾島のヤマトイモ、藪塚のスイカが名物。人口は221,466人で、県内第3位。1940年（昭和15年）4月1日、新田郡太田町（初代）・九合村・沢野村・山田郡韮川村が合併して太田町（二代目）が成立。1943年（昭和18年）11月1日、太田町が鳥之郷村を編入。1948年（昭和23年）5月3日、市制施行。 2005年（平成17年）3月28日、旧太田市、新田郡尾島町・新田町・藪塚本町と合併。
  - 館林市

県東南部の市。邑楽地区の中心地。もと館林藩の城下町。市域の北を渡良瀬川が、南を谷田川が流れる。市街地は鶴生田川・城沼沿岸の台地上にあり、市街地西部に東武鉄道館林駅が、市街地東部の城沼の南岸にツツジの名所・つつじが岡公園がある。市南部に分福茶釜で知られる茂林寺が、市東部に東北自動車道館林ICがある。製粉・製麺が盛んで、うどんが名物。正田醤油、館林製粉の創業地であり、上皇后美智子の親族正田家ゆかりの地である。人口は73,029人。1954年（昭和29年）4月1日、邑楽郡館林町・郷谷村・大島村・赤羽村・六郷村・三野谷村・多々良村・渡瀬村が合併して成立。
  - みどり市

県東部の市。東西を桐生市に囲まれている。2006年（平成18年）3月27日、山田郡大間々町・新田郡笠懸町・勢多郡東村が合併して成立。市中心部の大間々は渡良瀬川の大間々扇状地の扇頂部にあたり、わたらせ渓谷鐵道大間々駅と上毛電鉄・東武桐生線の赤城駅、大間々神明宮、高津戸峡がある。市南部の笠懸地区には両毛線が通じており、岩宿遺跡、桐生競艇場、桐生地方卸売市場、桐生大学がある。市北部の勢多東地区には草木ダム、富弘美術館がある。人口は47,620人。
- 邑楽郡
  - 板倉町

邑楽郡東部の町で、県の東端に位置する。キュウリの生産が盛ん。町の中部に板倉川、南に利根川・谷田川、北に渡良瀬川が流れ、東は渡良瀬遊水地に接する。町の中心部に板倉雷電神社があり、ナマズ料理が名物。雷電神社・渡良瀬遊水地付近は「利根川・渡良瀬川合流域の水場景観」の名で重要文化的景観として選定されている。1955年（昭和30年）2月1日に西谷田村・海老瀬村・大箇野村・伊奈良村が合併して成立。町東部に板倉ニュータウンが開発され、1997年（平成9年）3月25日に東武日光線板倉東洋大前駅が開業。東洋大学板倉キャンパスが開設された。人口は13,137人。
  - 明和町

邑楽郡南部の町。梨の産地。町の南端に利根川、北端に谷田川が流れる。東武伊勢崎線の川俣駅があり、群馬県内では都心に最も近く東京の通勤圏となっている。1955年（昭和30年）3月1日、佐貫村・梅島村・千江田村が合併して、明和村が成立。1998年（平成10年）10月1日、町制施行。人口は10,418人。
  - 千代田町

邑楽郡西南部の町。町中部の赤岩には、利根川対岸の埼玉県熊谷市葛和田に至る赤岩渡船がある。1955年（昭和30年）3月31日に富永村・永楽村・長柄村が合併して千代田村が成立。1956年（昭和31年）9月30日に旧長柄村域が千代田村から分離して中島村に編入。1982年（昭和57年）4月1日に町制施行。人口は10,361人。
  - 大泉町

邑楽郡西部の町。邑楽地区西部の中心地。自動車・電気機器製造が盛んな工業の町で、ブラジルやペルー出身の日系人労働者が多く、外国人比率が県内の市町村で最も高い。中心市街は休泊川の沿岸、東武小泉線西小泉駅周辺に広がる。北部にSUBARU群馬製作所大泉工場、中部に三洋電機東京製作所が立地。南部に利根川が流れ、東武仙石河岸線跡を整備したいずみ緑道がある。1957年（昭和32年）3月31日に邑楽郡小泉町と大川村が合併して成立。人口は41,873人で、群馬県内の町では最大である。
  - 邑楽町

邑楽郡中西部の町。町の中心地は孫兵衛川沿岸の中野で、東武小泉線本中野駅がある。町役場に隣接して高さ60mのシンボルタワーがある。町西部の石打には「こぶ観音」として知られる明言寺がある。1955年（昭和30年）3月1日、中野村・高島村が合併して中島村が成立。1956年（昭和31年）9月30日、千代田村の旧長柄村域を中島村に編入。1957年（昭和32年）1月1日、中島村が邑楽村に改称。1968年（昭和43年）4月1日に町制施行。人口は24,717人。

### 都市圏
- 都市雇用圏（10% 通勤圏）の変遷

| 1980年 昭和55年          | 1990年 平成2年           | 1995年 平成7年           | 2000年 平成12年          | 2005年 平成17年          | 2010年 平成22年         | 2015年 平成27年         |
| ------------------------ | ------------------------ | ------------------------ | ------------------------ | ------------------------ | ----------------------- | ----------------------- |
| 前橋 都市圏 34万1331人   | 前橋 都市圏 44万9543人   | 前橋 都市圏 45万5681人   | 前橋 都市圏 45万8996人   | 前橋 都市圏 46万2923人   | 前橋 都市圏 145万3528人 | 前橋 都市圏 126万3034人 |
| 渋川 都市圏 7万7891人    | 前橋 都市圏 44万9543人   | 前橋 都市圏 45万5681人   | 前橋 都市圏 45万8996人   | 前橋 都市圏 46万2923人   | 前橋 都市圏 145万3528人 | 前橋 都市圏 126万3034人 |
| 高崎 都市圏 45万7317人   | 高崎 都市圏 50万6006人   | 高崎 都市圏 52万4792人   | 高崎 都市圏 53万2271人   | 高崎 都市圏 53万5554人   | 前橋 都市圏 145万3528人 | 前橋 都市圏 126万3034人 |
| 伊勢崎 都市圏 15万9064人 | 伊勢崎 都市圏 17万5206人 | 伊勢崎 都市圏 18万4394人 | 伊勢崎 都市圏 19万4232人 | 伊勢崎 都市圏 20万2447人 | 前橋 都市圏 145万3528人 | 前橋 都市圏 126万3034人 |
| 富岡 都市圏 8万8256人    | 富岡 都市圏 8万6671人    | 富岡 都市圏 8万5011人    | 富岡 都市圏 8万3570人    | 富岡 都市圏 8万1151人    | 前橋 都市圏 145万3528人 | 前橋 都市圏 126万3034人 |
| 桐生 都市圏 20万5240人   | 桐生 都市圏 19万2286人   | 桐生 都市圏 18万9176人   | 桐生 都市圏 18万5540人   | 桐生 都市圏 18万0152人   | 前橋 都市圏 145万3528人 | 太田 都市圏 61万3825人  |
| 太田 都市圏 16万1945人   | 太田 都市圏 27万3994人   | 太田 都市圏 28万3861人   | 太田 都市圏 28万8046人   | 太田 都市圏 45万3513人   | 太田 都市圏 44万9748人  | 太田 都市圏 61万3825人  |
| 大泉 都市圏 6万3829人    | 太田 都市圏 27万3994人   | 太田 都市圏 28万3861人   | 太田 都市圏 28万8046人   | 太田 都市圏 45万3513人   | 太田 都市圏 44万9748人  | 太田 都市圏 61万3825人  |
| 足利 都市圏 16万5753人   | 足利 都市圏 16万7615人   | 足利 都市圏 16万5588人   | 足利 都市圏 16万3066人   | 太田 都市圏 45万3513人   | 太田 都市圏 44万9748人  | 太田 都市圏 61万3825人  |
| 館林 都市圏 9万6083人    | 館林 都市圏 10万2533人   | 館林 都市圏 10万3645人   | 館林 都市圏 10万6033人   | 館林 都市圏 10万6645人   | 館林 都市圏 10万5523人  | 館林 都市圏 10万2726人  |
| 沼田 都市圏 7万3351人    | 沼田 都市圏 7万3555人    | 沼田 都市圏 8万2213人    | 沼田 都市圏 8万6121人    | 沼田 都市圏 9万3927人    | 沼田 都市圏 8万9032人   | 沼田 都市圏 8万3407人   |

### 市外局番・単位料金区域
群馬県内には、7つの市外局番と、10の単位料金区域(MA)が存在する。

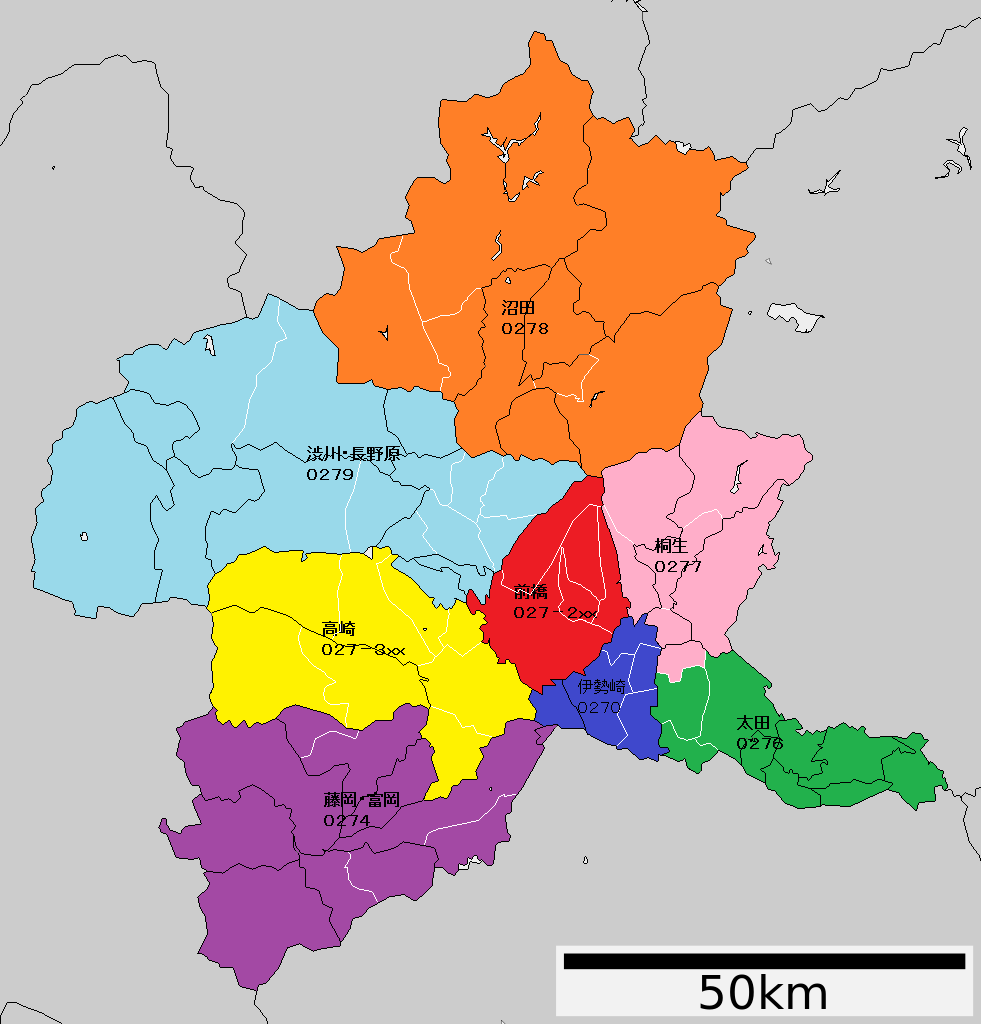
群馬県の市外局番

| 市外局番 | MA     | 番号区画 | 番号区画 |
| 市外局番 | MA     | コード   | 番号区画名 |
| -------- | ------ | -------- | --- |
| 027      | 前橋   | 185      | 前橋市 |
| 027      | 高崎   | 186      | 高崎市（新町を除く）、安中市                                                                                           |
| 0270     | 伊勢崎 | 184      | 伊勢崎市、佐波郡 |
| 0274     | 富岡   | 187      | 富岡市、甘楽郡 |
| 0274     | 藤岡   | 188      | 高崎市（新町）、藤岡市、多野郡、埼玉県児玉郡神川町（上阿久原、下阿久原、矢納、渡瀬）                                   |
| 0276     | 太田   | 189      | 太田市（市場町、大久保町、大原町、藪塚町、山之神町、寄合町、六千石町を除く）、館林市、邑楽郡、埼玉県熊谷市（妻沼小島） |
| 0277     | 桐生   | 190      | 桐生市、太田市（大久保町、大原町、藪塚町、山之神町、寄合町、六千石町）、みどり市                                       |
| 0278     | 沼田   | 191      | 沼田市、利根郡 |
| 0279     | 渋川   | 192      | 渋川市、北群馬郡、吾妻郡（中之条町（赤岩、入山、太子、小雨、生須、日影を除く）、高山村、東吾妻町）                     |
| 0279     | 長野原 | 193      | 吾妻郡（長野原町、嬬恋村、草津町、中之条町（赤岩、入山、太子、小雨、生須、日影））                                     |

※太田市の市場町は足利MAに含まれる。

### 気象注意報・警報の細分区域

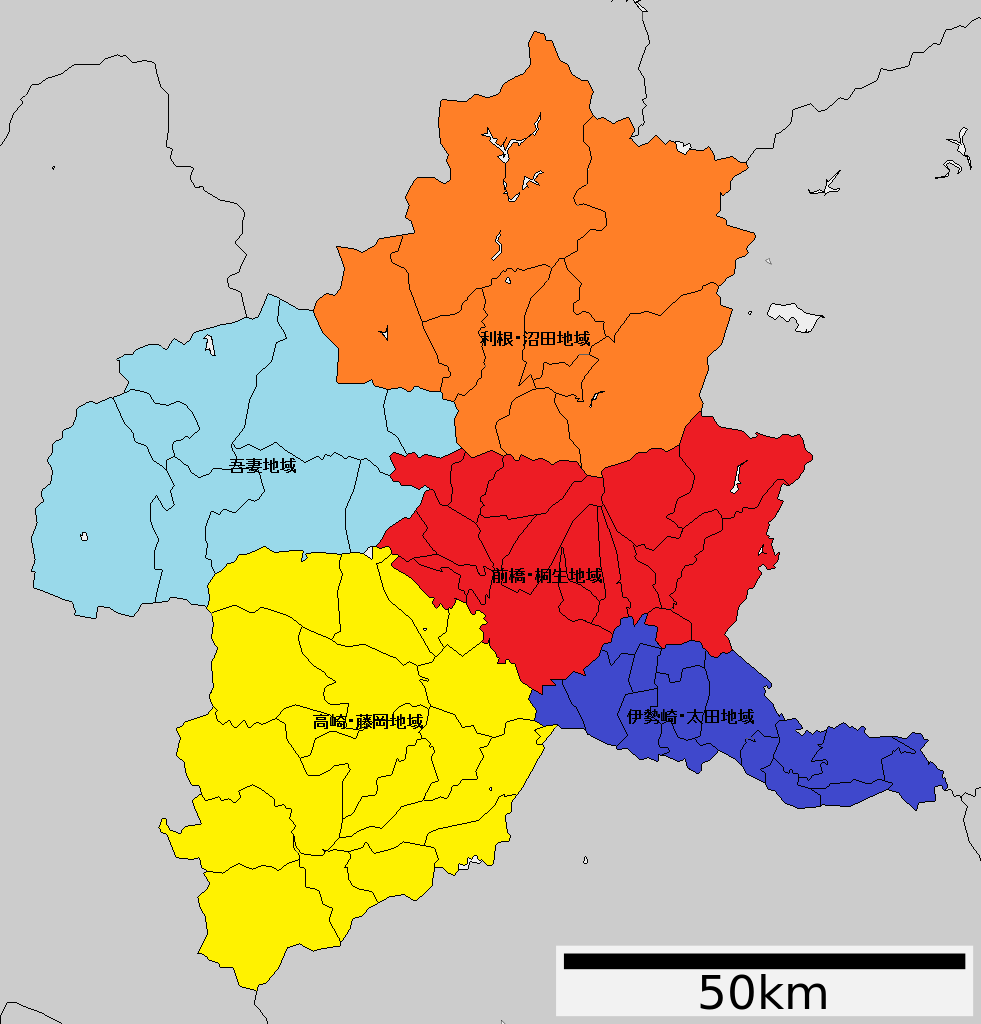
群馬県の気象区分

| 一次細分 | 二次細分         | 市郡                                           |
| -------- | ---------------- | ---------------------------------------------- |
| 北部     | 利根・沼田地域   | 沼田市・利根郡                                 |
| 北部     | 吾妻地域         | 吾妻郡                                         |
| 南部     | 前橋・桐生地域   | 前橋市・桐生市・渋川市・みどり市・北群馬郡     |
| 南部     | 伊勢崎・太田地域 | 伊勢崎市・太田市・館林市・佐波郡・邑楽郡       |
| 南部     | 高崎・藤岡地域   | 高崎市・藤岡市・富岡市・安中市・多野郡・甘楽郡 |

### 市町村合併

#### 旧5市
- 昭和の大合併（1954年（昭和29年））前から市制施行していた前橋市、高崎市、桐生市、伊勢崎市、太田市の総称。いずれも平野部に位置する都市である。
- 人口は高崎市の約37万人を筆頭に、前橋市約34万人、太田市約22万人、伊勢崎市約21万人、桐生市約12万人と続き、この5市で県の人口の過半数を占める。前橋市・高崎市は中核市、伊勢崎市・太田市は施行時特例市に指定されている。
- 上毛かるたの役札「五市札」（お/か/め/き/け）になっており、団体戦の場合「五市札」を揃えると、20点が加算される。
  - 「お」 - 太田市 - 「太田金山子育呑龍（こそだてどんりゅう）」
  - 「か」 - 高崎市 - 「関東と信越つなぐ高崎市」
  - 「め」 - 伊勢崎市 - 「銘仙織出す伊勢崎市」
  - 「き」 - 桐生市 - 「桐生は日本の機どころ」
  - 「け」 - 前橋市 - 「県都前橋生糸の市」
- 全日本実業団対抗駅伝大会では、中継所のある上記5市のほか、佐波郡玉村町、みどり市を通過する。
  - 前橋市（群馬県庁、公田中継所）
  - 高崎市（高崎中継所）
  - 佐波郡玉村町
  - 伊勢崎市（伊勢崎中継所、赤堀中継所）
  - 太田市（太田中継所）※尾島中継所は廃止されたが、通過はする。
  - 桐生市（桐生中継所）
  - みどり市（笠懸地区）

#### 新5市
- 1954年（昭和29年）4月1日 昭和の大合併により一斉に市制施行した沼田市、館林市、渋川市、藤岡市、富岡市の総称。

#### 昭和以前の合併
群馬県の廃止市町村一覧を参照のこと

#### 平成の大合併
- 2003年（平成15年）

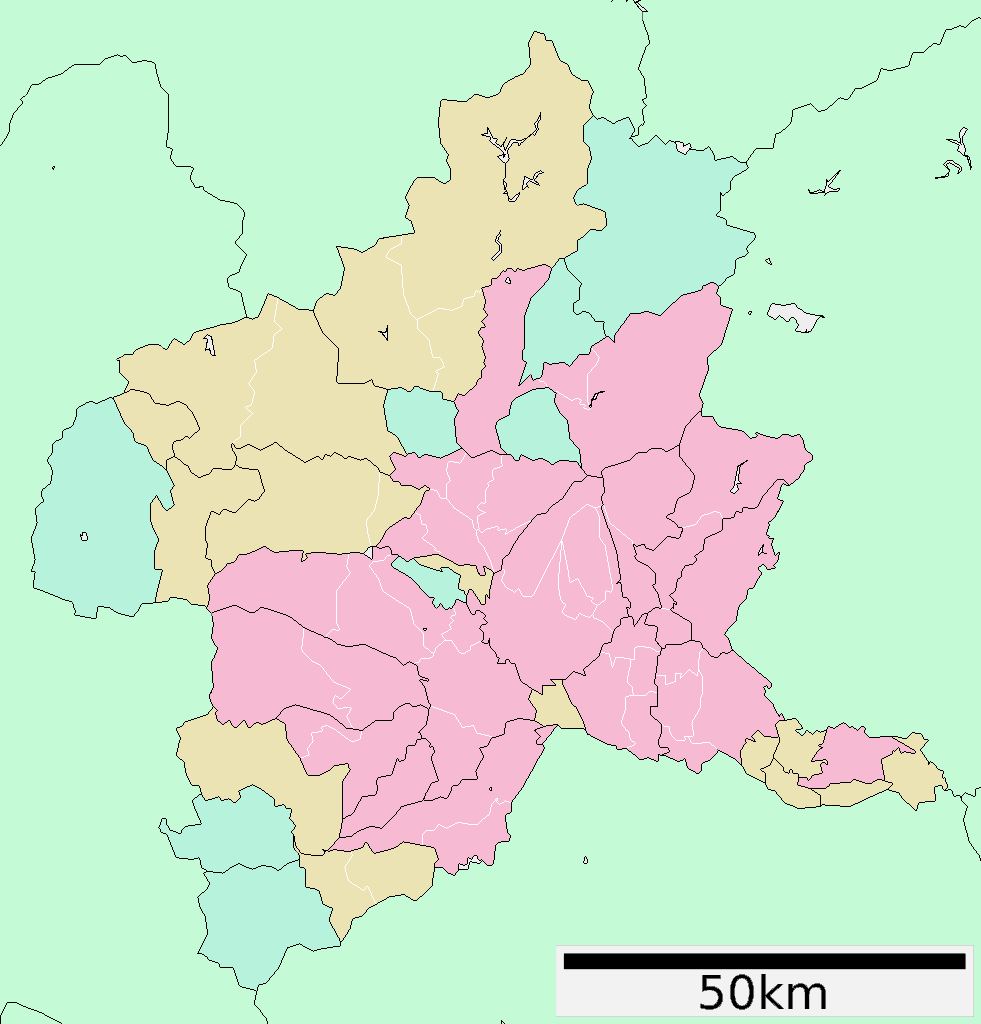

  - 4月1日 - 万場町、中里村が合併し、神流町に。
- 2004年（平成16年）
  - 12月5日 - 前橋市に大胡町、粕川村、宮城村が編入。
- 2005年（平成17年）
  - 1月1日 - 旧・伊勢崎市、赤堀町、東村、境町が合併し、伊勢崎市に。
  - 2月13日 - 沼田市に白沢村、利根村が編入。
  - 3月28日 - 旧・太田市、藪塚本町、新田町、尾島町が合併し、太田市に。
  - 6月13日 - 桐生市に新里村、黒保根村が編入。
  - 10月1日 - 月夜野町、新治村、水上町が合併し、みなかみ町に。
- 2006年（平成18年）
  - 1月1日 - 藤岡市に鬼石町が編入。
  - 1月23日 - 高崎市に群馬町、箕郷町、新町、倉渕村が編入。
  - 2月20日 - 旧・渋川市、赤城村、北橘村、子持村、伊香保町、小野上村が合併し、渋川市に。
  - 3月18日 - 旧・安中市、松井田町が合併し、安中市に。
  - 3月27日
    - 旧・富岡市、妙義町が合併し、富岡市に。
    - 笠懸町、大間々町、東村が合併し、みどり市に。
    - 吾妻町、東村が合併し、東吾妻町に。

  - 10月1日 - 高崎市に榛名町が編入。
- 2009年（平成21年）
  - 5月5日 - 前橋市に富士見村が編入。
  - 6月1日 - 高崎市に吉井町が編入。
- 2010年（平成22年）
  - 3月28日 - 中之条町に六合村が編入。

## 歴史

### 先史

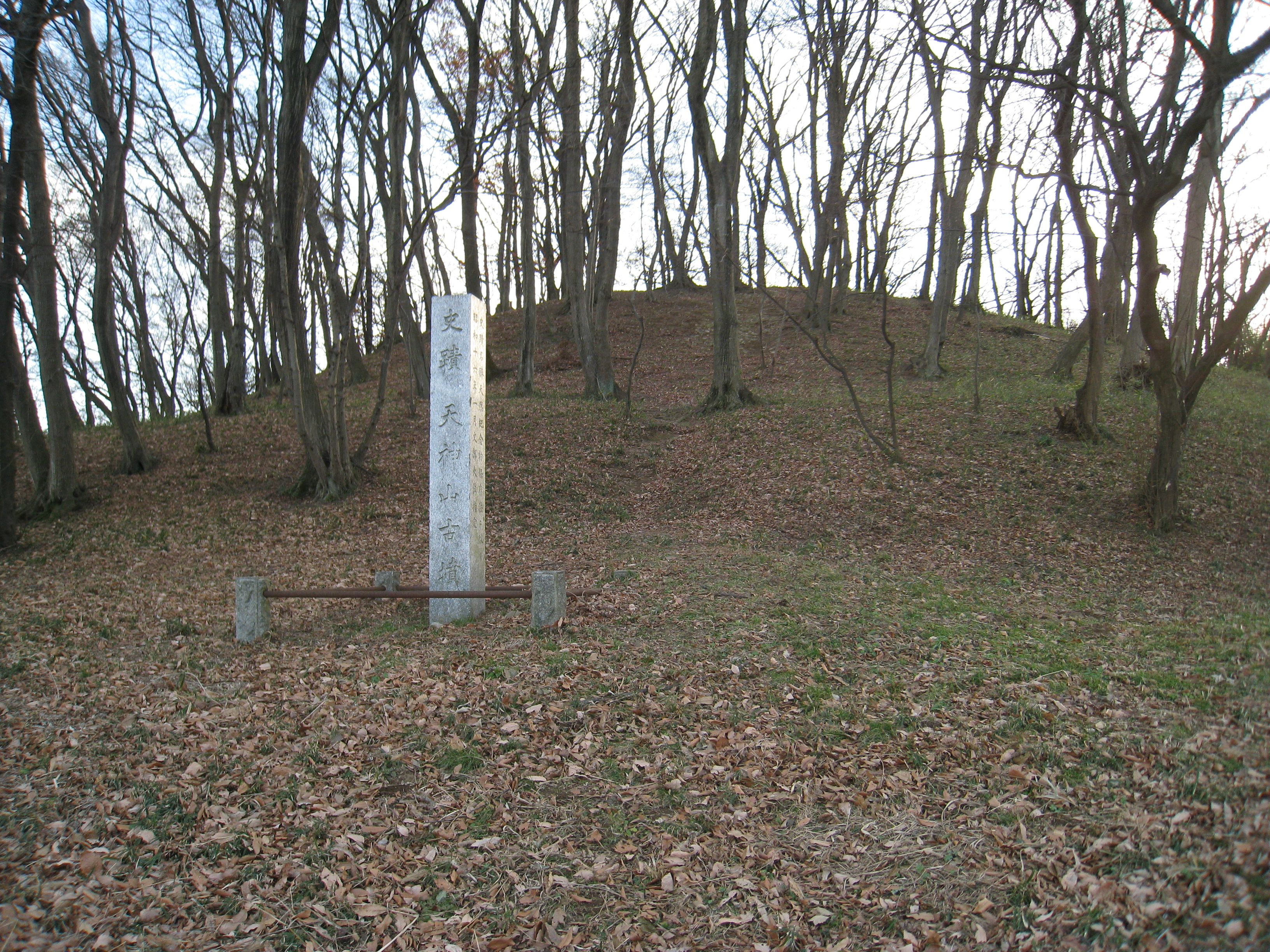
太田天神山古墳

旧石器時代 - 1979年（昭和54年）に国の史跡に指定された岩宿遺跡を始め旧石器時代の遺跡が多い。現在では、150以上の遺跡が発見されている。そのなかの一つ、2千数百年前の下触牛伏（しもふれうしぶせ）遺跡（伊勢崎市）は大規模な集落であり、出土した石器・石材は2000点余りに上った。武井遺跡（桐生市新里町武井）からは10万点余りの槍先尖頭器を中心とする石器やこぶし大の石が大量に発見されている。これらの石器の石材は近くの渡良瀬川や栃木・長野県のものがみられ、この時代には既に人や物の交流・交易が行われていたことが分かる。また食料としては、ナウマンゾウ・オオツノジカなどの大型哺乳動物、シカ・イノシシなどの動物、それにウド・ゼンマイ・ヤマゴボウ・ユリ根・クルミなどであった。
上毛野国（かみつけぬのくに）は古代東国の一大中心地で、4世紀前半から前方後円墳が出現した。2020年現在群馬県最古の前方後円墳は高崎市の本郷大塚古墳である。この出現後、前橋天神山古墳(前橋市)、朝子塚古墳（太田市）、浅間山古墳（高崎市）、別所茶臼山古墳(太田市)、白石稲荷山古墳(藤岡市)、太田天神山古墳などをはじめとする東日本最大規模の古墳が次々と築かれた。また、太田市飯塚町からは埴輪 挂甲武人が出土し、国宝に指定されている。古墳時代後期にあたる6世紀中頃、榛名山が大噴火を起こした。その際に噴出したテフラに埋没した古墳時代当時の村が、発掘調査によりそっくり姿を現した。黒井峯遺跡（旧子持村）と金井遺跡群（渋川市）などである。そこからは、住居や倉庫・納屋・家畜小屋などに使用された竪穴建物や平地建物、高床建物跡のほか、水田や畑の跡が検出されている。これまで不明であった古墳時代の集落構造の資料を提供することとなった。

### 古代

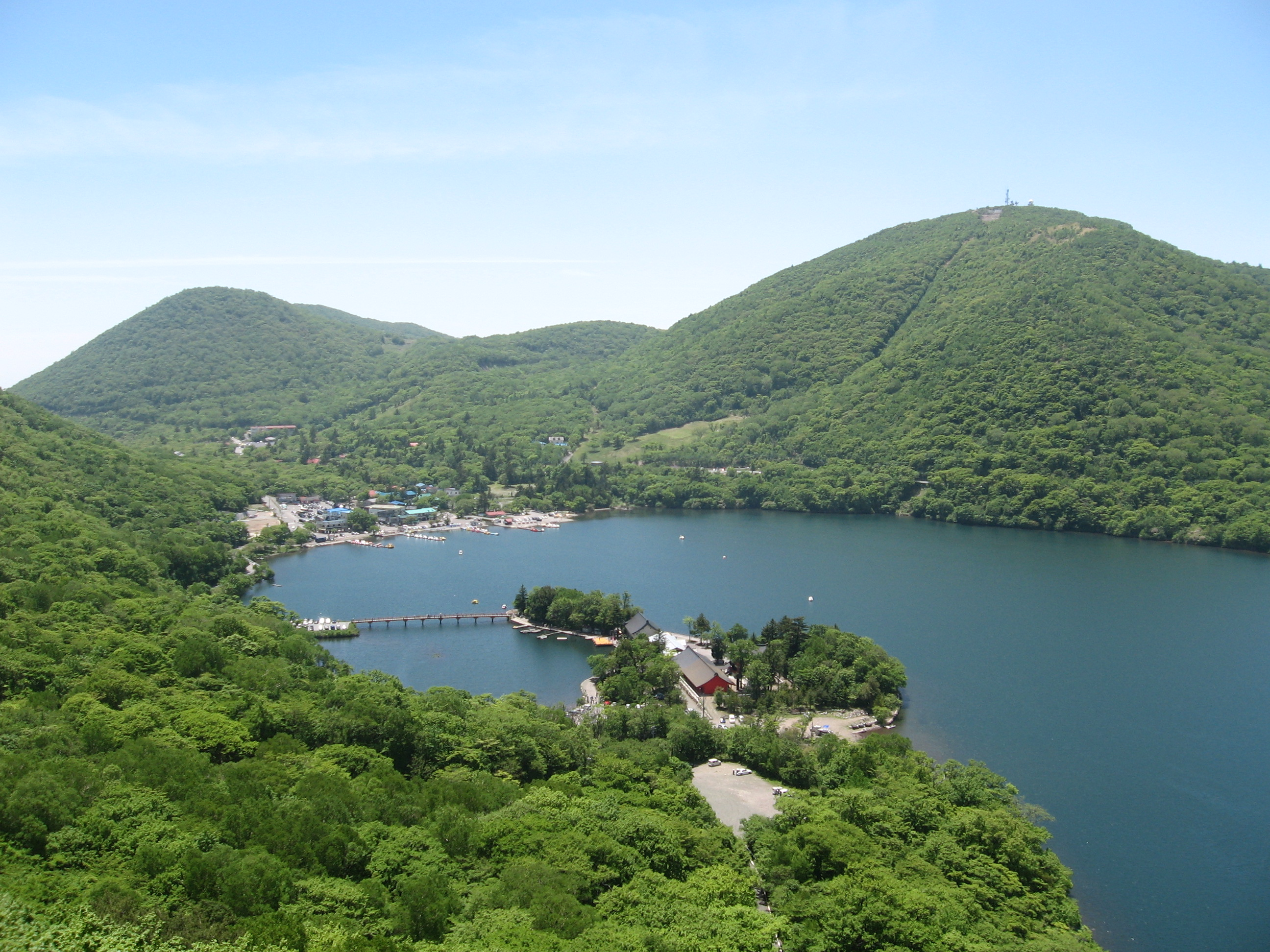
赤城山山頂にある赤城神社

律令制の下では東山道上野国で、国司が国を治める国府の所在地は現在の前橋市元総社町付近であったと推定されているが、その遺跡は確認されていない。周辺に国分寺・国分尼寺の跡がある。10世紀の郡は、碓氷（うすい）・片岡・甘楽（かんら）・多胡・緑野（みとの）・那波・群馬（くるま）・吾妻（あがつま）・利根・勢多・佐位・新田・山田（やまた）・邑楽（おうら）の14、郷は102（『和名類聚抄』）。和銅4年（711年）、多胡郡は片岡・緑野・甘楽の3郡から300戸を割いて設けられた。
延喜式神名帳に記載される名神大社としては、後に一ノ宮となった貫前神社（富岡市）や赤城神社（前橋市に論社3社）、伊香保神社（渋川市）があり、高崎市の辛科神社は渡来系の神社として知られている。この辺りには古くから渡来人が多かったようで、8世紀始めに甘楽、緑野、片岡各郡から6郷を割き、多胡郡が成立した。多胡郡建郡を記念する多胡碑など上野三碑が古代の金石文として知られる。

### 中世
荘園や御厨、国衙領が成立し、それを基盤として中小武士団が勃興した。県東部の邑楽・新田・佐位郡と北部の利根・吾妻、西部の碓氷・多胡郡は郡域が荘園化し、一方で群馬郡・甘楽郡はほぼ全域が国衙領として渋川郷（保）・桃井郷・白井保・長野郷・和田郷・岡本郷などが成立した。他は混在している。このため武士団の出自に地域傾向がある。
まず県北部から東部にかけては秀郷流藤原氏（佐位・那波・林・薗田・大胡・山上氏）が入り、続いて東部の新田荘に新田氏一族（新田本家・里見・山名・得河・世良田・岩松）が入り拡大した。県南部は秩父党系（小幡・飽間・小林氏）が武蔵から入った。多胡郡は荘園として源義賢が開発し、のちに多胡氏が拠った。一方国衙領がほとんどの群馬郡・甘楽郡では、在庁宮人系と推測される諸氏（渋川・桃井・長野・和田・岡本氏など）が勃興した。
これらの武士団は、新田一族を除き中世の騒乱のなかで力を失っていった。まず治承・寿永の乱で、源義仲が多胡郡から県西部に影響力を持ち、東部では新田荘の新田義重が自立した。隣接する足利には秀郷流藤原氏の惣領・藤原姓足利氏が平家側にあった。一方秀郷流藤原氏の一族・新田氏の分家（里見・山名）や多くの武士は源頼朝に従った。その後、最終的に源頼朝の勝利に終わった結果、源義仲についた今井氏・佐位氏・那波氏・桃井氏、平家についた藤原姓足利氏が没落、新田義重も地位が低下した。頼朝についた武士団は鎌倉御家人となった。鎌倉期には和田合戦で渋川氏が没落した。在地領主が没落したのちには、新たに領主が入り、同じ名の氏族を名乗った。藤姓那波氏旧領には大江氏系の那波氏が、渋川氏・桃井氏は源姓足利氏の一族が入った。
鎌倉末期になると、新田義貞が足利尊氏とともに後醍醐天皇の鎌倉幕府討幕運動に参加し、建武の新政にも参画した。ただし、惣領家が力を失った新田氏は一族としてまとまらず、里見・山名氏は足利尊氏についている。また幕府側についた武士団（白井氏・大胡氏・山上氏）もあった。新田義貞戦死後は南朝に付いた新田本家・世良田氏が没落し、里見・山名氏はその本拠地を県外へ移し、足利について新たに新田惣領を継承した岩松氏が新田荘を中心に勢力を維持した。一方、鎌倉幕府滅亡時に白井氏・観応の擾乱で多胡氏が没落、山上氏は幕府側から擾乱時に尊氏方に移るなど、内乱で没落したり疲弊したりして独自勢力をもてなかった。一族が多い秀郷流藤原氏は惣領家（藤原姓足利氏）が滅亡してまとまれず、結果、室町時代において岩松氏以外の上州武士は国人一揆たる白旗一揆に参加していた。観応の擾乱後、岩松氏を除き上州白旗一揆に参加した上州武士は、守護として入った山内上杉家の被官化した。ただし、「衆」として被官化されたのちもその形式を残しており、解体は戦国大名の登場を待つことになる。また山内上杉家家臣の長尾氏が土着し、白井長尾家と総社長尾家が成立した。
享徳の乱で関東が戦国時代に入ると、県域南部が武蔵国五十子（埼玉県本庄市）を本拠に鎌倉公方（堀越公方）を補佐する山内上杉家の影響力が及び、北部は越後国守護代長尾氏の勢力下、新田郡に自立的な岩松氏（のち下克上され横瀬氏）がある形で推移した。戦国期の関東情勢は鎌倉公方が分裂し、伊豆の堀越公方に属する両上杉氏らと、下総国古河に本拠を置く古河公方が対立し複雑に推移し、山内上杉家は北関東の有力戦国大名として成長するが、相模国に台頭した新興勢力である後北条氏と対立し、後北条氏は甲斐国の武田氏、駿河国の今川氏と三国同盟を結び天文15年（1546年）の河越夜戦において山内上杉家を駆逐し、上野にも後北条氏の勢力が及び、こうした情勢のなか上野の国衆は上杉・北条両氏に属し離合集散を繰り返した。ただし、信濃国佐久郡に近い一部の国衆は同地に進出した武田氏に属している。
越後国では守護代長尾氏による統一が進んでいたが山内上杉家は長尾氏を頼り、長尾景虎（上杉謙信）は山内上杉家の家督と関東管領職を継承し、北信濃における武田氏との抗争（川中島の戦い）と平行して上野や北関東地域において後北条氏と抗争した。
上杉・武田両氏の川中島の戦いは永禄4年（1561年）の第四次合戦を機に収束するが、武田氏は上杉氏の圧迫を受けていた自己傘下の小幡氏の旧領復帰を口実に上野進出の機会をうかがっており、上野における後北条氏の反攻と呼応して西上野侵攻を行って上杉傘下にあった有力国衆の長野氏を滅ぼすなど、上野においては上杉氏と武田・後北条氏との抗争が展開された。
永禄11年（1568年）には甲相同盟が破綻して武田・後北条氏が対立関係となり、永禄12年（翌年）には上杉氏と後北条氏との間で越相同盟が締結される。さらに甲相同盟は元亀2年（1571年）に回復され、天正7年（1579年）には越後における御館の乱と関係して武田・上杉間で甲越同盟が締結され武田・後北条間は敵対関係となり、こうした複雑な外交情勢のなか上野は三者の接する係争地となった。そして豊臣秀吉による小田原征伐で後北条氏が没落すると、徳川家康の配下の武将が入ることになる。
このような山内上杉氏・後北条氏・武田氏・長尾上杉氏が争う中で、鎌倉ごろからの土着武士は完全に没落し、戦国大名の家臣として新たに入った武士が近世は上州を領地としていった。

### 近世
江戸時代初期には東国の北の守りとして主に譜代大名が上州に配置され、前橋藩、高崎藩、沼田藩、館林藩、安中藩、小幡藩、伊勢崎藩、吉井藩、七日市藩などがあり、交代寄合旗本では岩松（新田）氏の岩松陣屋があった。また岩鼻には上野国内の幕府領を支配する代官の陣屋（岩鼻陣屋）が置かれた。
江戸時代から昭和初期にかけては、桐生織を中心に、当時の基幹産業である絹織物生産の中心地となった。上州の女性が家庭社会において従属的な位置に甘んじることなく元気溌剌としている大きな理由は、養蚕織物業によって女性であっても多くの収入を得られたからである。
これは加齢年齢にも影響を受けない練達技巧である。いわゆる「かかあ天下（でんか）と空っ風」である。「かかあ天下」は、「女性（妻）に頭が上がらない男性（夫）」とか「妻の尻に敷かれている夫」と取られがちだが、そうではなく、上州の男が自分の妻を感謝・尊敬し、自慢する意味で「ウチの母（かかあ）は天下一」という意味を持っている。
養蚕業は原始的ながら複雑な工程を経るため、群馬県（埼玉県北部上武地域を含む）では養蚕業に由来する社会行事が多く残っている。民俗学的に優れた材料の宝庫ともいえ、評価が高い。往々にして写真美術の題材になるなど、養蚕業の深奥はいまだに尽きるところがない。養蚕製糸業は当然製造工学的な技術発展をうながしており、これを背景に大正時代には日本最大の飛行機会社となった中島飛行機が設立された。

### 近現代
第二次世界大戦中には疎開地として多くの民衆・企業を受け入れた。軍需工場が集中する高崎市街地、前橋市街地、伊勢崎市街地、桐生市街地、中島飛行機太田製作所、小泉製作所はそれ故に米軍による市街地空襲の標的となり、その内、高崎市、前橋市、伊勢崎市、太田町（現：太田市）の一部、などの市街地は甚大な被害を受けた（桐生市は確認されているのが戦闘機による機銃掃射のみでほとんど被害なし）。戦後はこれまでの平野部の農業、工業製造業も復活したが、娯楽民生に技術を転用した好例として遊技機（パチンコ機パチスロ機）の製造販売が盛んである。製造業の系譜は途切れることなく、また女性の社会参加も同様である。県民の一世帯当たりの自家乗用車保有台数は全国でも首位を争うほどである。一家に親世代子世代用の各乗用車に加え一定の労務に従事する女性のための乗用車を用意しているのが各統計に見られる多くの姿である。
政治的にも、経済的にも首都圏にありながら保守土着の性質がいまだに残り、自由民主党の勢力が強く「保守王国」と呼ばれる。また、有力議員が当選回数を重ねて首班指名を受けるという現代保守政治の手続に忠実な意識である。戦後には福田赳夫（高崎市）、中曽根康弘（高崎市）、小渕恵三（中之条町）、福田康夫（高崎市）と4人の総理大臣を輩出している。しかし、2009年(平成21年）の第45回衆議院議員総選挙では、自民党への逆風から5議席中3議席を当時の野党第一党であった民主党に奪われ、政権交代の象徴的選挙区として全国から注目を浴びた。

### 主要年表

#### 古代
- 舒明天皇9年（637年） - 将軍・上毛野君形名が蝦夷反乱を討ち平げる。
- 和銅元年（708年） - 多胡郡新設。
- 天平神護2年（766年） - 上野国内の新羅人193人に吉井連の姓を賜う。
- 弘仁2年（811年） - 上野国を中国から大国に昇格させる。
- 天長3年（826年） - 上野国を親王任国とする（上野太守は葛井親王）。
- 天慶2年（939年） - 平将門、上野国府を襲う。
- 嘉承3年/天仁元年7月21日（1108年8月29日） - 浅間山噴火。

#### 中世
- 元弘3年/正慶2年（1333年） - 新田義貞、上野国で挙兵、鎌倉攻略。
- 建武3年/延元元年（1336年） - 足利軍、新田軍を破り、上野国制圧。
- 永享10年（1438年） - 関東管領上杉憲実、鎌倉公方足利持氏と対立し、平井城に退去。
- 永禄3年（1560年） - 長尾景虎、関東管領上杉憲政の要請により上野国へ出兵。
- 天正18年（1590年） - 徳川家康、関東入部。徳川家臣、上野入国（江戸の北の守りとして譜代大名が多い）。

#### 近世
- 慶長6年（1601年） - 譜代大名酒井氏、前橋藩主となる。
- 慶長8年（1603年） - 浅間山大噴火。
- 慶長19年（1614年） - 徳川家康、大光院を建立する。
- 元和2年（1616年） - 大渡、真正、福島、五料に関所を設置。
- 元和6年（1620年） - イエズス会宣教師フェルナンデス、沼田城下で伝道。
- 寛永8年（1631年） - 白井、大戸、猿ヶ京に関所を設置。
- 慶安2年（1649年） - 厩橋を前橋と改名する。
- 寛文元年（1661年） - 徳川綱吉、館林藩主となる。
- 寛文9年（1669年） - 岡上景能、岡登用水を開く。
- 延宝8年（1680年） - 徳川綱吉、幕府第5代将軍（征夷大将軍）となる。
- 明和4年（1767年） - 前橋城崩壊、前橋藩は川越に移城。
- 天明3年（1783年） - 浅間山大噴火（天明大噴火）。
- 嘉永3年（1850年） - 国定忠治処刑。
- 慶応2年（1866年） - 上州世直し一揆。
- 慶応3年（1867年） - 前橋藩主 松平直克、川越城から再築された前橋城へ帰城。
- 慶応4年（1868年） - 館林藩、会津戦争に参戦する。

#### 明治
- 明治4年（1871年）

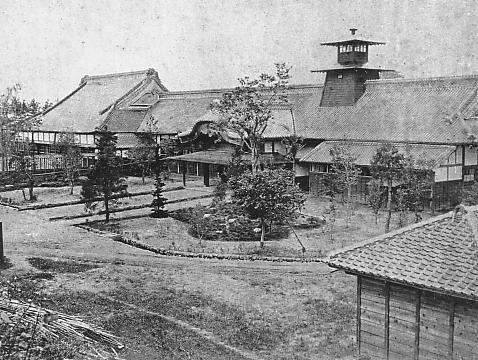
明治時代の群馬県庁舎

  - 7月14日（8月29日） - 廃藩置県、9県並立（小幡県、伊勢崎県、前橋県、岩鼻県、沼田県、安中県、高崎県、七日市県、館林県）。
  - 10月 - 11月 - 第一次府県統合（3府72県1使）
  - 10月28日（12月10日） - 第一次群馬県成立（上記の9県の内、館林県を除く8県が統合される）。県庁が高崎に置かれる。
  - 11月14日（12月25日） - 第一次栃木県成立（館林県、壬生県、吹上県、佐野県、足利県、日光県が統合される）。県庁が栃木に置かれる。
- 明治5年（1872年）
  - 6月15日（7月20日） - 群馬県庁が高崎から前橋に移る。
  - 10月4日（11月4日） - 官営富岡製糸場が設置される。
- 1873年（明治6年）6月15日 - 入間県と合併し熊谷県となる。県庁は熊谷に置かれる。
- 1876年（明治9年）
  - 4月 - 8月 - 第二次府県統合（3府35県1使1藩）
  - 8月21日 - 第二次群馬県成立（熊谷県を廃止し、第一次群馬県域と栃木県の山田郡、新田郡、邑楽郡域を統合する。現在の群馬県の形に近くなる）。県庁が再び高崎に置かれる。
- 1881年（明治14年） - 太政官布告で群馬県庁の所在地を高崎から前橋に改定。
- 1884年（明治17年）
  - 5月1日 - 日本鉄道上野駅 - 高崎駅間全通（現：高崎線）。
  - 5月24日 - 高崎に歩兵第十五聯隊設置。
  - 8月20日 - 日本鉄道高崎駅 - 前橋駅間開通。
- 1885年（明治18年）10月15日 - 高崎駅 - 横川駅間鉄道開通（現：信越本線）。
- 1888年（明治21年）11月15日 - 両毛鉄道足利駅 - 桐生駅間開業。
- 1889年（明治22年）
  - 4月1日 - 町村制施行（35町171村）。町制施行した35町は以下の通り。
    - 東群馬郡：前橋町
    - 西群馬郡：高崎町、倉賀野町、金古町、 総社町、渋川町、伊香保町
    - 緑野郡：新町、藤岡町、鬼石町
    - 多胡郡：吉井町
    - 北甘楽郡：福島町、富岡町、一ノ宮町、妙義町、下仁田町
    - 碓氷郡：板鼻町、安中町、原市町、松井田町、坂本町
    - 吾妻郡：中之条町、原町、長野原町
    - 利根郡：沼田町
    - 那波郡：玉村町
    - 佐位郡：伊勢崎町、境町
    - 山田郡：桐生町、大間々町
    - 新田郡：尾島町、木崎町、太田町、藪塚本町
    - 邑楽郡：館林町

  - 11月20日 - 両毛鉄道桐生駅 - 前橋駅間開業。これにより小山駅 - 前橋駅間全通。
  - 12月26日 - 日本鉄道前橋駅 - 両毛鉄道前橋駅間開通。日本鉄道の前橋駅廃止。
- 1892年（明治25年）4月1日 - 東群馬郡前橋町が県内で初めて市制施行し、前橋市誕生。人口は約3万2,000人。関東では水戸市・東京市・横浜市に次いで4番目の市となる。
- 1893年（明治26年）4月1日 - 横川駅 - 軽井沢駅間鉄道開通。
- 1896年（明治29年）
  - 4月1日 - 郡統合（11郡）
    - 東群馬郡と南勢多郡が統合され勢多郡成立。
    - 片岡郡と西群馬郡が統合され群馬郡成立。
    - 緑野郡、南甘楽郡、多胡郡が統合され多野郡成立。
    - 北勢多郡と利根郡が統合され利根郡成立。
    - 佐位郡と那波郡が統合され佐波郡成立。

  - 県内に赤痢流行、2,000人余死亡。
- 1897年（明治30年）
  - 5月10日 - 上野鉄道（現：上信電鉄）高崎駅 - 福島駅（現：上州福島駅）間が開業。
  - 9月10日 - 上野鉄道 福島駅 - 下仁田駅間開業。これにより高崎駅 - 下仁田駅間が全線開通。
- 1900年（明治33年）
  - 4月1日 - 群馬郡高崎町が市制施行し、高崎市誕生。人口は約3万2,000人。西毛地区初、県内2番目、関東では6番目の市となる。
  - 足尾銅山鉱毒被害、田中正造反公害運動。
- 1903年4月23日 - 東武伊勢崎線加須駅 - 川俣駅間開通。当時の川俣駅は利根川右岸の埼玉県側にあった。
- 1907年（明治40年）8月27日 - 東武伊勢崎線川俣駅 - 足利町駅（現：足利市駅）間開業。川俣駅移転。館林町に館林駅開業。
- 1909年（明治42年）2月17日 - 東武伊勢崎線足利町駅 - 太田駅間開業。
- 1910年（明治43年）
  - 3月27日 - 東武伊勢崎線太田駅 - 新伊勢崎駅間開業。
  - 7月13日 - 東武伊勢崎線新伊勢崎駅 - 伊勢崎駅間開業。これにより浅草駅（現：とうきょうスカイツリー駅） - 伊勢崎駅間全通。
- 1911年（明治44年）4月15日 - 足尾鉄道下新田連絡所 - 大間々町駅（現：大間々駅）間開業（桐生駅 - 下新田連絡所間は、官設鉄道両毛線を借用）。

#### 大正
- 1912年（大正元年）
  - 9月15日 - 足尾鉄道（現：わたらせ渓谷鐵道）大間々町駅（現：大間々駅） - 神土駅（現：神戸駅）間開業。
  - 11月11日 - 足尾鉄道神土駅 - 沢入駅間開業。
  - 12月31日 - 足尾鉄道沢入駅 - 足尾駅間開業。
- 1913年（大正2年）
  - 県人口100万人突破。
  - 3月19日 - 東武鉄道桐生線太田駅 - 相老駅間が開業。
  - 10月13日 - 足尾鉄道が足尾線と改称する。
- 1914年（大正3年）
  - 8月2日 - 東武鉄道佐野線館林駅 - 佐野町駅（現：佐野市駅）間が開業。
  - 8月15日 - 足尾線足尾駅 - 足尾本山駅間開業（貨物線）。これにより足尾線全通。
  - 11月1日 - 足尾線間藤駅開業。足尾駅 - 間藤駅間旅客営業開始。
- 1915年（大正4年）
  - 桐生高等染織学校設置。
- 1917年（大正6年）
  - 中島知久平、飛行機研究所設立。
  - 3月12日 - 中原鉄道（現：東武鉄道小泉線）館林駅 - 小泉町駅間開業。
- 1918年（大正7年）
  - スペイン風邪流行、死者766人。
  - 桐生倶楽部発足。
- 1919年（大正8年） - 桐生倶楽部会館が完成。
- 1920年（大正9年） - 第一回国勢調査。県内主要都市の人口は以下の通り。
  - 前橋市：6万2,325人、高崎市：3万6,792人、桐生町：3万7,674人。
- 1921年（大正10年）
  - 3月1日 - 山田郡桐生町が市制施行し桐生市誕生。人口は約3万8,000人。東毛地区初、県内3番目、関東では11番目の市となる。
  - 7月1日 - 上越南線（じょうえつなんせん 現：上越線）新前橋駅 - 渋川駅間開業。
- 1922年（大正11年）3月4日 - 中原鉄道が上州鉄道と改称する。
- 1924年（大正13年）3月31日 - 上越南線渋川駅 - 沼田駅間開業。
- 1926年（大正15年）11月20日 - 上越南線沼田駅 - 後閑駅間開業。

#### 昭和
- 1927年（昭和2年）4月1日 - 高崎市に群馬郡塚沢村、片岡村が編入される。
- 1928年（昭和3年）
  - 10月30日 - 上越南線（現：上越線）後閑駅 - 水上駅間開業。
  - 11月10日 - 上毛電気鉄道中央前橋駅 - 西桐生駅間開通。
- 1931年（昭和6年） - 中島飛行機株式会社設立。
- 1932年（昭和7年）3月18日 - 東武桐生線相老駅 - 新大間々駅（現：赤城駅）間開業。
- 1933年（昭和8年）4月1日 - 桐生市に山田郡境野村が編入される。人口は約7万5,000人。
- 1934年（昭和9年）
  - 11月11日〜14日 - 栃木・群馬・埼玉3県にて陸軍特別大演習が行われる。
  - 11月16日 - 昭和天皇が桐生市に行幸。昭和天皇誤導事件が起きる。
- 1935年（昭和10年）9月 - 県下に24日から26日にかけて台風接近に伴う集中豪雨。烏川流域を中心に死者218人、行方不明者39人、負傷者190人、家屋全壊467戸などの被害[37]。利根川に沿って上越線も寸断[38]され交通機関が乱れた。
- 1937年（昭和12年）
  - 1月10日 - 東武鉄道が上州鉄道（現：小泉線）を買収。
  - 4月1日 - 桐生市に山田郡広沢村が編入される。人口は約8万5,000人。
- 1939年（昭和14年）10月1日 - 高崎市に群馬郡佐野村が編入される。
- 1940年（昭和15年）9月13日 - 佐波郡伊勢崎町、殖蓮村、茂呂村が新設合併、市制施行し、伊勢崎市誕生。人口は約4万人。県内4番目の市となる。
- 1941年（昭和16年）6月1日 - 東武鉄道小泉線太田駅 - 小泉町駅間が開業。
- 1943年（昭和18年）
  - 4月1日 - 群馬師範学校設置。
  - 11月1日 - 新田郡太田町に新田郡鳥之郷村が編入される。
- 1944年4月1日 - 群馬青年師範学校設置。
- 1945年（昭和20年）
  - 2月10日、16日 - 太田町（現：太田市）空襲。
  - 2月25日 - 太田町、小泉町（現：大泉町）空襲。
  - 4月4日 - 小泉町空襲。
  - 7月18日 - 桐生市空襲。
  - 8月5日 - 前橋市・高崎市空襲（前橋空襲・高崎空襲）。
  - 8月14日 - 高崎市、伊勢崎市（伊勢崎空襲）、太田町空襲。

#### 昭和戦後
- 高崎市民オーケストラ（現在の群馬交響楽団）発足。
- 1946年（昭和21年） - 相沢忠洋、岩宿で旧石器を発見する（発掘調査により旧石器文化の石器と確認されるのは1949年（昭和24年））。
- 1947年（昭和22年） - 第一回公選知事選挙。
- 1948年（昭和23年）
  - 2月10日 - 前橋医科大学設置。
  - 5月3日 - 新田郡太田町が市制施行し、太田市誕生。人口は約4万9,000人。県内5番目の市となる。
- 1949年（昭和24年）
  - 6月1日 - 新制群馬大学発足。
  - 10月1日 - 群馬郡から北群馬郡が分立する。
- 1950年（昭和25年）4月1日 - 北甘楽郡が甘楽郡と改称する。
- 1951年（昭和26年）
  - 4月1日
    - 前橋市に勢多郡桂萱村三俣の一部が編入される。人口は約10万人。
    - 高崎市に群馬郡六郷村が編入される。人口は約9万7,000人。
- 1953年（昭和28年）10月14日 - 群馬大橋開通。
- 1954年（昭和29年）
  - 4月1日
    - 前橋市に勢多郡上川淵村、下川淵村、芳賀村、桂萱村、群馬郡東村、元総社村、総社町が編入される。人口は約15万2,000人。
    - 利根郡沼田町、利南村、池田村、薄根村、川田村が新設合併、市制施行し、沼田市誕生。人口は約4万3,000人。
    - 邑楽郡館林町、郷谷村、大島村、赤羽村、六郷村、三野谷村、多々良村、渡瀬村が新設合併、市制施行し、館林市誕生。
    - 北群馬郡渋川町、金島村、古巻村、豊秋村が新設合併、市制施行し、渋川市誕生。人口は約3万9,000人。
    - 多野郡藤岡町、神流村、小野村、美土里村、美九里村が新設合併、市制施行し、藤岡市誕生。人口は約4万2,000人。
    - 甘楽郡富岡町に黒岩村、一ノ宮町、高瀬村、額部村、小野村が編入、市制施行し、富岡市誕生。人口は約3万8,000人。

  - 9月1日 - 前橋市に勢多郡南橘村が編入される。人口は約16万4,000人。
  - 10月1日
    - 多野郡鬼石町、三波川村、美原村が新設合併して鬼石町誕生（現：藤岡市）。
    - 山田郡大間々町に山田郡福岡村、川内村高津戸の一部が編入される。
    - 桐生市に山田郡梅田村、相生村、川内村の大部分が編入される。人口は約11万6,000人。
- 1955年（昭和30年）
  - 1月15日
    - 前橋市に群馬郡清里村、新高尾村（鳥羽）が編入される。人口は約16万7,000人。
    - 高崎市に碓氷郡豊岡村、八幡村、群馬郡中川村、新高尾村（残り）が編入される。人口は約12万人。

  - 8月1日高崎市に群馬郡長野村が編入される。人口は約12万5,000人。
- 1956年（昭和31年）2月1日 - 吾妻郡原町が「吾妻町」と改称する。
- 1957年（昭和32年）
  - 1月1日 - 邑楽郡中島村が「邑楽村」と改称する。
  - 3月31日 - 邑楽郡小泉町、大川村が新設合併して大泉町誕生。人口は約1万9,000人。
- 1958年（昭和33年）
  - 11月1日
    - 碓氷郡安中町が市制施行し、安中市誕生。県内11番目の市となる。
    - 利根郡久呂保村、糸之瀬村が新設合併し、昭和村誕生。
- 1959年（昭和34年）
  - 1月1日 - 桐生市に栃木県足利郡菱村が編入される。人口は約12万3,000人。
  - 浅間山大噴火。
- 1960年（昭和35年） - ダイハツ前橋製作所設立。
- 1962年（昭和37年） - 陸上自衛隊第12師団司令部、相馬が原に設置。
- 1963年（昭和38年）
  - 3月31日 - 高崎市に群馬郡倉賀野町が編入される。
  - 4月1日 - 太田市に新田郡宝泉村が編入される。
  - 12月1日 - 太田市に山田郡毛里田村が編入される。
- 1965年（昭和40年）9月1日 - 高崎市に群馬郡群南村が編入される。人口は約17万人。
- 1967年（昭和42年）5月1日 - 前橋市に勢多郡城南村が編入される。人口は約22万人。
- 1968年（昭和43年）
  - 4月1日
    - 邑楽郡邑楽村が町制施行し邑楽町が誕生。
    - 桐生市に栃木県安蘇郡田沼町飛駒の一部が編入される。人口は約13万1,000人。
- 1971年（昭和46年） - 女性8人を誘拐殺人した大久保清事件起こる
- 1974年（昭和49年）10月17日 - 県立近代美術館開館。県立群馬の森開園。
- 1976年（昭和51年） - 福田赳夫、内閣総理大臣就任。
- 1982年（昭和57年）
  - 4月1日 - 邑楽郡千代田村が町制施行し千代田町誕生。
  - 中曽根康弘、内閣総理大臣就任。
  - 11月15日 - 上越新幹線大宮駅〜新潟駅間開業。群馬県初の新幹線路線となる。
- 1983年（昭和58年）
  - 1月 - あかぎ国体冬季大会開催。
  - 9月 - あかぎ国体夏季大会開催。
- 1985年（昭和60年）
  - 8月12日 - 日本航空123便墜落事故（高天原山）。
  - 10月28日 - 群馬県民の日制定。
- 1986年（昭和61年）
  - 10月1日 - 佐波郡赤堀村が町制施行し赤堀町誕生。

#### 平成
- 1990年（平成2年） - 4月1日 新田郡笠懸村が町制施行し笠懸町誕生。
- 1991年（平成3年）
  - 4月1日 北群馬郡吉岡村が町制施行し吉岡町誕生。
  - 小寺弘之知事初当選。
- 1993年（平成5年）
  - 3月27日 - 上信越自動車道、藤岡IC〜佐久IC間開通。
  - 7月1日 - 鬼押出し浅間園 浅間火山博物館、リニューアルオープン。
  - 10月19日 - 県人口200万人突破。
- 1996年（平成8年） 7月1日 群馬郡倉淵村が「倉渕村」と改称する。
- 1998年（平成10年）
  - 小渕恵三、内閣総理大臣就任。
  - 10月1日 邑楽郡明和村が町制施行し明和町誕生。
- 1999年（平成11年） 県庁舎・県議会議事堂新築。
- 2000年（平成12年）
  - 5月14日 - 小渕恵三、志半ばで急逝。
  - 6月10日 - 尾島町（現・太田市）の化学工場で爆発事故が発生し、付近の住宅などが半壊。
- 2001年（平成13年）
  - 1月6日 - 汚職事件で実刑判決を受け上告中の中島洋次郎元県選出衆議院議員、都内で自殺。
  - 3月31日 - 北関東自動車道、高崎JCT-伊勢崎IC間開通。
  - 4月1日 前橋市と高崎市が特例市に移行。
  - 11月12日 - 伊勢崎市同居女性餓死事件が発覚。加害者を取り巻く地域と家庭が劣悪であることが話題となった。
- 2003年（平成15年）
  - 4月1日 多野郡万場町、中里村が新設合併し神流町誕生。人口は約3,000人。
- 2004年（平成16年）
  - 9月1日 - 浅間山また噴火。
  - 10月16日 - 上越線に高崎問屋町駅が開業。
  - 12月5日 - 前橋市に勢多郡大胡町、宮城村、粕川村が編入される。人口は約32万1,000人。
- 2005年（平成17年）
  - ザスパ草津が日本プロサッカーリーグ（Jリーグ）に加盟。
  - 1月1日 - 伊勢崎市、佐波郡赤堀町、東村、境町が新設合併し、新伊勢崎市誕生。人口は約20万8,000人。
  - 2月13日 - 沼田市に利根郡白沢村、利根村が編入される。人口は約5万5,000人。
  - 3月28日 - 太田市、新田郡尾島町、新田町、藪塚本町が新設合併して新太田市誕生。人口は約21万7,000人。
  - 6月13日 - 桐生市に勢多郡新里村、黒保根村が編入される。人口は約13万2,000人。
  - 10月1日 - 利根郡月夜野町、水上町、新治村が新設合併してみなかみ町誕生。人口は約2万5,000人。
- 2006年（平成18年）
  - 1月1日 - 藤岡市に多野郡鬼石町が編入される。人口は約7万人。
  - 1月23日 - 高崎市に群馬郡倉渕村、箕郷町、群馬町、多野郡新町が編入される。人口は約32万2000人。
  - 2月20日 - 渋川市、勢多郡北橘村、赤城村、北群馬郡子持村、小野上村、伊香保町が新設合併し、新渋川市誕生。人口は約8万7000人。
  - 3月18日 - 安中市、碓氷郡松井田町が新設合併し、新安中市誕生。人口は約6万5000人。これにより、碓氷郡が消滅。
  - 3月27日 - 富岡市、甘楽郡妙義町が新設合併し、新富岡市誕生。人口は約5万5000人。
  - 勢多郡東村、山田郡大間々町、新田郡笠懸町が新設合併し、みどり市が群馬県12番目の市として誕生。人口は約5万2000人。これにより、山田郡と新田郡が消滅。
  - 吾妻郡東村、吾妻町が新設合併し、東吾妻町誕生。人口は約1万7000人。
  - 7月5日 - 六合村の赤岩地区（現在の中之条町六合赤岩）の63.0ヘクタールが重要伝統的建造物群保存地区として選定。
  - 10月1日 - 高崎市に群馬郡榛名町が編入。人口は約34万1000人。これにより前橋市を抜き、県内最大の都市となる。これにより、群馬郡が消滅。
  - 10月10日 - 群馬運輸支局管内のうち、高崎市・安中市で自動車のご当地ナンバー「高崎ナンバー」を導入。
- 2007年（平成19年）
  - 4月1日 - 伊勢崎市と太田市が特例市に移行。
  - 7月22日執行の知事選挙で大沢正明が当選。
  - 9月6日 - 台風9号による大雨のため、南牧村の県道・村道が崩壊し、孤立状態となった。
  - 9月26日 - 福田康夫が第91代内閣総理大臣に就任。
  - 11月30日 - 桐生の織物関連遺産（桐生市）、群馬県の製糸関連遺産（富岡市、高崎市、甘楽町、藤岡市、安中市）、碓氷峠鉄道施設群（安中市）が経済産業省の近代化産業遺産に認定。
  - 12月1日 - 県総人口が東に隣接する栃木県に抜かれ、関東地方で最も人口の少ない都道府県、全国では第20位となる。
- 2008年（平成20年）
  - 3月1日 - 北関東自動車道の駒形ICと伊勢崎ICの間に波志江PAが開設した。
  - 3月8日 - 北関東自動車道の伊勢崎ICから太田桐生IC間が開通（間に太田藪塚ICがある）。
  - 3月29日 - 花と緑のシンフォニーぐんま2008が開催。
- 2009年（平成21年）
  - 2月6日 - 群馬大学工学部関連遺産（桐生市）、中小坂鉄山（下仁田町）、清水隧道（みなかみ町、新潟県南魚沼郡湯沢町）が経済産業省の近代化産業遺産に認定。
  - 4月1日 - 前橋市が中核市に移行。
  - 5月5日 - 前橋市に勢多郡富士見村が編入。人口は約34万5000人。これにより、勢多郡が消滅。
  - 6月1日 - 高崎市に多野郡吉井町が編入。人口は約37万4000人。
- 2010年（平成22年）
  - 3月28日 - 吾妻郡中之条町に六合村が編入。人口は約1万8000人。
  - 3月30日 - 甘楽町が歴史まちづくり法（地域における歴史的風致の維持及び向上に関する法律）に基づく認定町となる。
  - 8月1日 - 県総人口が200万人を割る。県総人口が200万人未満になるのは1994年4月1日以来[注釈 4]。

※各市町村の人口は合併発足当時のもの。
- 2011年（平成23年）
  - 4月1日 - 高崎市が中核市に移行。
  - 9月5日 - 下仁田ジオパーク（下仁田町）が日本ジオパークに認定。
  - 9月21日 - 板倉町の「利根川・渡良瀬川合流域の水場景観」（利根川、古利根、谷田川、渡良瀬川、渡良瀬遊水地、雷電神社周辺地区、計606.5ヘクタール）が重要文化的景観として選定。
- 2012年（平成24年）
  - 7月9日 - 桐生市の桐生新町地区（本町一・二丁目、桐生天満宮境内、計13.4ヘクタール）が重要伝統的建造物群保存地区として選定。
- 2013年（平成25年）
  - 4月 - 群馬大学工学部が理工学部に改組。
- 2014年（平成26年）
  - 6月25日 - 富岡製糸場と絹産業遺産群（富岡市、伊勢崎市、藤岡市、下仁田町）が世界遺産に登録。
  - 9月16日 - 雄川堰（甘楽町）が世界かんがい施設遺産に登録。
  - 11月17日 - 群馬運輸支局管内のうち、前橋市・吉岡町で自動車のご当地ナンバー「前橋ナンバー」を導入。
- 2015年（平成27年）
  - 4月24日 - かかあ天下 ―ぐんまの絹物語―（桐生市、甘楽町、中之条町、片品村）が日本遺産に認定。
- 2016年（平成28年）
  - 9月9日 - 浅間山北麓ジオパーク（長野原町、嬬恋村）が日本ジオパークに認定。
  - 11月8日 - 長野堰用水（高崎市）が世界かんがい施設遺産に登録。
- 2017年（平成29年）
  - 10月31日 - 上野三碑（高崎市）が「世界の記憶」（世界記憶遺産）に登録[39]。
- 2018年（平成30年）
  - 1月23日 - 桐生市が歴史まちづくり法（地域における歴史的風致の維持及び向上に関する法律）に基づく認定都市となる[40][41]。

#### 令和
- 2019年（令和元年）
  - 5月20日 - 里沼 ―「祈り」「実り」「守り」の沼が磨き上げた館林の沼辺文化―（館林市）が日本遺産に認定[42]。
  - 7月21日 知事選が実施され、元内閣府特命担当大臣の山本一太が当選した。

## 人口
県人口は、1,939,110人（2020年（令和2年）国勢調査）で、都道府県で18位（都道府県の人口一覧）である。国勢調査最大人口は、2000年（平成12年）の2,024,852人であり、都道府県で19位であった。上毛かるたには、県の人口を詠んだ「力あわせる二百万」という札がある（何度か改定されており、二百万となったのは1993年版から）。また、高崎市、太田市、伊勢崎市、大泉町以外は、2015年と2020年をと比べて大きく減っている。

群馬県市町村人口増減率分布図（2015年度と2020年度国勢調査から算出）
増加
2.5 - 4.99 %
0.0 - 2.49 %
減少
0.0 - 2.5 %
2.5 - 5.0 %
5.0 - 7.5 %
7.5 - 10.0 %
10.0 % 以上

2000年（平成12年）の国勢調査で人口順位が上位100位内の市は、前橋（75位）・高崎（90位）の2市であった（都道府県庁所在地と政令指定都市の人口順位）。各年の国勢調査で人口順位が上位50位内に入ったことのある市は、前橋（最高位：1920年（大正9年）35位）・桐生（最高位：1935年（昭和10年）50位）の2市であった。
| 増加 2.5 - 4.99 % 0.0 - 2.49 % | 減少 0.0 - 2.5 % 2.5 - 5.0 % 5.0 - 7.5 % 7.5 - 10.0 % 10.0 % 以上 |

| |                                        |  |
| 群馬県と全国の年齢別人口分布（2005年） | 群馬県の年齢・男女別人口分布（2005年） |  |
| ■紫色 ― 群馬県 ■緑色 ― 日本全国 | ■青色 ― 男性 ■赤色 ― 女性              |  |
| 群馬県（に相当する地域）の人口の推移 \| 1970年（昭和45年） \| 1,658,909人 \| \| \| 1975年（昭和50年） \| 1,756,480人 \| \| \| 1980年（昭和55年） \| 1,848,562人 \| \| \| 1985年（昭和60年） \| 1,921,259人 \| \| \| 1990年（平成2年） \| 1,966,265人 \| \| \| 1995年（平成7年） \| 2,003,540人 \| \| \| 2000年（平成12年） \| 2,024,852人 \| \| \| 2005年（平成17年） \| 2,024,135人 \| \| \| 2010年（平成22年） \| 2,008,068人 \| \| \| 2015年（平成27年） \| 1,973,115人 \| \| \| 2020年（令和2年） \| 1,939,110人 \| \| |                                        |  |
| 総務省統計局 国勢調査より |                                        |  |
| 1970年（昭和45年） | 1,658,909人                            |  |
| 1975年（昭和50年） | 1,756,480人                            |  |
| 1980年（昭和55年） | 1,848,562人                            |  |
| 1985年（昭和60年） | 1,921,259人                            |  |
| 1990年（平成2年） | 1,966,265人                            |  |
| 1995年（平成7年） | 2,003,540人                            |  |
| 2000年（平成12年） | 2,024,852人                            |  |
| 2005年（平成17年） | 2,024,135人                            |  |
| 2010年（平成22年） | 2,008,068人                            |  |
| 2015年（平成27年） | 1,973,115人                            |  |
| 2020年（令和2年） | 1,939,110人                            |  |

### 都市
群馬県内 市別人口ランキング
群馬県内　別人口密度ランキング（推計人口 2025年7月1日）

### 人口密度
2010年（平成22年）国勢調査による群馬県の人口密度は、1平方キロメートルあたり315.6人で、47都道府県で21位、関東7都県では6位。人口密度が1平方キロメートルあたり1,500人以上の町は大泉町のみで、可住地人口密度が1平方キロメートルあたり1,500人以上の市町村は高崎・桐生・大泉の3市町である。
| 県市町     | 総人口 （人） | 総面積 （km2） | 人口密度 （人/km2) | 可住地 面積 （km2） | 可住地 人口密度 （人/km2) |
| ---------- | ------------- | -------------- | ------------------ | ------------------- | ------------------------- |
| 群馬県     | 2,008,068     | 6362.33        | 315.6              | 2,293.73            | 875.5                     |
| 前橋市     | 340,291       | 311.64         | 1,091.9            | 236.62              | 1,438.1                   |
| 高崎市     | 371,302       | 459.41         | 808.2              | 245.15              | 1,514.6                   |
| 桐生市     | 121,704       | 274.57         | 443.3              | 77.39               | 1,572.6                   |
| 伊勢崎市   | 207,221       | 139.33         | 1,487.3            | 139.05              | 1,490.3                   |
| 太田市     | 216,465       | 175.66         | 1,232.3            | 166.45              | 1,300.5                   |
| 沼田市     | 51,265        | 443.37         | 115.6              | 103.60              | 494.8                     |
| 館林市     | 78,608        | 60.98          | 1,289.1            | 60.52               | 1,298.9                   |
| 渋川市     | 83,330        | 240.42         | 346.6              | 114.70              | 726.5                     |
| 藤岡市     | 67,975        | 180.09         | 377.5              | 76.31               | 890.8                     |
| 富岡市     | 52,070        | 122.90         | 423.7              | 77.20               | 674.5                     |
| 安中市     | 61,077        | 276.34         | 221.0              | 110.53              | 552.6                     |
| みどり市   | 51,899        | 208.23         | 249.2              | 41.22               | 1,259.1                   |
| 吉岡町     | 19,801        | 20.50          | 965.9              | 16.76               | 1,181.4                   |
| 中之条町   | 18,216        | 439.28         | 41.5               | 71.75               | 253.9                     |
| みなかみ町 | 21,345        | 780.91         | 27.3               | 167.23              | 127.6                     |
| 玉村町     | 37,536        | 25.81          | 1,454.3            | 25.62               | 1,465.1                   |
| 大泉町     | 40,257        | 17.93          | 2,245.2            | 17.90               | 2,249.0                   |
| 邑楽町     | 27,023        | 31.12          | 868.3              | 30.69               | 880.5                     |

### 人口変遷
第1回国勢調査が実施された1920年（大正9年）の県人口は約105万人であり、47道府県中23位であった。人口3万人以上の市町村は前橋・高崎・桐生の3市町であった。2000年（平成12年）国勢調査での県人口は約202万人であり、47道府県中19位。人口3万人以上の市町村は前橋・高崎・桐生・伊勢崎・太田・沼田・館林・渋川・藤岡・富岡・安中・群馬・境・玉村・大泉の15市町で、DID（人口集中地区）のある市町村は前橋・高崎・桐生・伊勢崎・太田・沼田・館林・渋川・藤岡・富岡・新町・吉井・境・玉村・大間々・大泉の16市町であった。
下表には、全ての市とその中心市街を構成する旧町（前橋・高崎・桐生・伊勢崎・太田・沼田・館林・渋川・藤岡・富岡・安中・大間々/みどり）、税務署の所在町（中之条）、警察署の所在町とその中心市街を構成する旧町（原町/吾妻/東吾妻・長野原・小泉/大泉）、警察署の旧所在町（大胡・下仁田・松井田・境）、税務署・警察署の非所在町のうち人口集中地区の設定町と旧設定町（草津・吉井・新町・玉村）、人口集中地区の非設定町のうち人口3万人以上の町とその旧町（金古/群馬）の計25市町の国勢調査人口の変遷を記載した。
| 1920年 （大正9年） | 1925年 （大正14年） | 1930年 （昭和5年） | 1935年 （昭和10年） | 1940年 （昭和15年） | 1947年 （昭和22年） | 1950年 （昭和25年） | 1955年 （昭和30年） | 1960年 （昭和35年） | 1965年 （昭和40年） |
| ------------------ | ------------------- | ------------------ | ------------------- | ------------------- | ------------------- | ------------------- | ------------------- | ------------------- | ------------------- |
| 群馬県 1,052,610   | 群馬県 1,118,858    | 群馬県 1,186,080   | 群馬県 1,242,453    | 群馬県 1,299,027    | 群馬県 1,572,787    | 群馬県 1,601,380    | 群馬県 1,613,549    | 群馬県 1,578,476    | 群馬県 1,605,584    |
| 前橋市 62,325      | 前橋市 73,688       | 前橋市 84,925      | 前橋市 87,181       | 前橋市 86,997       | 前橋市 90,432       | 前橋市 97,394       | 前橋市 171,265      | 前橋市 181,937      | 前橋市 198,745      |
| 高崎市 36,792      | 高崎市 45,698       | 高崎市 59,928      | 高崎市 64,283       | 高崎市 71,002       | 高崎市 88,483       | 高崎市 92,964       | 高崎市 125,195      | 高崎市 142,152      | 高崎市 173,887      |
| 桐生町 37,674      | 桐生市 42,553       | 桐生市 52,906      | 桐生市 76,145       | 桐生市 86,086       | 桐生市 91,482       | 桐生市 95,533       | 桐生市 116,935      | 桐生市 123,010      | 桐生市 127,880      |
| 伊勢崎町 14,295    | 伊勢崎町 18,645     | 伊勢崎町 21,996    | 伊勢崎町 23,588     | 伊勢崎市 40,004     | 伊勢崎市 46,046     | 伊勢崎市 48,703     | 伊勢崎市 85,380     | 伊勢崎市 84,250     | 伊勢崎市 86,861     |
| 太田町 5,803       | 太田町 6,830        | 太田町 7,304       | 太田町 10,451       | 太田町 42,206       | 太田町 49,943       | 太田市 49,556       | 太田市 50,019       | 太田市 62,600       | 太田市 87,898       |
| 1920年             | 1925年              | 1930年             | 1935年              | 1940年              | 1947年              | 1950年              | 1955年              | 1960年              | 1965年              |
| 沼田町 9,768       | 沼田町 12,236       | 沼田町 13,108      | 沼田町 14,012       | 沼田町 14,302       | 沼田町 19,977       | 沼田町 20,623       | 沼田市 42,873       | 沼田市 42,919       | 沼田市 44,347       |
| 館林町 14,635      | 館林町 17,413       | 館林町 17,377      | 館林町 17,802       | 館林町 17,412       | 館林町 23,277       | 館林町 23,108       | 館林市 56,407       | 館林市 55,684       | 館林市 57,317       |
| 渋川町 9,017       | 渋川町 11,313       | 渋川町 13,202      | 渋川町 13,502       | 渋川町 15,264       | 渋川町 19,634       | 渋川町 20,763       | 渋川市 39,209       | 渋川市 39,851       | 渋川市 42,355       |
| 藤岡町 9,056       | 藤岡町 9,426        | 藤岡町 9,771       | 藤岡町 9,839        | 藤岡町 10,206       | 藤岡町 14,429       | 藤岡町 14,468       | 藤岡市 43,475       | 藤岡市 40,933       | 藤岡市 41,667       |
| 富岡町 11,074      | 富岡町 12,093       | 富岡町 12,486      | 富岡町 12,840       | 富岡町 12,659       | 富岡町 17,547       | 富岡町 17,563       | 富岡市 41,476       | 富岡市 45,039       | 富岡市 45,067       |
| 1920年             | 1925年              | 1930年             | 1935年              | 1940年              | 1947年              | 1950年              | 1955年              | 1960年              | 1965年              |
| 安中町 7,754       | 安中町 7,840        | 安中町 7,907       | 安中町 8,553        | 安中町 7,947        | 安中町 10,608       | 安中町 10,578       | 安中町 42,808       | 安中市 40,045       | 安中市 39,517       |
| 大間々町 7,141     | 大間々町 7,629      | 大間々町 7,965     | 大間々町 8,604      | 大間々町 9,228      | 大間々町 11,736     | 大間々町 12,204     | 大間々町 16,777     | 大間々町 18,012     | 大間々町 18,266     |
| 大胡町 6,147       | 大胡町 6,439        | 大胡町 7,034       | 大胡町 7,317        | 大胡町 7,589        | 大胡町 9,912        | 大胡町 10,352       | 大胡町 10,375       | 大胡町 10,007       | 大胡町 9,658        |
| 金古町 3,081       | 金古町 3,100        | 金古町 3,233       | 金古町 3,237        | 金古町 3,264        | 金古町 4,026        | 金古町 4,012        | 群馬町 12,069       | 群馬町 14,548       | 群馬町 15,068       |
| 新町 6,908         | 新町 8,754          | 新町 9,606         | 新町 9,278          | 新町 9,244          | 新町 11,478         | 新町 11,504         | 新町 12,476         | 新町 12,319         | 新町 14,426         |
| 1920年             | 1925年              | 1930年             | 1935年              | 1940年              | 1947年              | 1950年              | 1955年              | 1960年              | 1965年              |
| 吉井町 6,295       | 吉井町 6,357        | 吉井町 6,743       | 吉井町 6,772        | 吉井町 6,728        | 吉井町 9,464        | 吉井町 9,220        | 吉井町 20,005       | 吉井町 18,594       | 吉井町 18,007       |
| 下仁田町 4,327     | 下仁田町 4,789      | 下仁田町 5,198     | 下仁田町 5,617      | 下仁田町 5,421      | 下仁田町 7,425      | 下仁田町 6,939      | 下仁田町 21,794     | 下仁田町 20,640     | 下仁田町 19,148     |
| 松井田町 3,817     | 松井田町 4,101      | 松井田町 4,404     | 松井田町 4,381      | 松井田町 4,284      | 松井田町 6,241      | 松井田町 5,979      | 松井田町 24,136     | 松井田町 21,825     | 松井田町 21,006     |
| 中之条町 5,404     | 中之条町 5,806      | 中之条町 6,338     | 中之条町 6,765      | 中之条町 6,809      | 中之条町 9,106      | 中之条町 9,185      | 中之条町 23,195     | 中之条町 22,853     | 中之条町 21,591     |
| 原町 3,400         | 原町 3,580          | 原町 3,655         | 原町 4,224          | 原町 3,776          | 原町 5,267          | 原町 6,464          | 原町 22,423         | 吾妻町 21,222       | 吾妻町 19,457       |
| 1920年             | 1925年              | 1930年             | 1935年              | 1940年              | 1947年              | 1950年              | 1955年              | 1960年              | 1965年              |
| 長野原町 5,057     | 長野原町 5,887      | 長野原町 5,509     | 長野原町 5,770      | 長野原町 5,802      | 長野原町 7,789      | 長野原町 8,018      | 長野原町 8,349      | 長野原町 8,113      | 長野原町 7,747      |
| 草津町 2,720       | 草津町 3,511        | 草津町 4,143       | 草津町 5,650        | 草津町 7,538        | 草津町 7,393        | 草津町 7,178        | 草津町 7,776        | 草津町 7,933        | 草津町 8,867        |
| 境町 4,758         | 境町 5,489          | 境町 5,603         | 境町 5,776          | 境町 6,026          | 境町 7,741          | 境町 7,561          | 境町 24,696         | 境町 27,583         | 境町 27,236         |
| 玉村町 5,438       | 玉村町 5,441        | 玉村町 5,710       | 玉村町 5,863        | 玉村町 6,002        | 玉村町 7,548        | 玉村町 7,295        | 玉村町 10,850       | 玉村町 13,833       | 玉村町 13,200       |
| 小泉町 4,186       | 小泉町 4,260        | 小泉町 4,338       | 小泉町 4,473        | 小泉町 6,090        | 小泉町 9,785        | 小泉町 9,704        | 小泉町 10,293       | 大泉町 19,128       | 大泉町 21,262       |

| 1970年 （昭和45年） | 1975年 （昭和50年） | 1980年 （昭和55年） | 1985年 （昭和60年） | 1990年 （平成2年） | 1995年 （平成7年） | 2000年 （平成12年） | 2005年 （平成17年） | 2010年 （平成22年） | 2015年 （平成27年） |
| ------------------- | ------------------- | ------------------- | ------------------- | ------------------ | ------------------ | ------------------- | ------------------- | ------------------- | ------------------- |
| 群馬県 1,658,909    | 群馬県 1,756,480    | 群馬県 1,848,562    | 群馬県 1,921,259    | 群馬県 1,966,265   | 群馬県 2,003,540   | 群馬県 2,024,852    | 群馬県 2,024,135    | 群馬県 2,008,068    | 群馬県 1,973,115    |
| 前橋市 233,632      | 前橋市 250,241      | 前橋市 265,169      | 前橋市 277,319      | 前橋市 286,261     | 前橋市 284,788     | 前橋市 284,155      | 前橋市 318,584      | 前橋市 340,291      | 前橋市 336,154      |
| 高崎市 193,072      | 高崎市 211,348      | 高崎市 221,429      | 高崎市 231,766      | 高崎市 236,461     | 高崎市 238,133     | 高崎市 239,904      | 高崎市 245,100      | 高崎市 371,302      | 高崎市 370,884      |
| 桐生市 133,141      | 桐生市 134,239      | 桐生市 132,889      | 桐生市 131,267      | 桐生市 126,446     | 桐生市 120,377     | 桐生市 115,434      | 桐生市 128,037      | 桐生市 121,704      | 桐生市 114,714      |
| 伊勢崎市 91,277     | 伊勢崎市 97,841     | 伊勢崎市 105,729    | 伊勢崎市 112,459    | 伊勢崎市 115,938   | 伊勢崎市 120,236   | 伊勢崎市 125,751    | 伊勢崎市 202,447    | 伊勢崎市 207,221    | 伊勢崎市 208,814    |
| 太田市 98,257       | 太田市 110,723      | 太田市 123,115      | 太田市 133,670      | 太田市 139,801     | 太田市 143,057     | 太田市 147,906      | 太田市 213,299      | 太田市 216,465      | 太田市 219,807      |
| 1970年              | 1975年              | 1980年              | 1985年              | 1990年             | 1995年             | 2000年              | 2005年              | 2010年              | 2015年              |
| 沼田市 43,898       | 沼田市 45,255       | 沼田市 47,150       | 沼田市 47,179       | 沼田市 46,854      | 沼田市 47,204      | 沼田市 46,339       | 沼田市 53,177       | 沼田市 51,265       | 沼田市 48,676       |
| 館林市 61,130       | 館林市 66,410       | 館林市 70,245       | 館林市 75,141       | 館林市 76,221      | 館林市 76,857      | 館林市 79,371       | 館林市 79,454       | 館林市 78,608       | 館林市 76,667       |
| 渋川市 44,531       | 渋川市 47,071       | 渋川市 47,035       | 渋川市 47,814       | 渋川市 49,062      | 渋川市 49,167      | 渋川市 48,761       | 渋川市 47,961       | 渋川市 83,330       | 渋川市 78,391       |
| 藤岡市 44,311       | 藤岡市 49,169       | 藤岡市 54,022       | 藤岡市 57,082       | 藤岡市 60,981      | 藤岡市 62,676      | 藤岡市 62,951       | 藤岡市 62,480       | 藤岡市 67,975       | 藤岡市 65,708       |
| 富岡市 45,638       | 富岡市 46,821       | 富岡市 48,047       | 富岡市 48,551       | 富岡市 49,022      | 富岡市 49,271      | 富岡市 49,349       | 富岡市 49,038       | 富岡市 52,070       | 富岡市 49,746       |
| 1970年              | 1975年              | 1980年              | 1985年              | 1990年             | 1995年             | 2000年              | 2005年              | 2010年              | 2015年              |
| 安中市 40,092       | 安中市 41,581       | 安中市 43,095       | 安中市 44,601       | 安中市 45,525      | 安中市 47,079      | 安中市 47,665       | 安中市 46,911       | 安中市 61,077       | 安中市 58,531       |
| 大間々町 19,751     | 大間々町 22,109     | 大間々町 22,844     | 大間々町 23,497     | 大間々町 23,417    | 大間々町 23,234    | 大間々町 22,192     | 大間々町 21,427     | みどり市 51,899     | みどり市 50,906     |
| 大胡町 9,733        | 大胡町 10,731       | 大胡町 11,948       | 大胡町 12,917       | 大胡町 13,700      | 大胡町 15,282      | 大胡町 16,461       | （前橋市）          | （前橋市）          | （前橋市）          |
| 群馬町 16,555       | 群馬町 21,244       | 群馬町 26,088       | 群馬町 28,558       | 群馬町 30,555      | 群馬町 33,707      | 群馬町 35,293       | 群馬町 36,764       | （高崎市）          | （高崎市）          |
| 新町 14,758         | 新町 14,491         | 新町 13,877         | 新町 13,583         | 新町 13,492        | 新町 13,138        | 新町 12,562         | 新町 12,433         | （高崎市）          | （高崎市）          |
| 1970年              | 1975年              | 1980年              | 1985年              | 1990年             | 1995年             | 2000年              | 2005年              | 2010年              | 2015年              |
| 吉井町 17,993       | 吉井町 19,484       | 吉井町 20,798       | 吉井町 22,111       | 吉井町 23,044      | 吉井町 23,978      | 吉井町 24,845       | 吉井町 24,987       | （高崎市）          | （高崎市）          |
| 下仁田町 17,573     | 下仁田町 16,285     | 下仁田町 15,228     | 下仁田町 14,237     | 下仁田町 13,683    | 下仁田町 12,266    | 下仁田町 11,171     | 下仁田町 10,144     | 下仁田町 8,911      | 下仁田町 7,564      |
| 松井田町 19,878     | 松井田町 19,477     | 松井田町 19,179     | 松井田町 18,805     | 松井田町 18,801    | 松井田町 17,774    | 松井田町 17,228     | 松井田町 16,268     | （安中市）          | （安中市）          |
| 中之条町 20,809     | 中之条町 20,439     | 中之条町 20,373     | 中之条町 20,223     | 中之条町 19,483    | 中之条町 18,947    | 中之条町 18,344     | 中之条町 17,556     | 中之条町 18,216     | 中之条町 16,850     |
| 吾妻町 17,978       | 吾妻町 17,348       | 吾妻町 17,195       | 吾妻町 16,910       | 吾妻町 16,526      | 吾妻町 15,874      | 吾妻町 15,239       | 吾妻町 14,515       | 東吾妻町 15,622     | 東吾妻町 14,033     |
| 1970年              | 1975年              | 1980年              | 1985年              | 1990年             | 1995年             | 2000年              | 2005年              | 2010年              | 2015年              |
| 長野原町 7,342      | 長野原町 7,194      | 長野原町 7,237      | 長野原町 7,063      | 長野原町 6,878     | 長野原町 7,017     | 長野原町 6,939      | 長野原町 6,563      | 長野原町 6,017      | 長野原町 5,536      |
| 草津町 8,591        | 草津町 9,273        | 草津町 9,341        | 草津町 8,945        | 草津町 8,620       | 草津町 8,294       | 草津町 7,702        | 草津町 7,602        | 草津町 7,160        | 草津町 6,518        |
| 境町 27,313         | 境町 28,120         | 境町 29,089         | 境町 29,651         | 境町 29,952        | 境町 30,742        | 境町 31,025         | （伊勢崎市）        | （伊勢崎市）        | （伊勢崎市）        |
| 玉村町 12,992       | 玉村町 14,667       | 玉村町 17,643       | 玉村町 20,494       | 玉村町 24,423      | 玉村町 34,244      | 玉村町 37,522       | 玉村町 38,168       | 玉村町 37,536       | 玉村町 36,654       |
| 大泉町 25,149       | 大泉町 28,377       | 大泉町 31,282       | 大泉町 35,925       | 大泉町 39,232      | 大泉町 41,100      | 大泉町 41,403       | 大泉町 41,466       | 大泉町 40,257       | 大泉町 41,202       |

| 人口階級     | 1920年 （大正9年） | 1920年 （大正9年）                                          | 1925年 （大正14年） | 1925年 （大正14年）                                                     | 1930年 （昭和5年） | 1930年 （昭和5年）                                                      | 1935年 （昭和10年） | 1935年 （昭和10年）                                                                   | 1940年 （昭和15年） | 1940年 （昭和15年）                                                                                               |
| ------------ | ------------------ | ----------------------------------------------------------- | ------------------- | ----------------------------------------------------------------------- | ------------------ | ----------------------------------------------------------------------- | ------------------- | ------------------------------------------------------------------------------------- | ------------------- | --- |
| 50,000人以上 | 1市                | 前橋市 62,325                                               | 1市                 | 前橋市 73,688                                                           | 3市                | 前橋市 84,925 高崎市 59,928 桐生市 52,906                               | 3市                 | 前橋市 87,181 桐生市 76,145 高崎市 64,283                                             | 3市                 | 前橋市 86,997 桐生市 86,086 高崎市 71,002                                                                         |
| 40,000人以上 | -                  | -                                                           | 2市                 | 高崎市 45,698 桐生市 42,553                                             | -                  | -                                                                       | -                   | -                                                                                     | 1市 1町             | 太田町 42,206 伊勢崎市 40,004                                                                                     |
| 30,000人以上 | 1市 1町            | 桐生町 37,674 高崎市 36,792                                 | -                   | -                                                                       | -                  | -                                                                       | -                   | -                                                                                     | -                   | - |
| 20,000人以上 | -                  | -                                                           | -                   | -                                                                       | 1町                | 伊勢崎町 21,996                                                         | 1町                 | 伊勢崎町 23,588                                                                       | -                   | - |
| 15,000人以上 | -                  | -                                                           | 2町                 | 伊勢崎町 18,645 館林町 17,413                                           | 1町                | 館林町 17,377                                                           | 1町                 | 館林町 17,802                                                                         | 2町                 | 館林町 17,412 渋川町 15,264                                                                                       |
| 10,000人以上 | 3町 1村            | 館林町 14,635 伊勢崎町 14,295 富岡町 11,074 富士見村 10,855 | 3町 2村             | 沼田町 12,236 富岡町 12,093 渋川町 11,313 富士見村 11,019 木瀬村 10,188 | 3町 2村            | 渋川町 13,202 沼田町 13,108 富岡町 12,486 富士見村 11,383 木瀬村 10,621 | 4町 2村             | 沼田町 14,012 渋川町 13,502 富岡町 12,840 富士見村 11,688 木瀬村 10,893 太田町 10,451 | 4町 4村             | 沼田町 14,302 富岡町 12,659 富士見村 12,166 木瀬村 11,100 宝泉村 11,024 藤岡町 10,206 桂萱村 10,201 尾島町 10,113 |
| 10,000人未満 | 34町 167村         | （201町村）                                                 | 33町 165村          | （198町村）                                                             | 35町 161村         | （196町村）                                                             | 34町 160村          | （194町村）                                                                           | 33町 150村          | （183町村） |
| 市町村数     | 1920年 （大正9年） | 1920年 （大正9年）                                          | 1925年 （大正14年） | 1925年 （大正14年）                                                     | 1930年 （昭和5年） | 1930年 （昭和5年）                                                      | 1935年 （昭和10年） | 1935年 （昭和10年）                                                                   | 1940年 （昭和15年） | 1940年 （昭和15年）                                                                                               |
| 市町村数     | 2市 38町 168村     | 208市町村                                                   | 3市 38町 167村      | 208市町村                                                               | 3市 40町 163村     | 206市町村                                                               | 3市 40町 162村      | 205市町村                                                                             | 4市 40町 154村      | 198市町村 |

| 人口階級      | 1947年 （昭和22年） | 1947年 （昭和22年） | 1950年 （昭和25年） | 1950年 （昭和25年） | 1955年 （昭和30年） | 1955年 （昭和30年） | 1960年 （昭和35年） | 1960年 （昭和35年） | 1965年 （昭和40年） | 1965年 （昭和40年） |
| ------------- | ------------------- | --- | ------------------- | --- | ------------------- | --- | ------------------- | --- | ------------------- | --- |
| 100,000人以上 | -                   | - | -                   | - | 3市                 | 前橋市 171,265 高崎市 125,195 桐生市 116,935 | 3市                 | 前橋市 181,937 高崎市 142,152 桐生市 123,010 | 3市                 | 前橋市 198,745 高崎市 173,887 桐生市 127,880 |
| 50,000人以上  | 3市                 | 桐生市 91,482 前橋市 90,432 高崎市 88,483 | 3市                 | 前橋市 97,394 桐生市 95,533 高崎市 92,964 | 3市                 | 伊勢崎市 85,380 館林市 56,407 太田市 50,019 | 3市                 | 伊勢崎市 84,250 太田市 62,600 館林市 55,684 | 3市                 | 太田市 87,898 伊勢崎市 86,861 館林市 57,317 |
| 40,000人以上  | 1市 1町             | 太田町 49,943 伊勢崎市 46,046 | 2市                 | 太田市 49,556 伊勢崎市 48,703 | 3市 1町             | 藤岡市 43,475 沼田市 42,873 安中町 42,808 富岡市 41,476 | 4市                 | 富岡市 45,039 沼田市 42,919 藤岡市 40,933 安中市 40,045 | 4市                 | 富岡市 45,067 沼田市 44,347 渋川市 42,355 藤岡市 41,667 |
| 30,000人以上  | -                   | - | -                   | - | 1市                 | 渋川市 39,209 | 1市                 | 渋川市 39,851 | 1市                 | 安中市 39,517 |
| 20,000人以上  | 1町                 | 館林町 23,277 | 3町                 | 館林町 23,108 渋川町 20,763 沼田町 20,623 | 7町                 | 境町 24,696 松井田町 24,136 中之条町 23,195 原町 22,423 下仁田町 21,794 榛名町 21,537 吉井町 20,005 | 6町                 | 境町 27,583 中之条町 22,853 松井田町 21,825 吾妻町 21,222 榛名町 20,750 下仁田町 20,640 | 4町                 | 境町 27,236 中之条町 21,591 大泉町 21,262 松井田町 21,006 |
| 15,000人以上  | 3町                 | 沼田町 19,977 渋川町 19,634 富岡町 17,547 | 1町                 | 富岡町 17,563 | 2町 1村             | 板倉町 19,429 千代田村 17,185 大間々町 16,777 | 6町 3村             | 新田町 19,599 大泉町 19,128 吉井町 18,594 板倉町 18,189 大間々町 16,012 城南村 15,905 尾島町 15,471 嬬恋村 15,214 邑楽村 15,195 | 9町 1村             | 榛名町 19,956 吾妻町 19,457 下仁田町 19,148 新田町 18,971 大間々町 18,266 吉井町 18,007 板倉町 16,954 城南村 15,163 群馬町 15,068 尾島町 15,036                           |
| 10,000人以上  | 5町 9村             | 富士見村 14,879 藤岡町 14,429 木瀬村 13,977 桂萱村 12,798 尾島町 12,531 宝泉村 12,356 嬬恋村 12,040 大間々町 11,736 新町 11,478 荒砥村 11,309 南橘村 10,876 安中町 10,608 粕川村 10,061 毛里田村 10,052 | 6町 14村            | 富士見村 14,887 藤岡町 14,468 木瀬村 13,841 嬬恋村 13,757 桂萱村 13,372 宝泉村 12,464 大間々町 12,204 尾島町 12,123 新町 11,504 荒砥村 11,362 南橘村 11,292 安中町 10,578 大胡町 10,352 粕川村 10,341 毛里田村 10,201 新里村 10,132 佐波東村 10,059 新治村 10,046 豊受村 10,041 宮郷村 10,001 | 9町 9村             | 嬬恋村 14,876 富士見村 14,721 月夜野町 12,743 新町 12,476 宝泉村 12,234 群馬町 12,069 水上町 11,873 鬼石町 11,623 尾島町 11,508 荒砥村 11,354 新治村 11,080 玉村町 10,850 南牧村 10,573 粕川村 10,408 大胡町 10,375 小泉町 10,293 新里村 10,288 佐波東村 10,145 | 9町 7村             | 甘楽町 14,847 赤城村 14,717 群馬町 14,548 玉村町 13,833 富士見村 13,741 新町 12,319 月夜野町 12,300 箕郷町 11,908 宝泉村 11,536 子持村 11,188 鬼石町 11,100 新治村 10,303 千代田村 10,192 利根村 10,078 大胡町 10,007 水上町 10,002 | 7町 5村             | 邑楽村 14,805 新町 14,426 甘楽町 13,998 赤城村 13,845 嬬恋村 13,775 富士見村 13,453 玉村町 13,200 月夜野町 11,988 水上町 11,873 箕郷町 11,818 鬼石町 11,476 子持村 10,858 |
| 10,000人未満  | 30町 144村          | （174町村） | 30町 138村          | （168町村） | 11町 47村           | （58町村） | 7町 26村            | （33町村） | 7町 27村            | （34町村） |
| 市町村数      | 1947年 （昭和22年） | 1947年 （昭和22年） | 1950年 （昭和25年） | 1950年 （昭和25年） | 1955年 （昭和30年） | 1955年 （昭和30年） | 1960年 （昭和35年） | 1960年 （昭和35年） | 1965年 （昭和40年） | 1965年 （昭和40年） |
| 市町村数      | 4市 40町 153村      | 197市町村 | 5市 40町 152村      | 197市町村 | 10市 30町 57村      | 97市町村 | 11市 28町 36村      | 75市町村 | 11市 27町 33村      | 71市町村 |

| 人口階級      | 1970年 （昭和45年） | 1970年 （昭和45年） | 1975年 （昭和50年） | 1975年 （昭和50年） | 1980年 （昭和55年） | 1980年 （昭和55年） | 1985年 （昭和60年） | 1985年 （昭和60年） |
| ------------- | ------------------- | --- | ------------------- | --- | ------------------- | --- | ------------------- | --- |
| 100,000人以上 | 3市                 | 前橋市 233,632 高崎市 193,072 桐生市 133,141 | 4市                 | 前橋市 250,241 高崎市 211,348 桐生市 134,239 太田市 110,723 | 5市                 | 前橋市 265,169 高崎市 221,429 桐生市 132,889 太田市 123,115 伊勢崎市 105,729 | 5市                 | 前橋市 277,319 高崎市 231,766 太田市 133,670 桐生市 131,267 伊勢崎市 112,459 |
| 50,000人以上  | 3市                 | 太田市 98,257 伊勢崎市 91,277 館林市 61,130 | 2市                 | 伊勢崎市 97,841 館林市 66,410 | 2市                 | 館林市 70,245 藤岡市 54,022 | 2市                 | 館林市 75,141 藤岡市 57,082 |
| 40,000人以上  | 5市                 | 富岡市 45,638 渋川市 44,531 藤岡市 44,311 沼田市 43,898 安中市 40,092 | 5市                 | 藤岡市 49,169 渋川市 47,071 富岡市 46,821 沼田市 45,255 安中市 41,581 | 4市                 | 富岡市 48,047 沼田市 47,150 渋川市 47,035 安中市 43,095 | 4市                 | 富岡市 48,551 渋川市 47,814 沼田市 47,179 安中市 44,601 |
| 30,000人以上  | -                   | - | -                   | - | 1町                 | 大泉町 31,282 | 1町                 | 大泉町 35,925 |
| 20,000人以上  | 3町                 | 境町 27,313 大泉町 25,149 中之条町 20,809 | 7町                 | 大泉町 28,377 境町 28,120 大間々町 22,109 新田町 21,580 群馬町 21,244 榛名町 20,472 中之条町 20,439 | 8町                 | 境町 29,089 群馬町 26,088 新田町 24,052 大間々町 22,844 邑楽町 21,869 榛名町 21,240 吉井町 20,798 中之条町 20,373 | 9町                 | 境町 29,651 群馬町 28,558 新田町 26,862 邑楽町 24,217 大間々町 23,497 吉井町 22,111 榛名町 21,333 玉村町 20,494 中之条町 20,223 |
| 15,000人以上  | 10町                | 松井田町 19,878 榛名町 19,871 大間々町 19,751 新田町 19,576 吉井町 17,993 吾妻町 17,978 下仁田町 17,673 群馬町 16,555 板倉町 16,290 邑楽町 15,030 | 7町                 | 吉井町 19,484 松井田町 19,477 邑楽町 17,793 吾妻町 17,348 下仁田町 16,285 板倉町 15,855 尾島町 15,009 | 5町 2村             | 松井田町 19,179 玉村町 17,643 吾妻町 17,195 笠懸村 16,703 板倉町 16,024 富士見村 15,887 下仁田町 15,228 | 4町 2村             | 笠懸村 19,073 松井田町 18,805 吾妻町 16,910 富士見村 16,563 板倉町 16,002 箕郷町 15,214 |
| 10,000人以上  | 7町 4村             | 尾島町 14,782 新町 14,758 甘楽町 13,615 富士見村 13,258 赤城村 13,063 玉村町 12,992 嬬恋村 12,074 箕郷町 11,865 月夜野町 11,103 鬼石町 10,720 子持村 10,539 | 8町 8村             | 富士見村 14,752 玉村町 14,667 新町 14,491 甘楽町 13,762 箕郷町 12,815 笠懸村 12,795 赤城村 12,705 佐波東村 11,400 藪塚本町 11,213 子持村 11,055 月夜野町 11,031 嬬恋村 10,839 大胡町 10,731 新里村 10,658 鬼石町 10,415 吉岡村 10,160                          | 9町 8村             | 尾島町 14,779 箕郷町 13,998 甘楽町 13,937 新町 13,877 赤城村 13,710 藪塚本町 13,435 佐波東村 13,421 大胡町 11,948 子持村 11,843 吉岡村 11,501 新里村 11,499 月夜野町 10,864 赤堀村 10,830 嬬恋村 10,737 千代田村 10,680 粕川村 10,282 榛東村 10,030 | 9町 9村             | 藪塚本町 14,813 佐波東村 14,707 尾島町 14,586 下仁田町 14,237 甘楽町 14,055 赤城村 13,730 新町 13,583 大胡町 12,917 吉岡村 12,488 新里村 12,345 子持村 12,166 赤堀村 11,742 千代田町 11,377 嬬恋村 11,056 月夜野町 10,768 榛東村 10,753 粕川村 10,501 明和村 10,156 |
| 5,000人以上   | 6町 18村            | 大胡町 9,733 佐波東村 9,656 千代田村 9,620 新里村 9,434 吉岡村 9,432 粕川村 9,416 笠懸村 9,404 新治村 9,211 水上町 8,904 藪塚本町 8,876 赤堀村 8,872 榛東村 8,600 草津町 8,591 昭和村 8,590 明和村 8,496 北橘村 8,161 宮城村 7,825 南牧村 7,671 長野原町 7,342 利根村 7,288 片品村 6,754 倉淵村 6,511 勢多東村 5,814 妙義町 5,146 | 5町 14村            | 粕川村 9,884 千代田村 9,875 赤堀村 9,755 草津町 9,273 榛東村 9,224 明和村 9,182 水上町 9,089 新治村 8,902 北橘村 8,364 昭和村 8,157 宮城村 7,527 長野原町 7,194 南牧村 6,856 利根村 6,610 倉淵村 6,237 片品村 6,228 勢多東村 5,157 伊香保町 5,093 妙義町 5,062 | 6町 9村             | 明和村 9,815 鬼石町 9,572 草津町 9,341 水上町 8,747 北橘村 8,711 新治村 8,512 昭和村 8,263 宮城村 7,835 長野原町 7,237 利根村 6,508 片品村 6,134 倉淵村 5,973 南牧村 5,893 妙義町 5,153 伊香保町 5,016                                              | 5町 8村             | 北橘村 9,223 鬼石町 9,042 草津町 8,945 昭和村 8,341 水上町 8,340 新治村 8,153 宮城村 8,004 長野原町 7,063 利根村 6,218 片品村 6,132 倉淵村 5,732 妙義町 5,217 南牧村 5,089                                                                                          |
| 1,000人以上   | 2町 9村             | 万場町 4,906 伊香保町 4,896 高山村 4,161 川場村 4,109 黒保根村 3,914 白沢村 3,125 上野村 2,996 吾妻東村 2,823 六合村 2,580 小野上村 2,566 中里村 1,972 | 1町 9村             | 高山村 4,421 万場町 4,260 川場村 3,822 黒保根村 3,479 白沢村 3,078 吾妻東村 2,780 上野村 2,581 小野上村 2,535 六合村 2,353 中里村 1,722 | 1町 10村            | 高山村 4,788 勢多東村 4,517 川場村 3,905 万場町 3,893 黒保根村 3,356 白沢村 3,170 吾妻東村 2,780 小野上村 2,514 上野村 2,309 六合村 2,245 中里村 1,576                                                                                              | 2町 10村            | 伊香保町 4,750 勢多東村 4,173 高山村 4,079 川場村 4,064 万場町 3,356 黒保根村 3,213 白沢村 3,172 吾妻東村 2,731 小野上村 2,369 六合村 2,228 上野村 1,968 中里村 1,390                                                                                               |
| 市町村数      | 1970年 （昭和45年） | 1970年 （昭和45年） | 1975年 （昭和50年） | 1975年 （昭和50年） | 1980年 （昭和55年） | 1980年 （昭和55年） | 1985年 （昭和60年） | 1985年 （昭和60年） |
| 市町村数      | 11市 28町 31村      | 70市町村 | 11市 28町 31村      | 70市町村 | 11市 28町 31村      | 70市町村 | 11市 29町 30村      | 70市町村 |

| 人口階級      | 1990年 （平成2年） | 1990年 （平成2年） | 1995年 （平成7年） | 1995年 （平成7年） | 2000年 （平成12年） | 2000年 （平成12年） | 2005年 （平成17年） | 2005年 （平成17年） | 2010年 （平成22年） | 2010年 （平成22年）                                                                                 | 2015年 （平成27年） | 2015年 （平成27年）                                                           |
| ------------- | ------------------ | --- | ------------------ | --- | ------------------- | --- | ------------------- | --- | ------------------- | --------------------------------------------------------------------------------------------------- | ------------------- | ----------------------------------------------------------------------------- |
| 100,000人以上 | 5市                | 前橋市 286,261 高崎市 236,461 太田市 139,801 桐生市 126,446 伊勢崎市 115,938 | 5市                | 前橋市 284,788 高崎市 238,133 太田市 143,057 桐生市 120,377 伊勢崎市 120,236 | 5市                 | 前橋市 284,155 高崎市 239,904 太田市 147,906 伊勢崎市 125,751 桐生市 115,434 | 5市                 | 前橋市 318,584 高崎市 245,100 太田市 213,299 伊勢崎市 202,447 桐生市 128,037                                                                                        | 5市                 | 高崎市 371,302 前橋市 340,291 太田市 216,465 伊勢崎市 207,221 桐生市 121,704                        | 5市                 | 高崎市 370,884 前橋市 336,154 太田市 219,807 伊勢崎市 208,814 桐生市 114,714  |
| 50,000人以上  | 2市                | 館林市 76,221 藤岡市 60,981 | 2市                | 館林市 76,857 藤岡市 62,676 | 2市                 | 館林市 79,371 藤岡市 62,951 | 3市                 | 館林市 79,454 藤岡市 62,480 沼田市 53,177 | 7市                 | 渋川市 83,330 館林市 78,608 藤岡市 67,975 安中市 61,077 富岡市 52,070 みどり市 51,899 沼田市 51,265 | 5市                 | 渋川市 78,391 館林市 76,667 藤岡市 65,708 安中市 58,531 みどり市 50,906       |
| 40,000人以上  | 4市                | 渋川市 49,062 富岡市 49,022 沼田市 46,854 安中市 45,525 | 4市 1町            | 富岡市 49,271 渋川市 49,167 沼田市 47,204 安中市 47,079 大泉町 41,100 | 4市 1町             | 富岡市 49,349 渋川市 48,761 安中市 47,665 沼田市 46,339 大泉町 41,403 | 3市 1町             | 富岡市 49,038 渋川市 47,961 安中市 46,911 大泉町 41,466 | 1町                 | 大泉町 40,257                                                                                       | 2市 1町             | 富岡市 49,746 沼田市 48,676 大泉町 41,202                                     |
| 30,000人以上  | 2町                | 大泉町 39,232 群馬町 30,555 | 3町                | 玉村町 34,244 群馬町 33,707 境町 30,742 | 3町                 | 玉村町 37,522 群馬町 35,293 境町 31,025 | 2町                 | 玉村町 38,168 群馬町 36,764 | 1町                 | 玉村町 37,536                                                                                       | 1町                 | 玉村町 36,654                                                                 |
| 20,000人以上  | 8町                | 境町 29,952 新田町 27,359 邑楽町 26,380 玉村町 24,423 大間々町 23,417 吉井町 23,044 笠懸町 22,209 榛名町 21,487 | 6町                | 新田町 28,814 邑楽町 27,421 笠懸町 24,092 吉井町 23,978 大間々町 23,234 榛名町 21,946 | 6町 2村             | 新田町 29,606 邑楽町 27,512 笠懸町 25,799 吉井町 24,845 大間々町 22,192 榛名町 22,188 富士見村 21,273 佐波東村 20,656                                                                     | 6町 1村             | 笠懸町 27,740 邑楽町 27,372 吉井町 24,987 みなかみ町 23,310 富士見村 22,320 榛名町 21,756 大間々町 21,427                                                           | 2町                 | 邑楽町 27,023 みなかみ町 21,345                                                                     | 2町                 | 邑楽町 26,426 吉岡町 21,080                                                   |
| 15,000人以上  | 6町 2村            | 中之条町 19,483 松井田町 18,801 富士見村 17,096 吾妻町 16,526 佐波東村 16,443 箕郷町 16,385 板倉町 15,948 藪塚本町 15,887 | 9町 2村            | 富士見村 19,362 中之条町 18,947 佐波東村 18,402 箕郷町 17,801 松井田町 17,774 藪塚本町 17,288 吾妻町 15,874 板倉町 15,533 大胡町 15,282 吉岡町 15,171 赤堀町 15,040                                     | 9町 1村             | 箕郷町 18,835 中之条町 18,344 藪塚本町 18,247 松井田町 17,228 赤堀町 16,961 吉岡町 16,504 大胡町 16,461 新里村 16,111 板倉町 15,946 吾妻町 15,239                                         | 5町                 | 箕郷町 19,452 吉岡町 18,060 中之条町 17,556 松井田町 16,268 板倉町 15,865                                                                                           | 4町                 | 吉岡町 19,801 中之条町 18,216 板倉町 15,706 東吾妻町 15,622                                         | 3町                 | みなかみ町 19,347 中之条町 16,850 板倉町 15,015                               |
| 10,000人以上  | 8町 8村            | 甘楽町 14,343 尾島町 14,092 大胡町 13,700 下仁田町 13,683 吉岡村 13,672 新町 13,492 赤城村 13,366 新里村 13,362 赤堀町 12,921 子持村 12,174 千代田町 11,527 榛東村 11,358 月夜野町 11,067 嬬恋村 10,957 粕川村 10,630 明和村 10,390 | 6町 8村            | 新里村 14,956 甘楽町 14,481 尾島町 14,440 新町 13,138 赤城村 13,021 榛東村 12,551 下仁田町 12,266 子持村 12,141 千代田町 11,758 月夜野町 11,323 明和村 11,255 嬬恋村 11,135 粕川村 11,052 北橘村 10,028 | 7町 6村             | 甘楽町 14,660 尾島町 14,263 榛東村 13,334 新町 12,562 赤城村 12,555 子持村 11,961 千代田町 11,602 粕川村 11,513 明和町 11,474 月夜野町 11,245 下仁田町 11,171 嬬恋村 10,657 北橘村 10,301 | 7町 5村             | 吾妻町 14,515 甘楽町 14,313 榛東村 14,158 新町 12,433 赤城村 11,981 子持村 11,722 千代田町 11,620 明和町 11,326 嬬恋村 10,858 下仁田町 10,144 北橘村 10,049         | 3町 2村             | 榛東村 14,370 甘楽町 13,618 千代田町 11,473 明和町 11,209 嬬恋村 10,183                             | 4町 1村             | 榛東村 14,329 東吾妻町 14,033 甘楽町 13,200 千代田町 11,318 明和町 11,044     |
| 5,000人以上   | 5町 7村            | 北橘村 9,535 草津町 8,620 鬼石町 8,432 昭和村 8,198 新治村 8,090 宮城村 8,017 水上町 7,383 長野原町 6,878 片品村 6,109 利根村 5,875 倉淵村 5,509 妙義町 5,237                                                                       | 5町 6村            | 宮城村 8,361 草津町 8,294 昭和村 7,962 新治村 7,925 鬼石町 7,852 長野原町 7,017 水上町 7,004 片品村 6,106 利根村 5,606 倉淵村 5,176 妙義町 5,164                                                        | 5町 5村             | 宮城村 8,336 昭和村 7,878 草津町 7,702 新治村 7,582 鬼石町 7,269 長野原町 6,939 水上町 6,252 片品村 5,929 利根村 5,274 妙義町 5,052                                                       | 3町 2村             | 昭和村 7,783 草津町 7,602 鬼石町 6,808 長野原町 6,563 片品村 5,478                                                                                                  | 3町 1村             | 下仁田町 8,911 昭和村 7,620 草津町 7,160 長野原町 6,017                                             | 3町 2村             | 嬬恋村 9,780 下仁田町 7,564 昭和村 7,347 草津町 6,518 長野原町 5,536          |
| 1,000人以上   | 2町 11村           | 伊香保町 4,593 南牧村 4,387 高山村 4,087 川場村 4,085 勢多東村 3,876 白沢村 3,370 黒保根村 3,030 万場町 2,947 吾妻東村 2,643 小野上村 2,364 六合村 2,144 上野村 1,711 中里村 1,212                                                  | 2町 11村           | 伊香保町 4,555 川場村 4,273 高山村 4,088 南牧村 3,829 勢多東村 3,657 白沢村 3,534 黒保根村 2,860 万場町 2,586 吾妻東村 2,546 小野上村 2,250 六合村 2,109 上野村 1,586 中里村 1,058                      | 2町 11村            | 倉渕村 4,838 高山村 4,348 川場村 4,139 伊香保町 4,077 白沢村 3,665 南牧村 3,340 勢多東村 3,275 黒保根村 2,753 吾妻東村 2,450 上野村 2,285 万場町 2,269 小野上村 2,140 六合村 2,045        | 3町 9村             | 妙義町 4,727 倉渕村 4,427 高山村 4,351 川場村 4,179 伊香保町 3,762 勢多東村 2,948 南牧村 2,929 神流町 2,757 吾妻東村 2,332 小野上村 1,994 六合村 1,842 上野村 1,535 | 1町 5村             | 片品村 4,904 高山村 3,911 川場村 3,898 南牧村 2,423 神流町 2,352 上野村 1,306                       | 1町 5村             | 片品村 4,390 高山村 3,674 川場村 3,647 南牧村 1,979 神流町 1,954 上野村 1,230 |
| 1,000人未満   | -                  | - | -                  | - | 1村                 | 中里村 941 | -                   | - | -                   | -                                                                                                   | -                   | -                                                                             |
| 市町村数      | 1990年 （平成2年） | 1990年 （平成2年） | 1995年 （平成7年） | 1995年 （平成7年） | 2000年 （平成12年） | 2000年 （平成12年） | 2005年 （平成17年） | 2005年 （平成17年） | 2010年 （平成22年） | 2010年 （平成22年）                                                                                 | 2015年 （平成27年） | 2015年 （平成27年）                                                           |
| 市町村数      | 11市 31町 28村     | 70市町村 | 11市 32町 27村     | 70市町村 | 11市 33町 26村      | 70市町村 | 11市 26町 17村      | 54市町村 | 12市 15町 8村       | 35市町村                                                                                            | 12市 15町 8村       | 35市町村                                                                      |

### 人口集中地区
2010年（平成22年）国勢調査による群馬県内のDID（人口集中地区）は、13市町17地区あり、人口5万人以上のDIDは前橋・高崎I・桐生・伊勢崎I・太田の5地区であった。
| 県郡市町   | 平成2年 DID人口 | 県郡市町   | 平成12年 DID人口 | 県郡市町    | 平成22年 DID人口 |
| ---------- | --------------- | ---------- | ---------------- | ----------- | ---------------- |
| 群馬県     | 802,711         | 群馬県     | 801,837          | 群馬県      | 801,561          |
| 市部       | 728,800         | 市部       | 725,172          | 市部        | 764,219          |
| 郡部       | 73,911          | 郡部       | 76,665           | 郡部        | 37,342           |
| 前橋市     | 208,146         | 前橋市     | 204,541          | 前橋市      | 200,675          |
| 10202-00   | -               | 10202-00   | -                | 高崎市      | 197,744          |
| 高崎市     | 163,239         | 高崎市     | 171,141          | 高崎市I     | 185,689          |
| 桐生市     | 95,125          | 桐生市     | 88,575           | 桐生市      | 78,684           |
| 伊勢崎市   | 63,841          | 伊勢崎市   | 68,656           | 伊勢崎市    | 89,736           |
| 伊勢崎市I  | 57,028          | 伊勢崎市I  | 58,848           | 伊勢崎市I   | 64,174           |
| 伊勢崎市II | 6,813           | 伊勢崎市II | 9,808            | 伊勢崎市II  | 10,972           |
| 10204-0x   | -               | 10204-0x   | -                | 伊勢崎市IV  | 5,365            |
| 太田市     | 80,334          | 太田市     | 82,866           | 太田市      | 81,779           |
| 沼田市     | 24,616          | 沼田市     | 22,688           | 沼田市      | 20,138           |
| 館林市     | 34,718          | 館林市     | 37,913           | 館林市      | 38,851           |
| 渋川市     | 20,789          | 渋川市     | 17,727           | 渋川市      | 15,895           |
| 藤岡市     | 16,827          | 藤岡市     | 17,233           | 藤岡市      | 18,063           |
| 富岡市     | 15,531          | 富岡市     | 13,832           | 富岡市      | 12,362           |
| 安中市     | 5,634           | 10211-00   | -                | 10211-00    | -                |
| 新町       | 12,917          | 新町       | 12,122           | 高崎市II    | 12,055           |
| 吉井町     | 5,665           | 吉井町     | 5,510            | 10202-0x    | -                |
| 草津町     | 5,689           | 10426-00   | -                | 10426-00    | -                |
| 境町       | 7,556           | 境町       | 9,667            | 伊勢崎市III | 9,225            |
| 10464-00   | -               | 玉村町     | 5,421            | 玉村町      | 5,413            |
| 大間々町   | 12,512          | 大間々町   | 11,690           | みどり市    | 10,292           |
| 大泉町     | 29,572          | 大泉町     | 32,255           | 大泉町      | 31,929           |

| 国勢調査年         | DID数 | 人口集中地区名 | 人口集中地区名 | 人口集中地区名 | 人口集中地区名 | 人口集中地区名 | 人口集中地区名     | 人口集中地区名     | 人口集中地区名 | 人口集中地区名 | 人口集中地区名 | 人口集中地区名 | 人口集中地区名 | 人口集中地区名 | 人口集中地区名 | 人口集中地区名 | 人口集中地区名 | 人口集中地区名 | 人口集中地区名 | 人口集中地区名 |
| ------------------ | ----- | -------------- | -------------- | -------------- | -------------- | -------------- | ------------------ | ------------------ | -------------- | -------------- | -------------- | -------------- | -------------- | -------------- | -------------- | -------------- | -------------- | -------------- | -------------- | -------------- |
| 1990年（平成2年）  | 18    | 前橋           | 高崎           | 新町           | 吉井           | 桐生           | 伊勢崎 I II        | 境                 | 太田           | 沼田           | 館林           | 渋川           | 藤岡           | 富岡           | 安中           | 大間々         | 草津           | -              | 大泉           |                |
| 1995年（平成7年）  | 18    | 前橋           | 高崎           | 新町           | 吉井           | 桐生           | 伊勢崎 I II        | 境                 | 太田           | 沼田           | 館林           | 渋川           | 藤岡           | 富岡           | 安中           | 大間々         | 草津           | -              | 大泉           |                |
| 2000年（平成12年） | 17    | 前橋           | 高崎           | 新町           | 吉井           | 桐生           | 伊勢崎 I II        | 境                 | 太田           | 沼田           | 館林           | 渋川           | 藤岡           | 富岡           | -              | 大間々         | -              | 玉村           | 大泉           |                |
| 2005年（平成17年） | 17    | 前橋           | 高崎           | 新町           | 吉井           | 桐生           | 伊勢崎 I II III    | 伊勢崎 I II III    | 太田           | 沼田           | 館林           | 渋川           | 藤岡           | 富岡           | -              | 大間々         | -              | 玉村           | 大泉           |                |
| 2010年（平成22年） | 17    | 前橋           | 高崎I II       | 高崎I II       | 高崎I II       | 桐生           | 伊勢崎 I II III IV | 伊勢崎 I II III IV | 太田           | 沼田           | 館林           | 渋川           | 藤岡           | 富岡           | -              | みどり         | -              | 玉村           | 大泉           |                |
| 2015年（平成27年） | 17    | 前橋           | 高崎I II       | 高崎I II       | 高崎I II       | 桐生           | 伊勢崎 I II III IV | 伊勢崎 I II III IV | 太田           | 沼田           | 館林           | 渋川           | 藤岡           | 富岡           | -              | みどり         | -              | 玉村           | 大泉           |                |

## 主要都市

### 都市の起源
- 城下町・陣屋町
  - 群馬県の都市の多くは南部の平野に分布している。城下町や陣屋町に起源をもつ都市として前橋・高崎・伊勢崎・沼田・館林・安中・小幡などがあり、前橋は県庁所在地として、高崎は交通の要地として群馬県の中心的地位を占めている[43]。
- 市場町・谷口集落
  - 桐生・大間々・藤岡・鬼石・富岡・下仁田・中之条・原町・長野原などは市場町に起源をもつ。特に山地の産物と平地の産物を取引する市場町として機能した谷口集落がある。主な谷口集落として桐生・大間々・沼田・渋川・鬼石・下仁田・中之条・原町などがあり、桐生は繊維工業、渋川は化学工業によって発展した[43]。
- 宿場町
  - 新町・高崎・安中・松井田・玉村・境・木崎・太田などは宿場町として発達した市や町である。鉄道から離れたことで衰退した旧宿場町があるが、自動車交通の発達により、交通の要地として復活したところもある[43]。

### 大都市制度・拠点都市
人口が10万人以上の市は前橋・高崎・桐生・伊勢崎・太田の5市で、前橋・高崎は中核市に、伊勢崎・太田は特例市となった。平成の大合併以前の市で、新設合併・編入合併を行わなかったのは、館林のみである。「前橋・高崎」、「桐生」、「太田・館林」の3区域が首都圏整備法の都市開発区域に指定され、当区域に業務・教育・文化・産業などの諸機能の集積を進め、地域の中心都市として育成・整備することで、対流型首都圏の構築が図られている。また、「前橋・高崎」、「東毛」の2地域が地方拠点法の地方拠点都市地域に指定され、前橋・高崎の2市が前橋・高崎地域の中心都市に、桐生・太田・館林の3市が東毛地域の中心都市に指定されている。

### DID人口比率
江戸時代に小藩が分立していたため、東京都市圏のある南関東と比べて大きな人口集積地域はみられない。特に伊勢崎市や太田市は周辺農地の転用住宅地が散在しているため、総人口に対するDID人口比率が50パーセントを下回っており、人口規模に見合ったような中心市街地を持たないことが特徴である。2015年（平成27年）国勢調査でのDID人口比率が50パーセント以上の市町村は、前橋・高崎・桐生・館林・大泉の5市町である。
| 市町名   | 平成27年国勢調査 総人口・DID人口 | 平成27年国勢調査 総人口・DID人口 | 市制・町制施行年   | 大都市制度   | 地裁・家裁・地検 本庁・支部 | 簡裁 区検 | 税務署 | 警察署       | 郡役所         | 地方事務所 |
| -------- | -------------------------------- | -------------------------------- | ------------------ | ------------ | --------------------------- | --------- | ------ | ------------ | -------------- | ---------- |
| 前橋市   | 336,154                          | 196,540                          | 1892年（明治25年） | 中核市       | 本庁                        | 前橋      | 前橋   | 前橋・前橋東 | 東群馬南勢多   | 勢多       |
| 高崎市   | 370,884                          | 197,792                          | 1900年（明治33年） | 中核市       | 高崎支部                    | 高崎      | 高崎   | 高崎         | 西群馬片岡     | 群馬       |
| 桐生市   | 114,714                          | 73,816                           | 1921年（大正10年） | -            | 桐生支部                    | 桐生      | 桐生   | 桐生         | 山田           | 新田山田   |
| 伊勢崎市 | 208,814                          | 88,772                           | 1940年（昭和15年） | 施行時特例市 | -                           | 伊勢崎    | 伊勢崎 | 伊勢崎       | 佐位那波       | 佐波       |
| 太田市   | 219,807                          | 83,094                           | 1948年（昭和23年） | 施行時特例市 | 太田支部                    | 太田      | -      | 太田         | 新田           | -          |
| 沼田市   | 48,676                           | 18,551                           | 1954年（昭和29年） | -            | 沼田支部                    | 沼田      | 沼田   | 沼田         | 利根北勢多     | 利根       |
| 館林市   | 76,667                           | 39,149                           | 1954年（昭和29年） | -            | -                           | 館林      | 館林   | 館林         | 邑楽           | 邑楽       |
| 渋川市   | 78,391                           | 13,473                           | 1954年（昭和29年） | -            | -                           | -         | -      | 渋川         | -              | -          |
| 藤岡市   | 65,708                           | 17,552                           | 1954年（昭和29年） | -            | -                           | 藤岡      | 藤岡   | 藤岡         | 緑野多胡南甘楽 | 多野       |
| 富岡市   | 49,746                           | 10,636                           | 1954年（昭和29年） | -            | -                           | 群馬富岡  | 富岡   | 富岡         | 北甘楽         | 北甘楽     |
| 安中市   | 58,531                           | -                                | 1958年（昭和33年） | -            | -                           | -         | -      | 安中         | 碓氷           | 碓氷       |
| みどり市 | 50,906                           | 9,757                            | 2006年（平成18年） | -            | -                           | -         | -      | -            | -              | -          |
| 中之条町 | 16,850                           | -                                | 1889年（明治22年） | -            | -                           | 中之条    | 中之条 | -            | 吾妻           | 吾妻       |
| 長野原町 | 5,536                            | -                                | 1889年（明治22年） | -            | -                           | -         | -      | 長野原       | -              | -          |
| 東吾妻町 | 14,033                           | -                                | 1889年（明治22年） | -            | -                           | -         | -      | 吾妻         | -              | -          |
| 玉村町   | 36,654                           | 5,191                            | 1889年（明治22年） | -            | -                           | -         | -      | -            | -              | -          |
| 大泉町   | 41,202                           | 33,181                           | 1902年（明治35年） | -            | -                           | -         | -      | 大泉         | -              | -          |

## 政治

### 県政
- 知事：山本一太（やまもと いちた、1期目）

#### 歴代知事（公選）
- 初代 北野重雄（1947年（昭和22年）4月5日 - 1948年（昭和23年）6月25日、1期）
- 2代 伊能芳雄（1948年（昭和23年）8月10日 - 1952年（昭和27年）7月4日、1期）
- 3代 北野重雄（1952年（昭和27年）8月2日 - 1956年（昭和31年）8月1日、1期）
- 4代 竹腰俊蔵（1956年（昭和31年）8月2日 - 1960年（昭和35年）8月1日、1期）
- 5代 神田坤六（1960年（昭和35年）8月2日 - 1976年（昭和51年）8月1日、4期）
- 6代 清水一郎（1976年（昭和51年）8月2日 - 1991年（平成3年）6月12日、4期）
- 7代 小寺弘之（1991年（平成3年）7月28日 - 2007年（平成19年）7月27日、4期）
- 8代 大澤正明（2007年（平成19年）7月28日 - 2019年（令和元年）7月27日、3期）
- 9代 山本一太（2019年（令和元年）7月28日 - 現在）

#### 財政

##### 2004年（平成16年）度
- 財政力指数 0.49
  - IIグループ（財政力指数0.4以上、0.5未満）10自治体中1位

##### 2005年（平成17年）度
- 財政力指数 0.51
  - Iグループ（財政力指数0.5以上、1.0未満）10自治体中10位

##### 2006年（平成18年）度
- 財政力指数 0.54
  - Iグループ（財政力指数0.5以上、1.0未満）16自治体中10位

##### 2007年（平成19年）度
- 財政力指数 0.59
  - Iグループ（財政力指数0.5以上、1.0未満）17自治体中9位

### 国政
衆議院の小選挙区が5。参議院では、全県で1区を構成。

## 対外関係
- ブラジル連邦共和国 サンパウロ州
  - 1980年8月25日提携[44]。

## 経済・産業
群馬県内には、国税庁「法人番号公表サイト」に登録されている企業だけでも約5万5,000社存在する。「法人番号公表サイト」に登録されている県内企業のうち、企業名の冒頭に付く言葉（冒頭3音以上）で最も多かったのは、731社の「ぐんま」（片仮名・漢字表記含む）で、270社で2位の「にほん」、263社で3位の「かんとう」に大差をつけた。全体的な傾向として、所在地名や経営者名が上位となっている（2018年（平成30年）1月19日現在）。関東7都県のうち、所在地の都県名を企業名の冒頭に付ける割合は群馬県が1.3％で首位となった。背景には地名や名字など具体的な社名を好む県民性や郷土愛の高さがあると考えられる。
しかし一方では都道府県愛着度ランキングなどの各種調査では常に30～40位代を推移しており、決して高いとは言えない。

### 第一次産業
東京まで約100㎞-200kmの距離にあり首都圏の消費地に近く、関越自動車道を始めとする高速道路の整備も充実していることから、野菜の生産が盛んである。2020年の生産額は約1000億円で全国6位、関東地方では茨城県と千葉県に続く3位となっている。ホウレンソウの生産量は第一位であるほか、キャベツやキュウリも上位に入る年が多いことで有名。県内の耕作地の標高は100m-1500m程度まで幅があるとされ、嬬恋村や昭和村などの山間部では冷涼な気候を利用した抑制栽培により収穫時期を他産地とずらすことで大きな利益を上げている。変わったとことではコンニャクの原料となるコンニャク芋の生産量は国産の約9割を占め、県の北部や西部を中心に一面のコンニャク畑が見られる。関東ローム層などの火山灰土壌が多くコメは広く知られたブランドが存在しないが（県独自の品種としてゴロピカリがあったが、より高温に強い品種への転換が進んでいる）、穀物ではコムギの生産が有名で東部を中心にコメとの二毛作を行っている。畜産は特にブタが盛んで飼育頭数も全国上位に入るほか、乳牛も比較的多い方である。
果樹では特にウメの生産が有名で和歌山県に次ぐ生産量を誇る。観梅では秋間梅林（安中市）、榛名梅林（高崎市）、箕郷梅林（同）が県の三大梅林とされており、実の産地もこの2市が多い。沼田市を中心とする北部ではリンゴの栽培が多い。かつては養蚕も盛んであったことからカイコの餌となるクワの栽培も県内で広く行われており、幹の高い位置から伐採し台刈萌芽による独特な樹形をしたクワ畑が各地で見られたが蚕糸の衰退とともに激減し、多くがほかの作物や住宅工場用地に転用され姿を消した。
森林面積は42万haで県の面積の2/3に達し、関東では最も多いとされる。民有林と国有林、人工林と天然林の割合は共にほぼ半々、竹林が全面積の5％を占める。人工林の主力樹種はスギ次いでヒノキである。カラマツもヒノキと同程度の面積に植栽されているが高地に多い。県の木はクロマツ。かつて薪の採取や採草地として火入れの結果禿げ山・草山だった赤城山において治山のために用いられたことに由来するという。クロマツは一般に内陸には少なく前橋周辺でも敷島公園などはアカマツばかりであるのにクロマツを用いたのは諸説ある。赤城山緑化の関係者の一人に麓の富士見村出身の船津伝次平がいる。
内陸県でありウグイ、アユ、ウナギ、ドジョウ、フナ、コイ、タニシなどの淡水魚介類を食べる文化があったが、物流の発達による新潟県などからの海産魚介類の流通、刺身や寿司などの生食文化の流行、農薬汚染等による淡水魚食へのイメージダウンなどより変化が見られる。特に特産のカイコの蛹を利用したコイの養殖は有名で、1970年代の最盛期には3,800トンの生産量があった。2020年代でもコイは養殖業の中心ではあるが、生産量は80トン余りと1/50の量になっている。コイと共に力を入れているのがニジマスで既に生産量はコイを上回っており140トン程度。

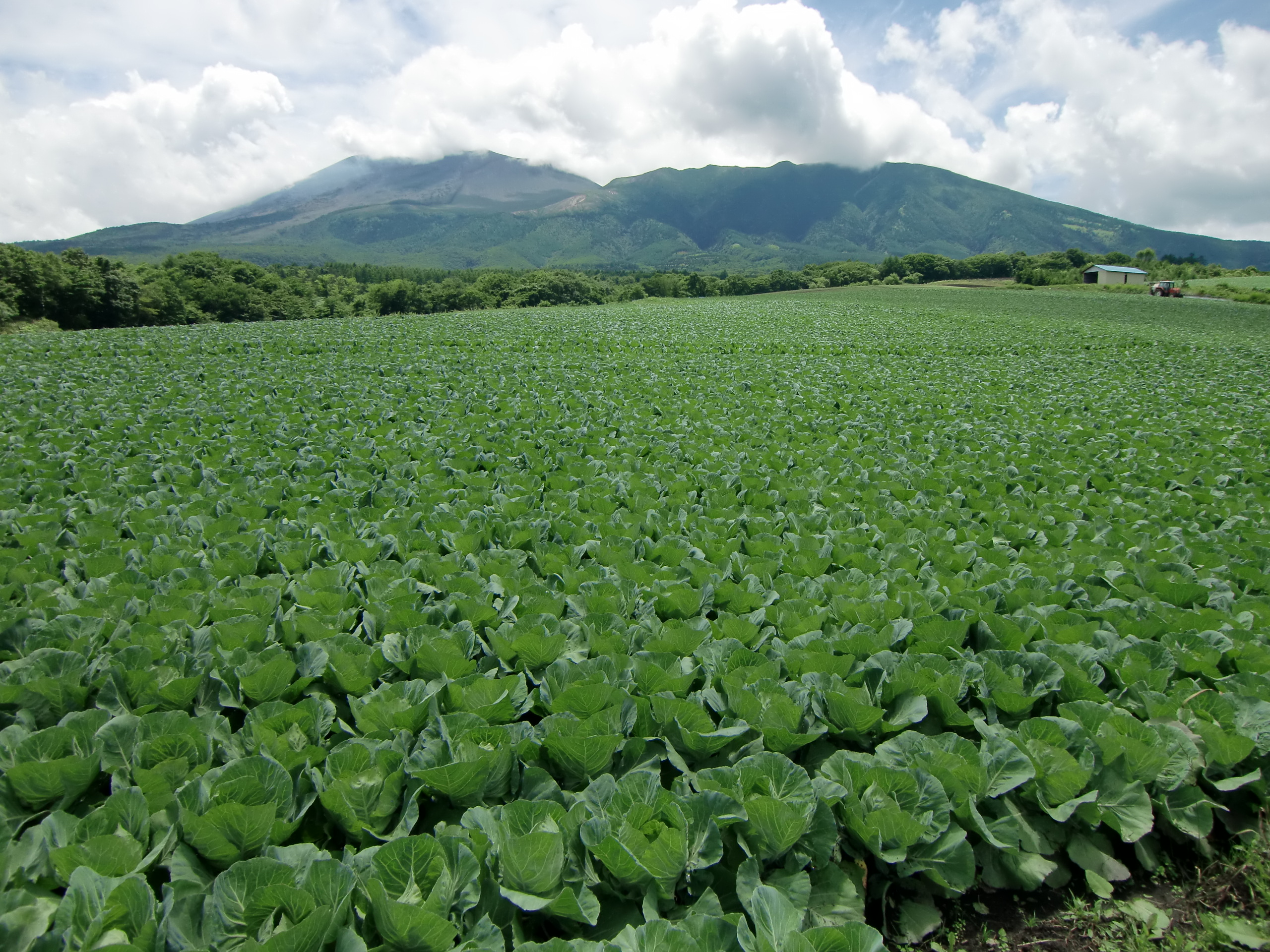
浅間山山麓の高原で育てられるキャベツ（嬬恋村）
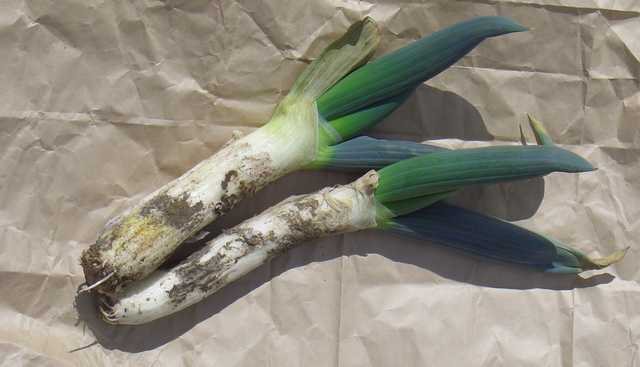
寸胴な特産品種の下仁田ネギ
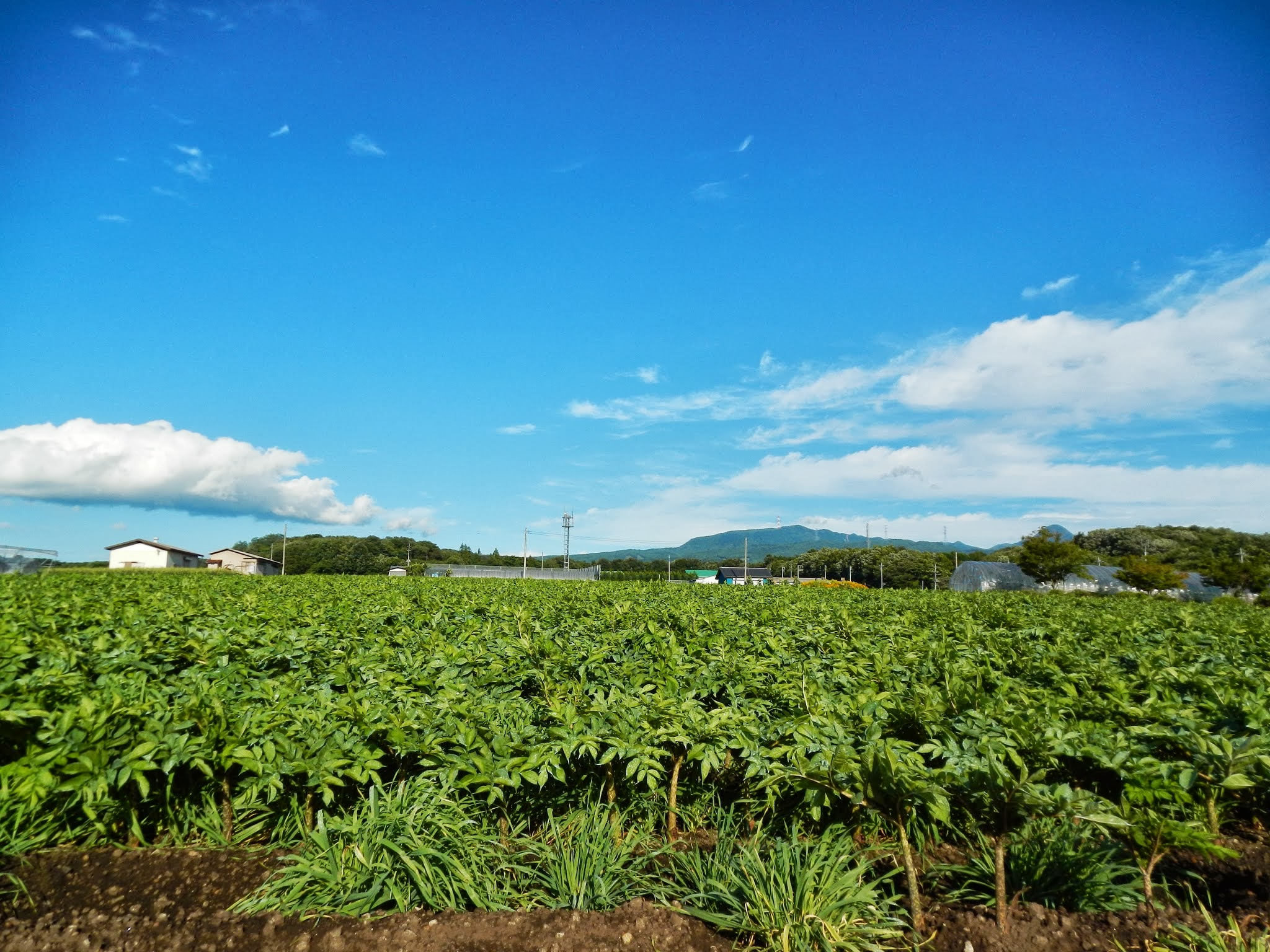
コンニャク畑（昭和村）
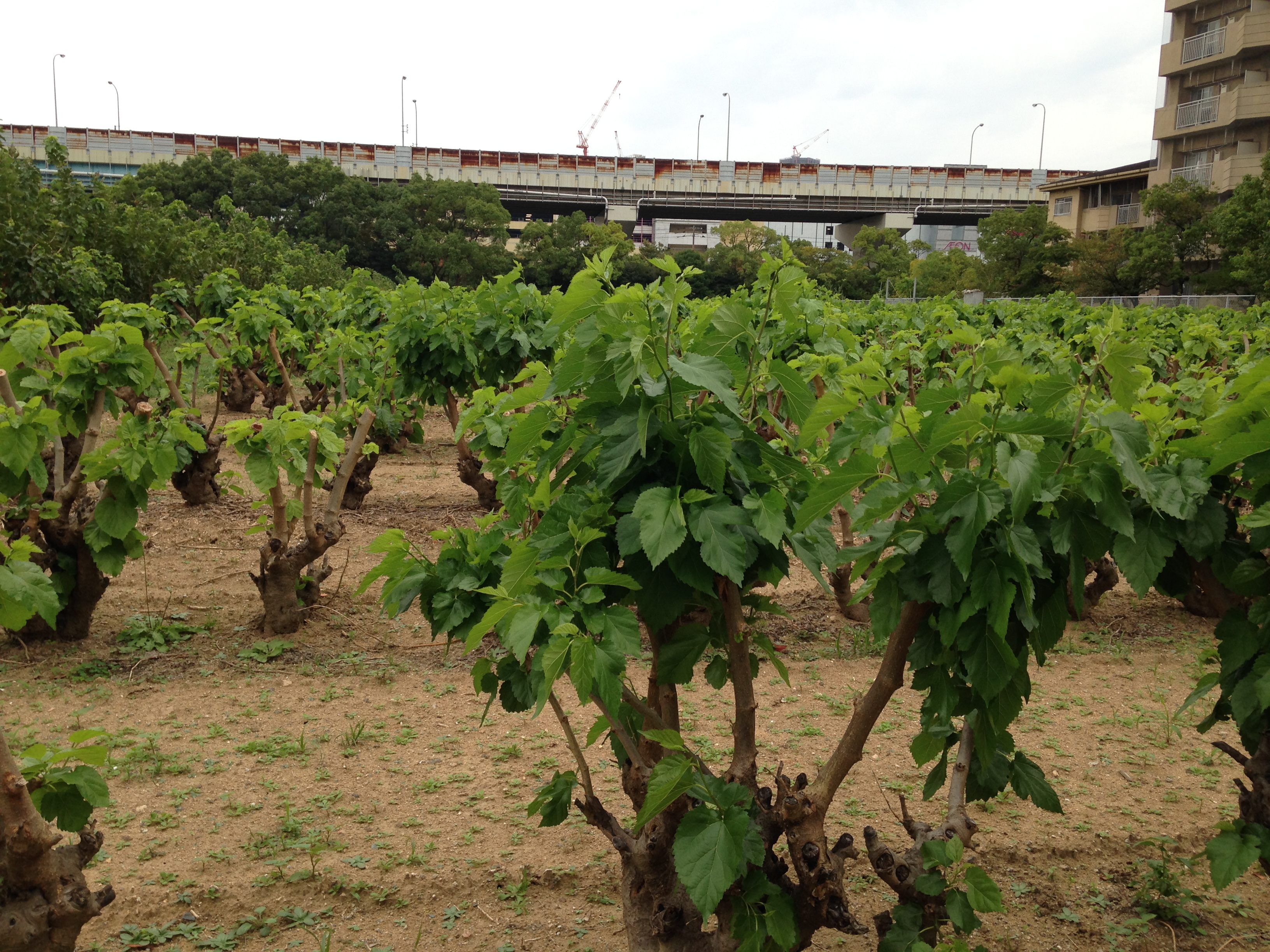
台刈萌芽を伸ばすクワは県内でかつてよく見られた光景（画像は福岡県）

### 第二次産業
太田市や伊勢崎市は北関東工業地域の工業都市である。工業は明治の富岡製糸場（富岡市）に始まり、大正から昭和にかけては戦闘機・爆撃機の生産で知られた中島飛行機（太田市）が有名。中島飛行機は戦後はGHQにより解体されたものの、主だった部門は富士重工業（現在のSUBARU）と名前を変え、本社こそ東京に移ったものの主力工場を県内に置きスクーター、自動車やバスを中心に生産して県内の経済をけん引した。2000年以降も県内の工業生産額は南東部の太田市、伊勢崎市、桐生市などが高い。
鉱業は各地で行われていたものの、多くが閉山・廃業した。2020年代でも残るのはベントナイト（富岡市）および石灰石（神流町）などでともに露天掘りで採掘している。また、草津温泉では湯畑の湯樋から硫黄などを含む湯の花を採取しており、土産用の入浴剤などとして販売されている。草津周辺はかつては商業用の硫黄鉱山も点在したがすべて閉山した。ほかに渡良瀬川流域（桐生市、みどり市）などでマンガン、六合村では鉄分を含むコケや細菌が堆積した地層から露天掘りで鉄（群馬鉄山）、高崎市の観音山周辺は亜炭が採取されていた。
加工では東邦亜鉛安中工場が信越本線安中駅に隣接して存在するが、ここでは亜鉛の精製のみを行っており原料の鉱石は貨物列車によって福島県から輸送される。1930年代の操業開始以降、周辺で煙害やカドミウム廃液の垂れ流しによる環境破壊と健康被害が起こり安中公害訴訟に発展した。製油所は県内にないものの、油槽所が倉賀野駅（高崎市）に隣接して存在し、ガソリンと軽油は神奈川県や千葉県から貨物列車によって輸送されてくる。

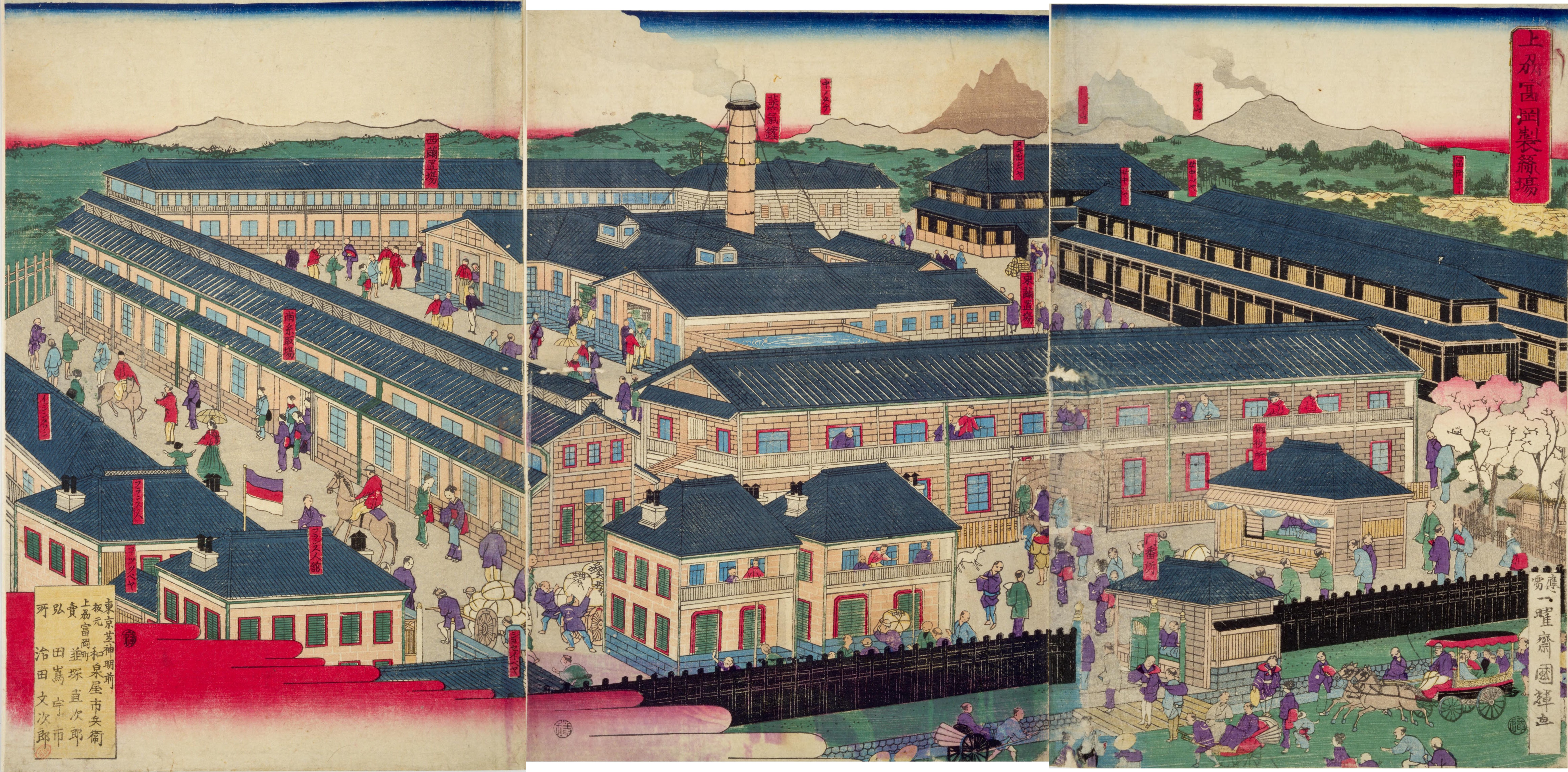
明治5年の富岡製糸場
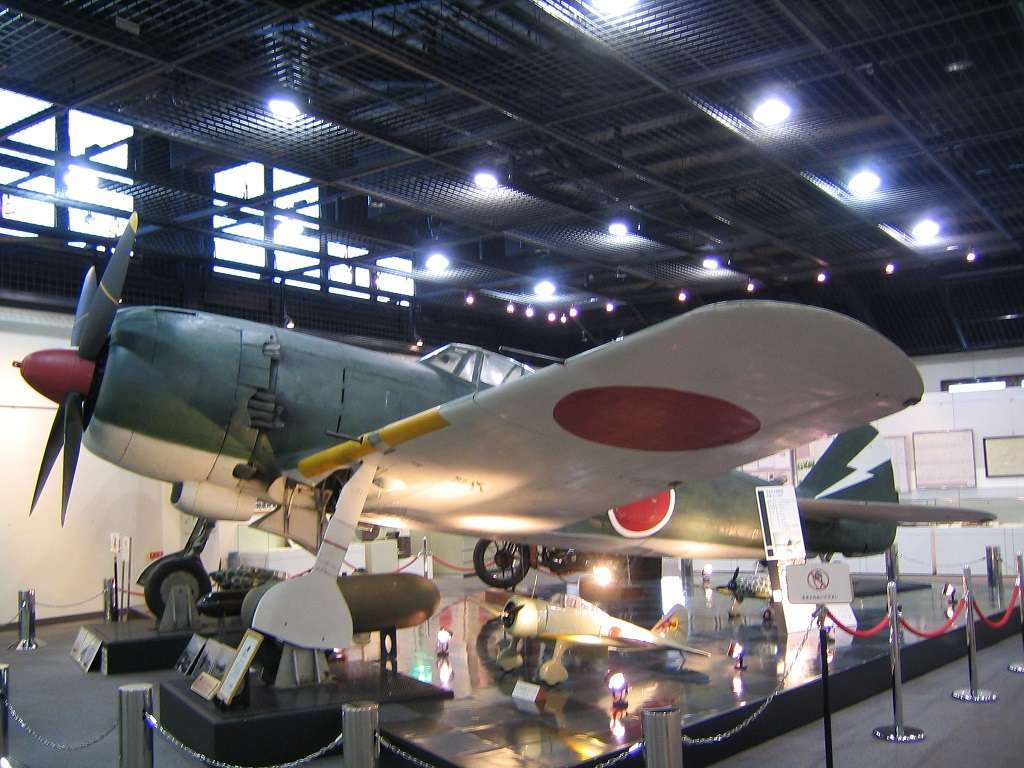
当時は大手航空機メーカーだった中島飛行機
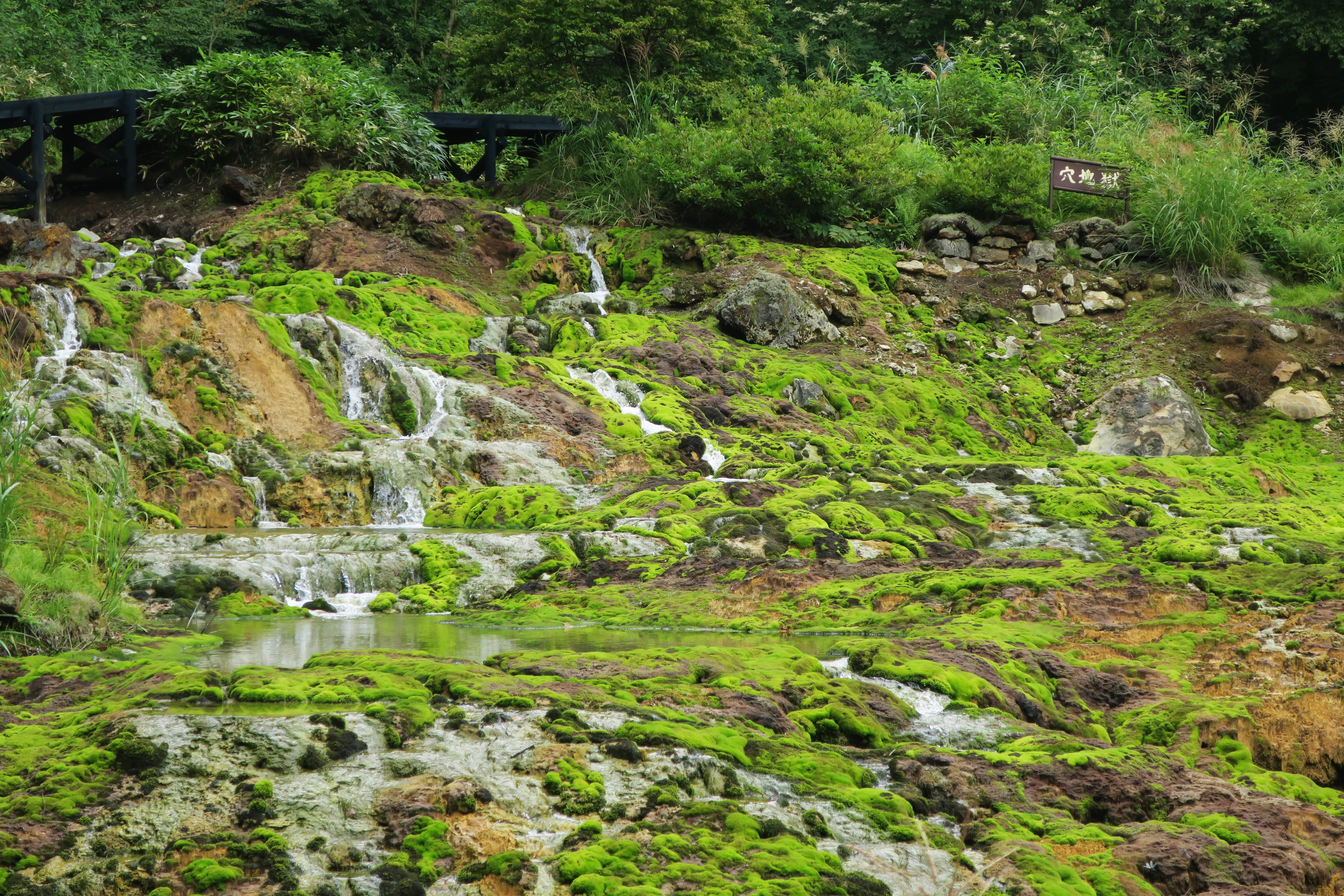
鉄分を含むコケの遺骸が堆積して鉱床となった群馬鉄山（六合村）
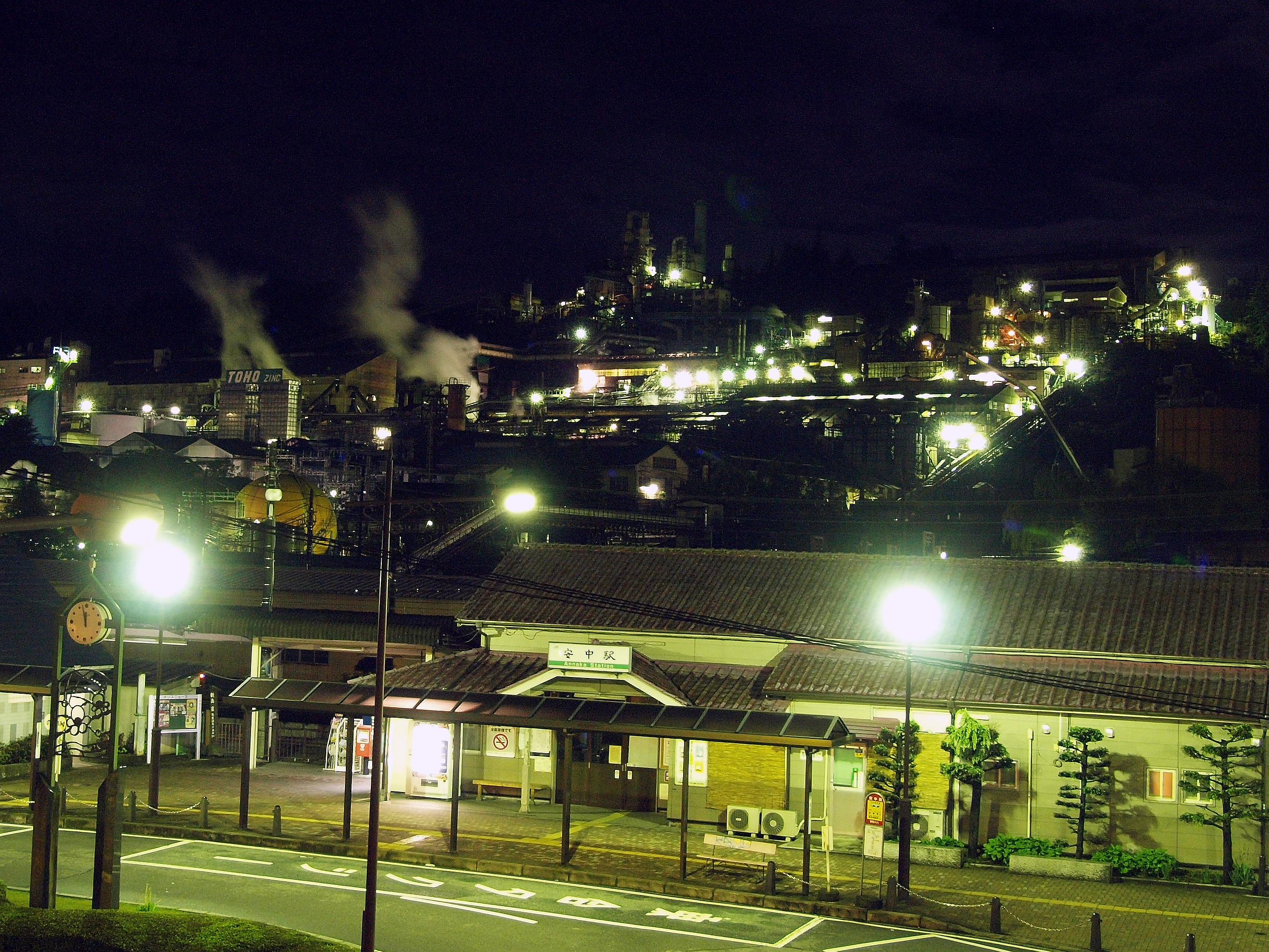
東邦亜鉛安中工場の夜景

### 第三次産業
電力分野では山間部に水力発電所が多数立地し、県内はもとより首都圏の電力需要を支えている。施設の所有者は東京電力のほか県が所有する県営の発電所も多い。火力発電は大規模なものは立地しないが、石炭・石油燃焼型ではないごみ焼却場併設型や木質バイオマス発電などはいくつかある。2010年代以降は太陽光発電も増えており山の斜面を切り開く形での設置も多い。
運輸は明治時代までは利根川水系の各河川を利用した水運が盛んであった。明治以降は生糸の輸出などの国策もあり、国内でも早い時期に鉄道が整備され1884年には高崎駅、前橋駅から東京方面への鉄道が開通し県内の水運は衰退していった。中山道と三国街道の分岐点、西部の河川が合流し江戸時代から人流物流の要衝とされた高崎市付近は鉄道においても要衝とされた。高崎駅には各方面からの鉄道が集まり、利根川右岸を代表する商業都市としてさらに発展した。2020年代現在でも高崎には県内最大の貨物駅があり、県内唯一の機関区を持つなど鉄道による物流の拠点となっている。また旅客乗降者数も高崎駅が県内で最も多い。利根川左岸や渡良瀬川沿いの都市（前橋、伊勢崎、桐生、太田、舘林）も各地への路線が集まるが、高崎の規模にはならなかった。

### 群馬県に本社を置く企業
- 群馬銀行（前橋市）
- 東和銀行（前橋市）
- ベイシアグループ
  - ベイシア - スーパーマーケット（前橋市）
  - セーブオン - コンビニエンスストア（前橋市）(現在は撤退)
  - ベイシア電器 - 家電量販店（前橋市）
  - ワークマン - 作業服専門店（伊勢崎市）

ベイシアグループのうちカインズ（カインズホーム）は埼玉県本庄市に移転
- カネコ種苗 - 種苗などの研究、製造（前橋市）
- フレッセイ - スーパーマーケット（前橋市）
- 松木技研 - 家電製品の製造（前橋市）
- マニハ食品 - 食品製造販売（前橋市）
- 安藤 - 医薬品や医療機器の販売（高崎市）
- ORIHIRO - 健康食品製造（高崎市）
- 小島鐵工所 - 油圧プレス機器メーカー（高崎市）
- ガトーフェスタ・ハラダ - 洋菓子の製造・販売（高崎市）
- 関東いすゞ自動車 - 運送用機器、自動車整備他（高崎市）
- 求人ジャーナル - 求人広告・求人情報誌などの発行（高崎市）
- 群栄化学工業 - 化学メーカー（高崎市）
- 群馬トヨタ自動車 - 自動車・情報通信サービスの販売（高崎市）
- 三益半導体工業 - 半導体材料加工メーカー（高崎市）
- JA高崎ハム - ハム・ウインナーなどの製造（高崎市）
- セキチュー - ホームセンター、カー用品他（高崎市）
- 高崎ターミナルビル - 商業施設の運営・管理（高崎市）
- 高崎弁当 - 弁当類の製造（高崎市）
- 高崎森永 - 商品の生産（高崎市）
- 藤田エンジニアリング - 建設会社（高崎市）
- ヤマダ電機 - 大手家電量販店（高崎市）
- 朝倉染布 - 水着・ファンデーション生地の染色整理・撥水加工（桐生市）
- ソフィア - 遊技機製造（桐生市）
- 土田産業 - 繊維製品の染色整理加工・製造販売（桐生市）
- 松井ニット技研 - 1907年に創業した老舗繊維メーカー。技術力に注目したMoMAから依頼を受けて制作したニットマフラーがMoMAストアで爆発的な売り上げを記録（桐生市）。
- ミツバ - 自動車用電装品の製造販売（桐生市）
- 小倉クラッチ - クラッチ・ブレーキの総合メーカー（桐生市）
- 森産業 - キノコの種菌・菌床、食品の製造販売（桐生市）
- サンデン（伊勢崎市）
- まるか食品（ペヤング） - 即席麺製造（伊勢崎市）
- 後藤ガット - 弦楽器用金属パーツの製造・販売（伊勢崎市）
- 正田醤油 - 醤油醸造・スープ類の製造販売（館林市）
- とりせん - スーパーマーケット（館林市）
- 希望食品 - アルファ化米（乾燥米飯）の製造・販売（藤岡市）
- マンナンライフ - 蒟蒻製品などの販売（富岡市）
- マルフクケミファ - 各種石鹸・洗剤・洗濯仕上剤の製造（邑楽郡千代田町）
- 第一石鹸 - 洗剤の製造（邑楽郡板倉町）

### 群馬県と関係の深い企業
- 足利銀行（両毛地区） - 繊維業とともに発展。第1号支店の桐生をはじめ、前橋・渋川・高崎・伊勢崎・太田・館林などに支店がある。
- 横浜銀行 - 明治期、横浜港から生糸を輸出していたことから、高崎（前橋支店を吸収）・桐生の2店がある。かつては伊勢崎や中之条にも支店が存在した。反対に群馬銀行にも横浜支店が存在する。
- サンヨー食品 - 「サッポロ一番」（前橋市）
- JVCケンウッド前橋事業所（前橋市）
- しんしん利根川、総社、芳賀工場（前橋市）
- プラス前橋工場（前橋市）
- メモリード - 冠婚葬祭大手（前橋市）
- FDK高崎工場 - 世界で一つのeneloopの工場。国内唯一の民生用ニッケル水素電池の研究開発および製造拠点（高崎市）
- 大塚製薬高崎工場（高崎市）
- 沖電気高崎工場（高崎市）
- キリンビール医薬工場（高崎市）
- 第一屋製パン高崎工場（高崎市）
- 太陽誘電高崎工場（高崎市）
- ハーゲンダッツ群馬工場 - 世界に4か所しかないハーゲンダッツのアイスクリーム工場の一つで、国内唯一。タカナシ乳業と合弁で製造（高崎市）。
- ビックカメラ - （高崎市創業）
- P&G高崎工場（高崎市）
- ホットランド - 「築地銀だこ」（旧本社桐生市）
- サッポロビール群馬工場（太田市）
- SUBARU群馬製作所（太田市・大泉町）
- 三菱電機群馬製作所（太田市）
- 日本ミシュランタイヤ - 日本で乗用車用タイヤを製造する工場、研究施設（MRA）と併設。（太田市）
- 大同特殊鋼渋川工場（渋川市）
- カルピス群馬工場（館林市）
- サントリー利根川ビール工場（千代田町）
- パナソニック株式会社東京製作所（大泉町）
- 味の素冷凍食品関東工場（大泉町）
- 雪印ビーンスターク株式会社群馬工場（大泉町）
- マックス玉村工場（玉村町）、藤岡工場（藤岡市）

このほかにも三国コカ・コーラ群馬工場・キリンビール高崎工場・日本たばこ産業高崎工場（いずれも高崎市）があったが、事業再編リストラクチャリングにより撤退した。

### 県内の主な大型商業施設
- イオングループ
  - イオンモール太田（太田市）
  - イオンモール高崎（高崎市）
  - イオン（太田市、高崎市）
  - 高崎オーパ（高崎市）
- 西友グループ
  - 西友（伊勢崎市、高崎市、渋川市）
- ベイシアグループ
  - カインズホーム伊勢崎店（伊勢崎市）
  - スーパーモールいせさき（伊勢崎市）
  - パワーモールおおた（太田市）
  - パワーモール前橋みなみ（前橋市）

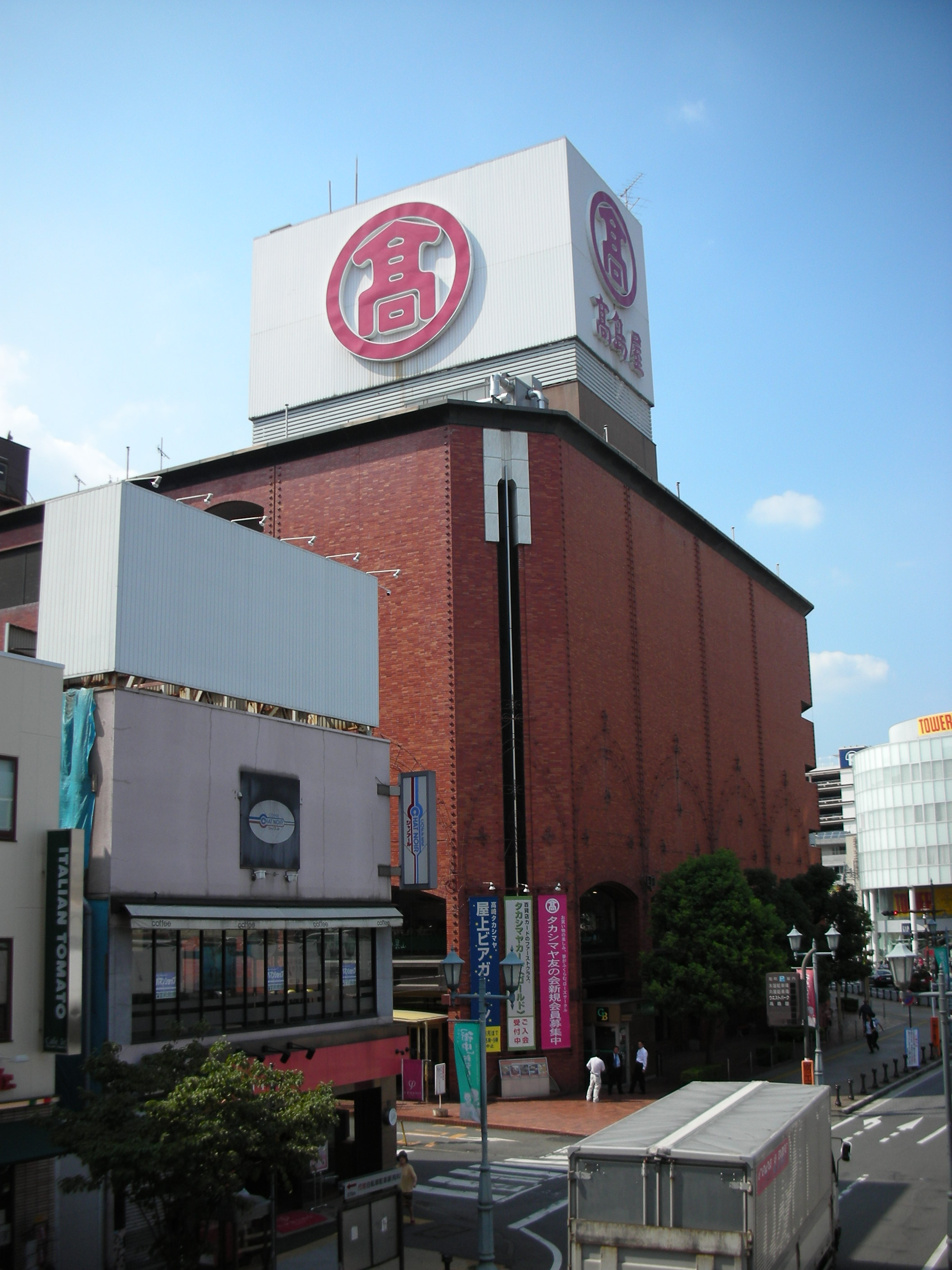
ユニーグループ
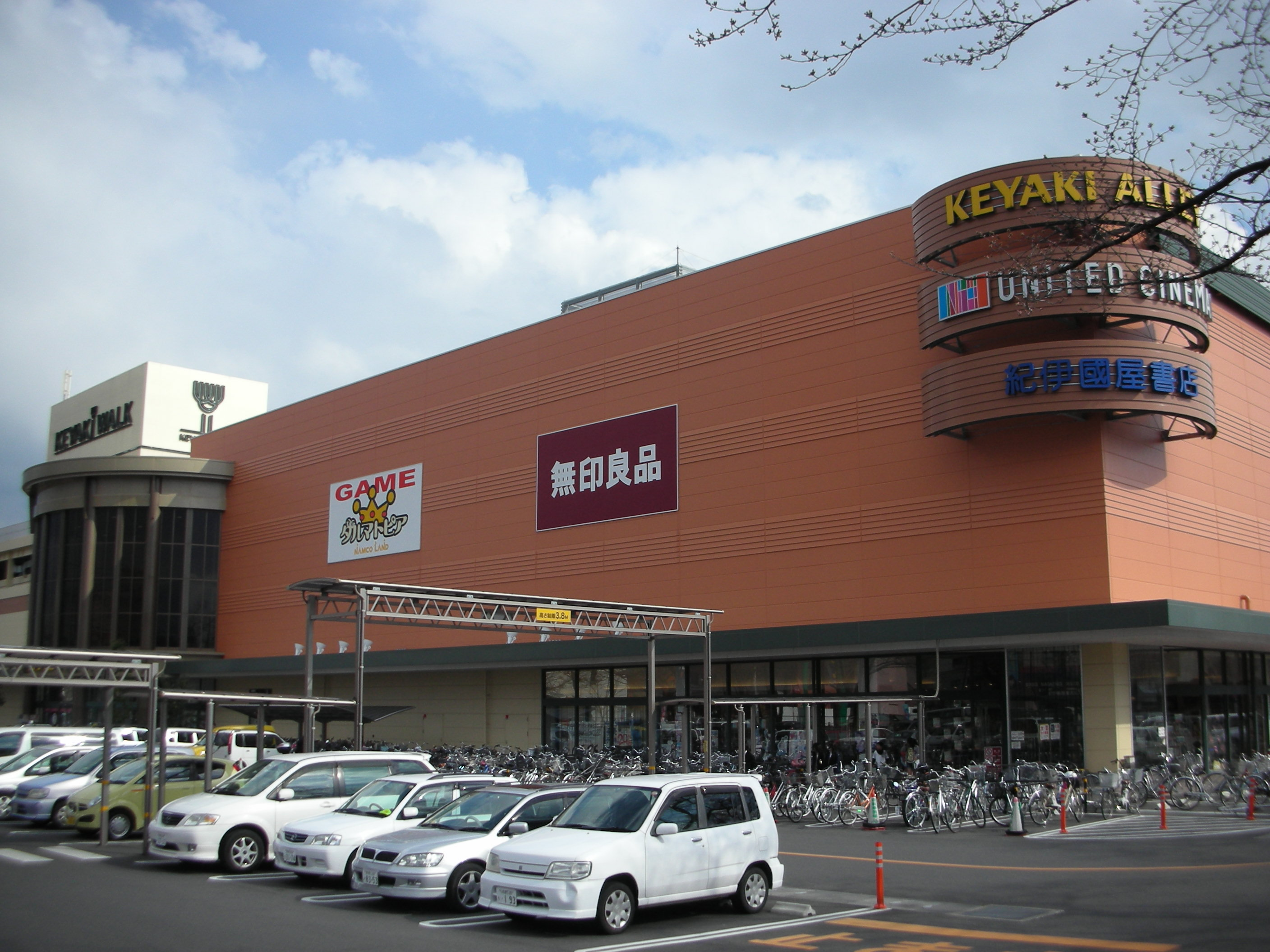
けやきウォーク前橋
  - アピタ（前橋市、高崎市）
  - けやきウォーク前橋（前橋市）
- アゼリアモール（館林市）
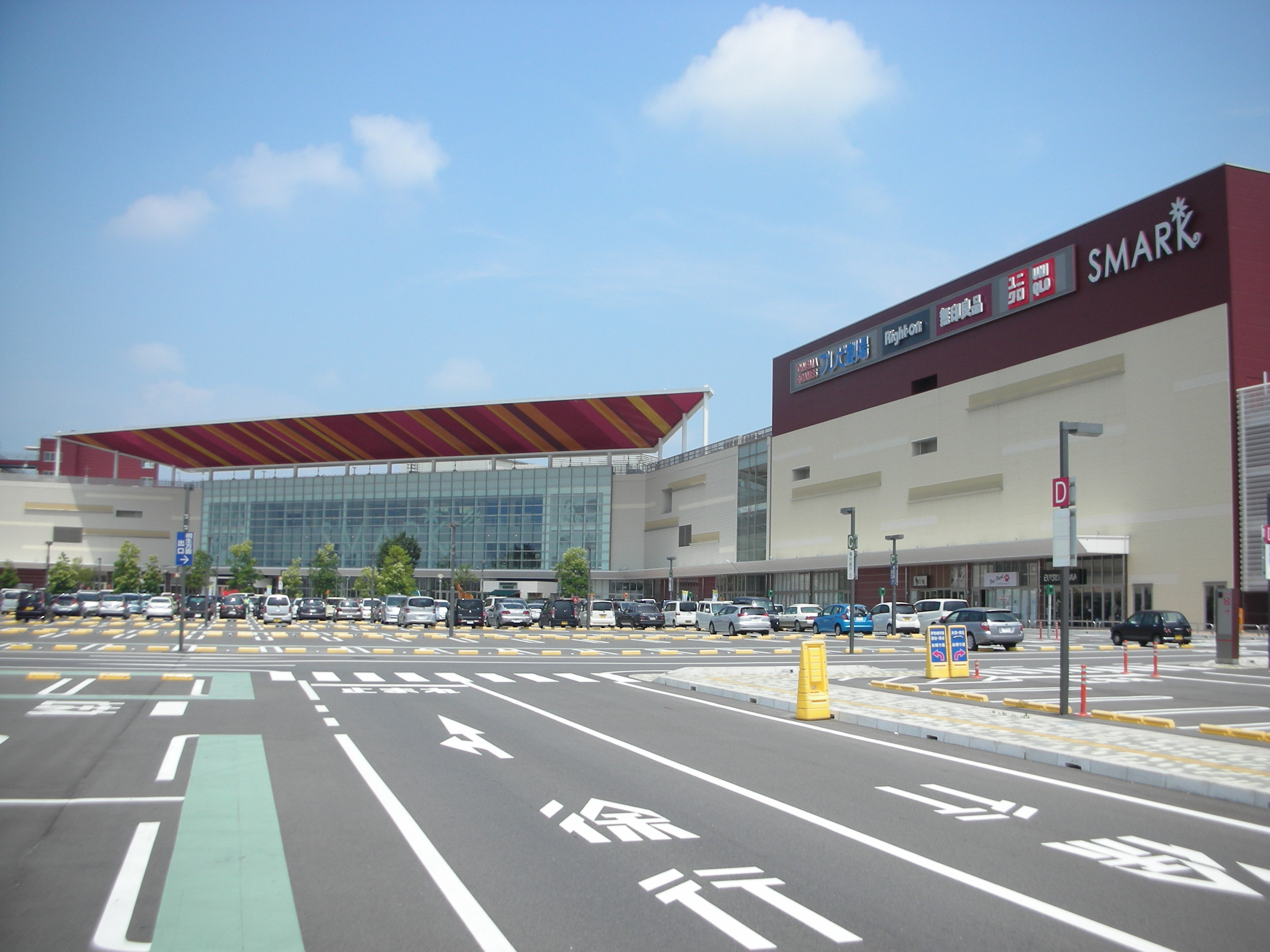
ウニクス高崎（高崎市）
  - ヤオコー高崎飯塚店（高崎市）
- 大間々ショッピングセンターさくらもーる（みどり市大間々町）
- ガーデン前橋（前橋市）
- ジョイフル本田（太田市、邑楽郡千代田町）
- スズラン（前橋市、高崎市、沼田市）
- スマーク伊勢崎（伊勢崎市）
- 高崎高島屋（高崎市）
- フレスポ藤岡（藤岡市）
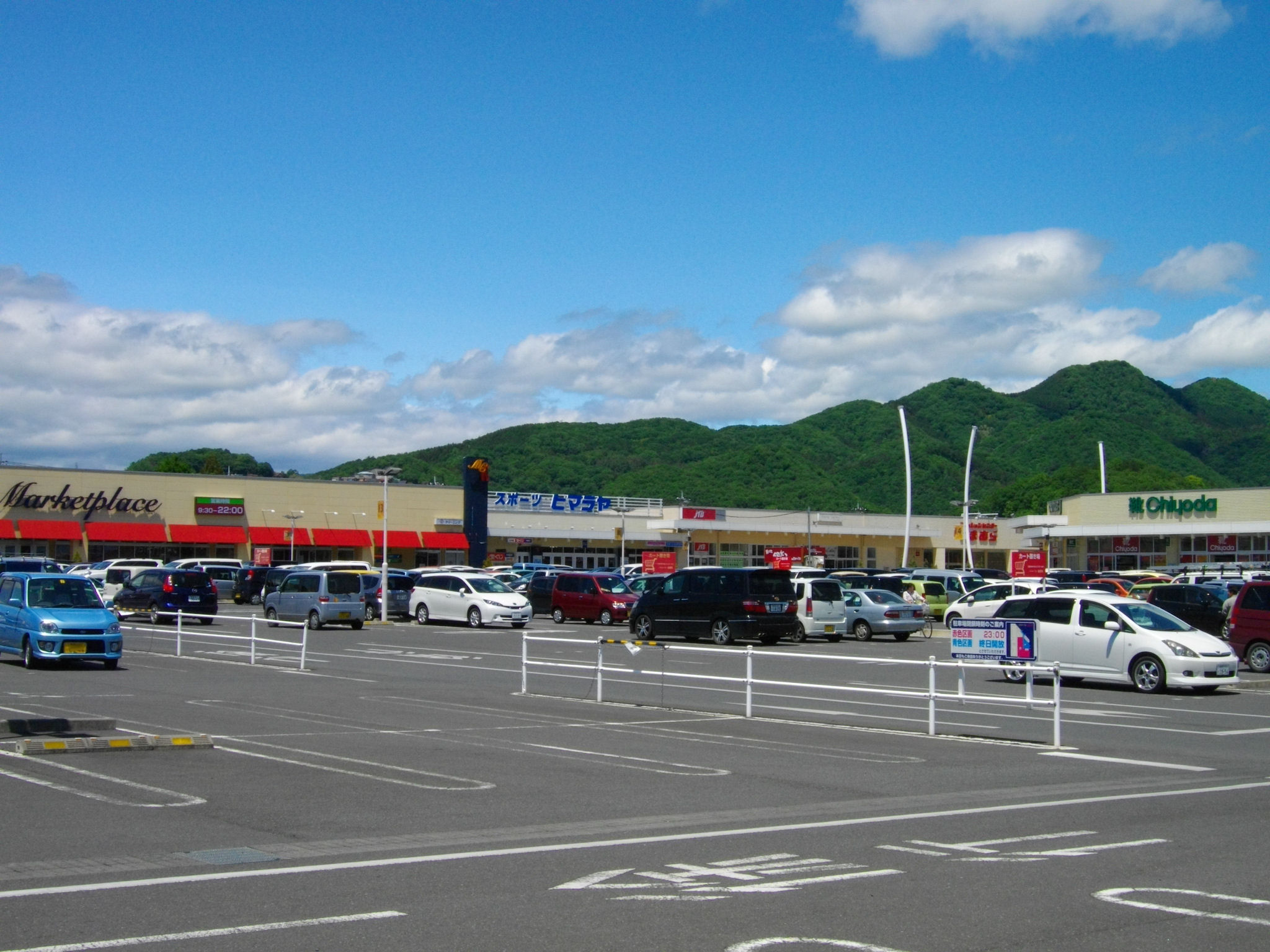
マーケットシティ桐生（桐生市）
  - ヤオコー桐生相生店（桐生市）
- MEGAドン・キホーテ（県内各所）
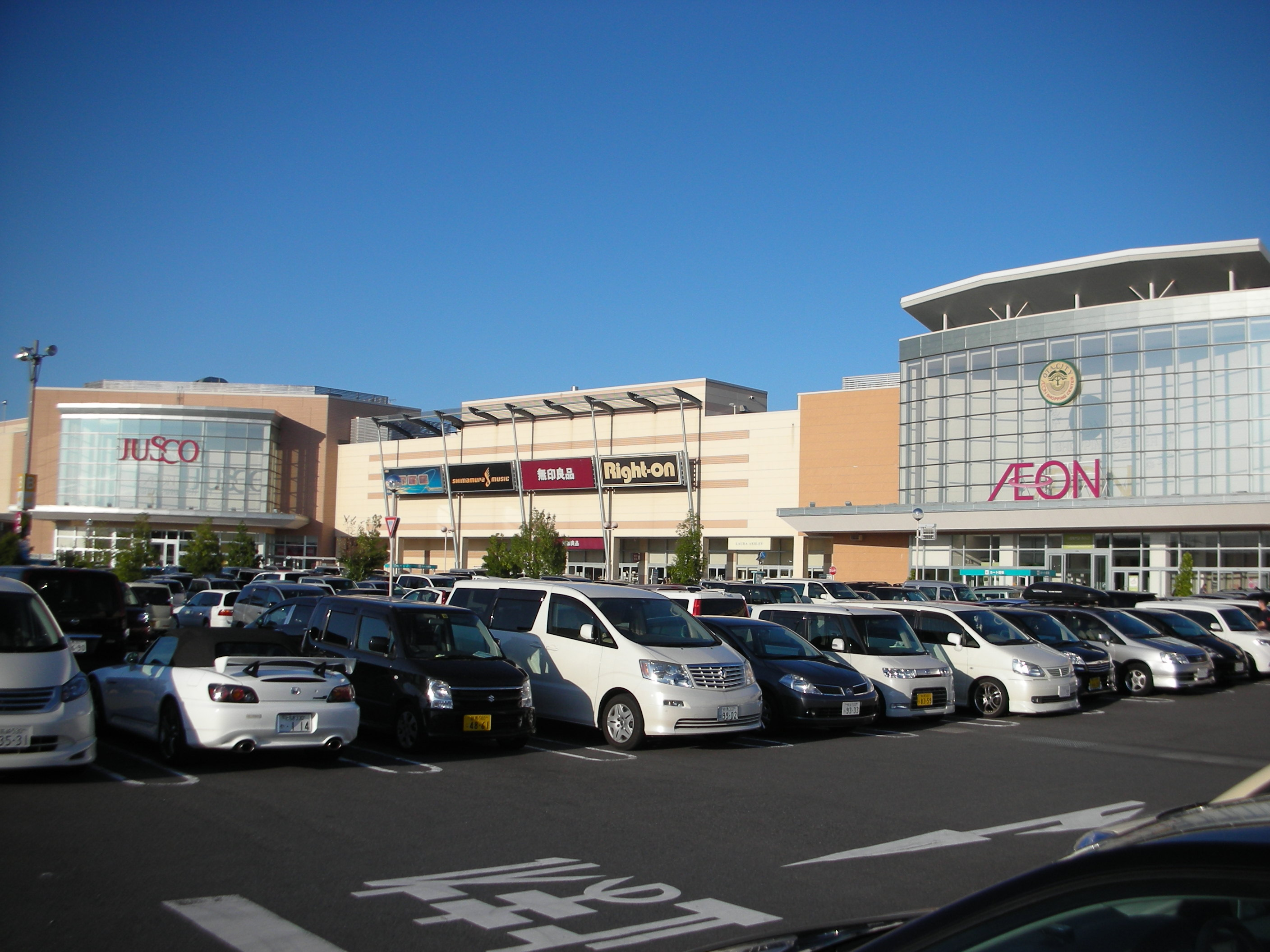
モントレー（高崎市・高崎駅ビル）

- 高崎高島屋
- けやきウォーク前橋
- スマーク伊勢崎
- マーケットシティ桐生
- イオンモール太田

## 災害・防災
記録に残っているもののうち、自然災害を中心に県内で特に人的・物的被害が大きかったものを記載する。群馬県では災害対策基本法第40条に基づき群馬県地域防災計画を定めており、気象警報や被害が出た場合の対応、避難誘導、罹災証明書の発行などの手順が記載されている。
水害および土砂災害で特に被害が大きかったのは1935年（昭和10年）9月の風水害、および1947年（昭和22年）9月のカスリーン台風で、前者では碓氷郡と吾妻郡を中心に県内で250人余り、後者では土石流が多発した赤城山周辺を中心に同600人近くが死亡した。カスリーン台風のキティ台風も40人以上の死者を出している。西毛の山間部からの河川が集まる高崎市付近は水害が多く、明治43年の大水害や昭和10年の大水害などは特に被害が大きかった。干害は江戸時代や明治時代には記録があるものの、ダム・頭首工（取水堰）・農業用水路や水道の整備などによって昭和以降は激減し、県内ではほぼ発生しなくなっている。
火山災害では県内及び近隣県に所在し活動が活発な草津白根山と浅間山が特に警戒されている。1783年（天明3年）に起きた浅間山の天明大噴火では、現在の嬬恋村などが甚大な被害を受けた。また、上毛三山のうち妙義山を除く榛名山と赤城山は、ここ数百年の活動が鈍いBランクおよびCランクではあるが活火山であるとされている。

## 生活・交通

### 警察
- 群馬県警察

### 交通

#### 高速道路
- E17 関越自動車道
- E18 上信越自動車道
- E50 北関東自動車道
- E4 東北自動車道（館林インターチェンジのみ）

#### 一般国道
- 国道17号（高崎市 - 利根郡みなかみ町）（中山道、高前バイパス、三国街道・高渋バイパス）
  - 国道17号上武道路（太田市 - 前橋市）
- 国道18号（高崎市 - 安中市）（中山道・豊岡バイパス）
- 国道50号（前橋市 - 太田市）（前橋水戸線）
- 国道120号（沼田市 - 利根郡片品村）（日光沼田線）
- 国道122号（みどり市 - 邑楽郡明和町）（日光東京線）（銅山街道）
- 国道144号（吾妻郡長野原町 - 吾妻郡嬬恋村）（長野原上田線）
- 国道145号（吾妻郡長野原町 - 沼田市）（長野原沼田線）
- 国道146号（吾妻郡長野原町）（長野原軽井沢線）
- 国道254号（藤岡市 - 甘楽郡下仁田町）（東京小諸線）（信州街道）
- 国道291号（利根郡みなかみ町）
- 国道292号（吾妻郡長野原町）
- 国道299号（多野郡神流町 - 多野郡上野村）
- 国道353号（桐生市 - 吾妻郡中之条町）
- 国道354号（高崎市 - 邑楽郡板倉町）（日光例幣使街道、古河街道・駒形線）
- 国道401号（沼田市 - 利根郡片品村）（会津沼田街道）
- 国道405号（吾妻郡長野原町 - 吾妻郡中之条町）
- 国道406号（吾妻郡嬬恋村 - 高崎市）
- 国道407号（太田市）（日光街道）
- 国道462号（伊勢崎市 - 多野郡上野村）

#### 主要県道・一般県道
- 群馬県の県道一覧

#### 鉄道
- 東日本旅客鉄道（JR東日本）
  - 上越新幹線（高崎駅 - 上毛高原駅）
  - 北陸新幹線（高崎駅 - 安中榛名駅）
  - 高崎線・湘南新宿ライン・上野東京ライン（高崎駅 - 新町駅）
  - 信越本線（高崎駅 - 横川駅）
  - 上越線（高崎駅 - 土合駅）
  - 吾妻線（渋川駅 - 大前駅）
  - 両毛線（新前橋駅 - 桐生駅）
  - 八高線（倉賀野駅 - 群馬藤岡駅）
- 東武鉄道（東武）
  - 伊勢崎線（川俣駅 - 多々良駅、韮川駅 - 伊勢崎駅）
  - 日光線（板倉東洋大前駅）
  - 桐生線（太田駅 - 赤城駅）
  - 佐野線（館林駅 - 渡瀬駅）
  - 小泉線（太田駅 - 東小泉駅、館林駅 - 西小泉駅）
- 上信電鉄
  - 上信線（高崎駅 - 下仁田駅）
- 上毛電気鉄道
  - 上毛線（中央前橋駅 - 西桐生駅）
- わたらせ渓谷鐵道
  - わたらせ渓谷線（桐生駅 - 沢入駅）

#### 路線バス
- 群馬バス
- 群馬中央バス
- 日本中央バス
- 日本中央交通
- 関越交通
- 十王自動車
- 永井運輸
- ジェイアールバス関東
- みなかみ町営バス
- 広域公共路線バス
- しもにたバス

#### 空港
県内にヘリポート及び自衛隊の基地は存在するものの、空港は存在しない。最寄の空港は新潟県の新潟空港である。
- 群馬ヘリポート（前橋市）
  - 雄飛航空（成田ヘリ・エクスプレス）
- 高崎ヘリポート（高崎市）
- 大西飛行場（館林市・邑楽町）〔民間・廃止〕
- 相馬原飛行場（榛東村・陸上自衛隊第12旅団相馬原駐屯地施設）

#### サイクリングロード
- 高崎伊勢崎自転車道線 42.5km 高崎市浜尻町 - 伊勢崎市若葉町
- 桐生足利藤岡自転車道線 38.4km 桐生市錦町 - 栃木県藤岡町
- 玉村渋川自転車道線 35.0km 玉村町五料 - 渋川市金井
- 桃ノ木川サイクリングロード 13.5km 前橋市下小出町 - 前橋市駒形町
- 広瀬川サイクリングロード 4.4km 伊勢崎市宮子町 - 伊勢崎市若葉町
- 井野川（ホタルの里）サイクリングロード 5.9km 高崎市浜尻町 - 高崎市保渡田町
- 烏川・榛名白川サイクリングロード 4.2km 高崎市上並榎町 - 高崎市沖町
- 早瀬川サイクリングロード 3.8km 高崎市大八木町 - 高崎市楽間町
- 烏川・碓氷川サイクリングロード 2.6km 高崎市聖石町 - 高崎市乗附町
- 粕川サイクリングロード 3.3km 伊勢崎市華蔵寺町 - 伊勢崎市下植木町
- 蛇川（石田川）サイクリングロード 12.1km 太田市古戸町 - 太田市寺井町
- 薄根川サイクリングロード 3.5km 沼田市柳町 - 沼田市薄根町
- 烏川・神流川サイクリングロード 7.1km 高崎市新町戸崎 - 藤岡市根岸
- 鮎川サイクリングロード 4.2km 藤岡市上大塚 - 藤岡市中
- 高田川サイクリングロード 11.5km 富岡市黒川 - 富岡市妙義町菅原
- 碓氷川サイクリングロード 9.8km 安中市板鼻 - 安中市中後閑
- 胡桃沢川サイクリングロード 4.0km 中之条町中之条 - 中之条町五反田
- 草津サイクリングロード 2.2km 草津町草津
- 早川サイクリングロード 12.0km 太田市阿久津町 - 伊勢崎市境上渕名

### 医療・福祉
災害拠点病院
- 群馬県災害拠点病院

保育所
- 群馬県保育所一覧

### 教育
大学
国立
- 群馬大学

公立
- 群馬県立県民健康科学大学
- 群馬県立女子大学
- 高崎経済大学
- 前橋工科大学

私立
- 育英大学
- 関東学園大学
- 共愛学園前橋国際大学
- 桐生大学
- 群馬医療福祉大学
- 群馬パース大学
- 上武大学
- 高崎健康福祉大学
- 高崎商科大学
- 東京福祉大学
- 東洋大学板倉キャンパス

短期大学
私立
- 育英短期大学
- 桐生大学短期大学部
- 群馬医療福祉大学短期大学部
- 高崎商科大学短期大学部
- 東京福祉大学短期大学部
- 新島学園短期大学
- 共愛学園前橋国際大学短期大学部

通信制大学
私立
- 放送大学 群馬学習センター

高等専門学校
国立
- 群馬工業高等専門学校

専修学校
- 群馬県専修学校一覧

特別支援学校
- 群馬県特別支援学校一覧

高等学校
- 群馬県高等学校一覧

中学校
- 群馬県中学校一覧

小学校
- 群馬県小学校一覧

幼稚園
- 群馬県幼稚園一覧

外国人学校
- 群馬県外国人学校一覧

### マスメディア

#### 新聞
地方紙
- 上毛新聞
- 桐生タイムス

全国紙
- 読売新聞
- 朝日新聞
- 毎日新聞
- 日本経済新聞
- 産経新聞

#### テレビ局
県域放送の群馬テレビ（GTV）・NHK前橋放送局が所在している他、放送対象地域が関東広域圏(東京都墨田区に本局を置き、関東地方全域を放送エリアとするキー局)である教育テレビ、在京キー局5局（日本テレビ・テレビ朝日・TBS・テレビ東京・フジテレビ）が前橋中継局をはじめ県内各地に中継局を設置している。また県南東部の関東平野では放送対象地域外のNHK東京総合テレビ（JOAK-DTV）が受信エリアのめやすとなっている。
- NHK前橋放送局（総合テレビ）
- 群馬テレビ（GTV）（独立放送局）

#### ラジオ局
県内に地元AMラジオ局は存在しない。関東広域放送の在京AM3局（TBSラジオ・文化放送・ニッポン放送）の放送対象地域になっており、radikoでは3局に加えInterFM897、東京都・神奈川県・埼玉県・千葉県・茨城県域局のラジオ局も聴取可能である。
FMラジオ局（県域局）
- NHK前橋放送局（81.6MHz/1KW）
- エフエム群馬（FM GUNMA、JFN系列）（86.3MHz/1KW）

コミュニティFM
- ラジオ高崎（高崎市）（76.2MHz/20W）
- FM OZE（沼田市）（76.5MHz/20W）
- FM TARO （太田市）（76.7MHz/20W）
- ラヂオななみ （佐波郡玉村町）（77.3MHz/10W）
- FM桐生（桐生市）（77.7MHz/20W）
- いせさきFM（伊勢崎市）（76.9MHz/20W）
- M wave（前橋市）（84.5MHz/10W）

#### ケーブルテレビ
- 群馬県のケーブルテレビ局（参照）

## 文化・スポーツ

### 方言
- 群馬弁（上州弁）

### 食文化
郷土料理
食文化
群馬県は二毛作による小麦の栽培が発達していたため、うどん、焼きまんじゅうなど、小麦粉を使った名物料理が多い。
- うどん（桐生市など県内各所） - 群馬県のうどん消費量は、香川県に次ぐ。
  - 桐生うどん、ひもかわ（桐生市、みどり市）
  - 水沢うどん（渋川市伊香保町水沢）
  - 館林うどん、館林釜玉うどん（館林市）
  - キムトマうどん（藤岡市）
- おっきりこみ（県内各所）
- カツ丼（県内各所）
  - ソースカツ丼（前橋市、桐生市など）
  - タレカツ丼（富岡市、下仁田町など）
  - タルタルカツ丼（安中市）
- つみっこ（県内各所）
  - とっちゃなげ汁（藤岡市など）
- パスタ（高崎市など県内各所） - 県内にはスパゲッティやラザニアなどパスタを扱うイタリア料理店が多い。
  - 高崎パスタ（高崎市）
- みそぱん（沼田市など県内各所）
- 焼きそば（県内各所）
  - ジャガイモ焼きそば（桐生市）
  - ペヤングソースやきそば（伊勢崎市 まるか食品）
  - 太田焼きそば（太田市）
- 登利平の鳥めし（前橋市）
- tonton汁（とんとん汁）（前橋市）
- JA高崎ハム（高崎市）
- だるま弁当（高崎市）
- オランダコロッケ（高崎市）
- 子供洋食（桐生市）
- ぎゅうてん（桐生市）
- コロリンシュウマイ（桐生市）
- ビスロール（桐生市）
- いかパン（伊勢崎市）
- 伊勢崎もんじゃ（伊勢崎市） - 伊勢崎市ではもんじゃ焼きにイチゴシロップを入れる「あま」、カレー粉を入れる「から」、その両方を入れる「あまから」味がある。
- だんご汁（沼田市）
- 藤岡ラーメン（藤岡市）
- こしね汁（富岡市）
- みなかみダムカレー（みなかみ町）

### 銘菓
- 焼きまんじゅう（県内各所）
  - 焼きまんじゅうジェラート（前橋市 バロン、桐生市 ミラノ）
- 旅がらす（前橋市 旅がらす本舗清月堂）
- 鶴サブレー（前橋市 バロン）
- 七福神あられ（前橋市 幸煎餅）
- ぐんまちゃんパン（前橋市 アジアパン）
- こんにゃく大福（前橋市 丸大オヲツヤ商店）
- ラスク（高崎市 ガトーフェスタ・ハラダ）
- 花パン（桐生市 小松屋、辰見屋、日盛堂など）
- からっ風カリン（桐生市 青柳）
- ノコギリ屋根サブレ（桐生市 青柳）
- 栗まんじゅう（桐生市 藤掛屋）
- アイスまんじゅう（桐生市 シロフジ）
- 帯羊羹（桐生市 舟定）
- ねりきりぐんまちゃん（桐生市 舟定）
- スバル最中（太田市 伊勢屋）
- 六連星サブレ（太田市 伊勢屋）
- くるみゆべし（沼田市 つるまい本舗）
- 麦落雁（館林市 三桝家總本舗）
- 湯の花饅頭（渋川市伊香保町 勝月堂、田中屋、大黒屋、寿屋、花いちもんめ、清芳亭など）[52]
- 鬼サブレ（藤岡市 虎屋本店）
- 瓦せんべい（藤岡市 虎屋本店）
- かいこの王国（藤岡市 丸エイ食品）
- たまごまんじゅう（藤岡市 成田屋）
- まゆこもり（富岡市 田島屋）
- 磯部せんべい（安中市 大手製菓、名月堂、栄泉堂など）
- 遠足ポテト（安中市 富士屋）
- 生クリーム大福（安中市 丸田屋総本店）
- 温泉饅頭（草津町 本家ちちや、富貴堂、松むら饅頭など）
- ぐんまちゃんロールケーキ（玉村町 福嶋屋）

### 伝統工芸
経済産業大臣指定伝統的工芸品
- 伊勢崎絣（織物、1975年）
- 桐生織（織物、1977年）

伝統工芸品

### 名産品
- イチゴ - やよいひめ（県内各地）
- 梅（高崎市）
- 瓦（藤岡市）
- 生糸・絹製品（桐生市、伊勢崎市など県内各地）
- キャベツ（嬬恋村）
- きゅうり（板倉町）
- 近代こけし（前橋市）
- 鯉（前橋市など県内各地）
- コンニャク（富岡市、下仁田町など県内各地）
- 下仁田ねぎ（下仁田町）
- スイカ（太田市藪塚地区）
- 水仙（東吾妻町）
- だるま（高崎市）
- ヤマトイモ（太田市尾島地区）
- バラ（前橋市）
- 遊技機（桐生市、伊勢崎市、渋川市）
- リンゴ（沼田市、渋川市）
- 米 - 主な栽培品種はあさひの夢、コシヒカリ、ひとめぼれ、ゆめまつり（2023年度産で多い順）。ブランド米として中部地域のMilkycherie81、Milkycherie86、西部地域のホタルのささやき、はんでえ米、倉渕育ち清流米、坂本のコメ、碓氷の米、秋間の米、吾妻地域の花ゆかり、嬬恋米、月あかね、さくや姫、利根沼田地域の田んぼの王様、利根きらり（無洗米）、お利根ちゃん～実にうんまい！！～、真田のコシヒカリ 小松姫、水月夜、雪ほたか、東部地域のくろほの雫がある[53]。過去にはゴロピカリという品種があった（当該項目参照）。
- 小麦 - 主な栽培品種はさとのそら、つるぴかり、きぬの波、ゆめかおり（2021年度産で作付面積の多い順）[54]。

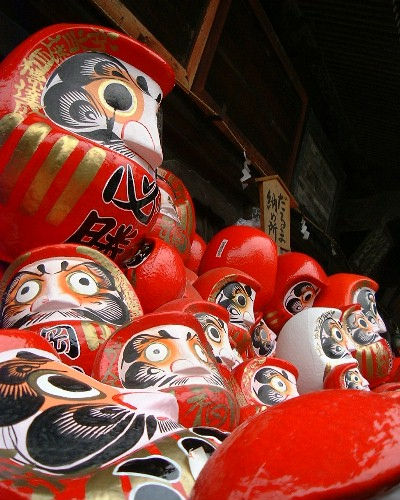
高崎だるま
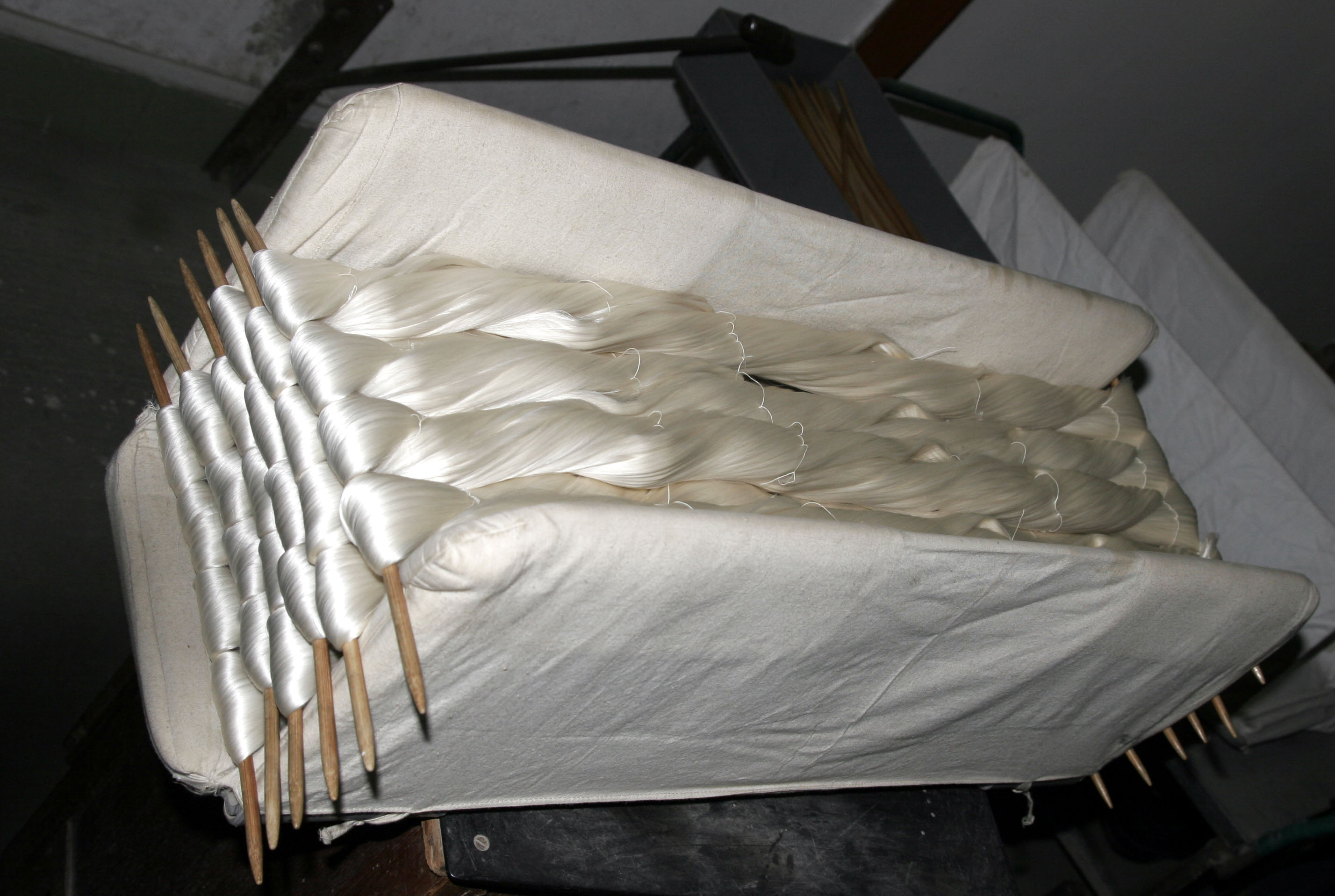
絹・生糸
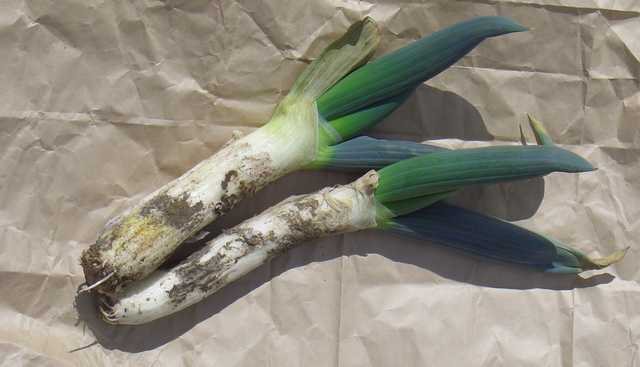
下仁田ネギ
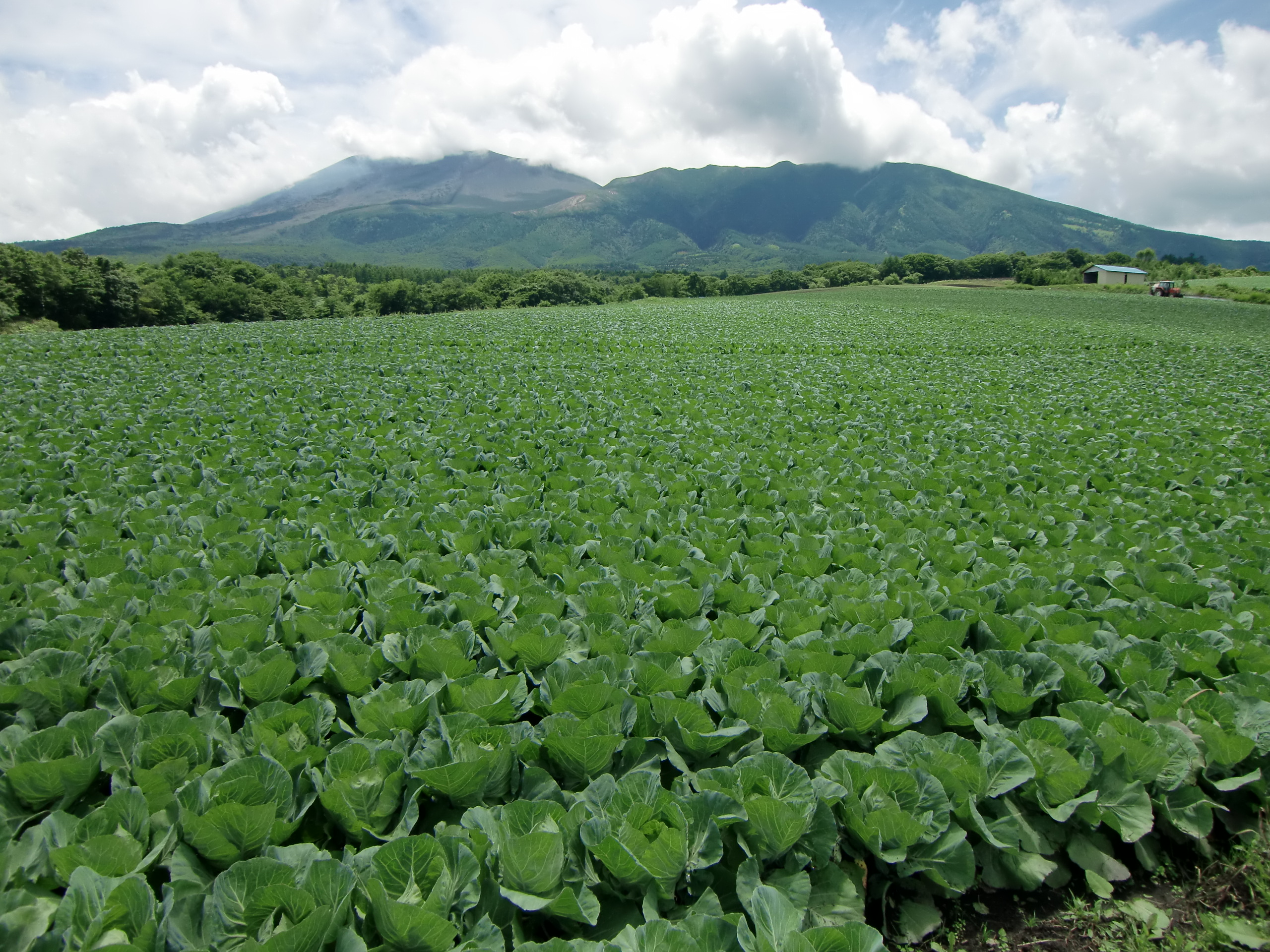
嬬恋村のキャベツ畑
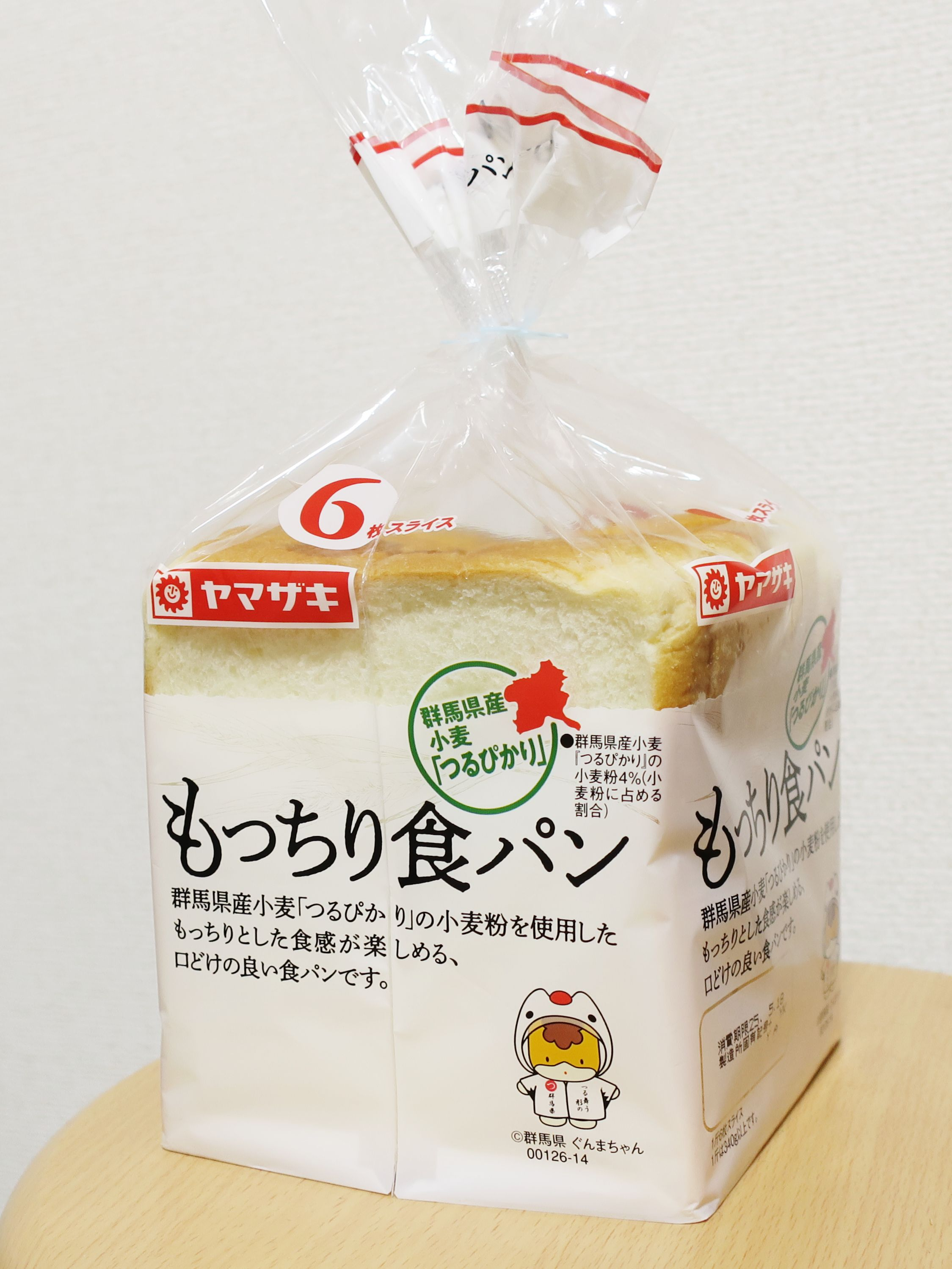
群馬県産小麦つるぴかりを使用した食パン

### スポーツ
- 上毛かるた
- 全日本実業団駅伝（ニューイヤー駅伝）
- ザスパクサツ群馬（2005年J2リーグに参入し、草津町と前橋市を中心とした全県をホームタウンに活動する）
- 群馬ダイヤモンドペガサス（独立リーグ・BCリーグのプロ野球チーム）
- 群馬クレインサンダーズ（Bリーグプロバスケットボールチーム）
- 群馬グリフィン・レーシングチーム（自転車プロロードレースチーム）

### 公営競技

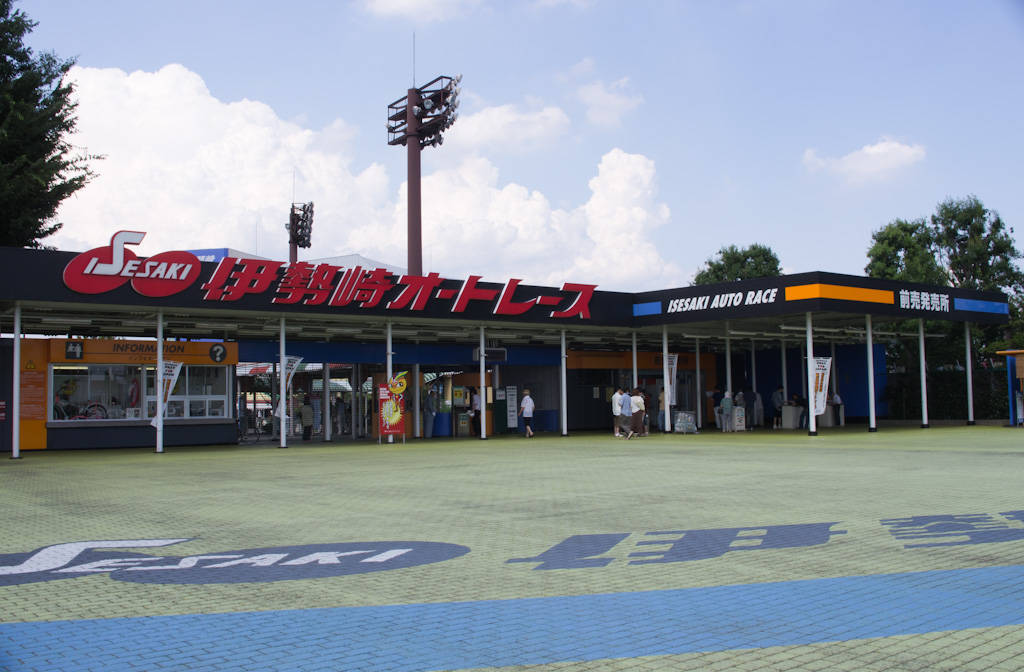
伊勢崎オートレース場

かつては全ての公営競技場が揃った県であった。
- 前橋競輪場（前橋市）
- 桐生競艇場（みどり市）
- 伊勢崎オートレース場（伊勢崎市）
- 高崎競馬場（高崎市）
  - 2004年12月に廃止された。

## 観光

### 名所・旧跡
- 広域
  - 谷川岳（利根郡みなかみ町、新潟県南魚沼郡湯沢町）
  - 武尊山（利根郡みなかみ町、川場村、片品村）
  - 日光白根山（利根郡片品村、栃木県日光市）
  - 皇海山（沼田市、栃木県日光市）
  - 赤城山（前橋市、桐生市、沼田市、渋川市、利根郡昭和村）
  - 榛名山（高崎市、渋川市、北群馬郡榛東村、吾妻郡東吾妻町）
  - 妙義山（富岡市、安中市、甘楽郡下仁田町）
  - 荒船山（甘楽郡下仁田町、長野県佐久市）
  - 浅間山（吾妻郡嬬恋村、長野県北佐久郡軽井沢町、御代田町）
  - 尾瀬（利根郡片品村、福島県南会津郡檜枝岐村、新潟県魚沼市）
  - 多々良沼（館林市、邑楽郡邑楽町）
  - 渡良瀬遊水地（邑楽郡板倉町、栃木県栃木市、小山市、下都賀郡野木町、茨城県古河市、埼玉県加須市）
  - 三県境（邑楽郡板倉町、栃木県栃木市、埼玉県加須市）

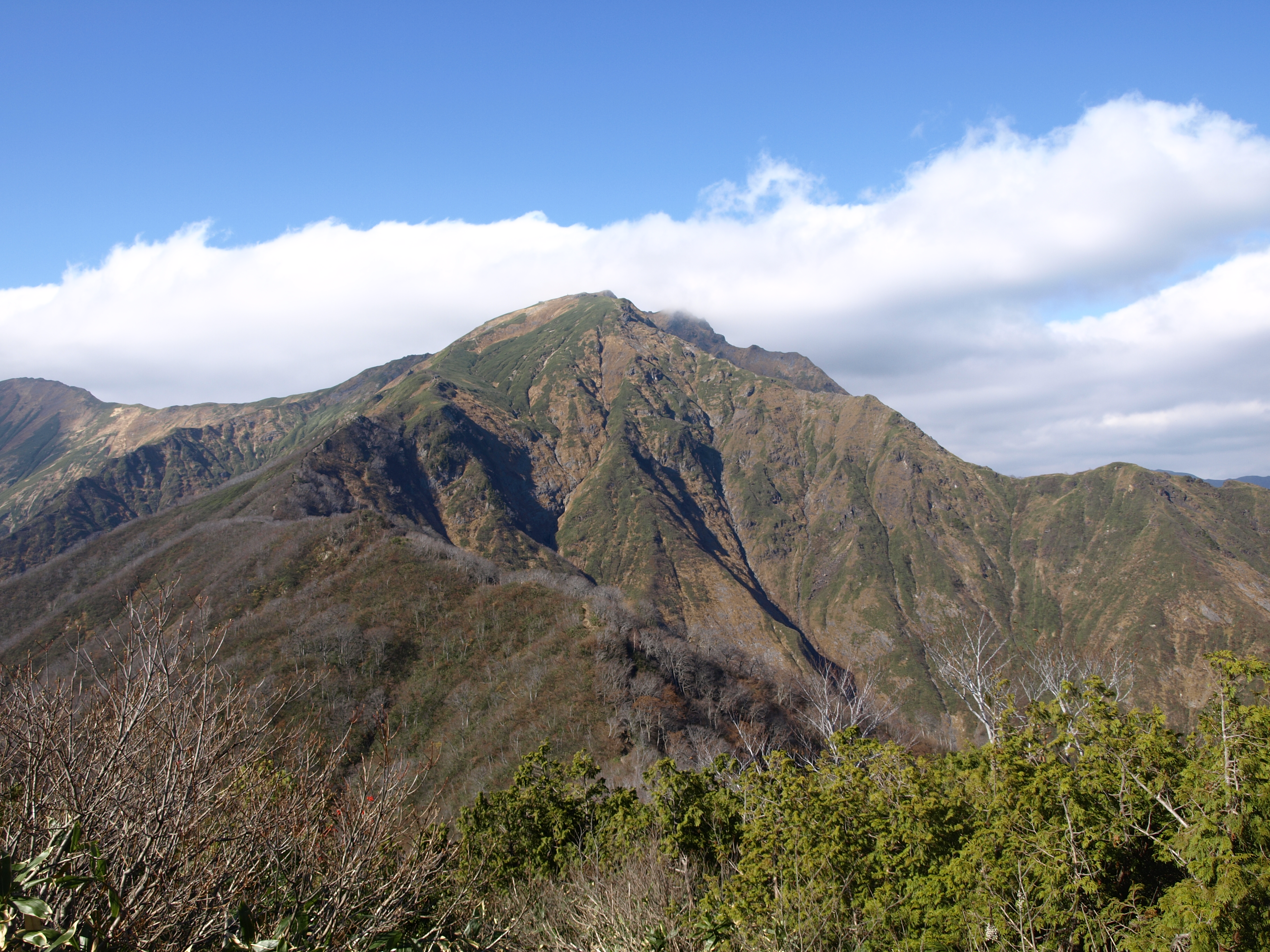
谷川岳
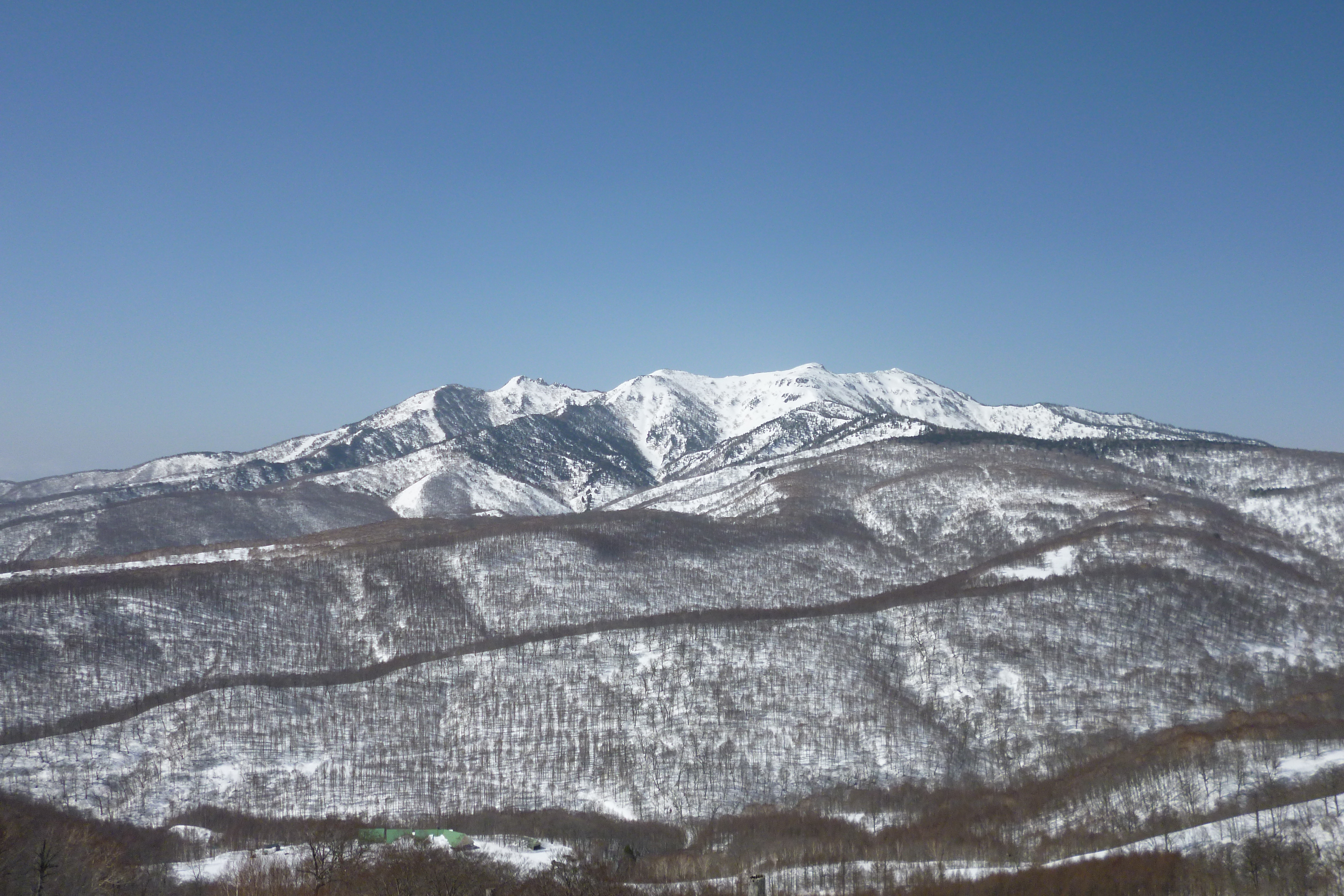
武尊山
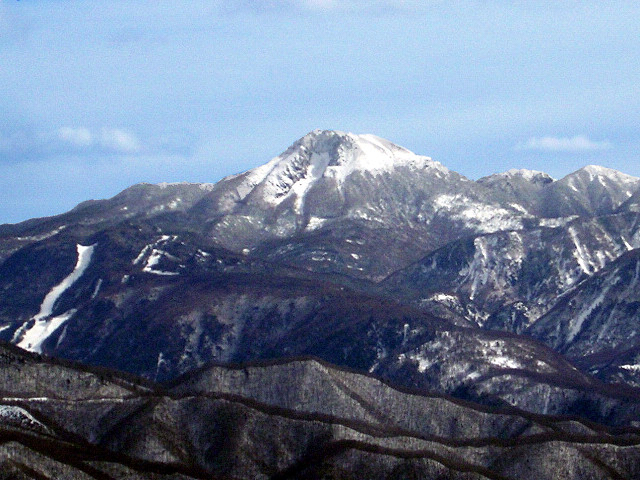
日光白根山
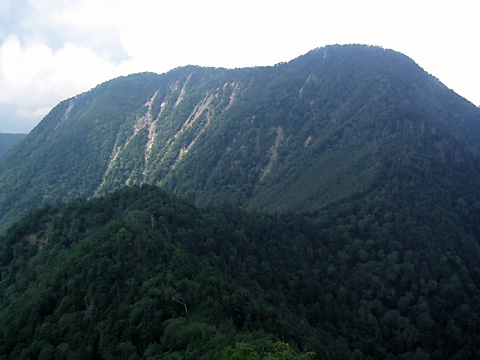
皇海山
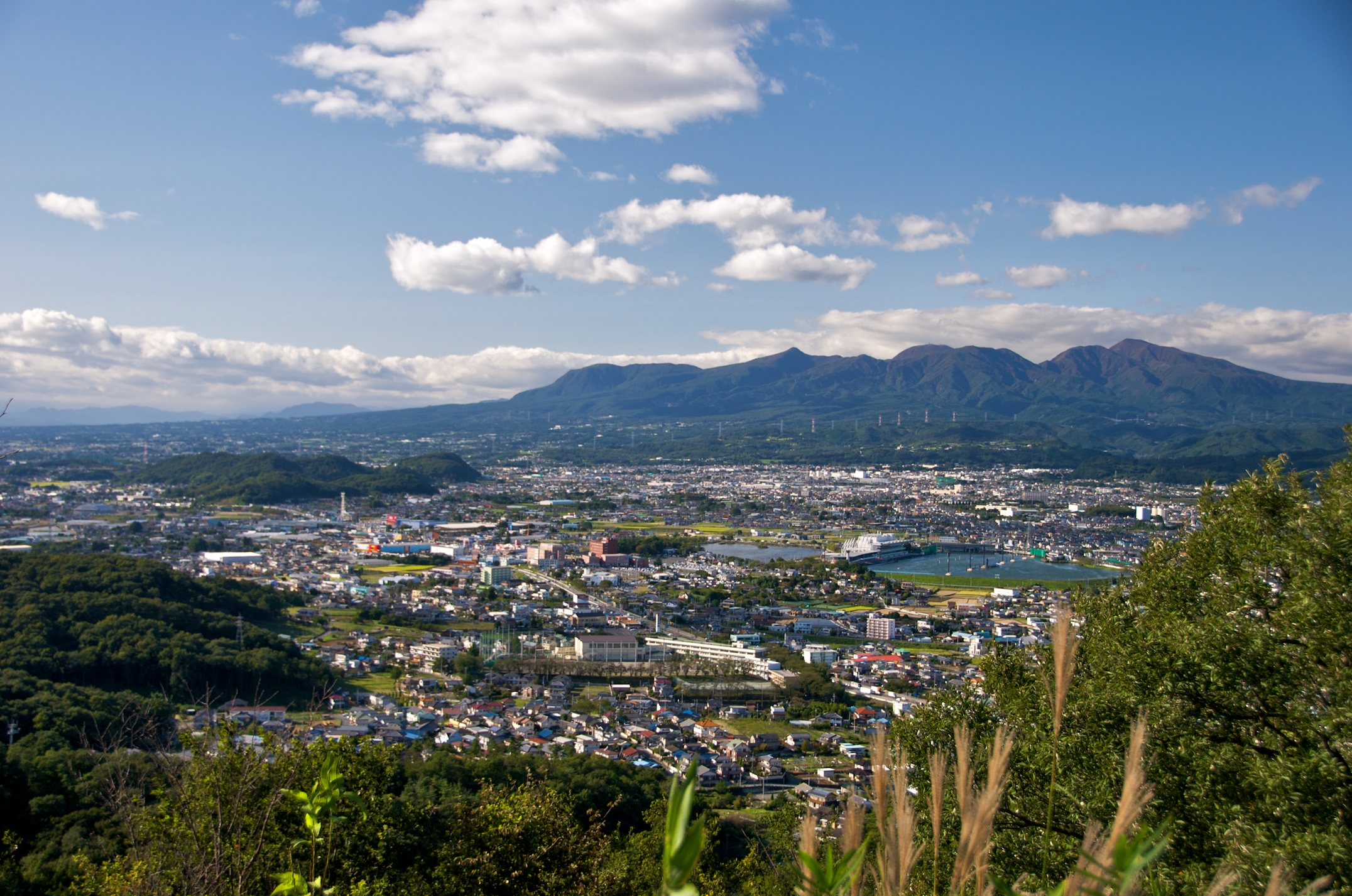
赤城山
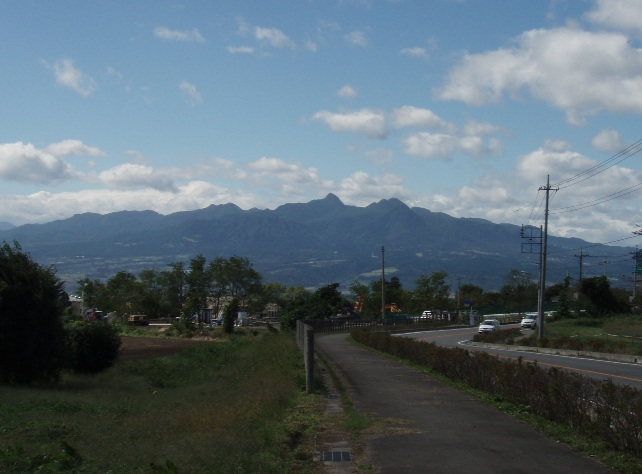
榛名山
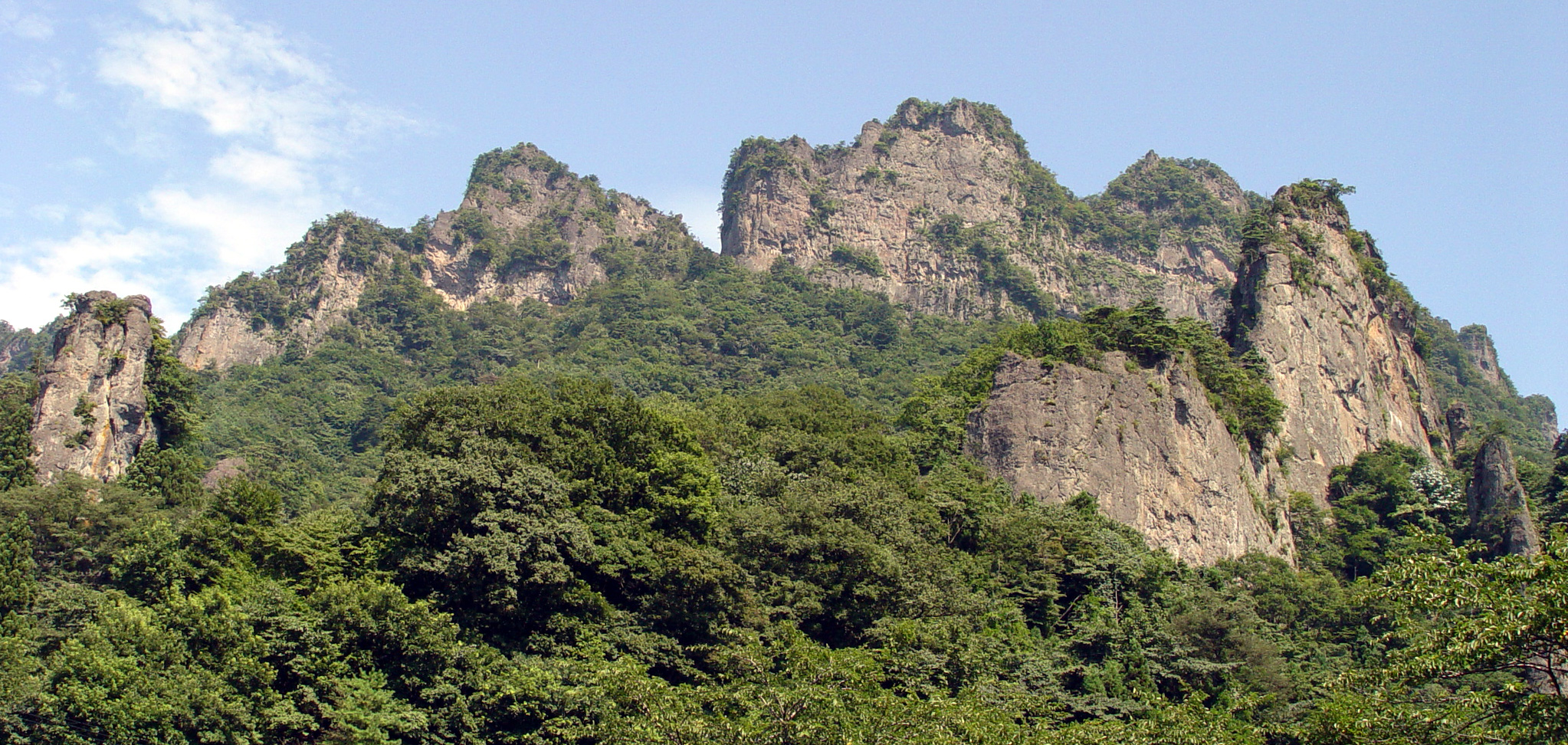
妙義山
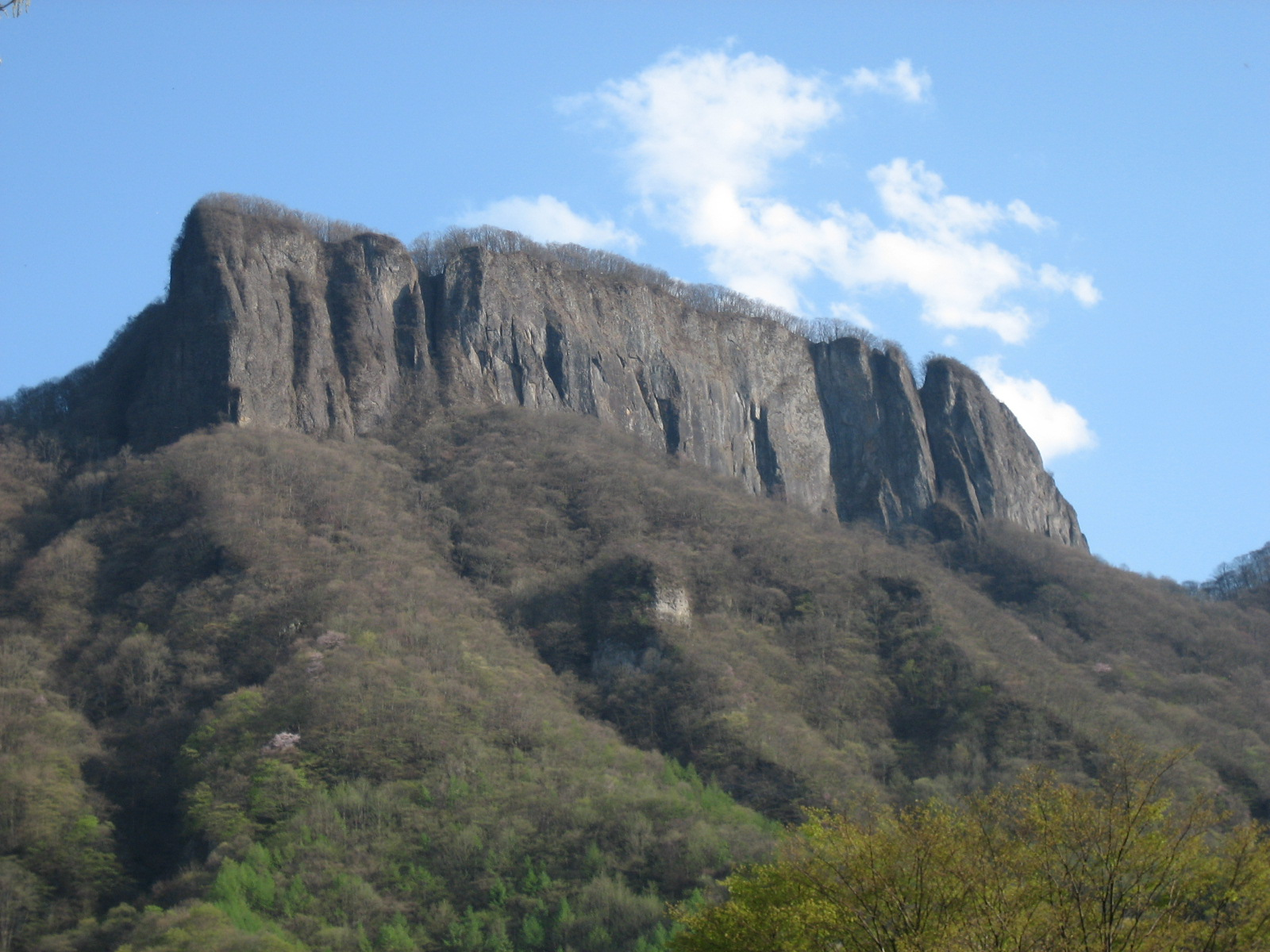
荒船山
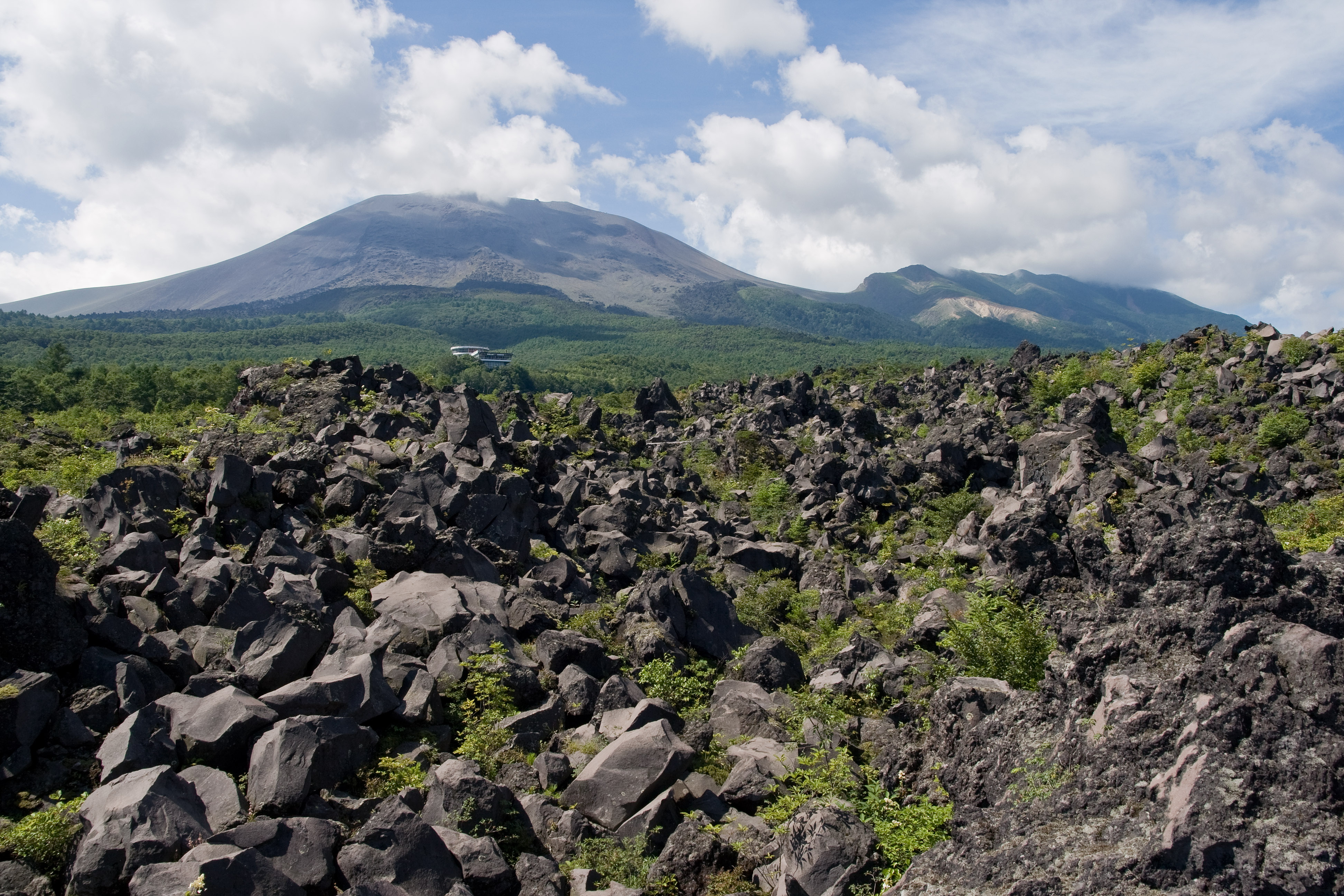
浅間山
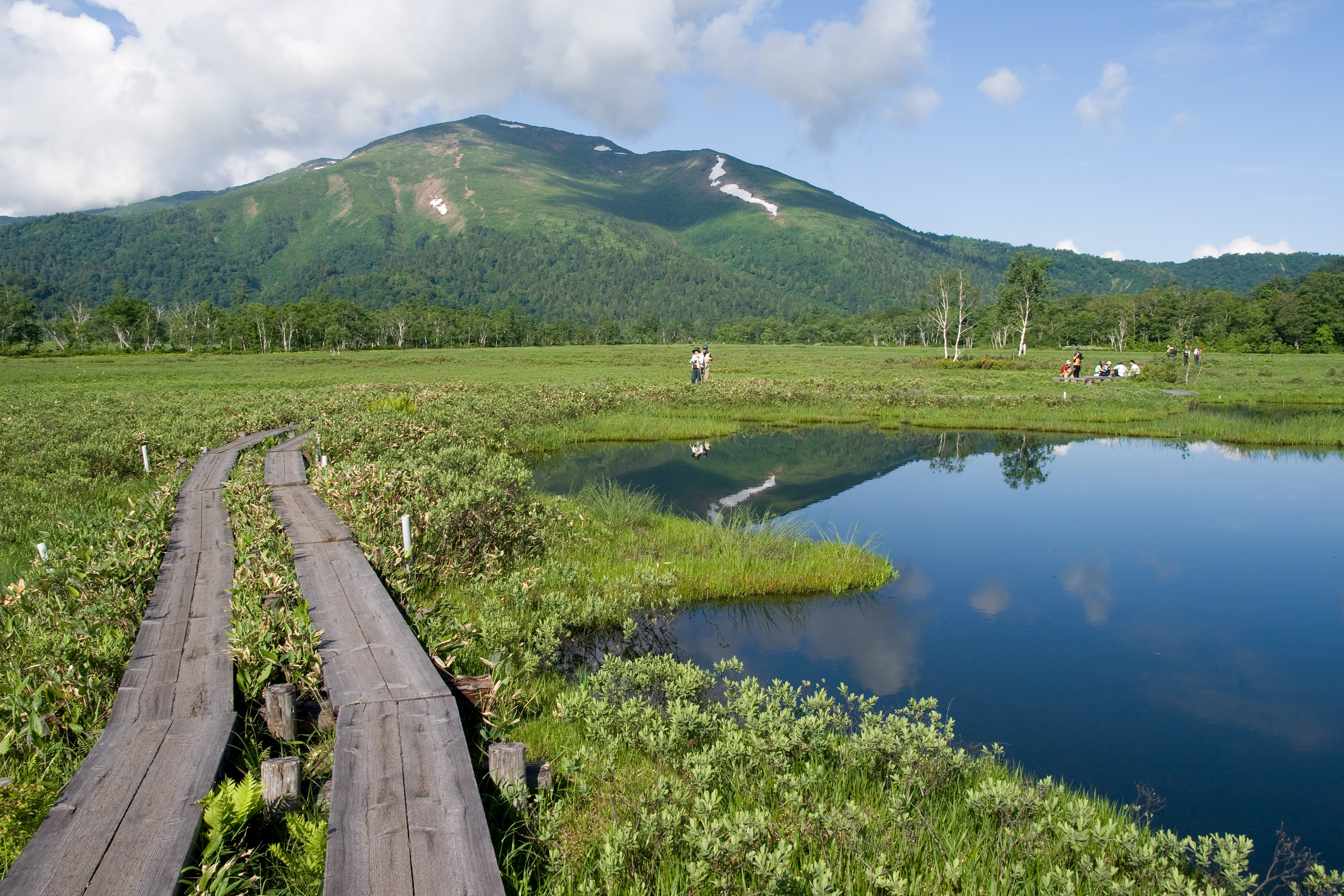
尾瀬
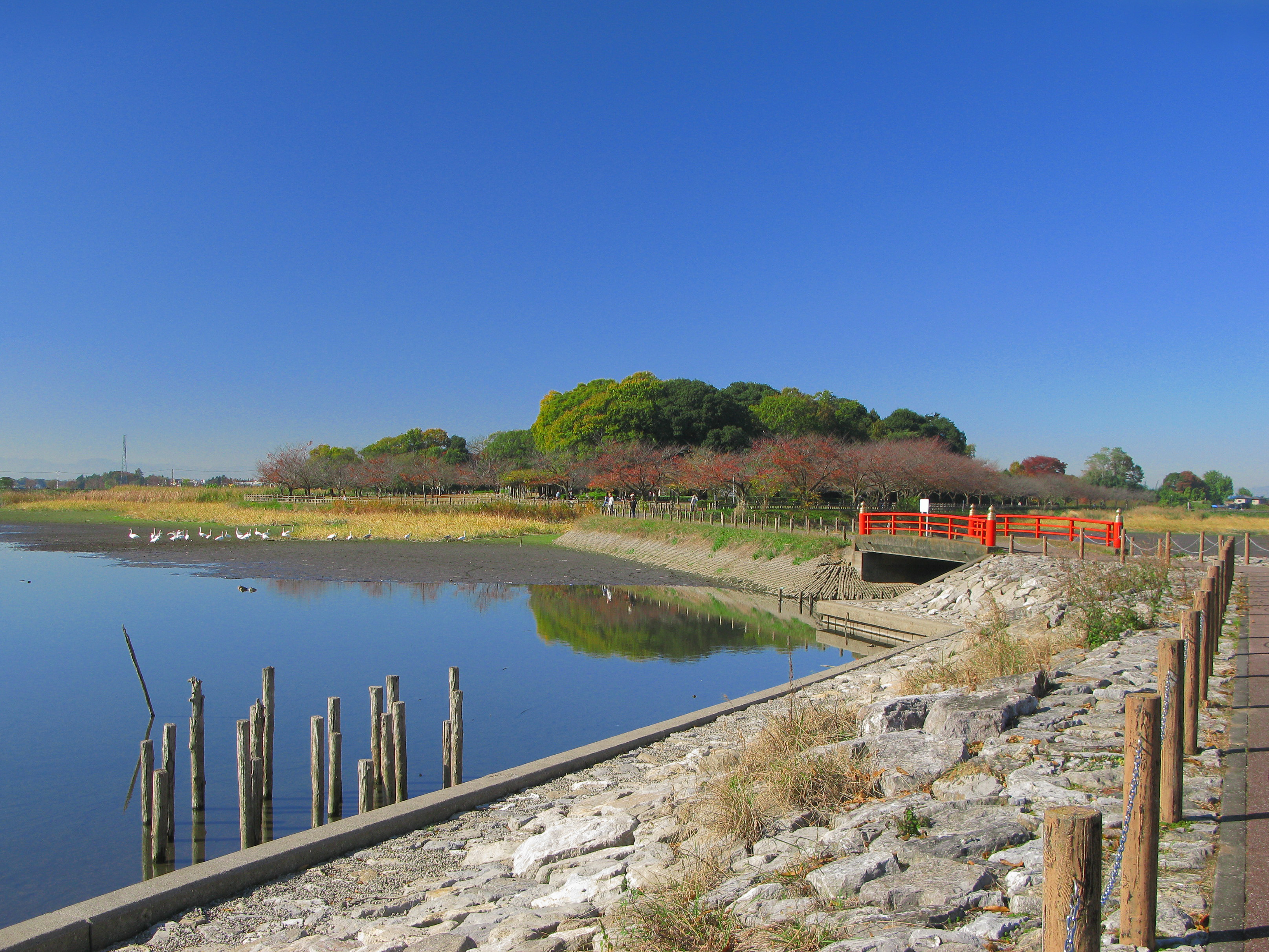
多々良沼
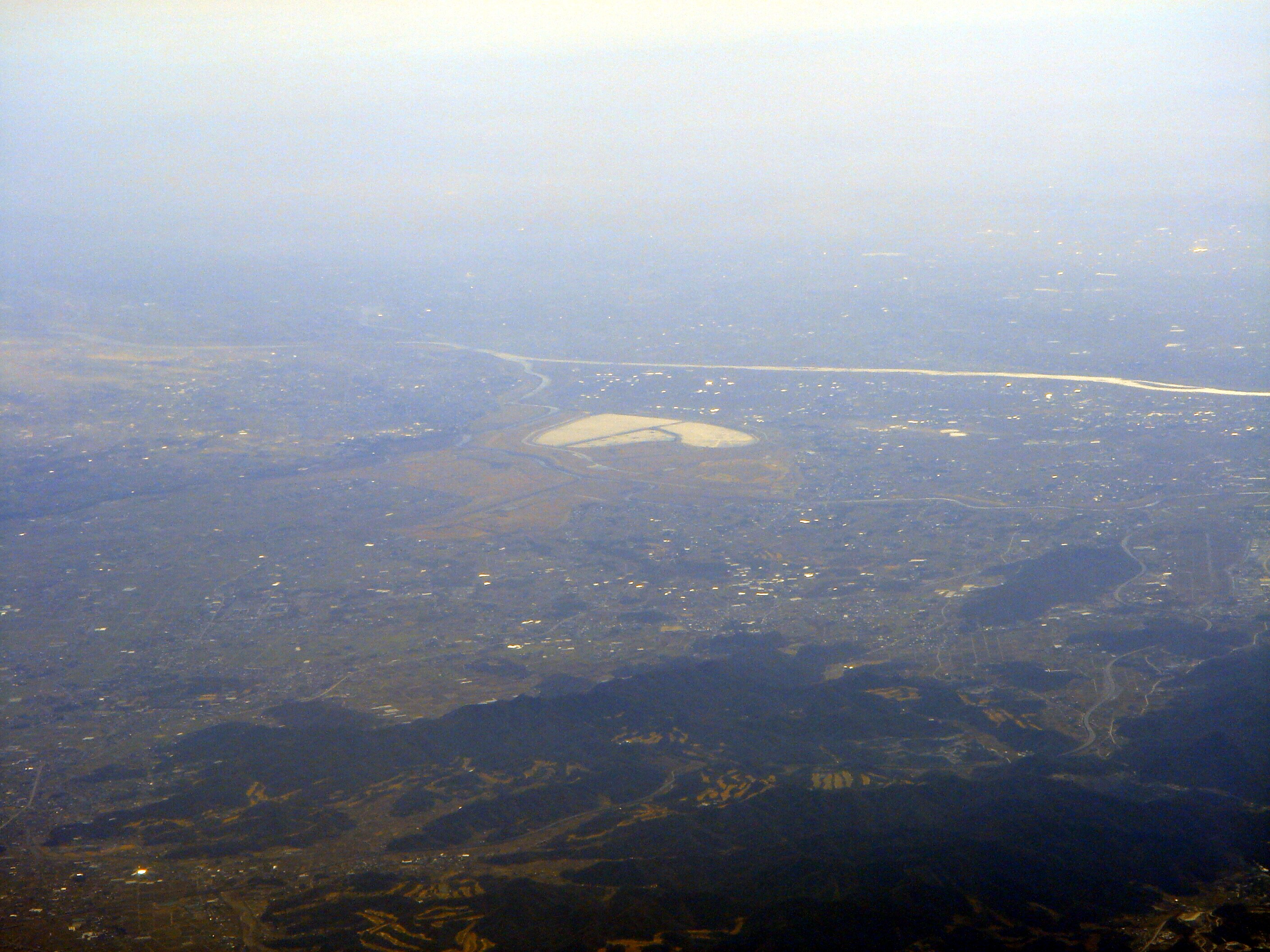
渡良瀬遊水地
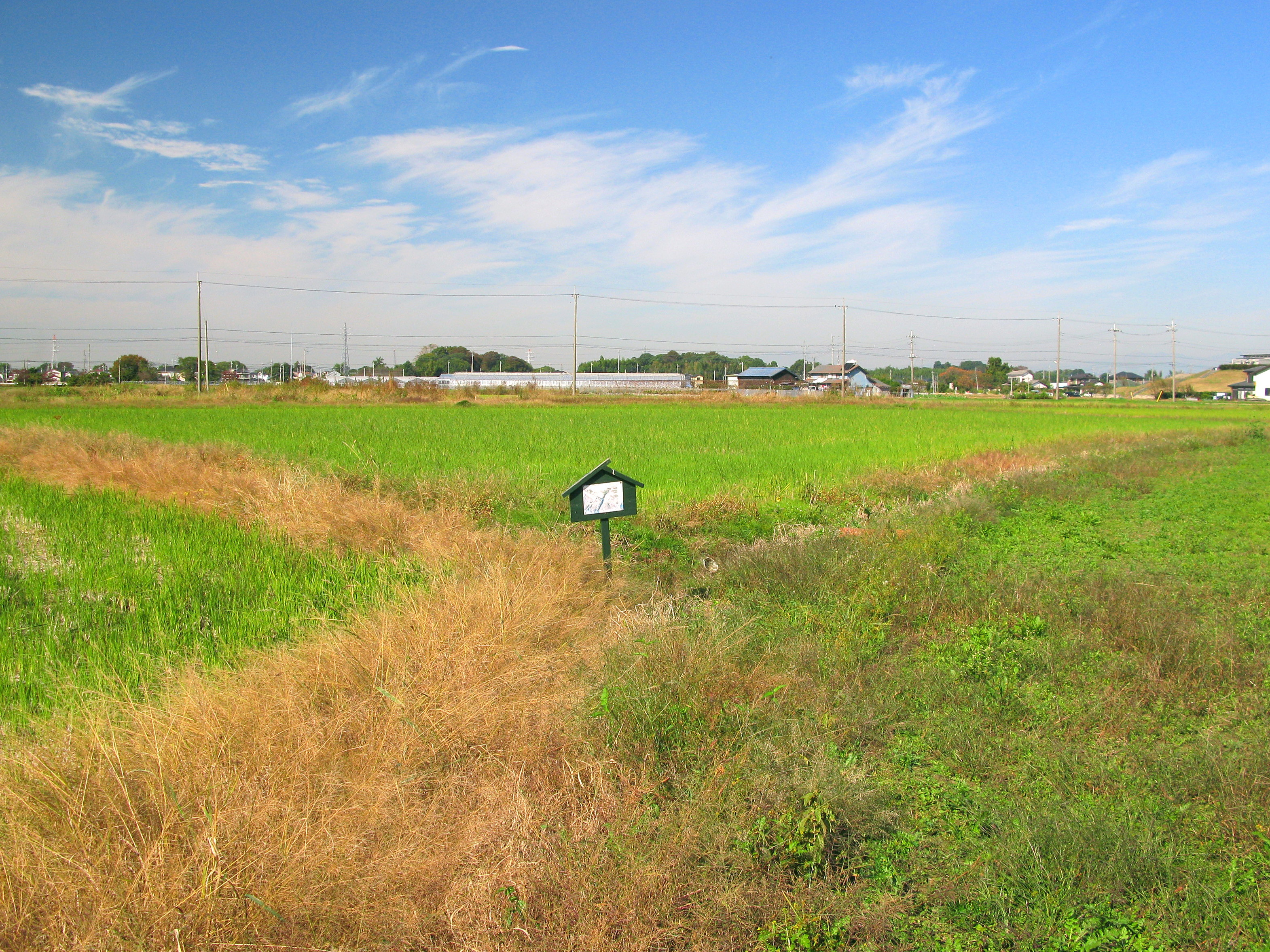
三県境

- 前橋地区
  - 群馬県庁（前橋市大手町）
  - 前橋公園（前橋市大手町・岩神町・石倉町）
  - グリーンドーム前橋（前橋市岩神町）
  - るなぱあく（前橋市大手町）
  - アーツ前橋（前橋市千代田町）
  - 敷島公園（前橋市敷島町）
  - ぐんまアリーナ（前橋市関根町）
  - 上野総社神社（前橋市元総社町）
  - ぐんまフラワーパーク（前橋市柏倉町）
  - 赤城南面千本桜（前橋市苗ヶ島町）
  - 大洞赤城神社（前橋市富士見町赤城山）
  - 覚満淵（前橋市富士見町赤城山）

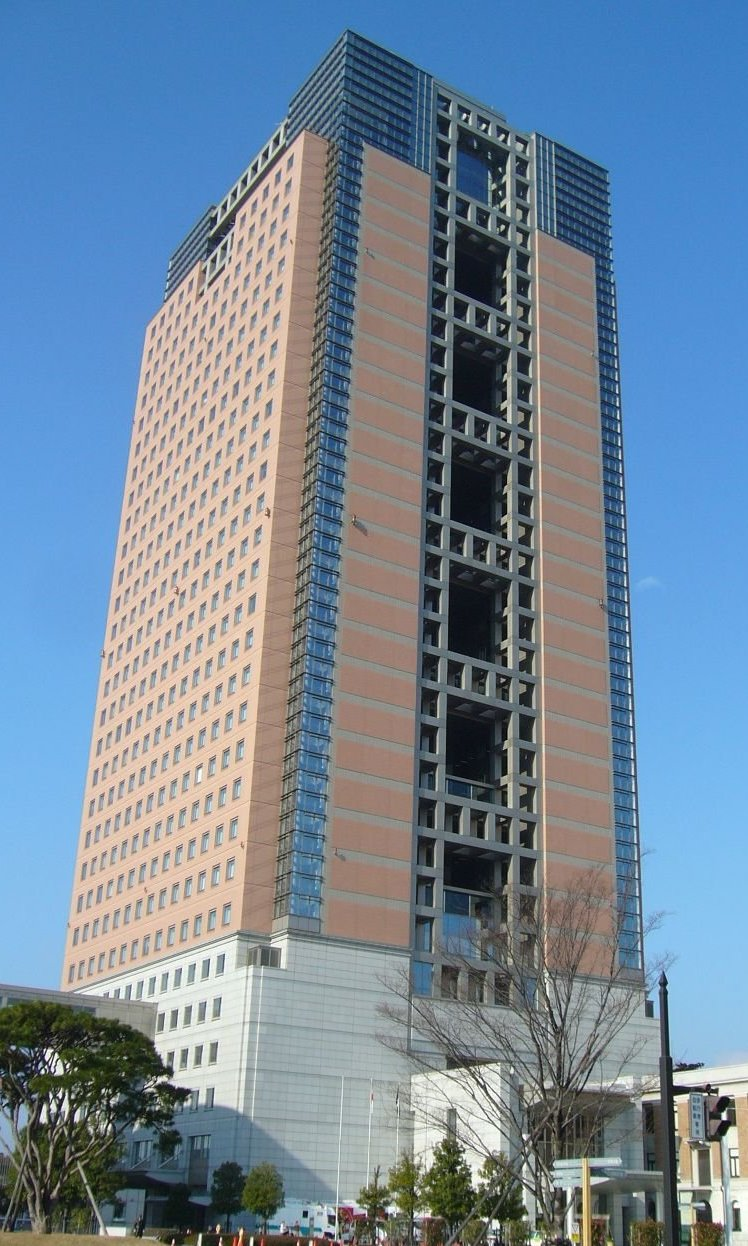
群馬県庁
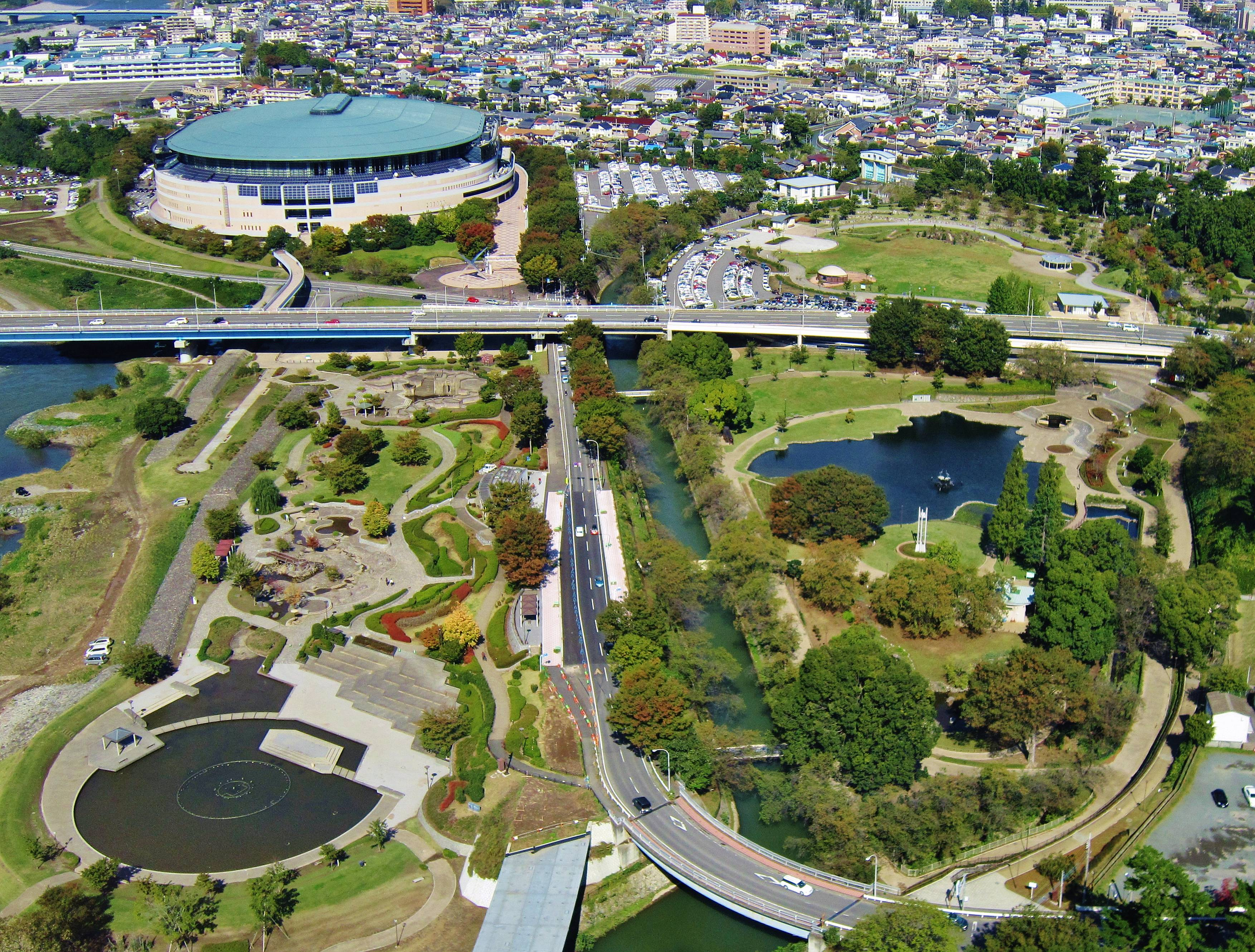
前橋公園
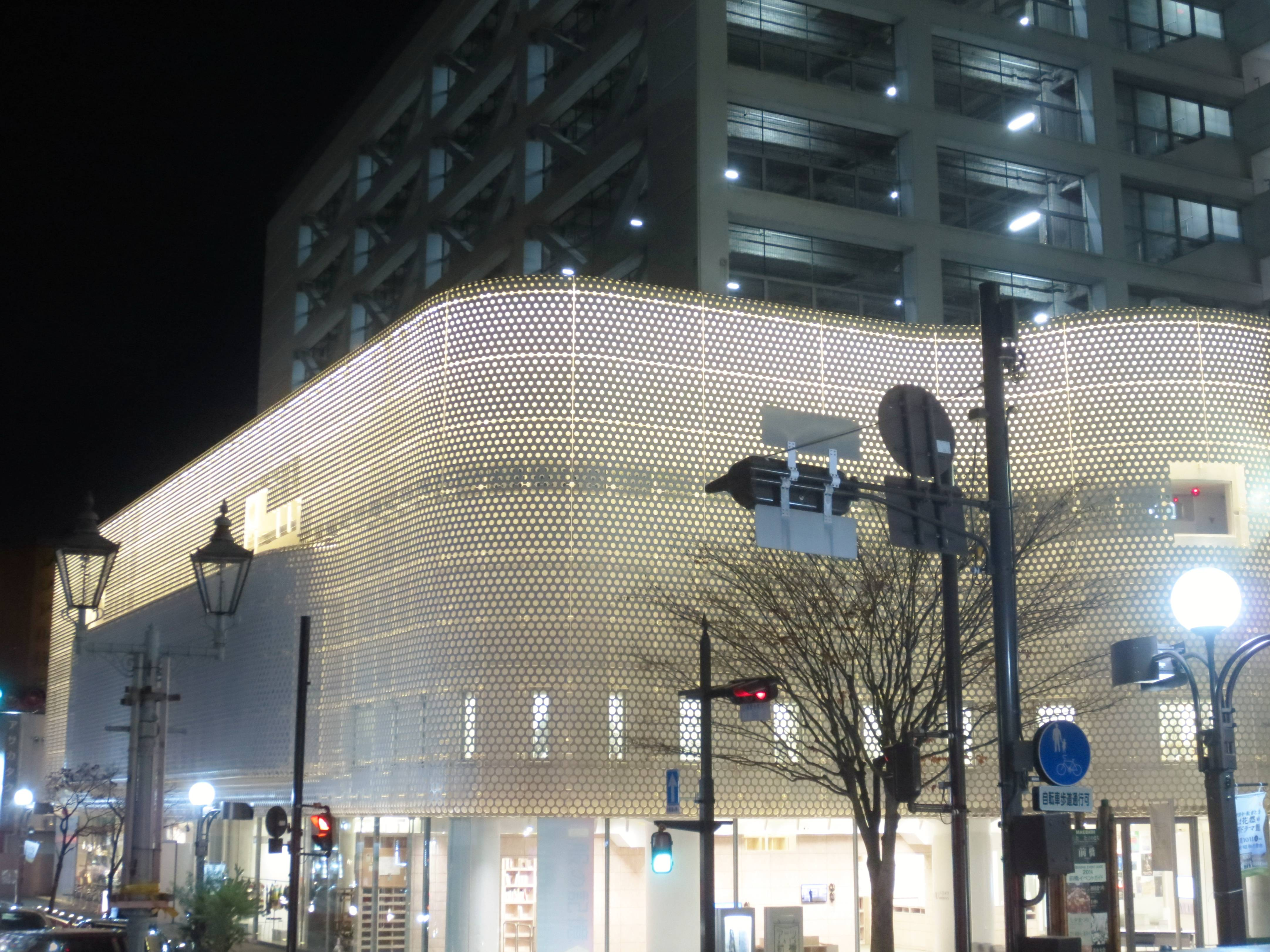
アーツ前橋
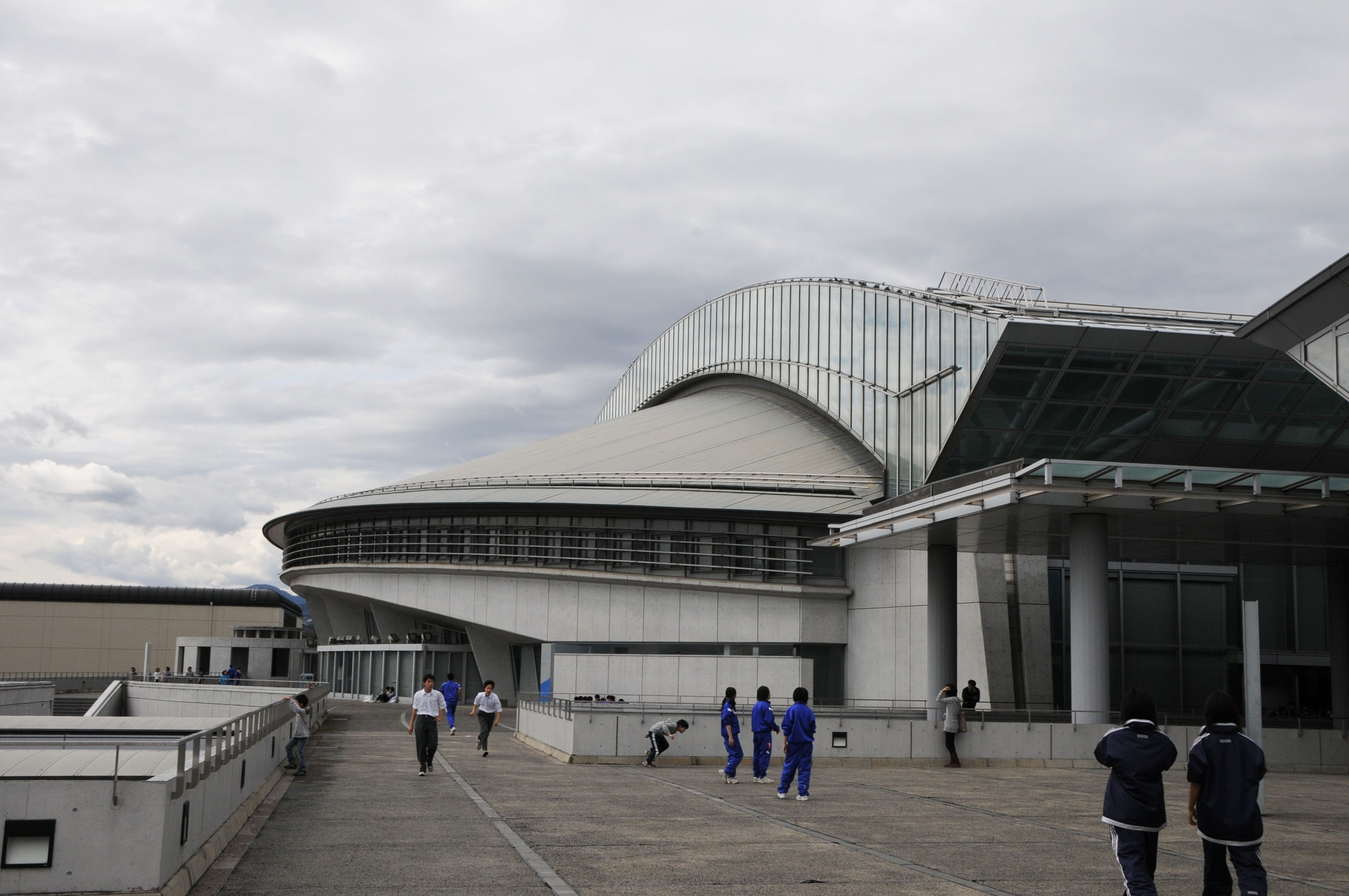
ぐんまアリーナ
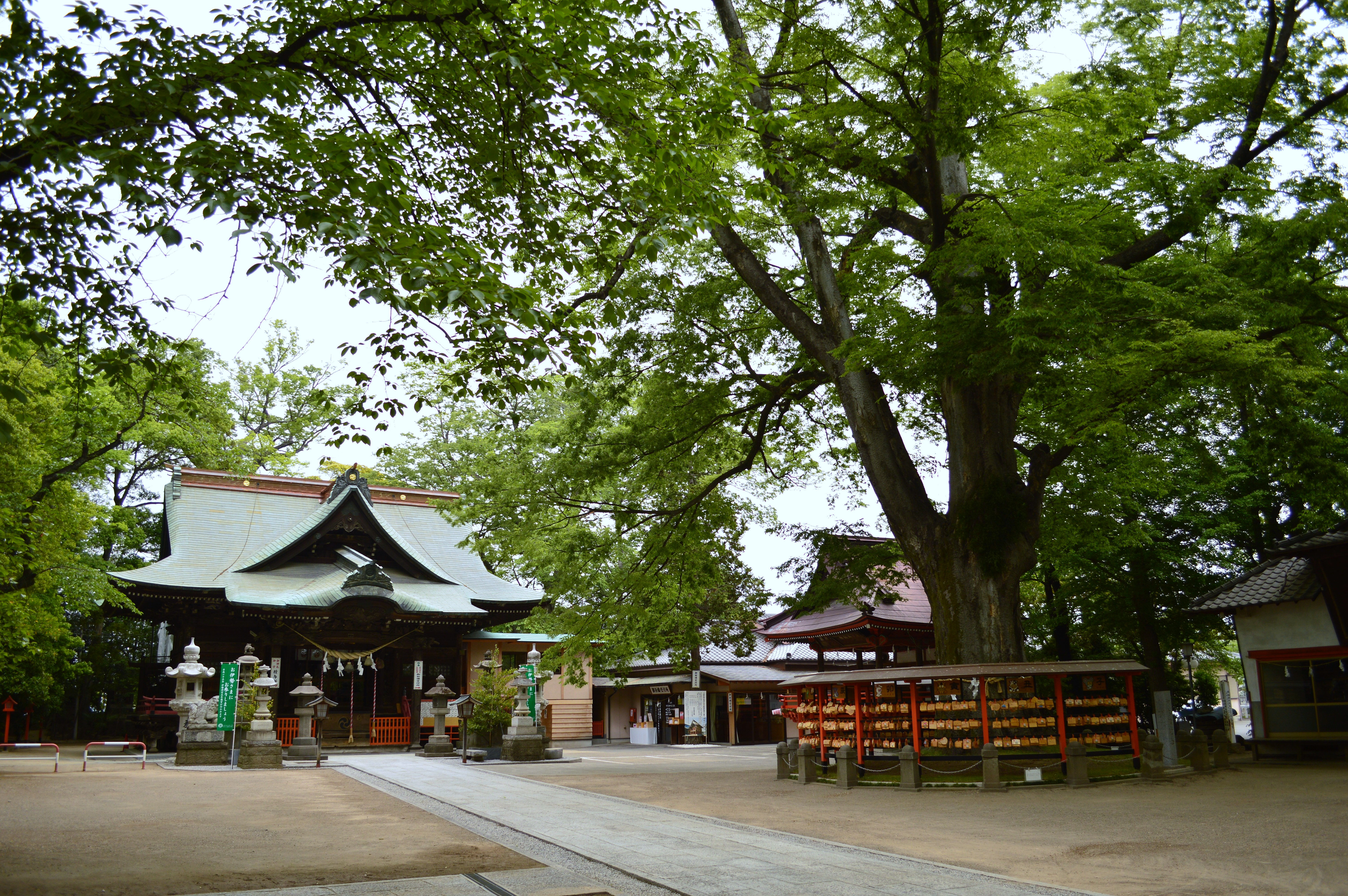
上野総社神社
ぐんまフラワーパーク
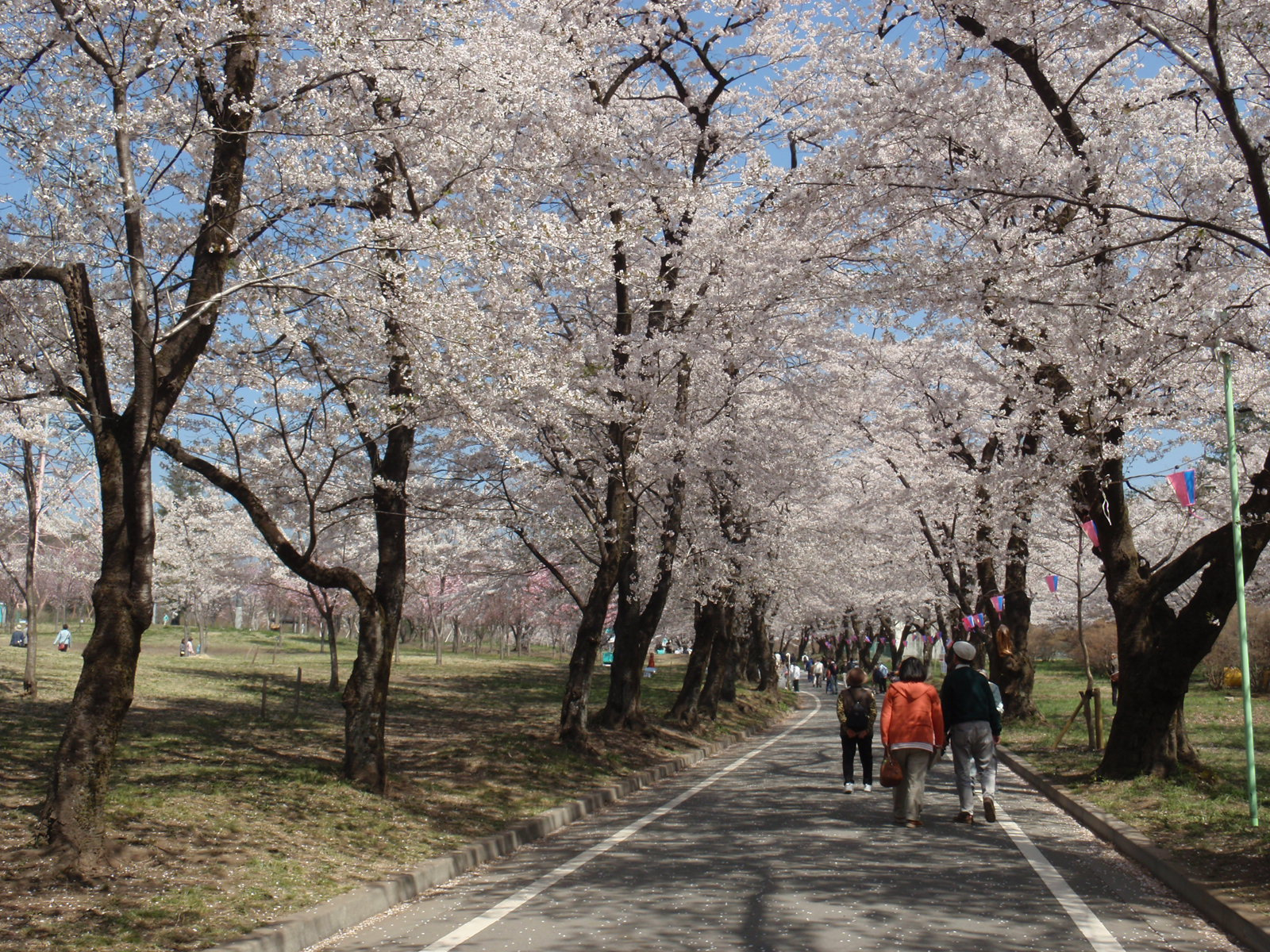
赤城南面千本桜
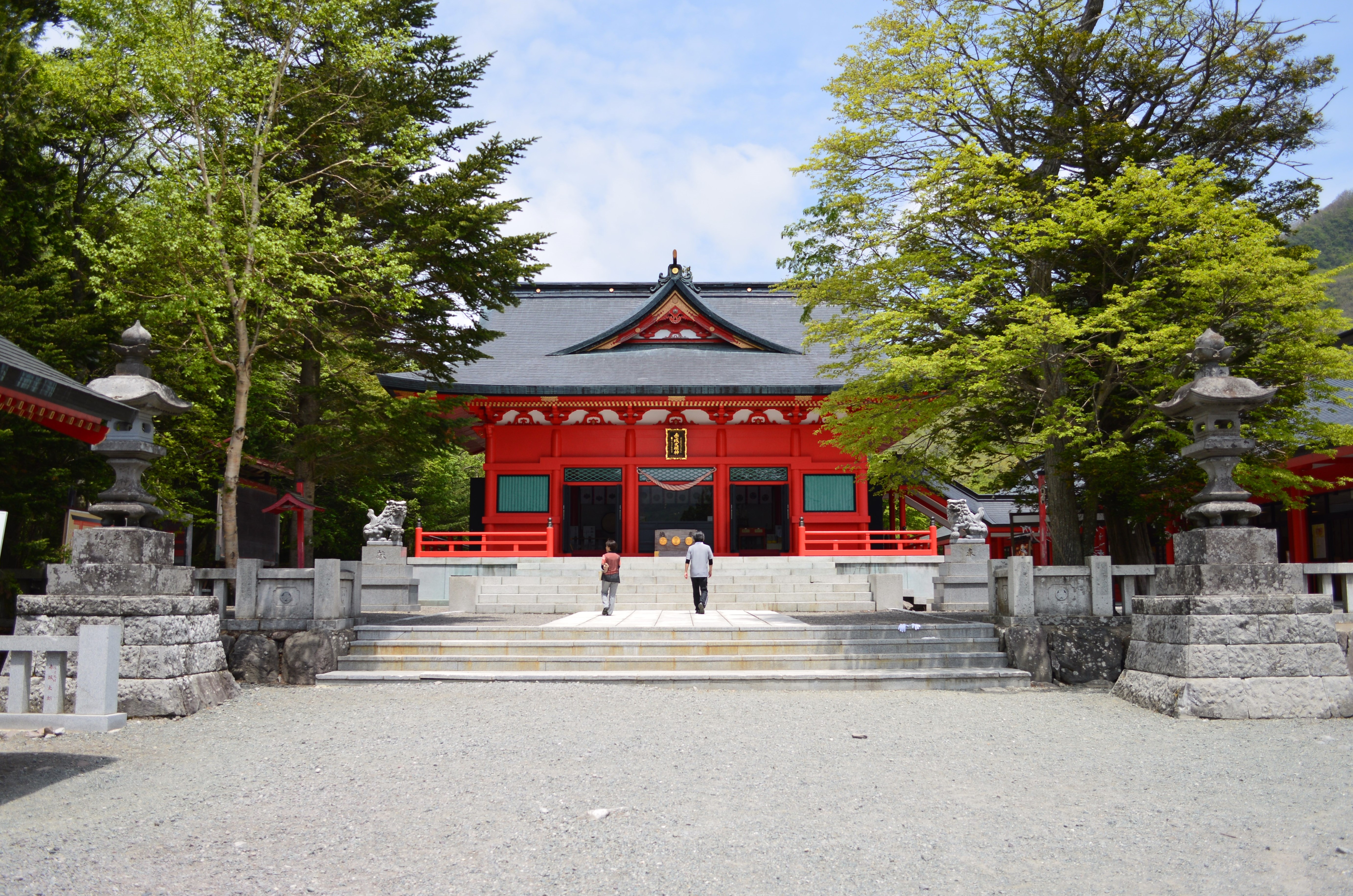
大洞赤城神社
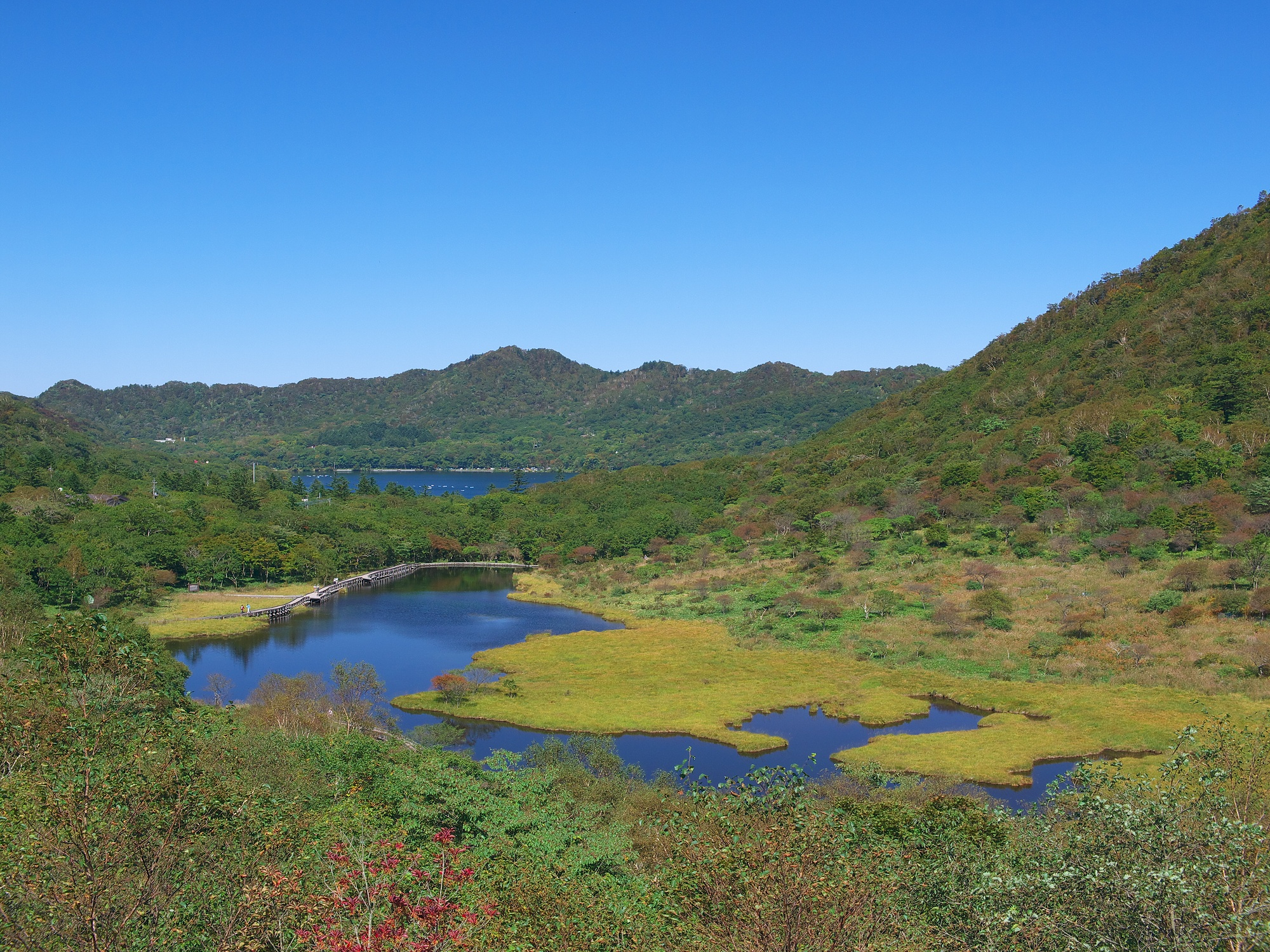
覚満淵

- 高崎・安中地区
  - 高崎白衣大観音（高崎市乗附町）
  - 群馬音楽センター（高崎市高松町）
  - 群馬の森（高崎市綿貫町）
  - 群馬県立近代美術館（高崎市綿貫町）
  - 少林山達磨寺（高崎市鼻高町）
  - 群馬県立土屋文明記念文学館（高崎市保渡田町）
  - 榛名湖（高崎市榛名湖町）
  - 榛名神社（高崎市榛名山町）
  - 多胡碑（高崎市吉井町池）
  - 秋間梅林（安中市西上秋間）
  - 碓氷峠鉄道文化むら（安中市松井田町横川）
  - めがね橋（安中市松井田町坂本）

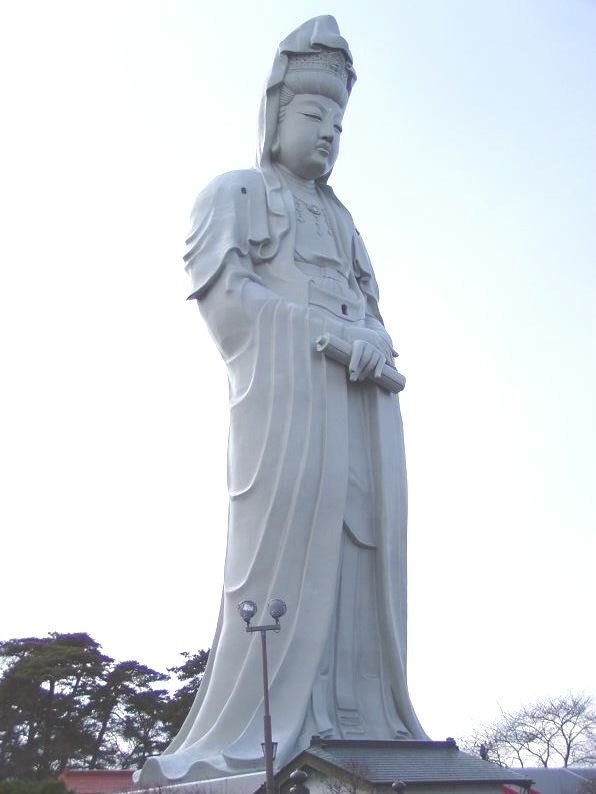
高崎白衣大観音
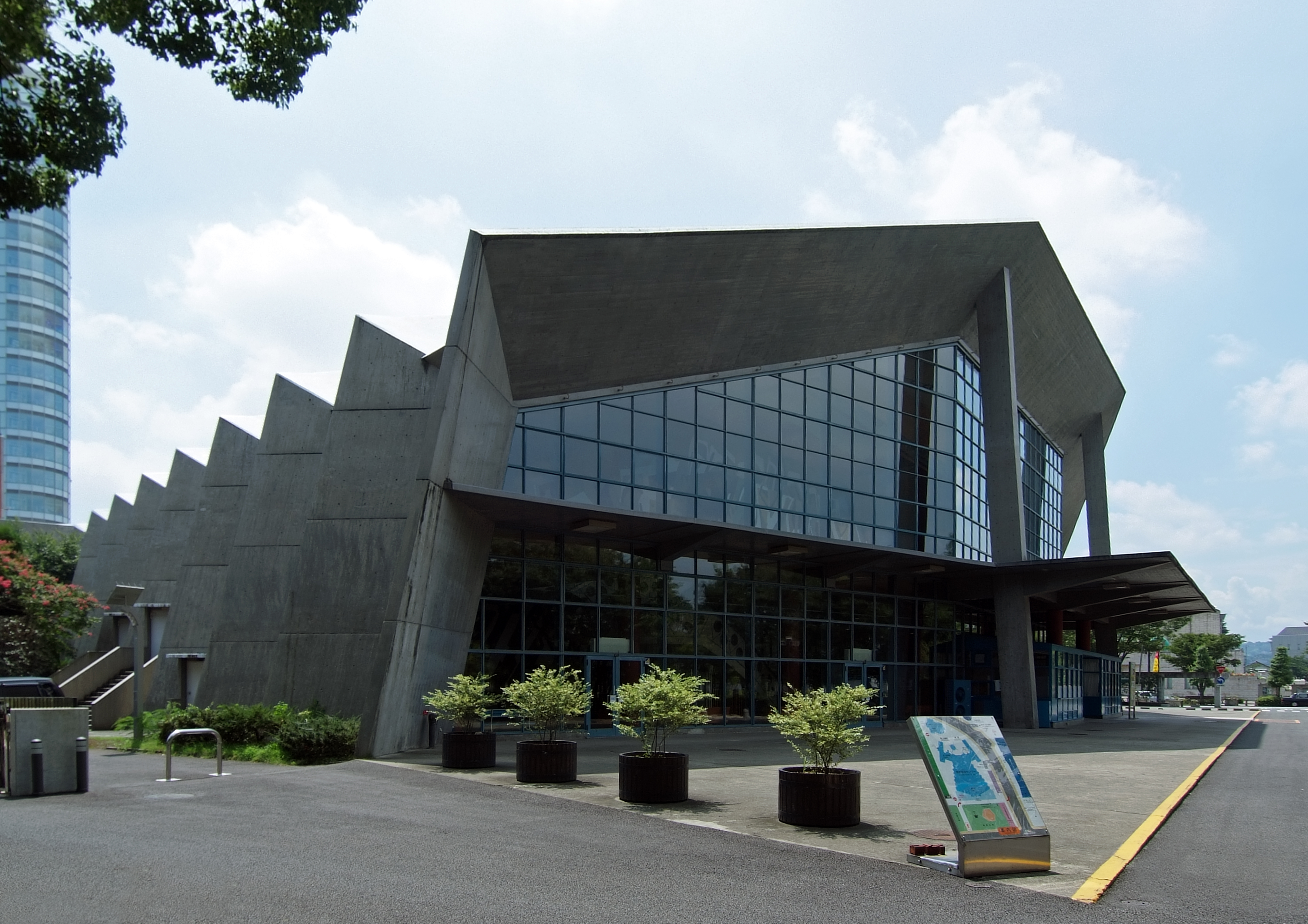
群馬音楽センター
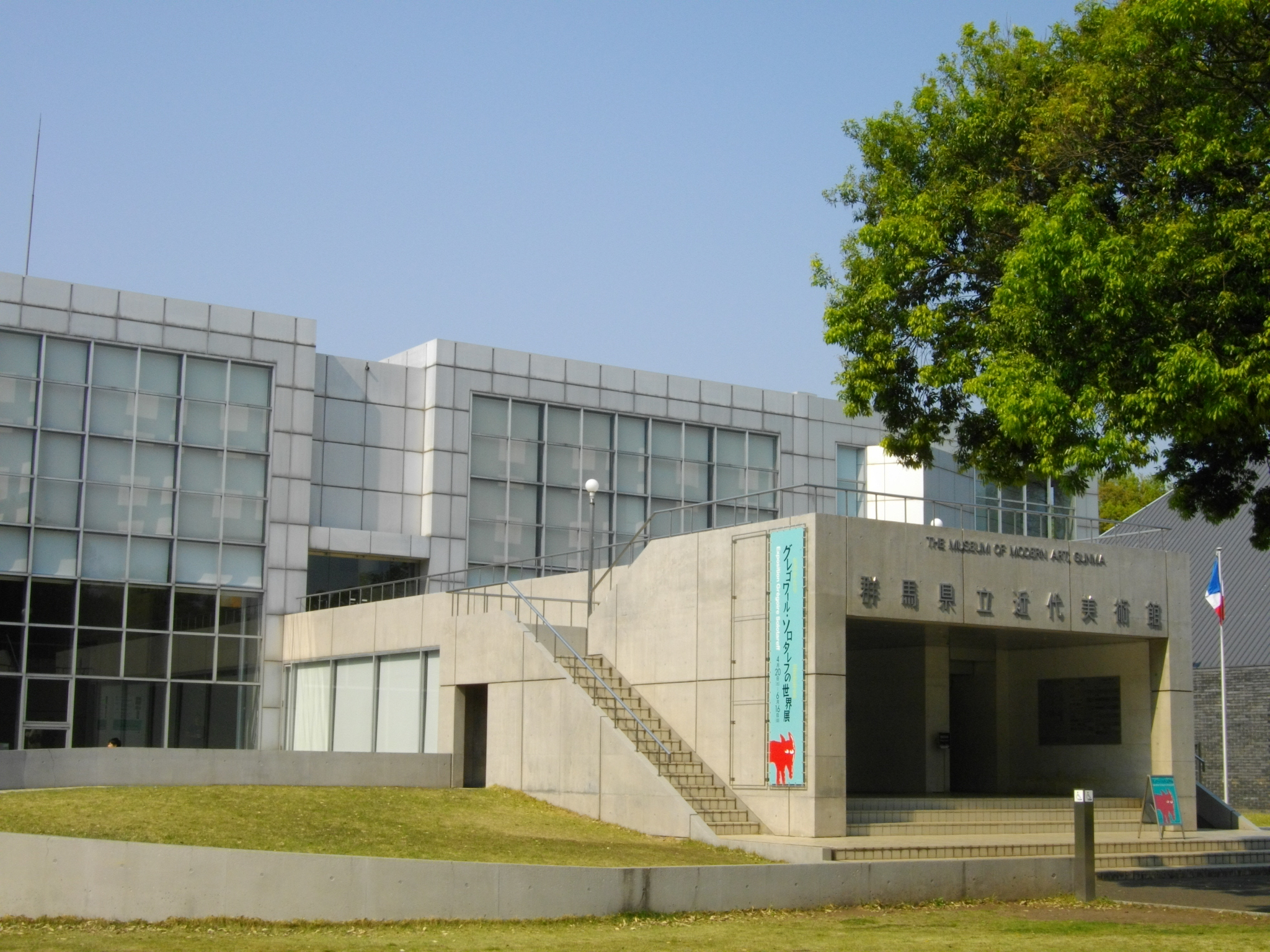
近代美術館
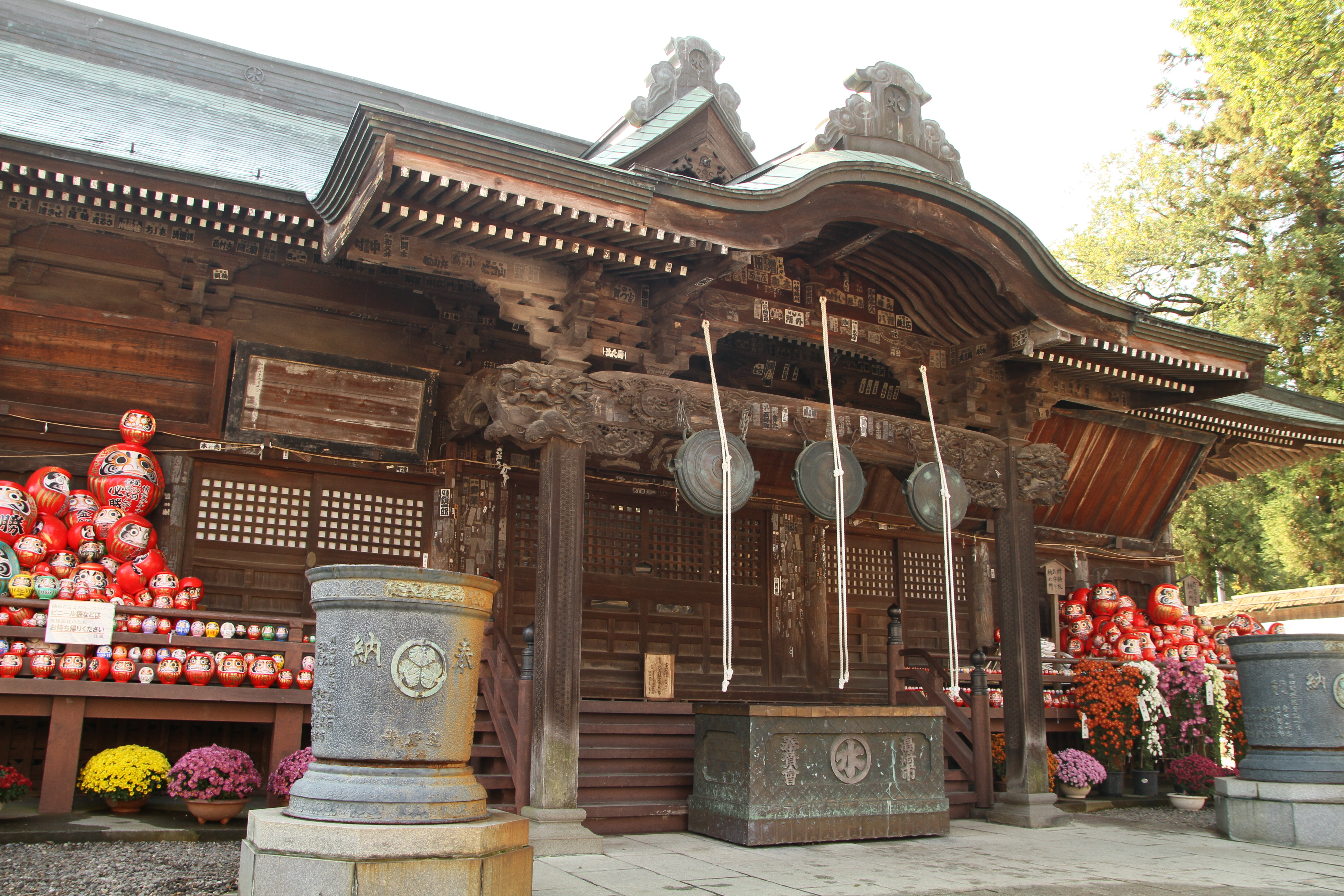
少林山達磨寺
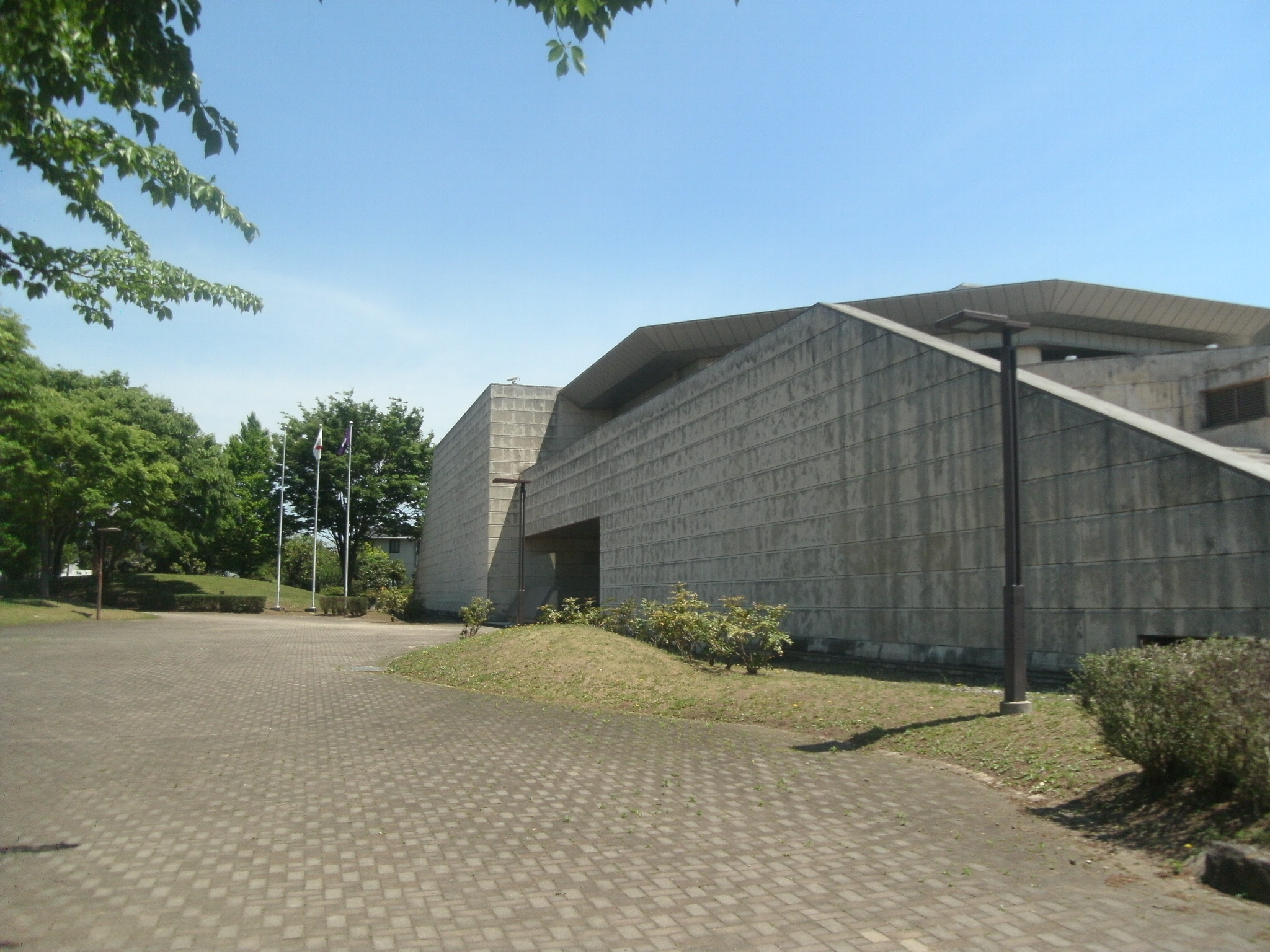
土屋文明記念文学館
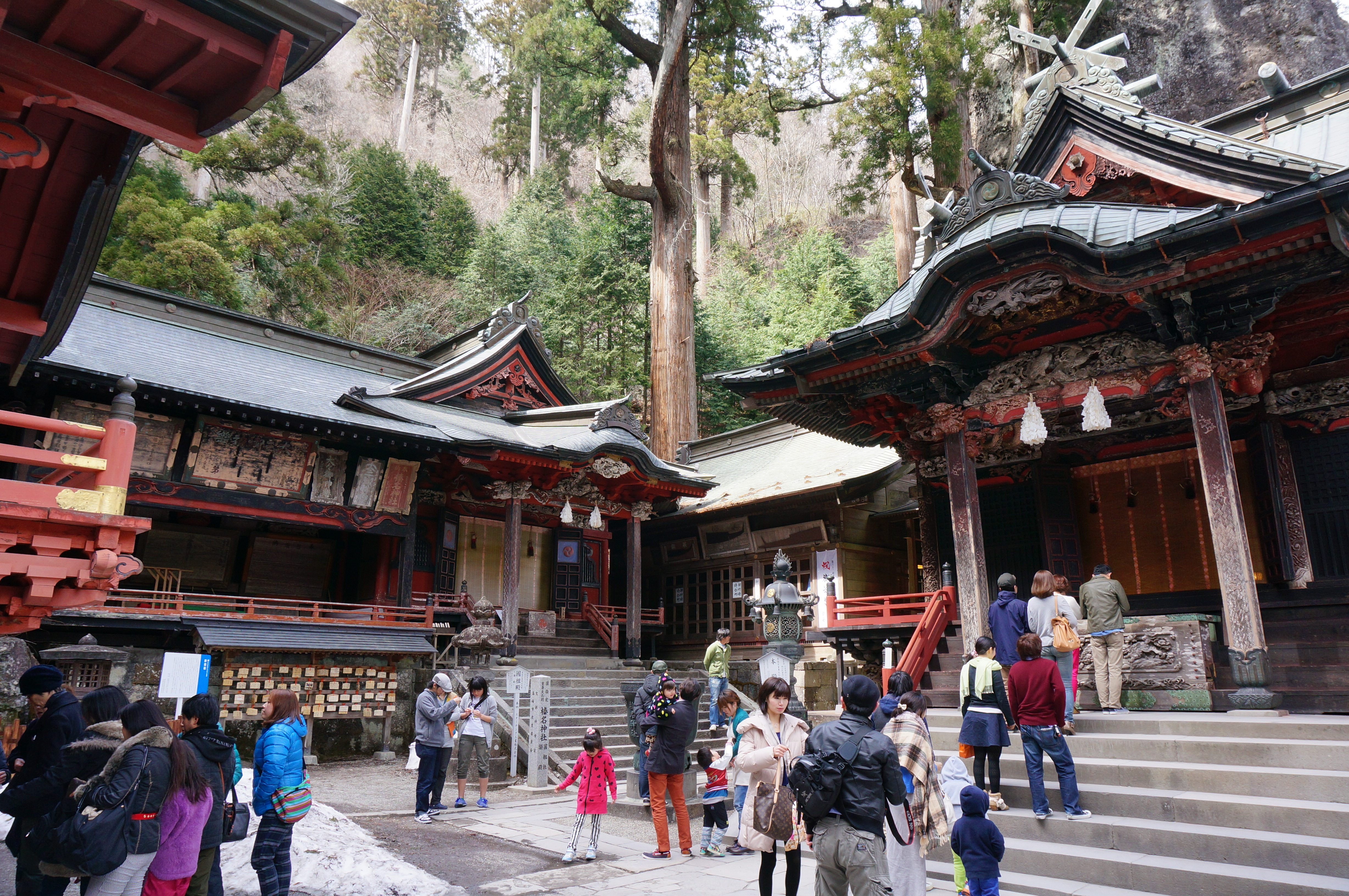
榛名神社
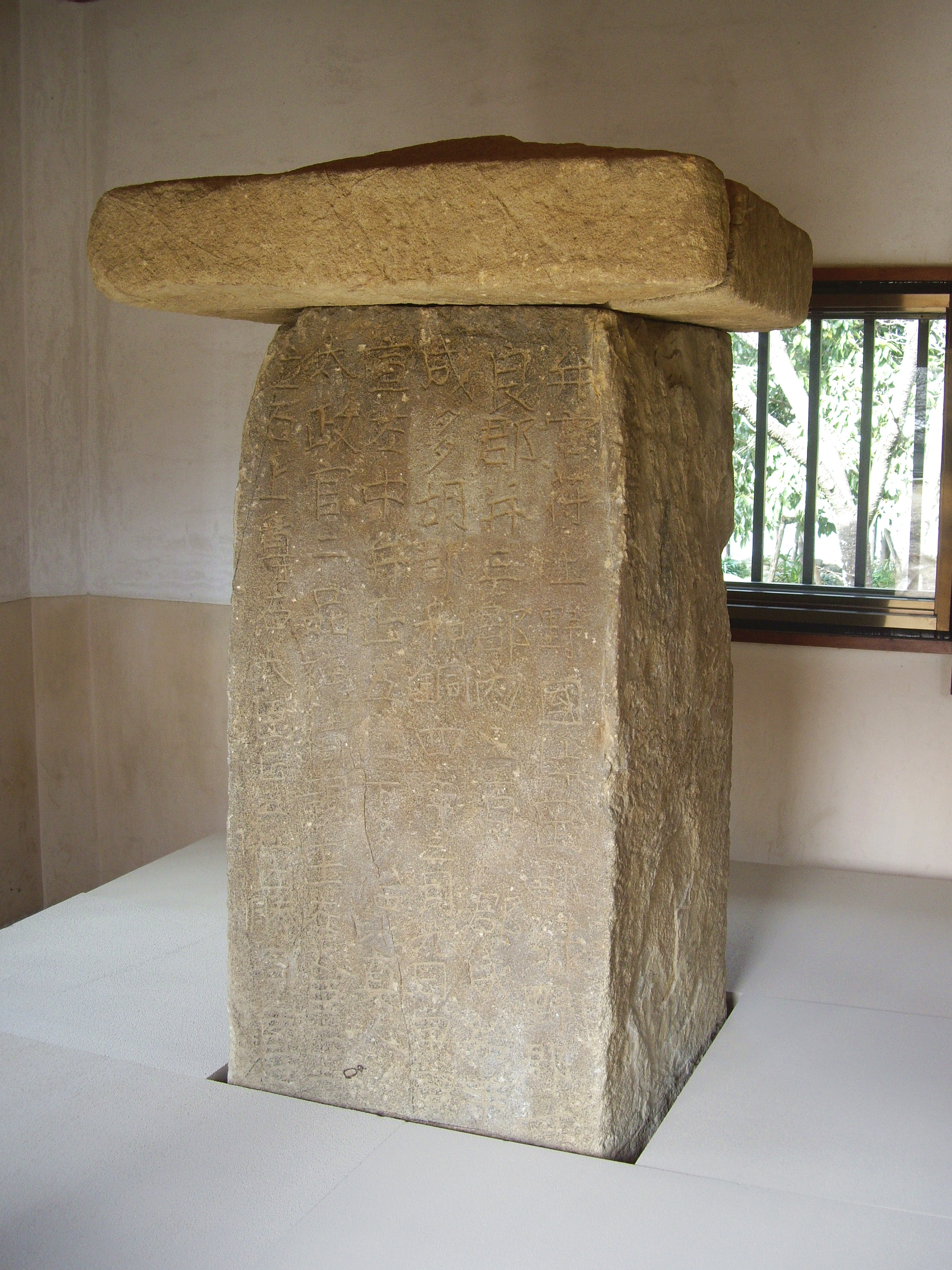
多胡碑
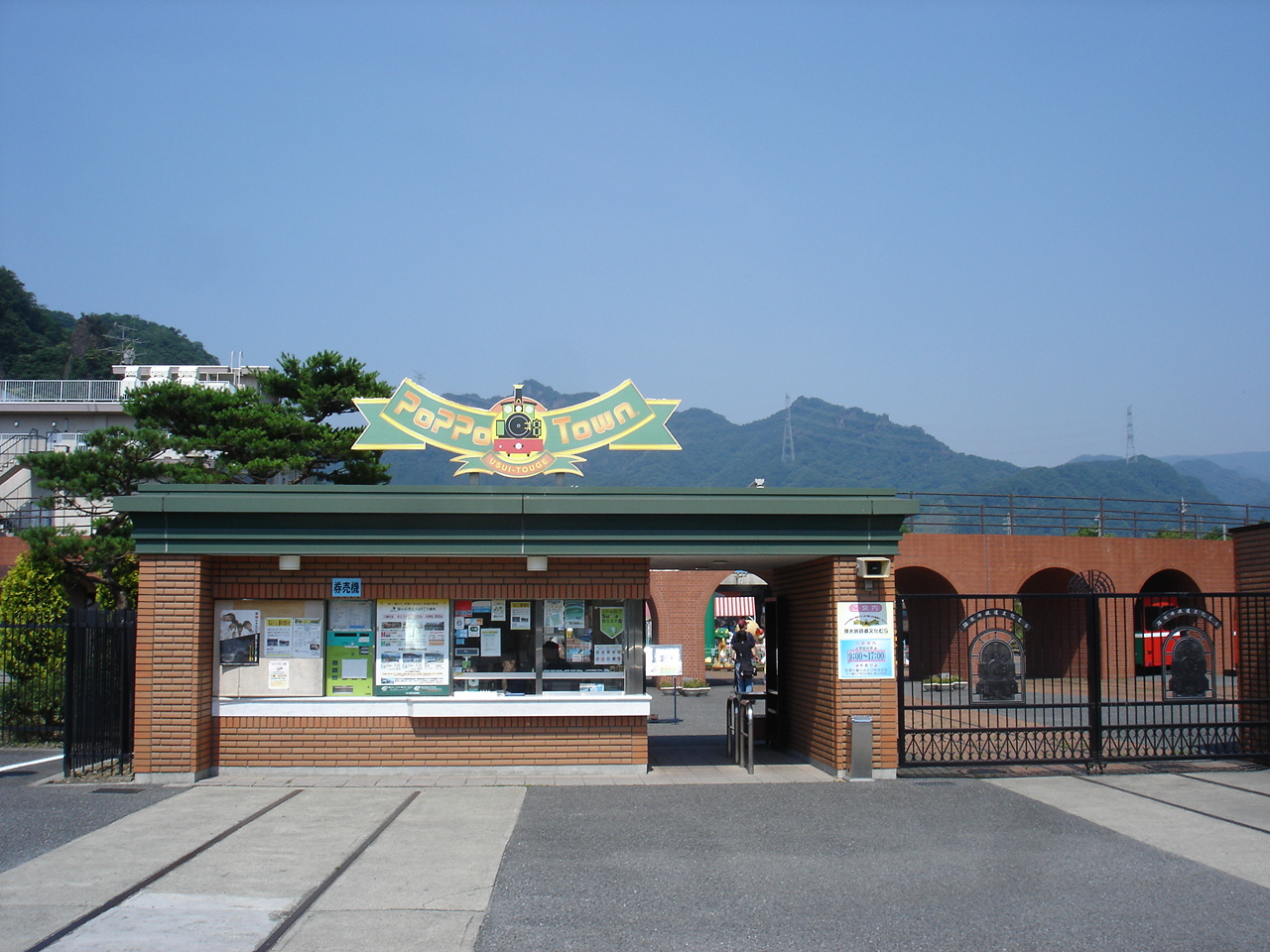
碓氷峠鉄道文化むら
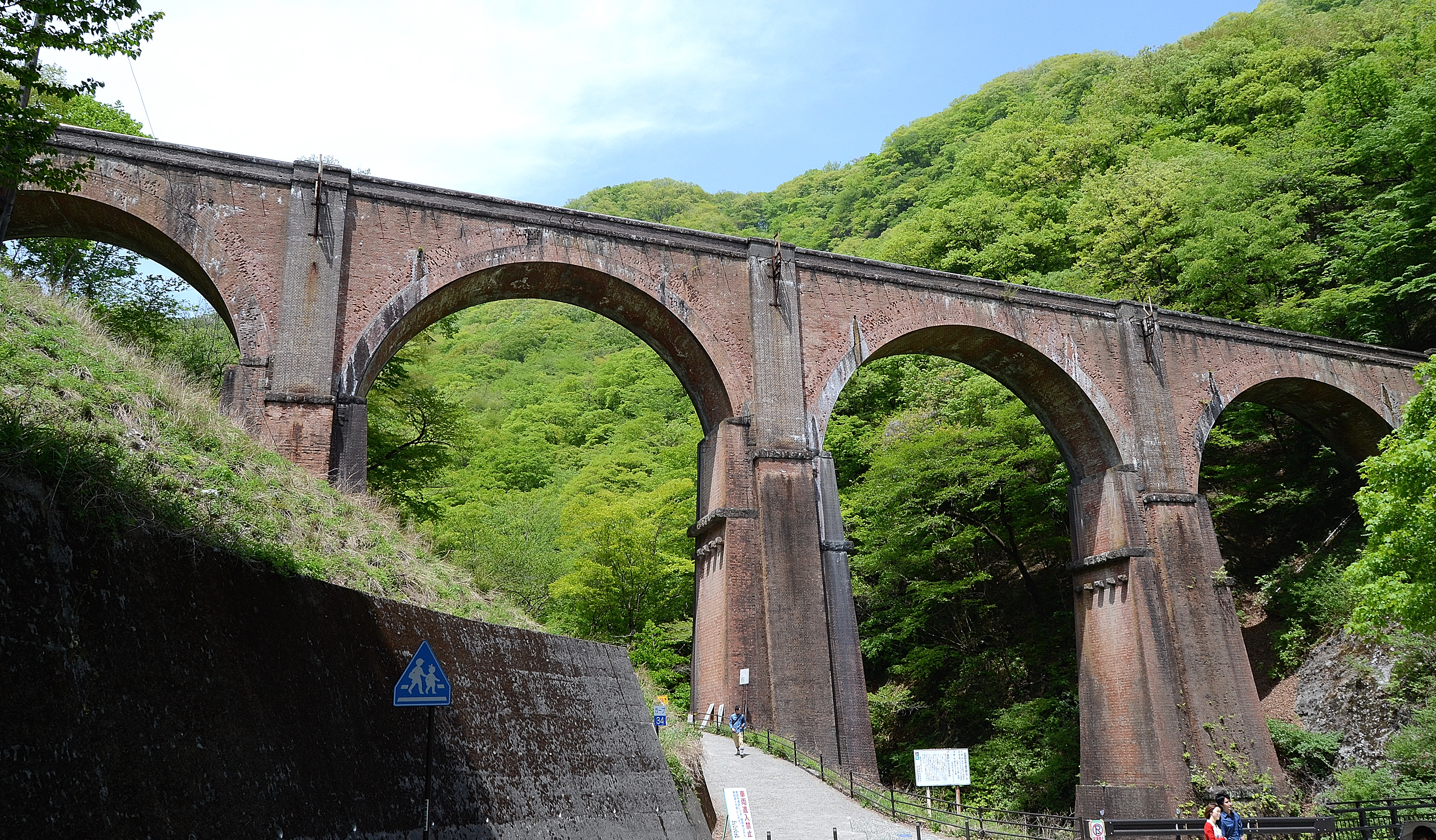
碓氷第三橋梁

- 桐生地区
  - 桐生天満宮（桐生市天神町）
  - 桐生新町（重要伝統的建造物群保存地区（製織町）、桐生市本町・天神町）
  - 桐生織物会館（桐生市永楽町）
  - 大川美術館（桐生市小曾根町）
  - 水道山記念館（桐生市堤町）
  - 水道山公園（桐生市宮本町）
  - 吾妻公園（桐生市宮本町）
  - 桐生が岡公園（桐生市宮本町・西久方町）
  - 織姫神社（桐生市織姫町）
  - 桐生明治館（桐生市相生町）
  - ぐんま昆虫の森（桐生市新里町鶴ケ谷）
  - カリビアンビーチ（桐生市新里温水プール 桐生市新里町野）
  - 水沼駅温泉センター（桐生市黒保根町水沼）
  - 富弘美術館（みどり市東町草木）
  - 高津戸峡（みどり市大間々町高津戸）
  - 岩宿遺跡（みどり市笠懸町阿左美）

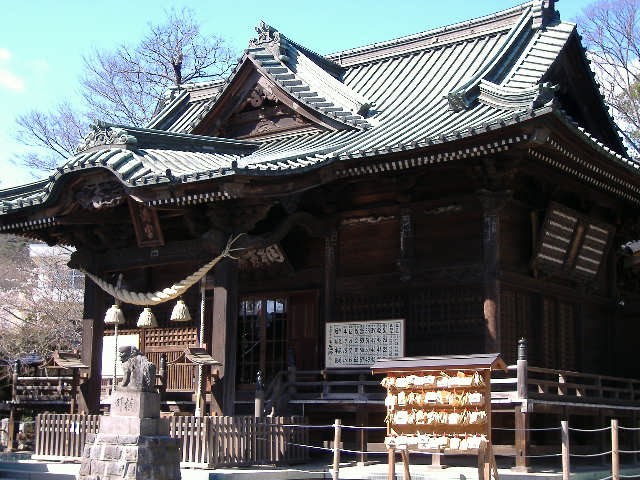
桐生天満宮
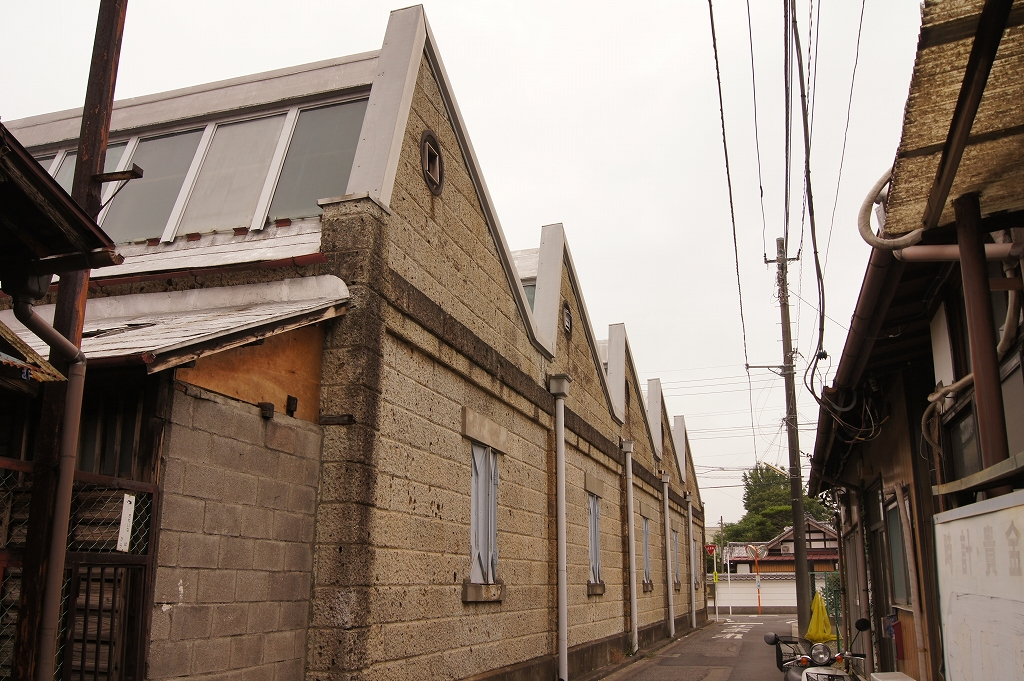
桐生新町
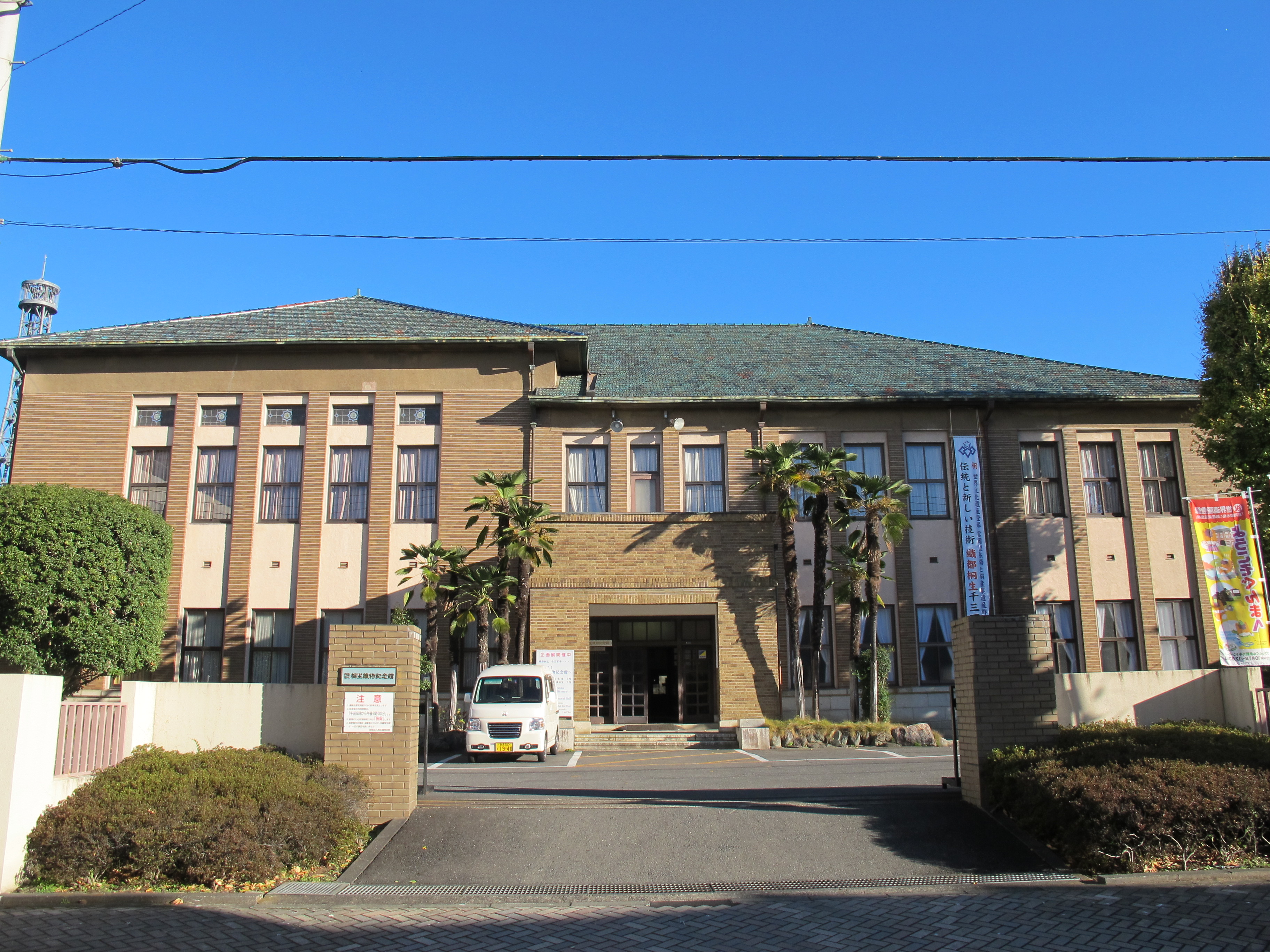
桐生織物記念館
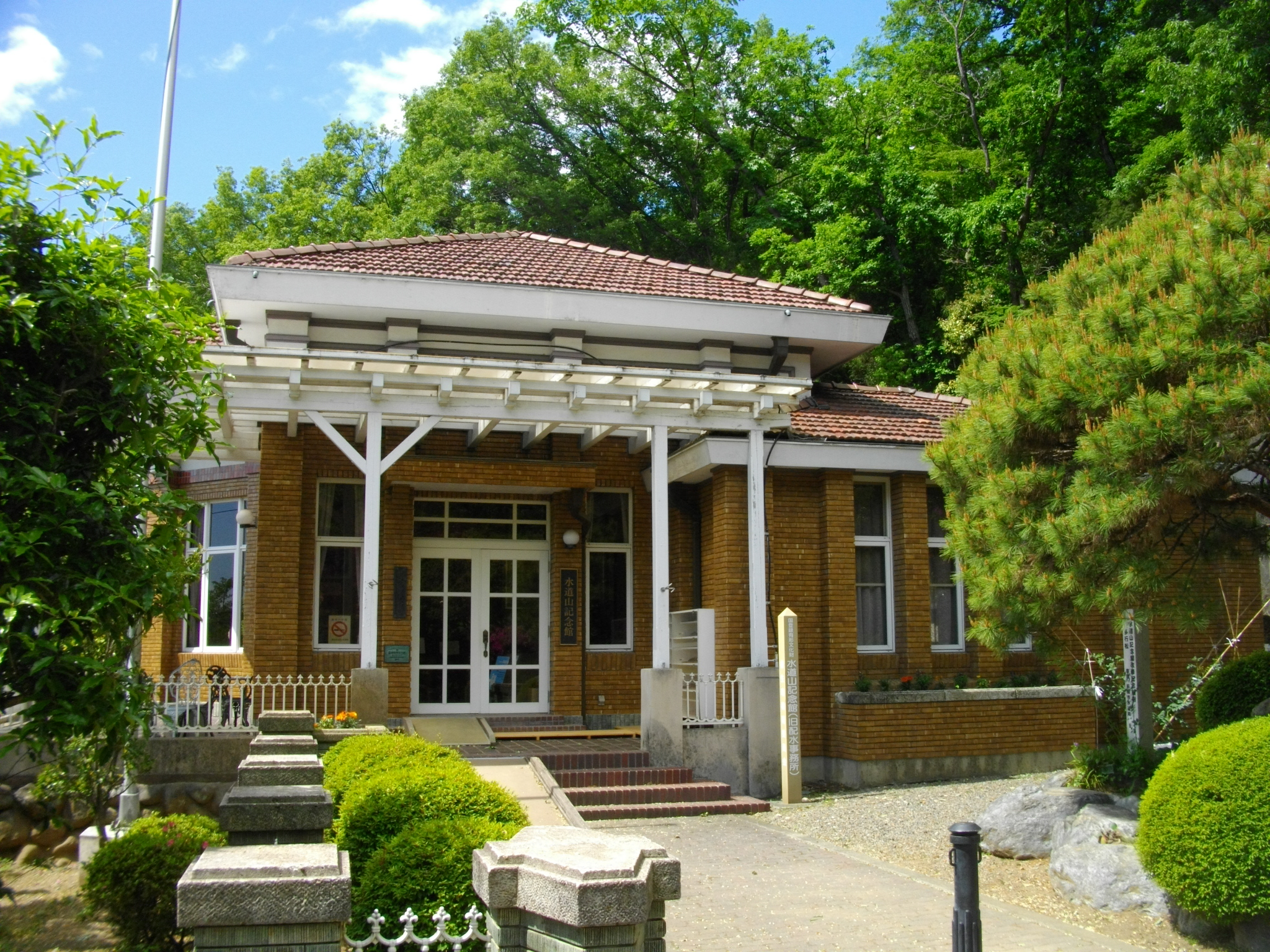
水道山記念館
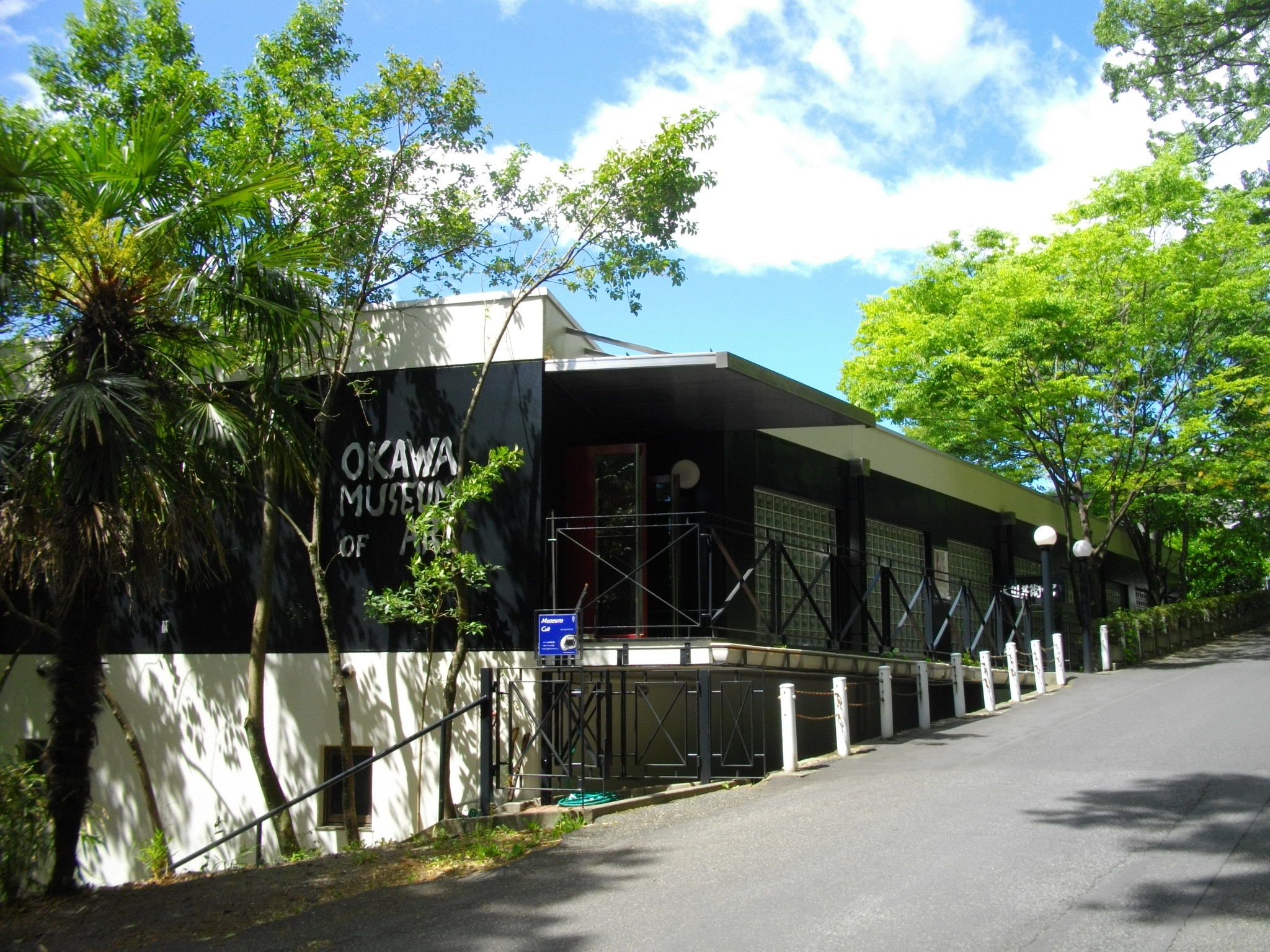
大川美術館
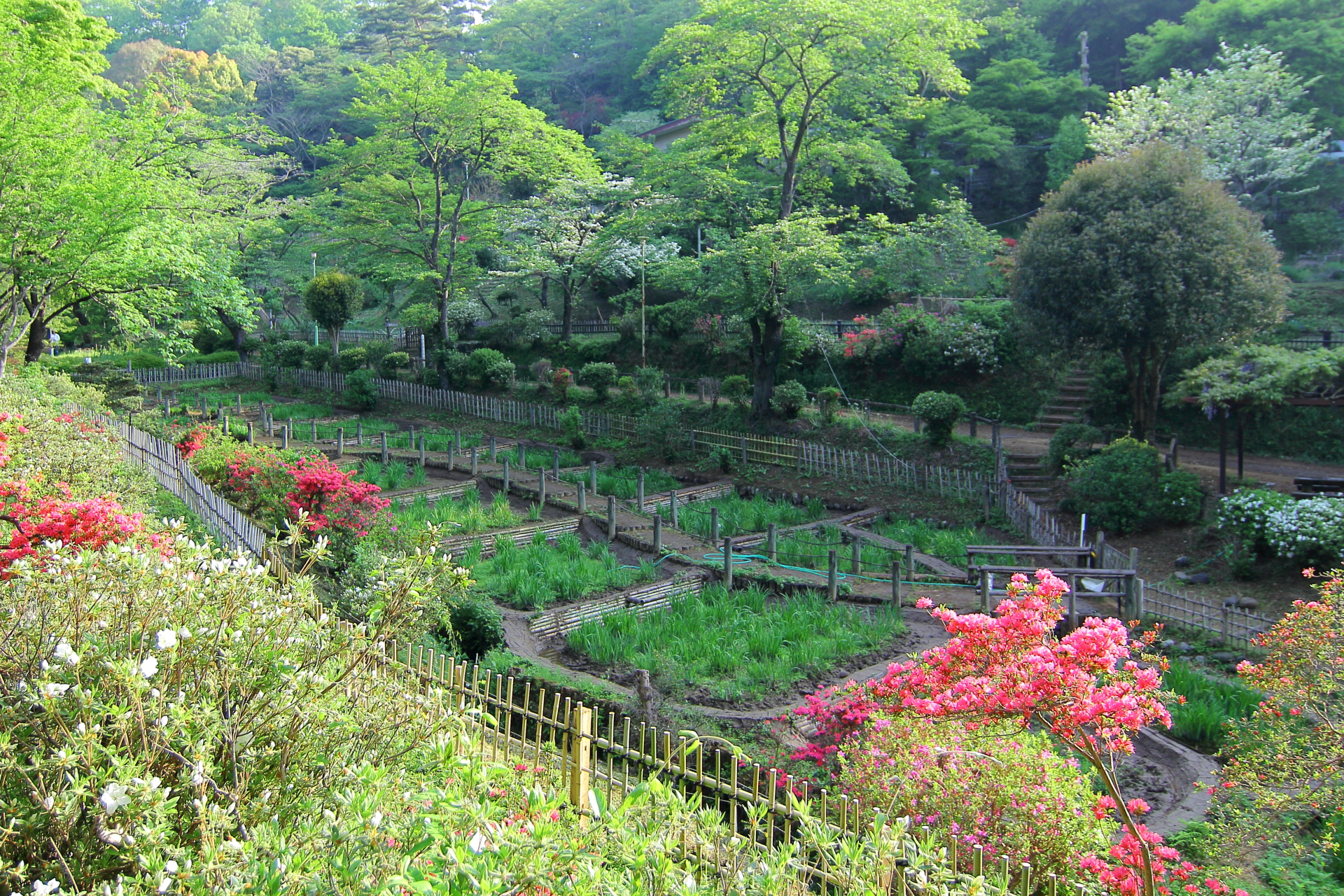
吾妻公園
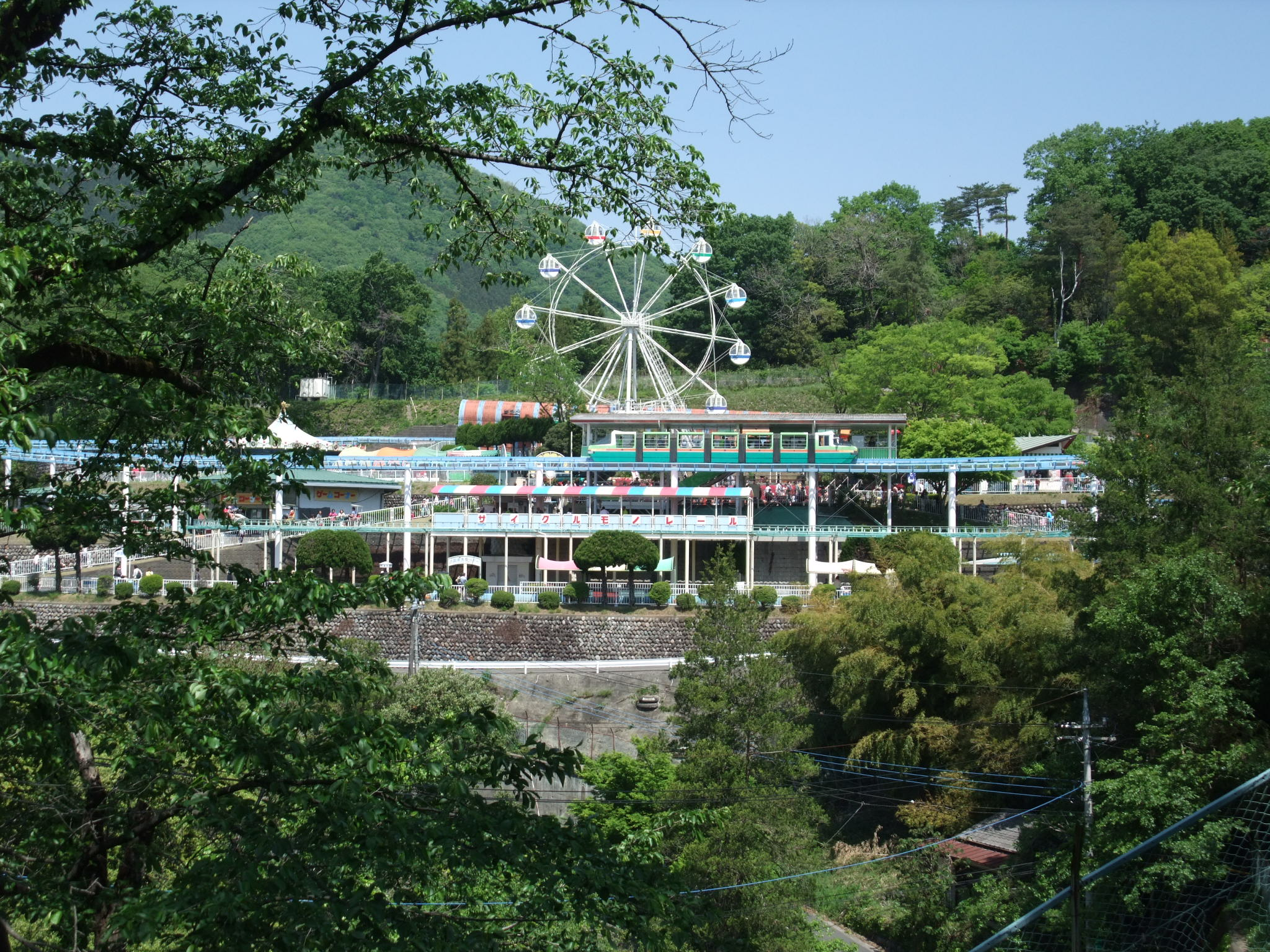
桐生が岡公園
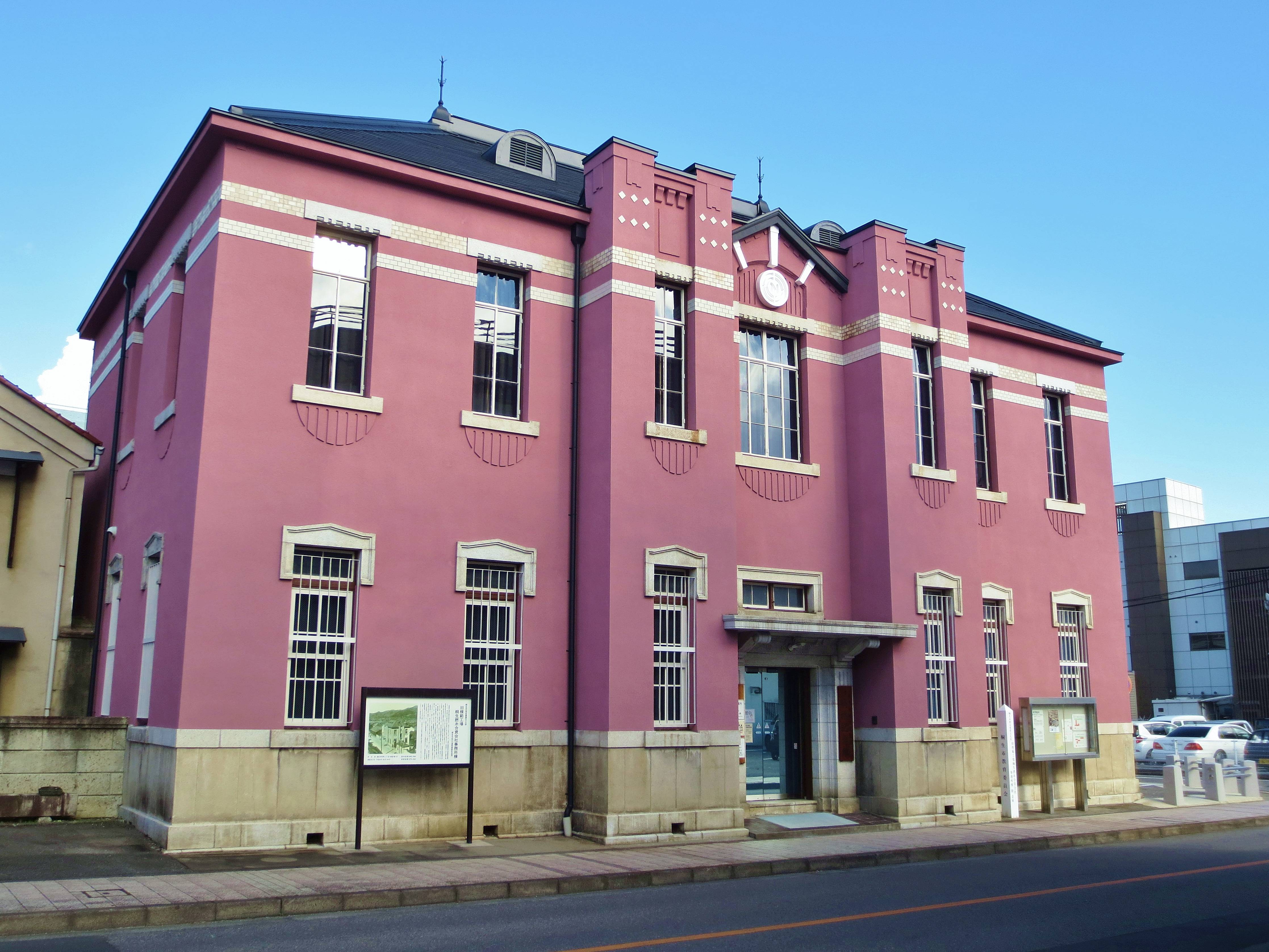
絹撚記念館
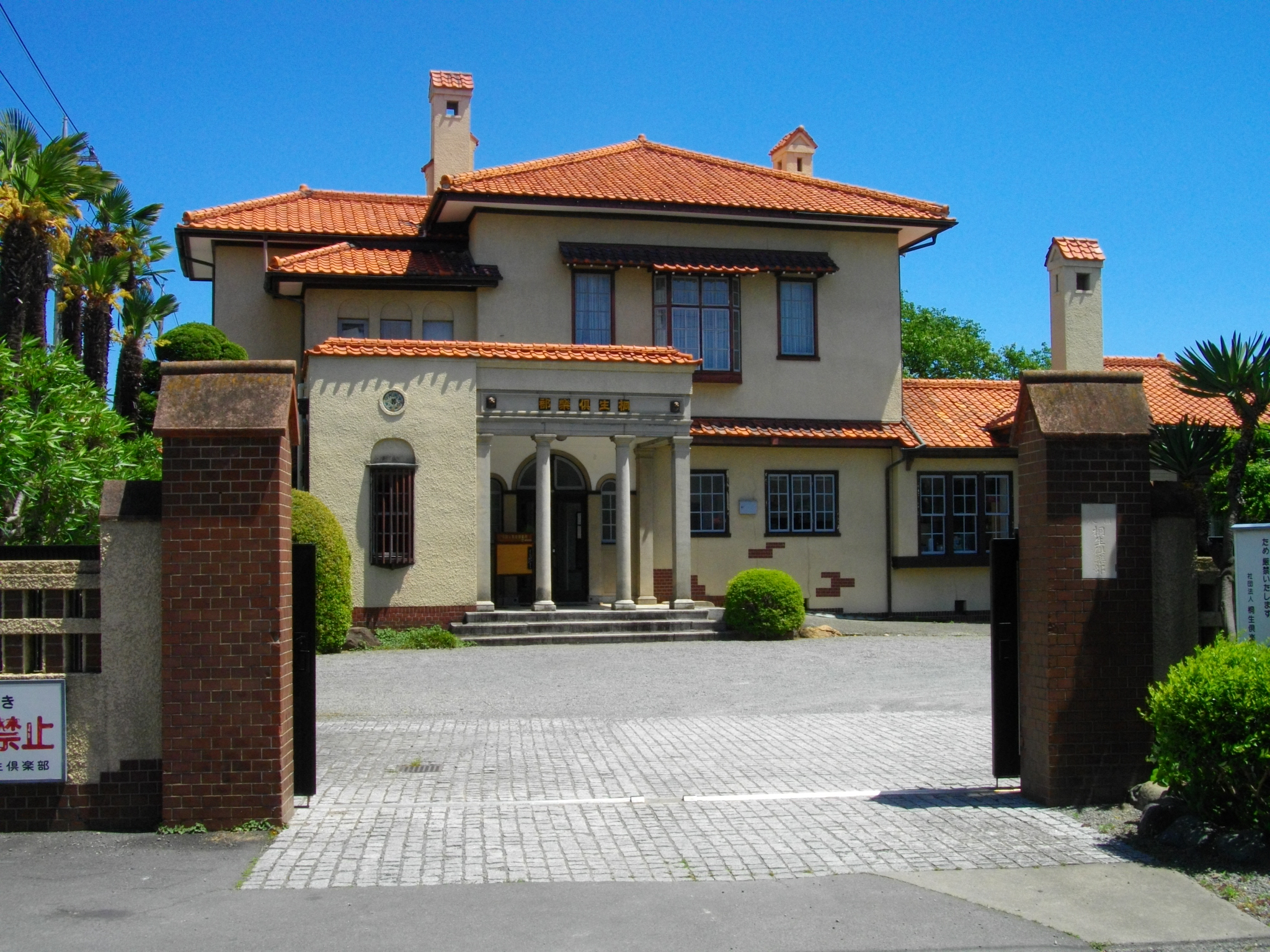
桐生倶楽部
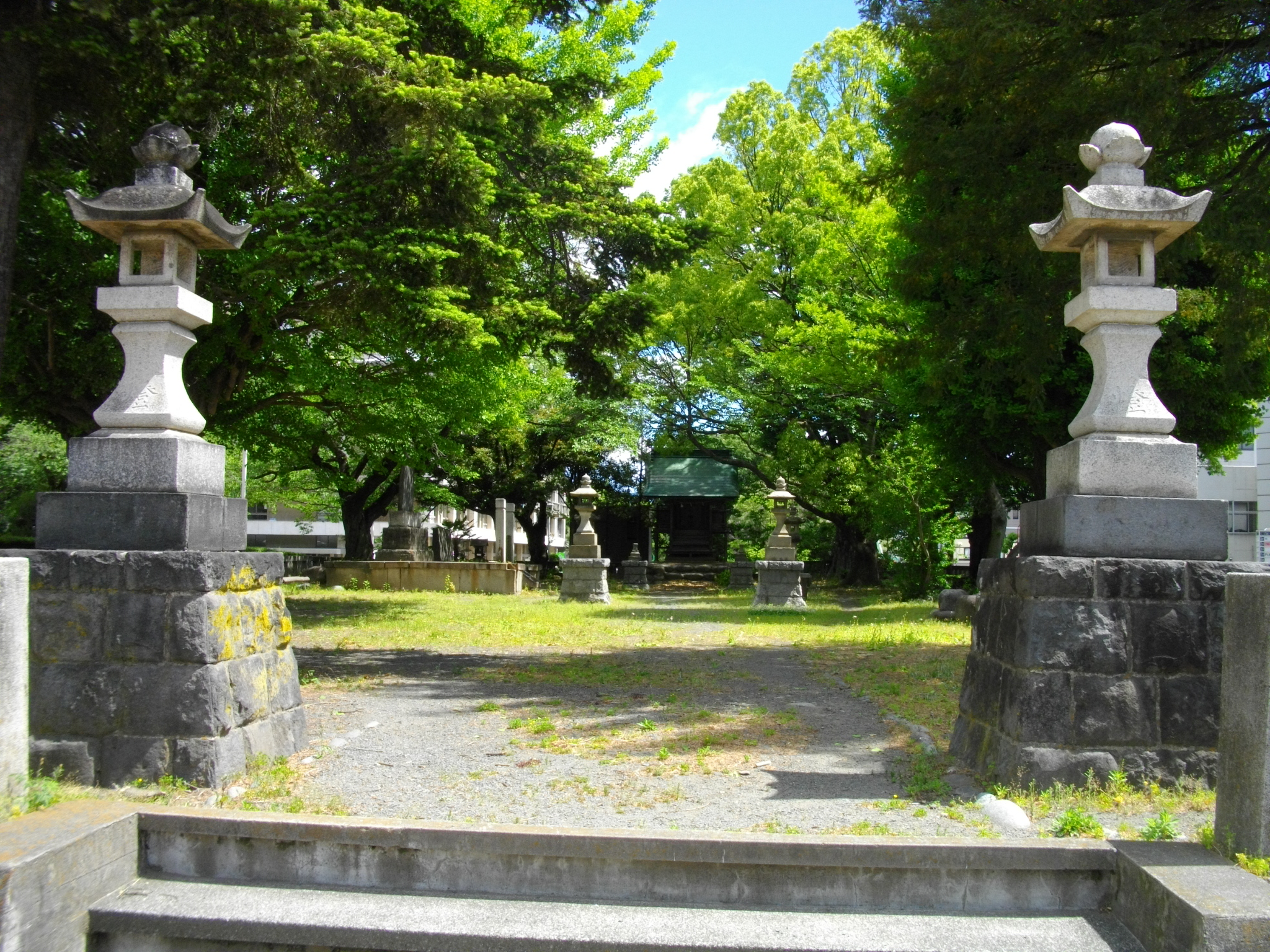
織姫神社
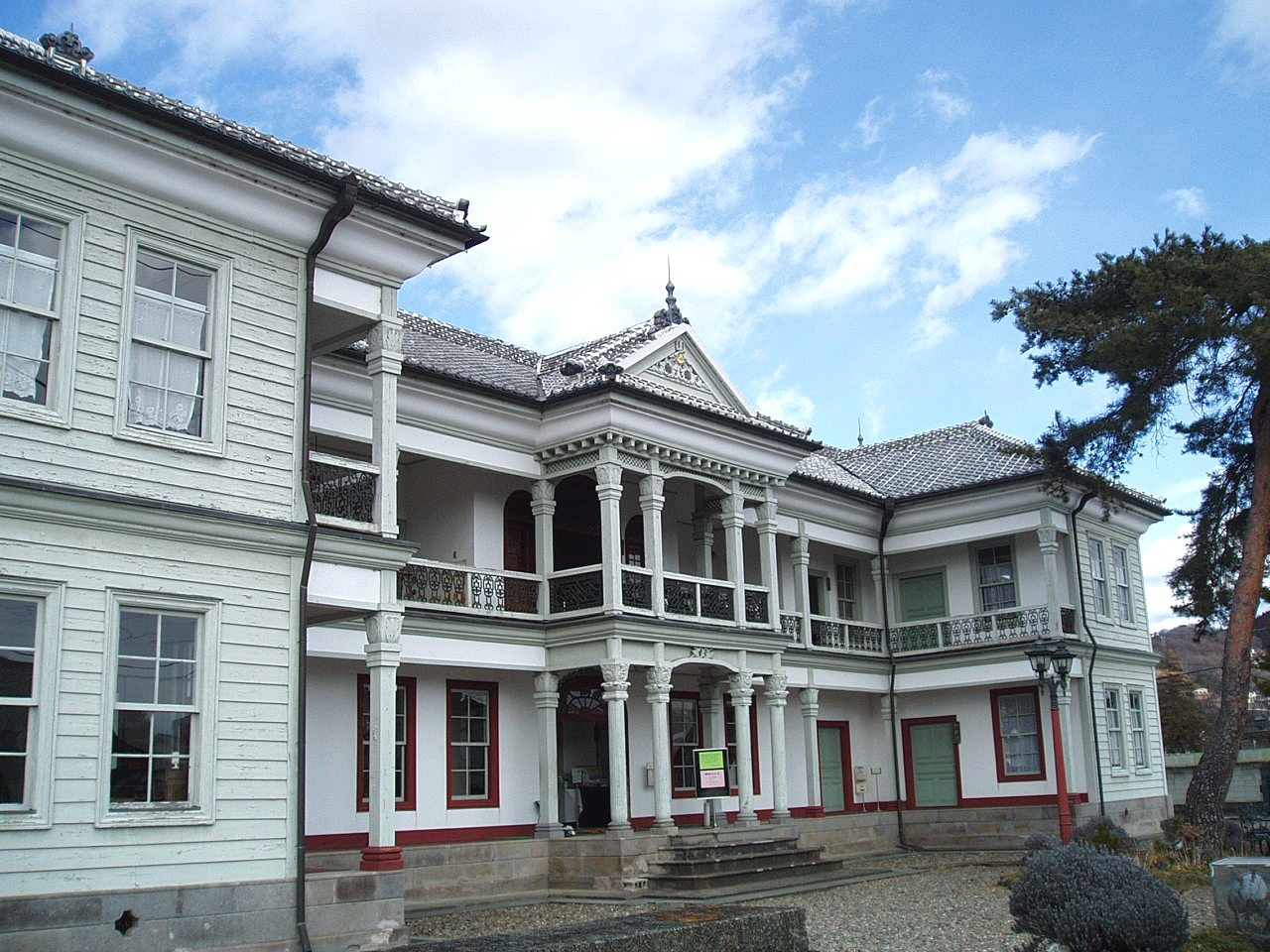
桐生明治館
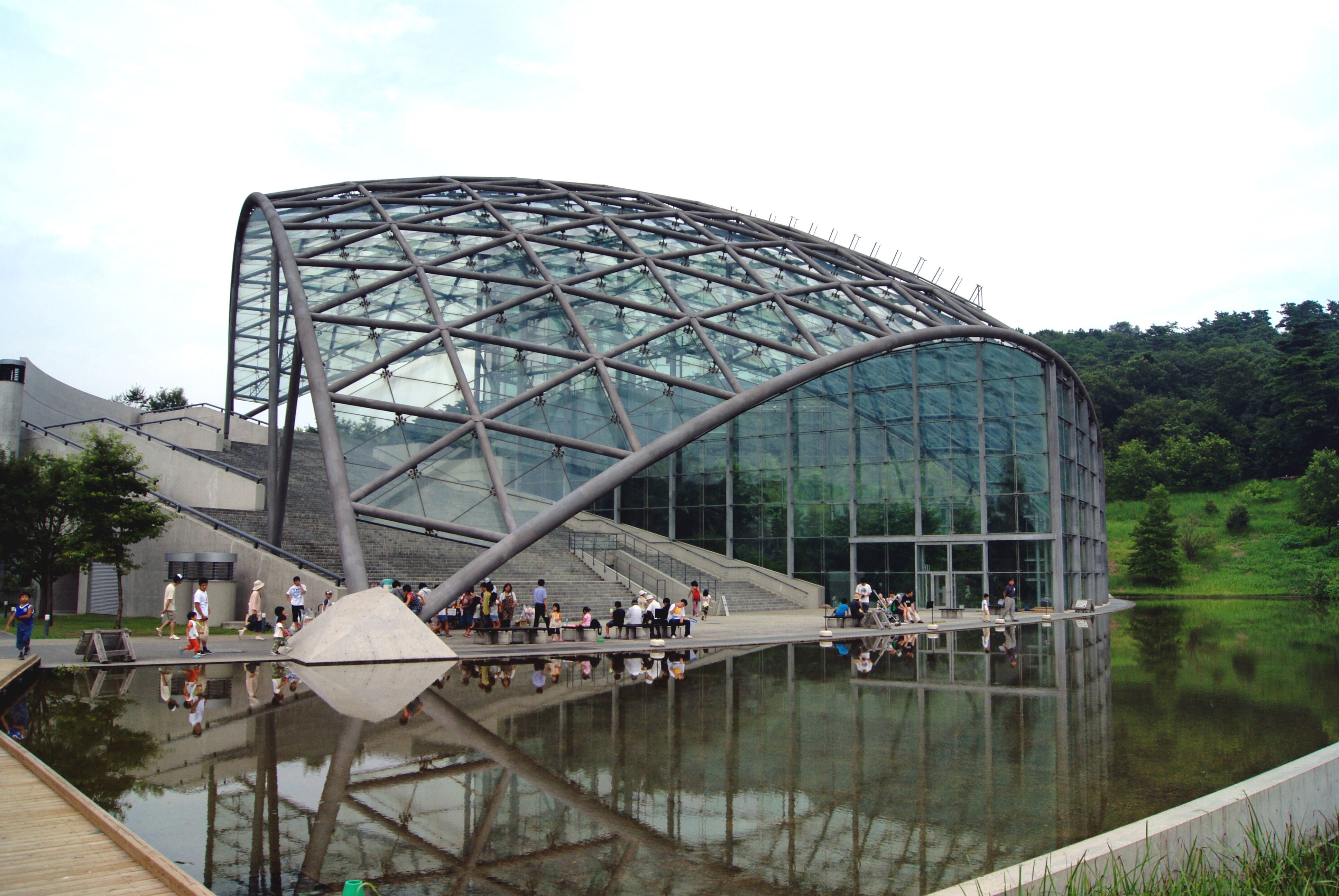
ぐんま昆虫の森
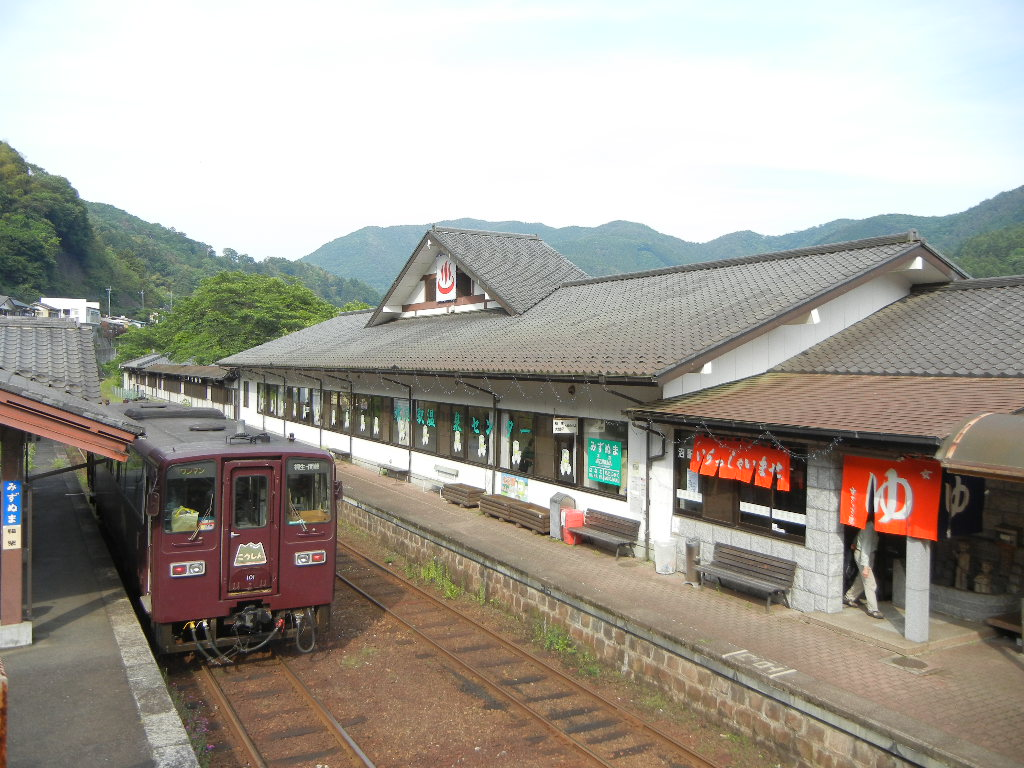
水沼駅温泉センター
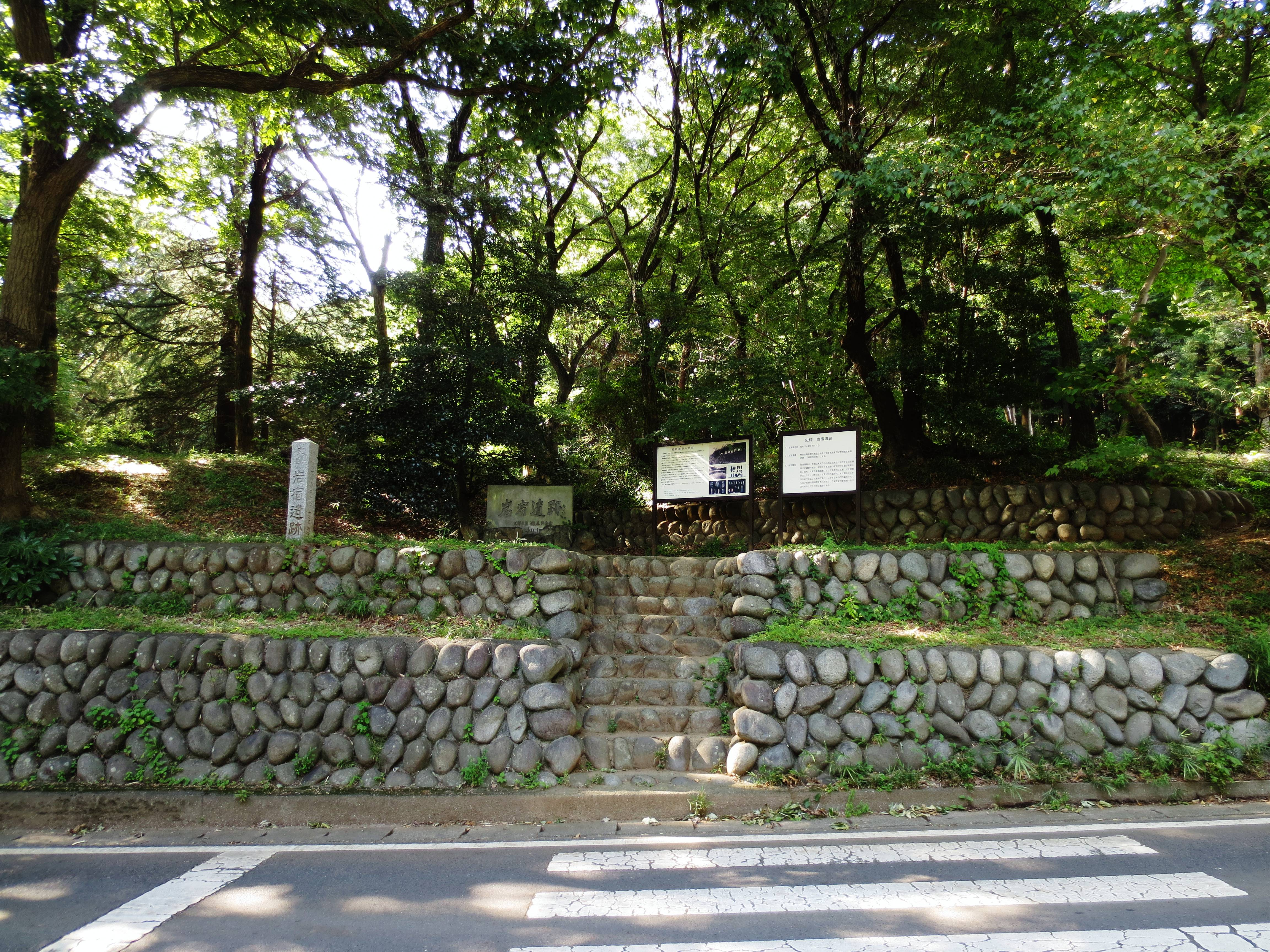
岩宿遺跡

- 伊勢崎地区
  - 伊勢崎神社（伊勢崎市本町）
  - 同衆院武家門（伊勢崎市曲輪町）
  - 華蔵寺公園（伊勢崎市華蔵寺町・堤西町）
  - 波志江沼（伊勢崎市波志江町）
  - 田島弥平旧宅（伊勢崎市境島村）
  - 倭文神社（伊勢崎市東上之宮町）
  - 火雷神社（佐波郡玉村町下之宮）

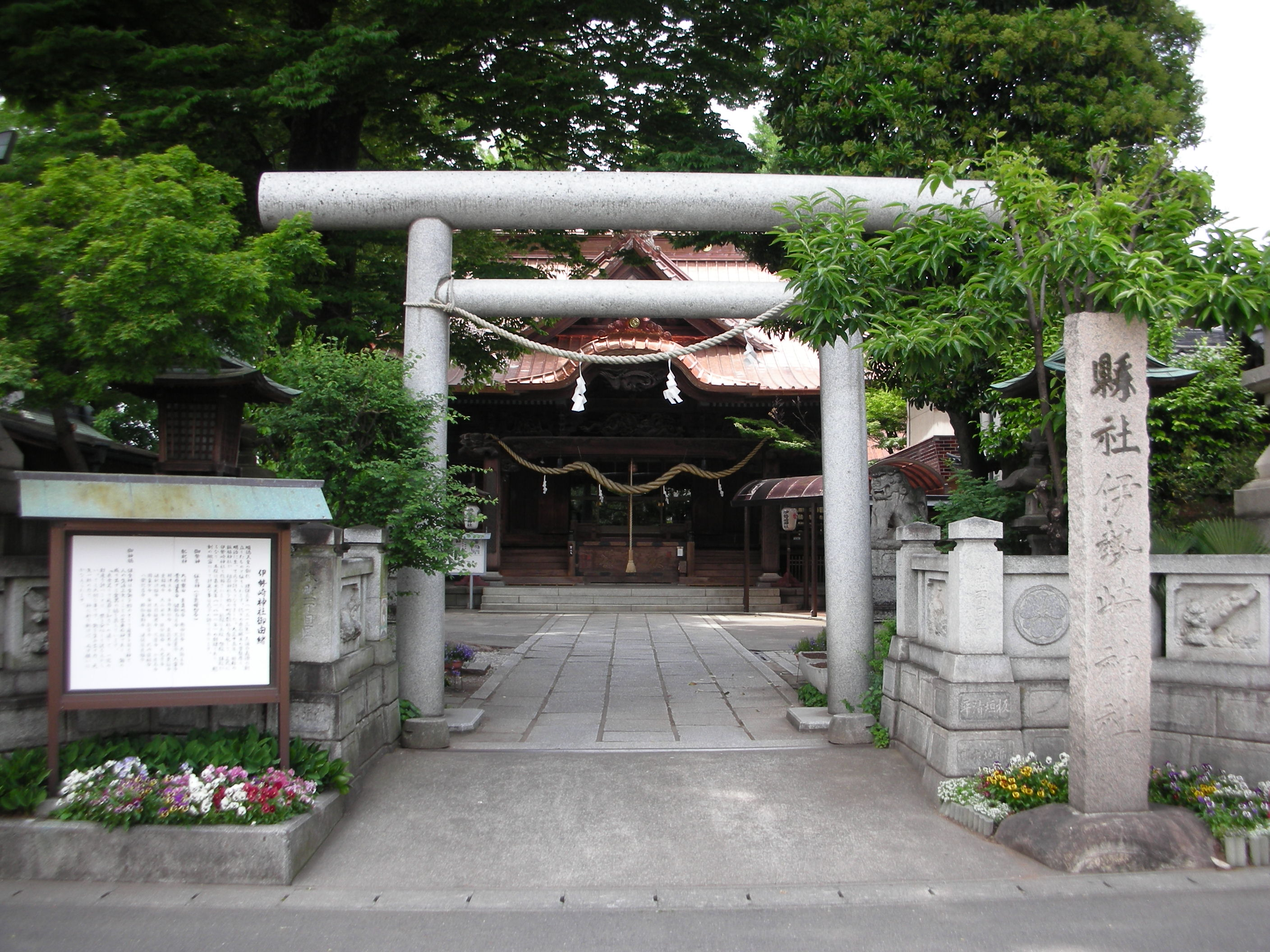
伊勢崎神社
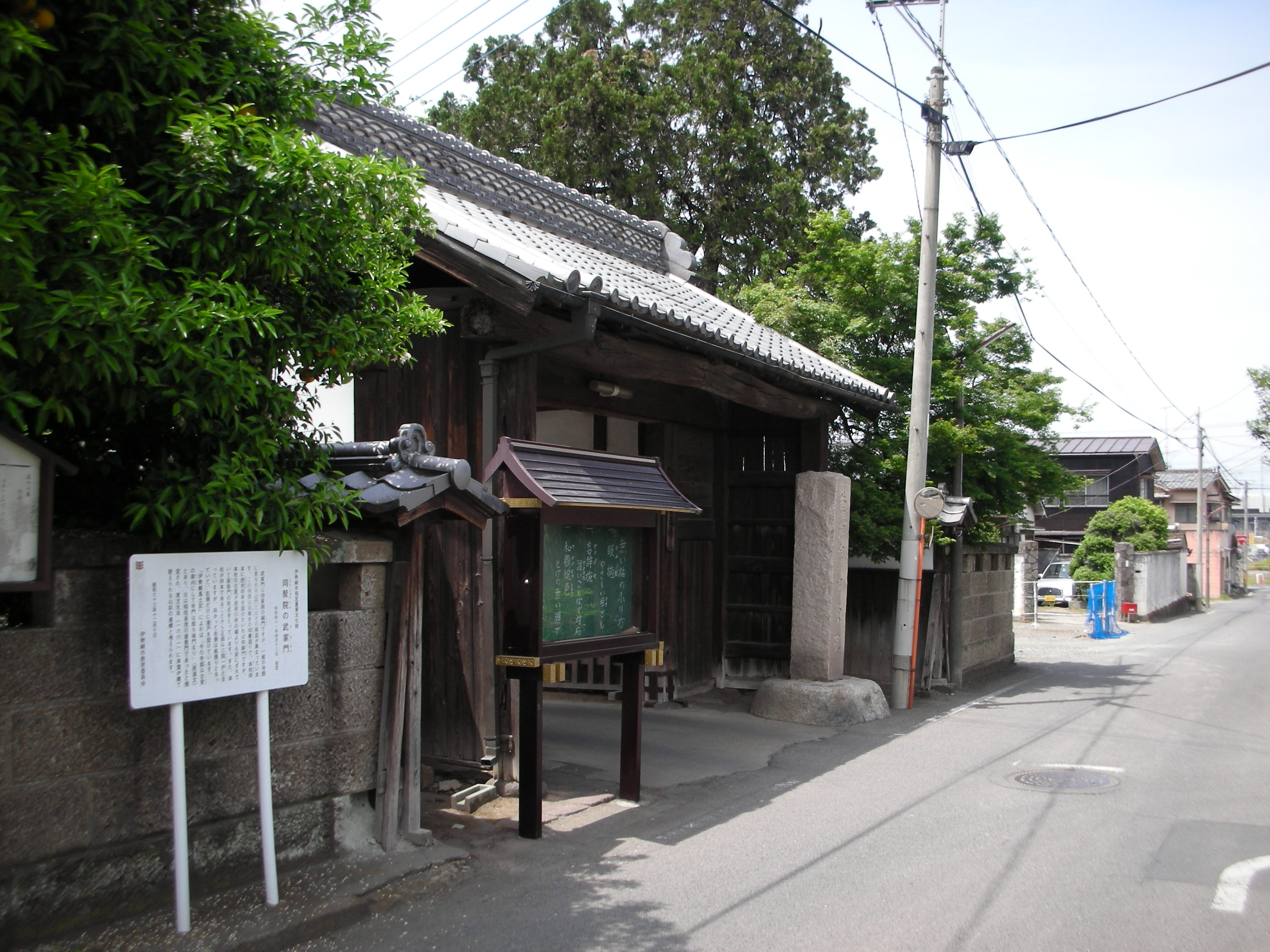
同衆院武家門
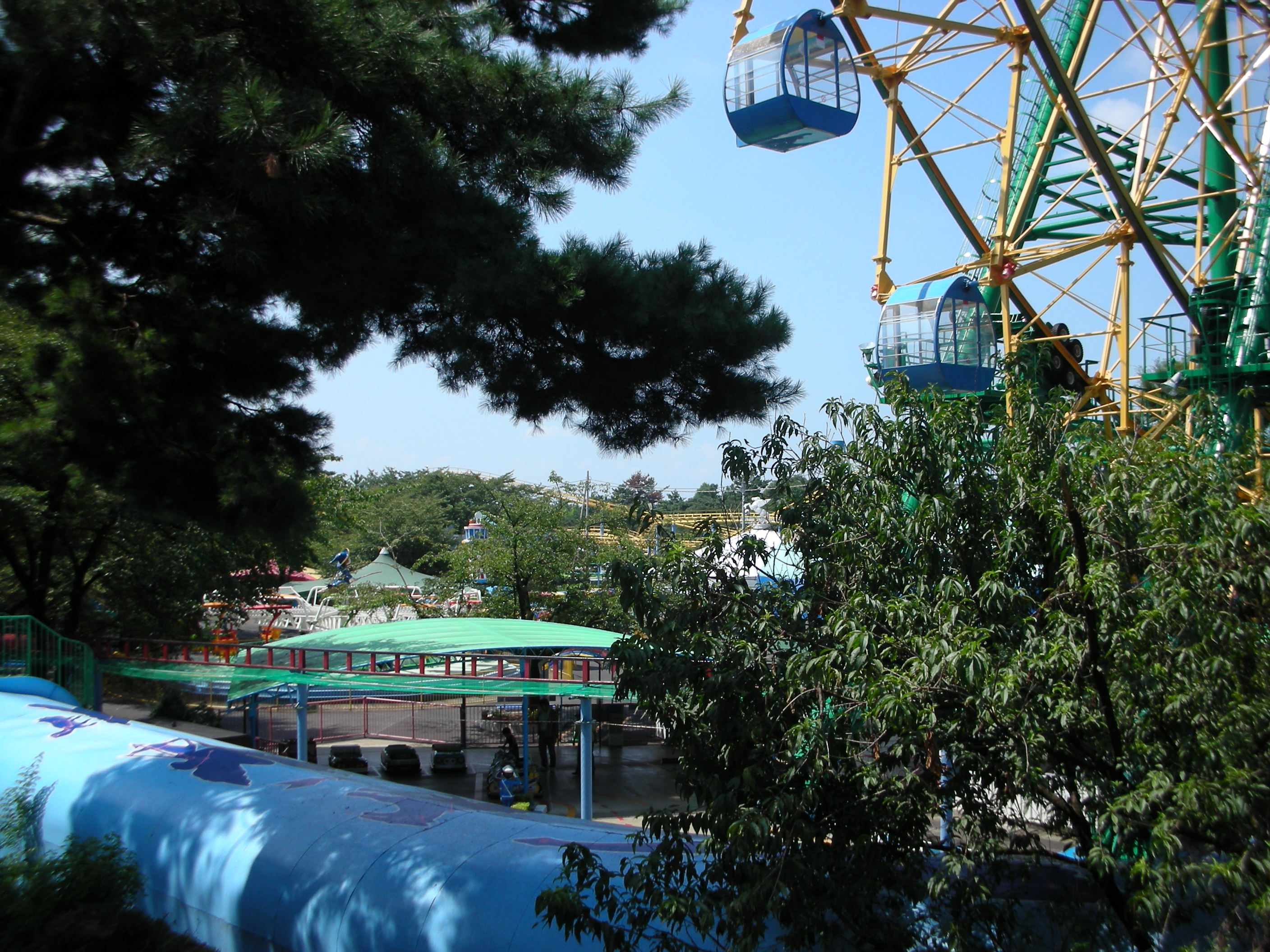
華蔵寺公園
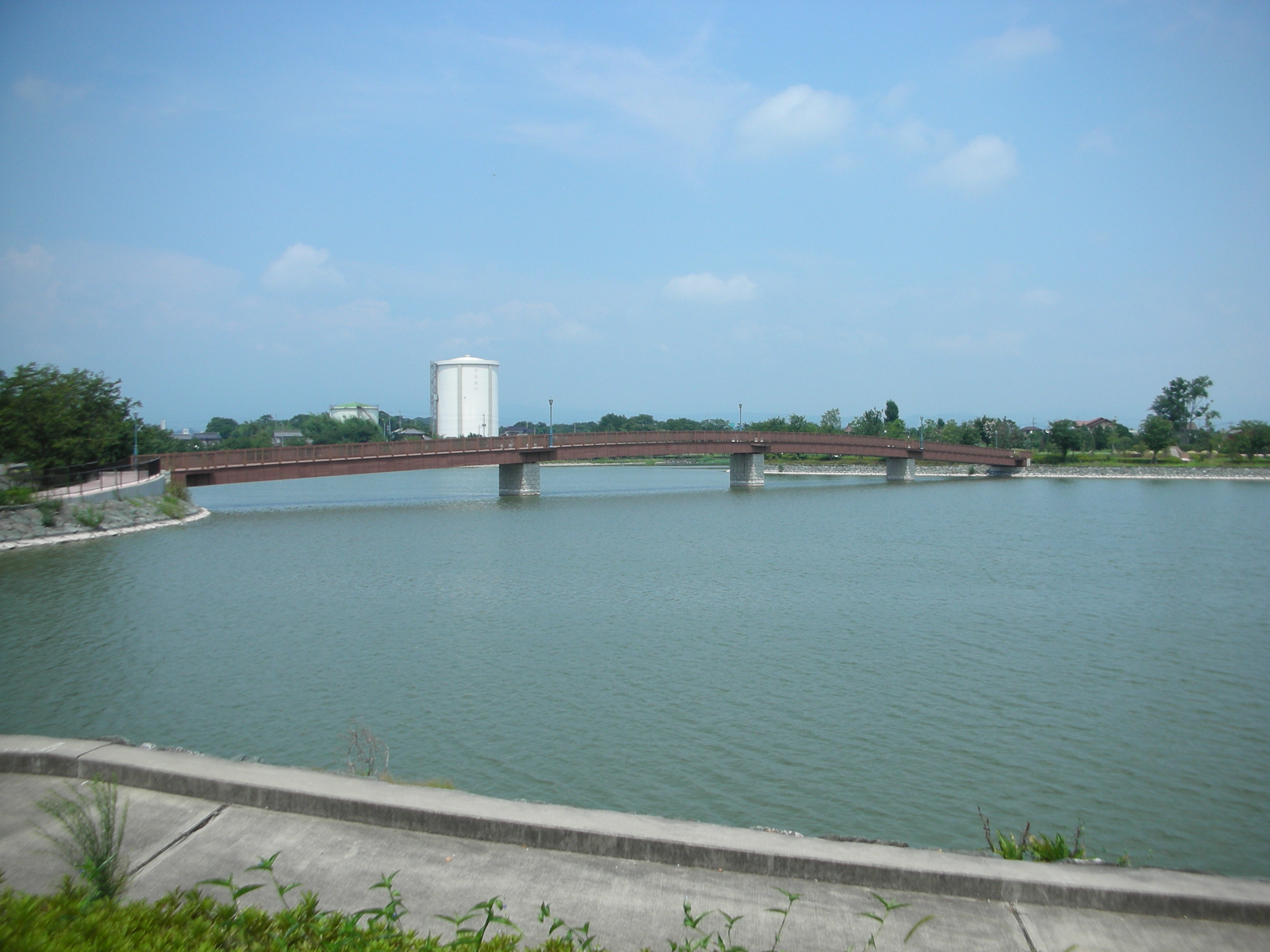
波志江沼
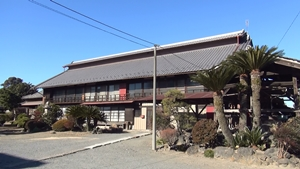
田島弥平旧宅
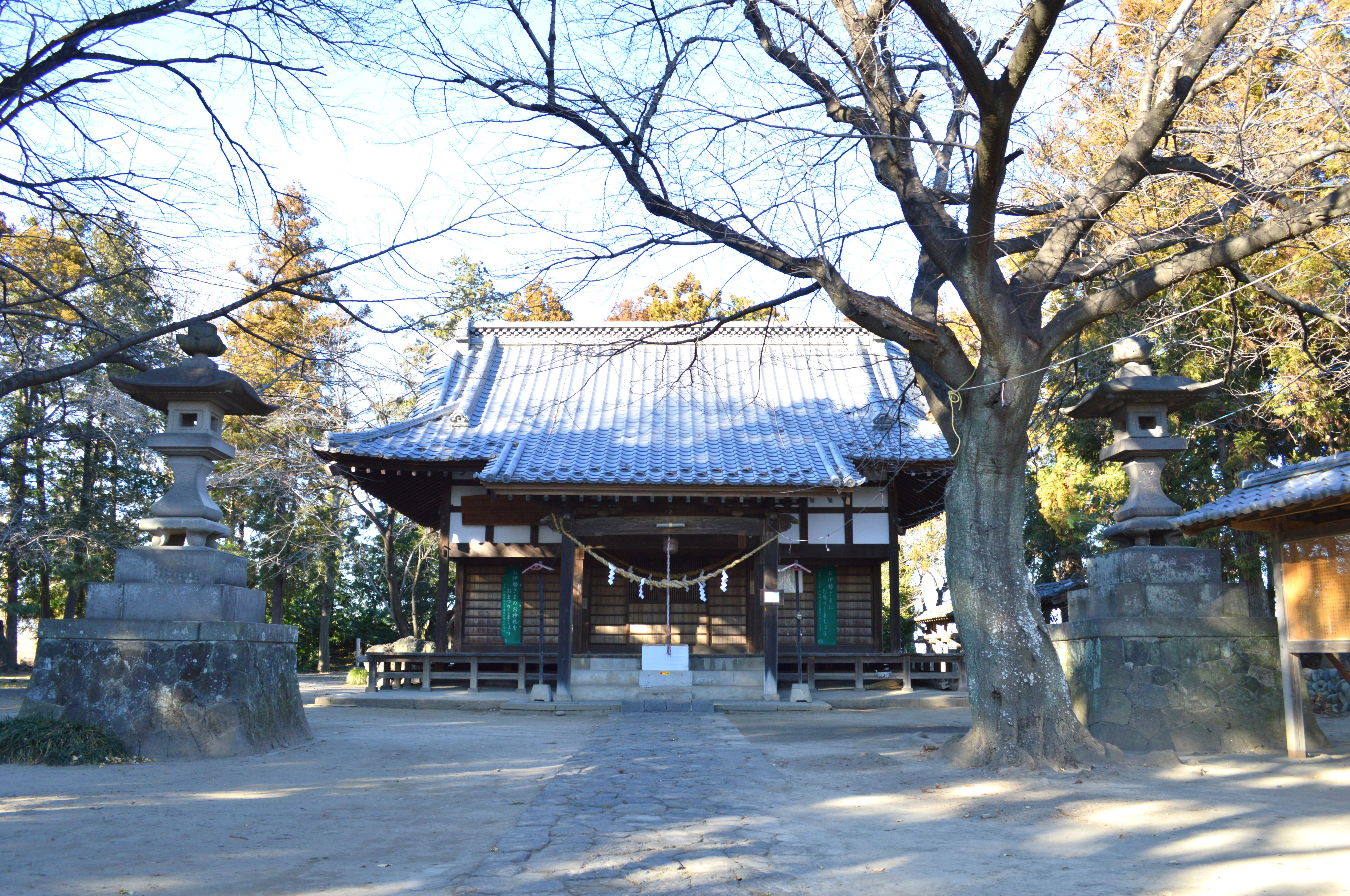
倭文神社
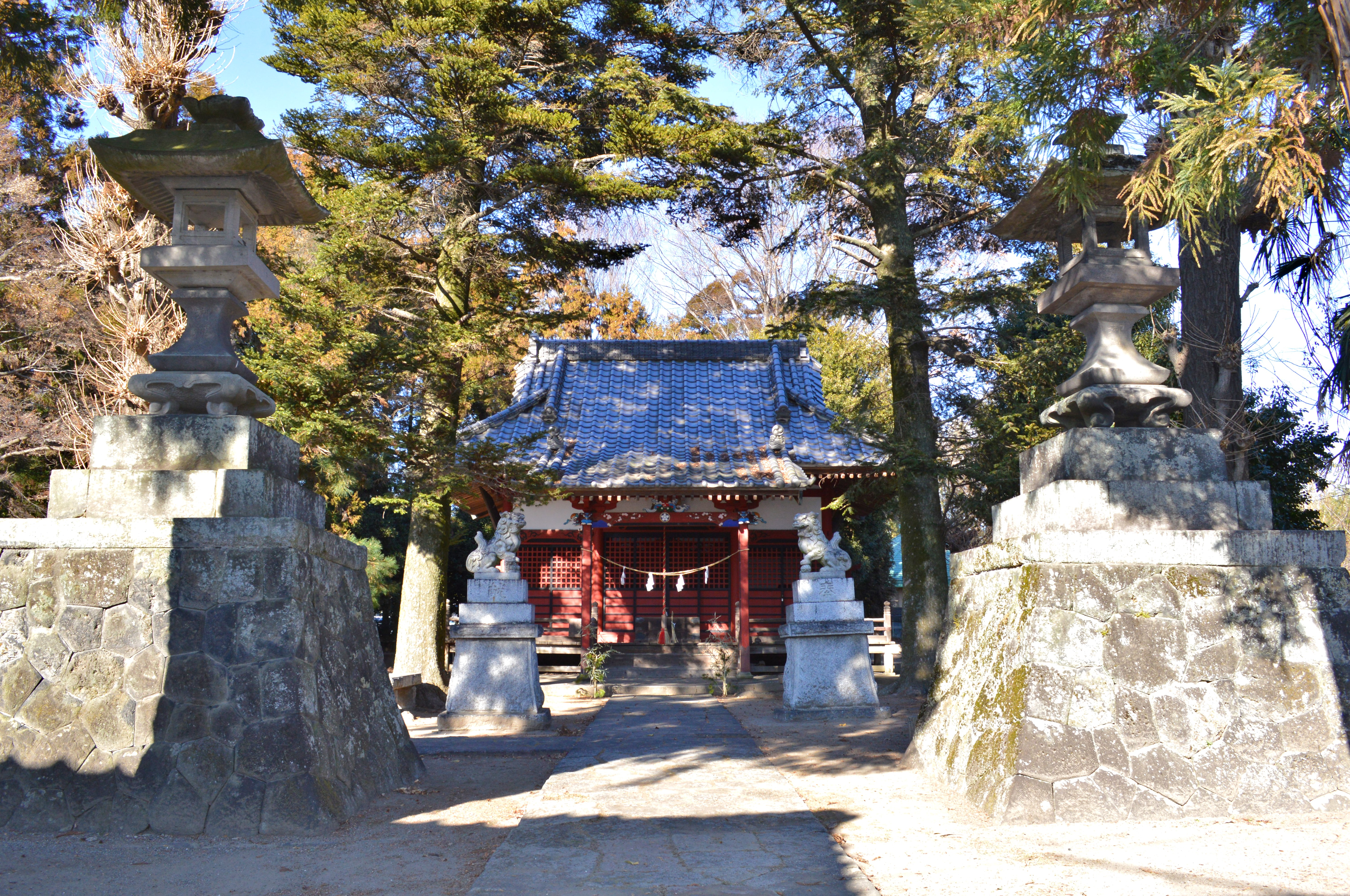
火雷神社

- 太田・館林地区
  - 大光院（太田市金山町）
  - ぐんまこどもの国（太田市長手町）
  - 高山彦九郎記念館（太田市細谷町）
  - 世良田東照宮（太田市世良田町）
  - 太田市立新田荘歴史資料館（太田市世良田町）
  - 三日月村（太田市藪塚町）
  - ジャパンスネークセンター（太田市藪塚町）
  - 茂林寺（館林市堀工町）
  - 館林城跡（館林市城町）
  - 田山花袋記念文学館（館林市城町）
  - 向井千秋記念子ども科学館（館林市城町）
  - つつじが岡公園（館林市花山町）
  - 群馬県立館林美術館（館林市日向町）
  - 板倉雷電神社（邑楽郡板倉町板倉）
  - 城之内公園（邑楽郡大泉町城之内）
  - いずみ緑道（邑楽郡大泉町西小泉・坂田・仙石）

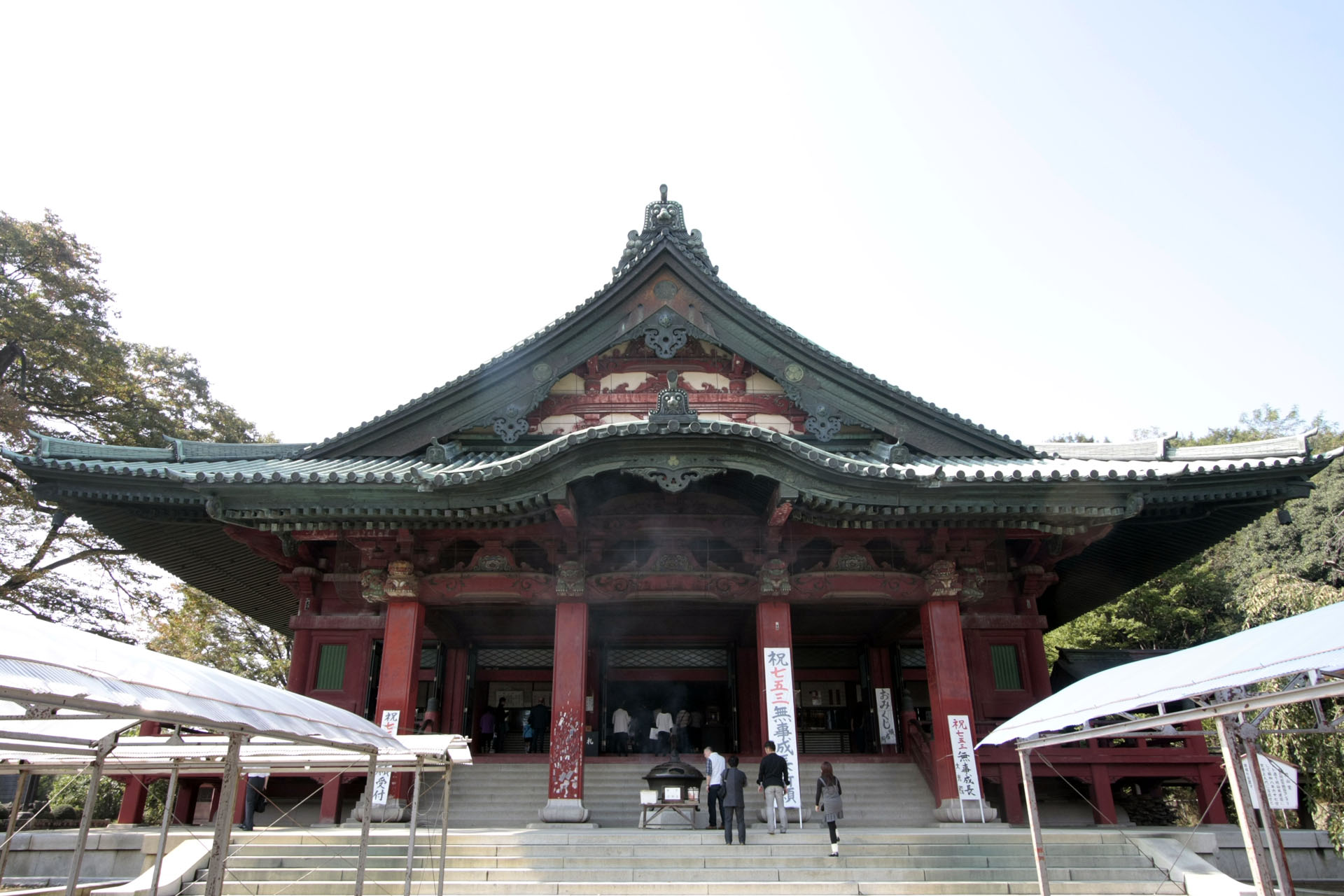
大光院
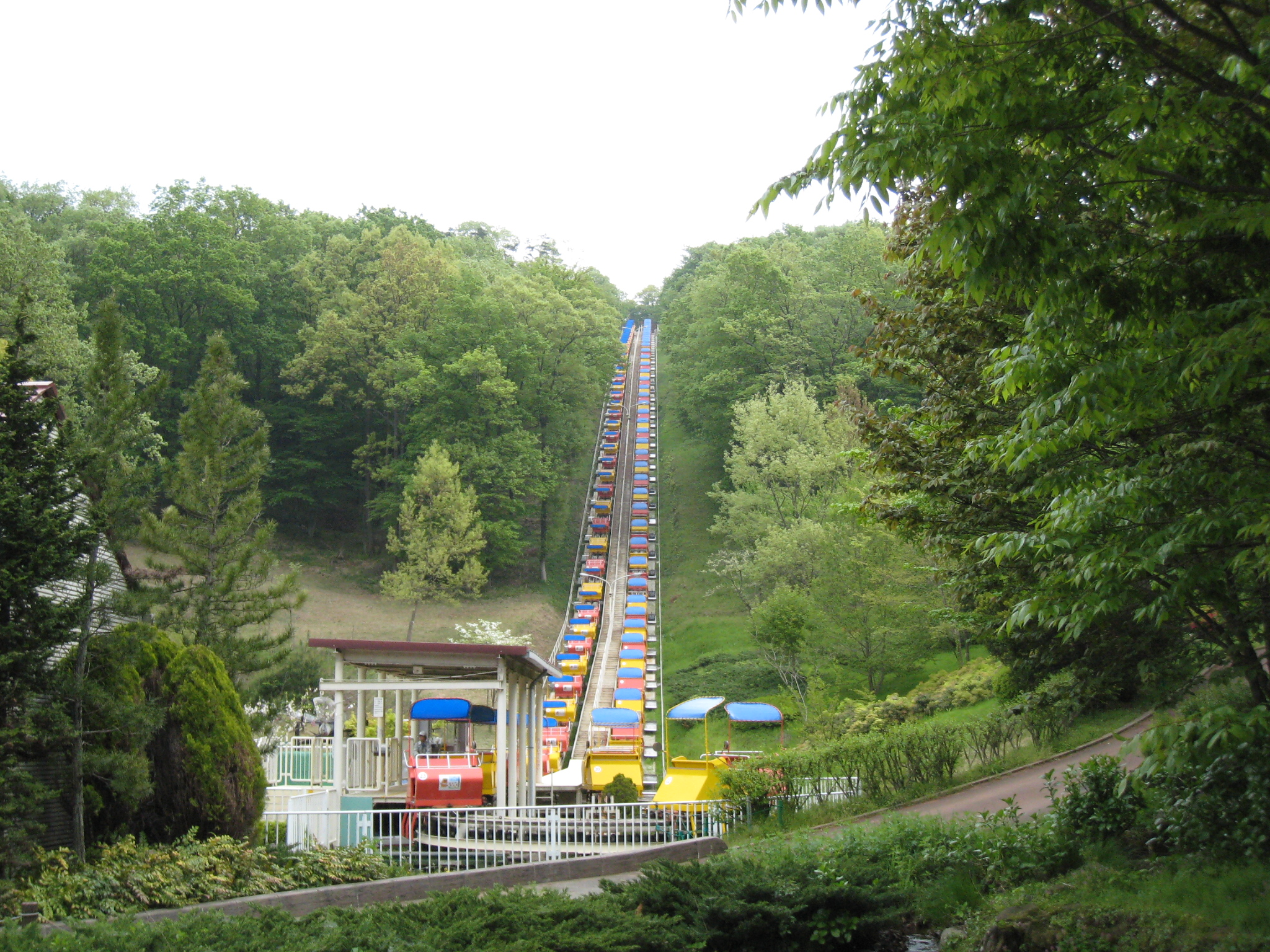
ぐんまこどもの国
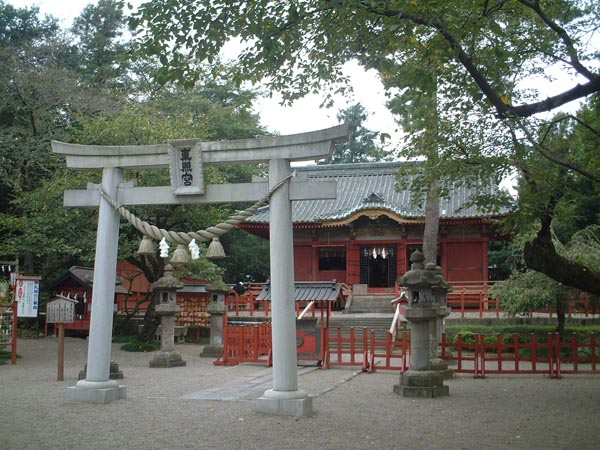
世良田東照宮
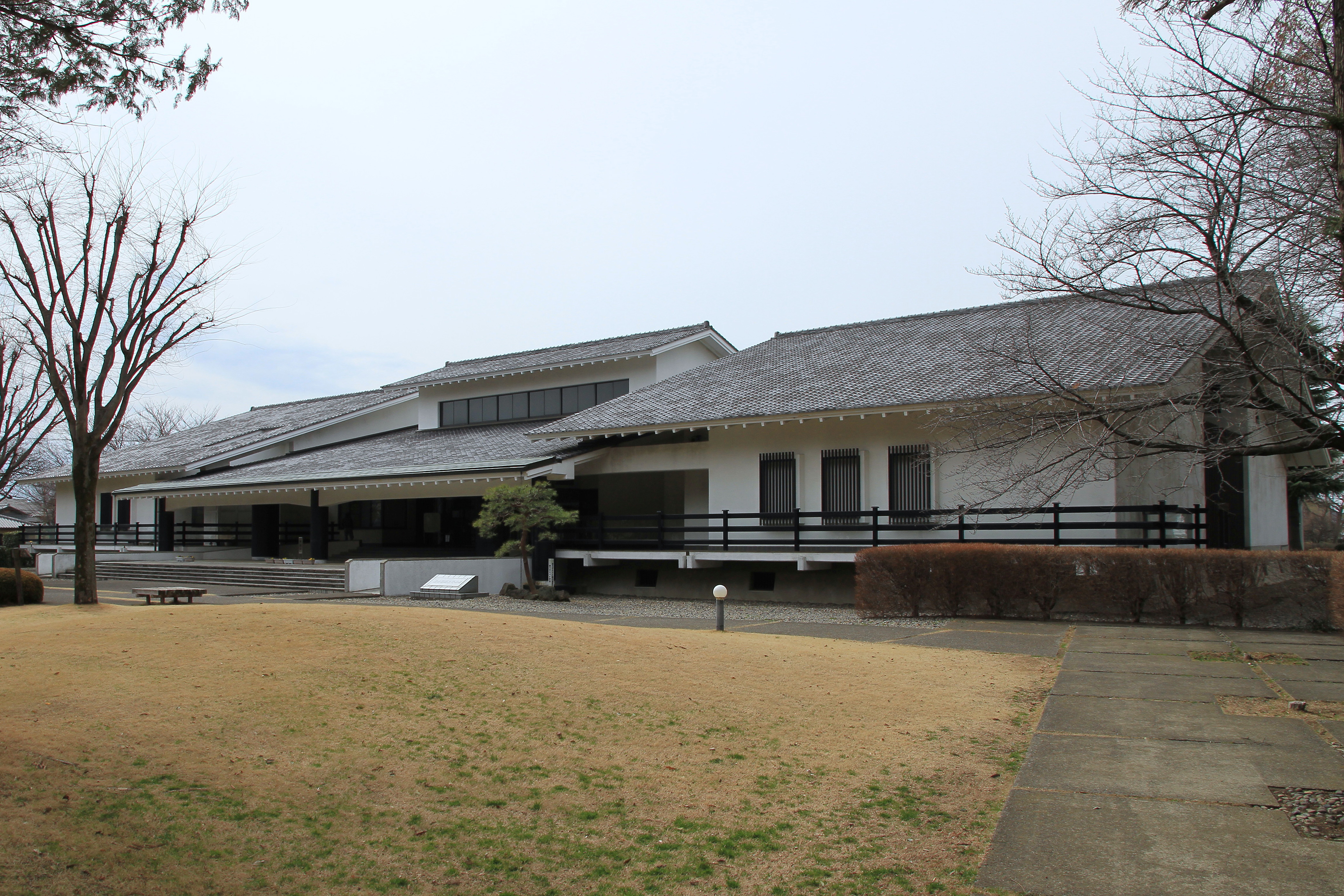
新田荘歴史資料館
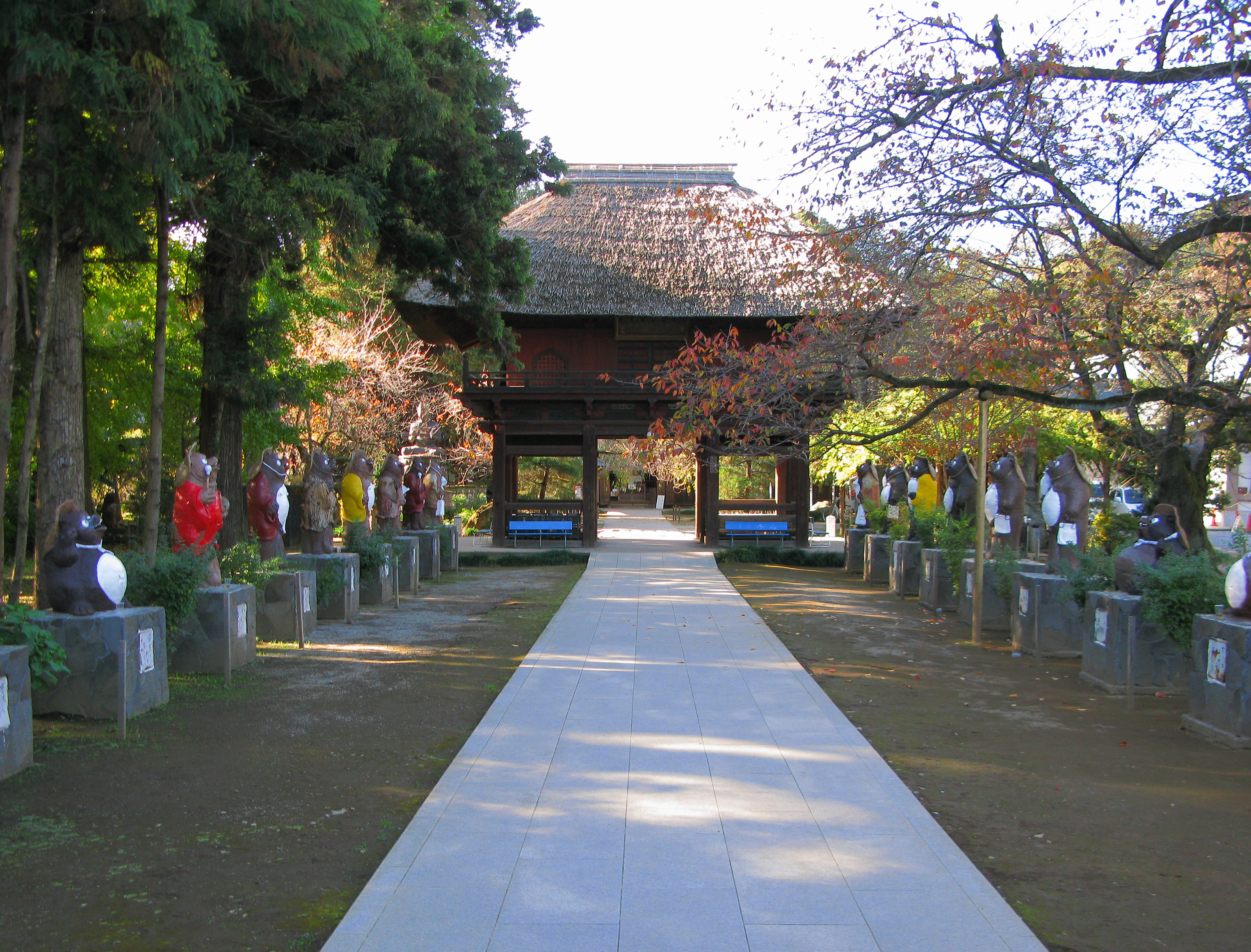
茂林寺
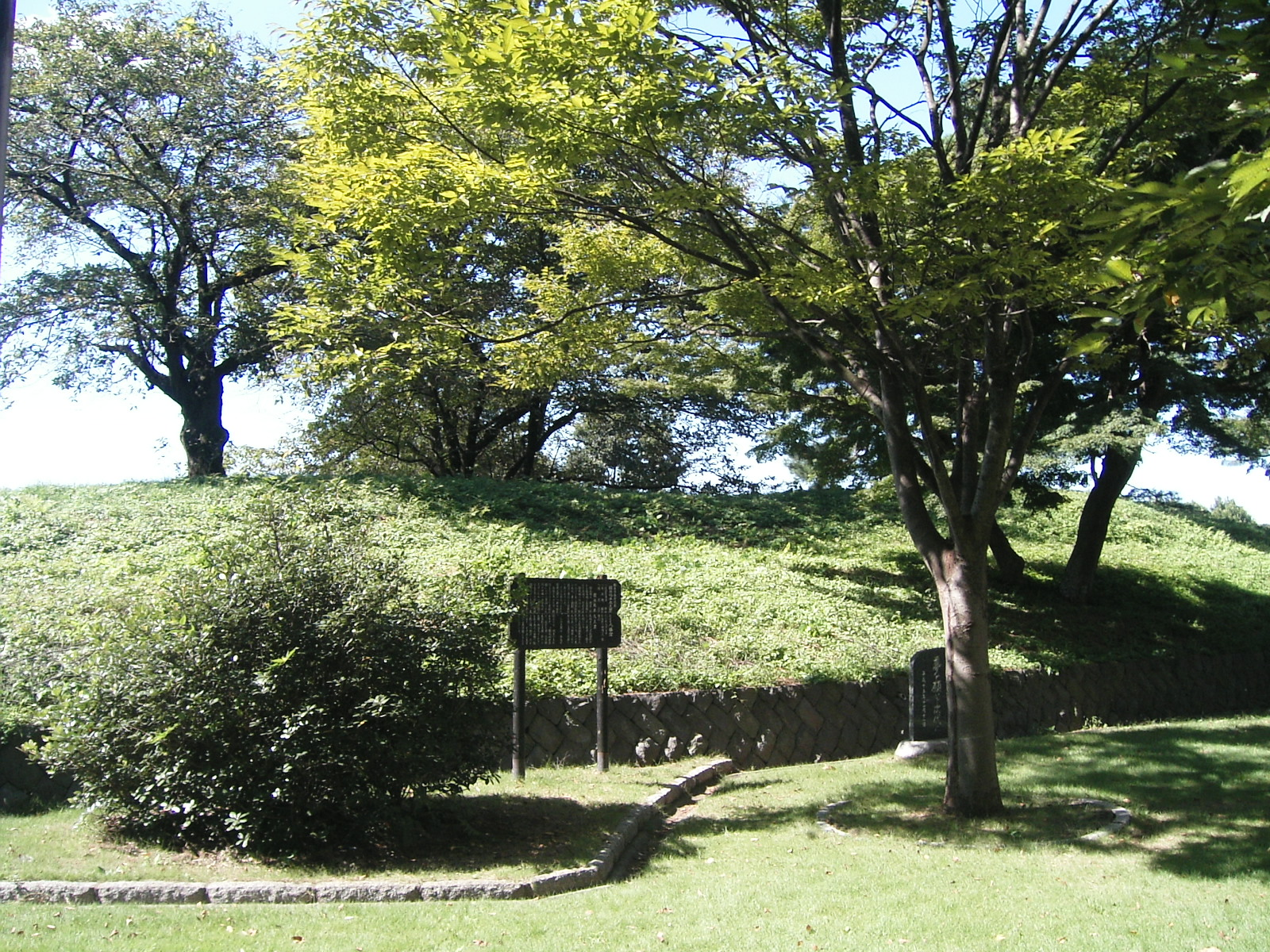
館林城本丸跡
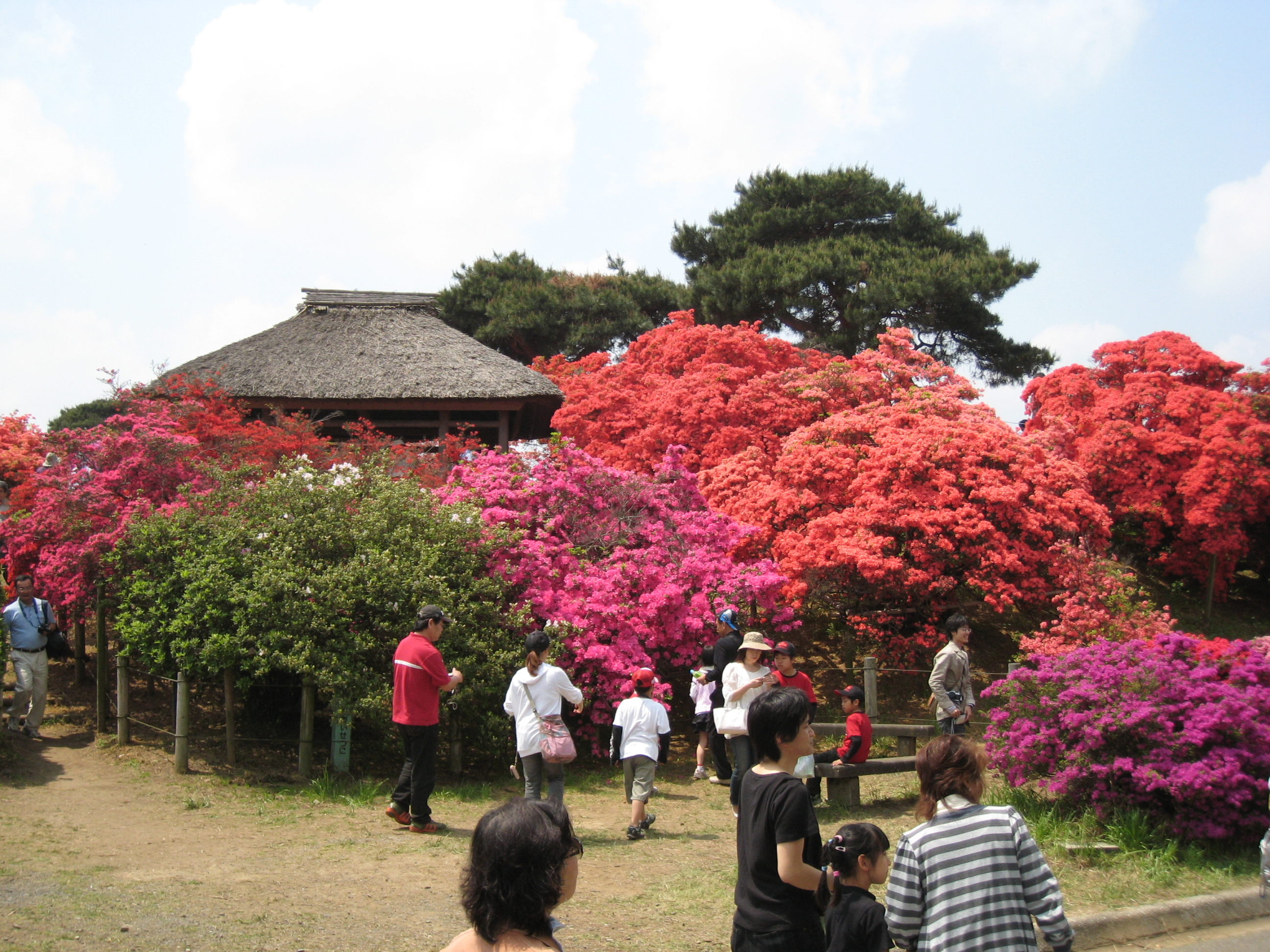
つつじが岡公園
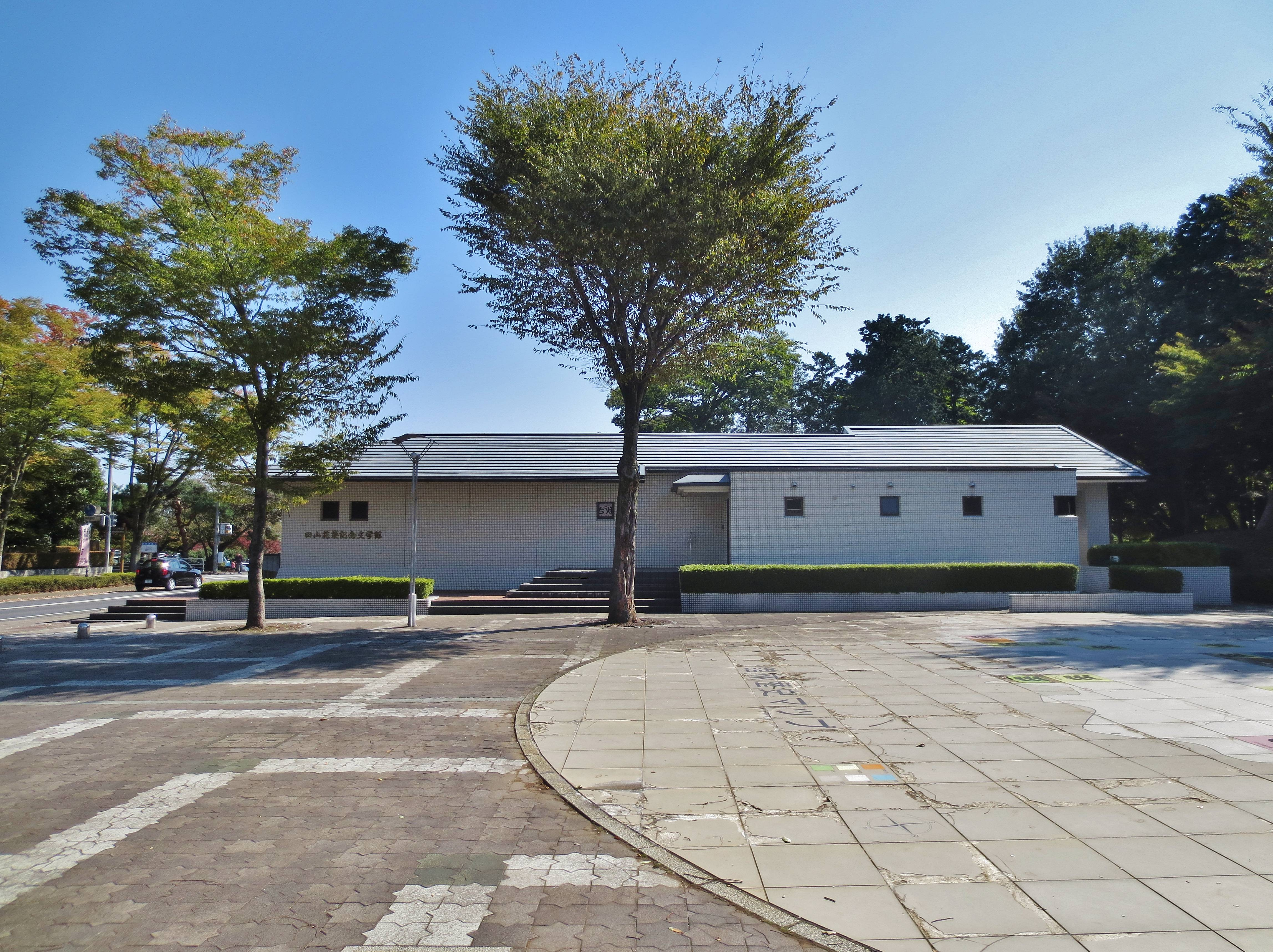
田山花袋記念文学館
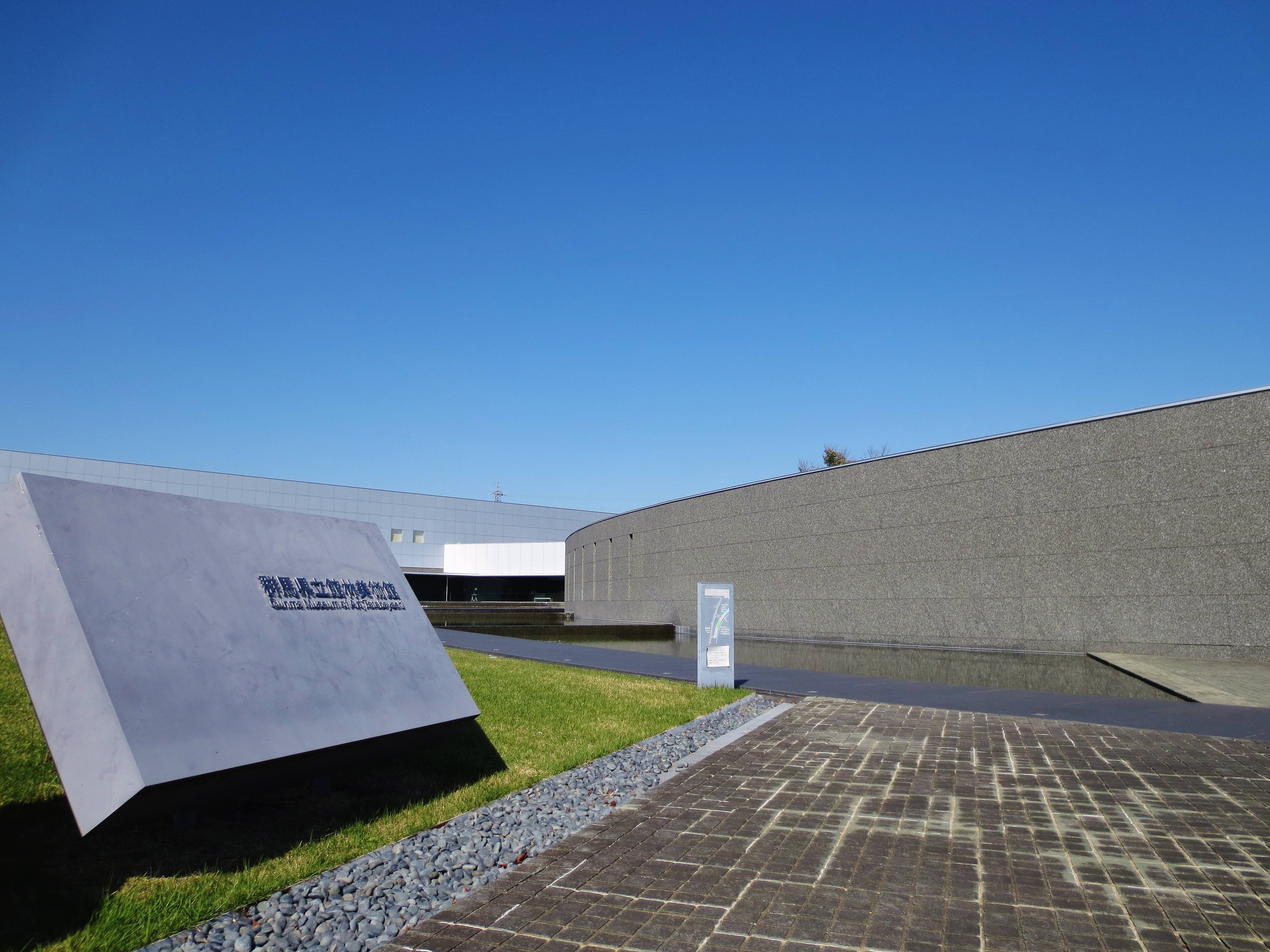
館林美術館
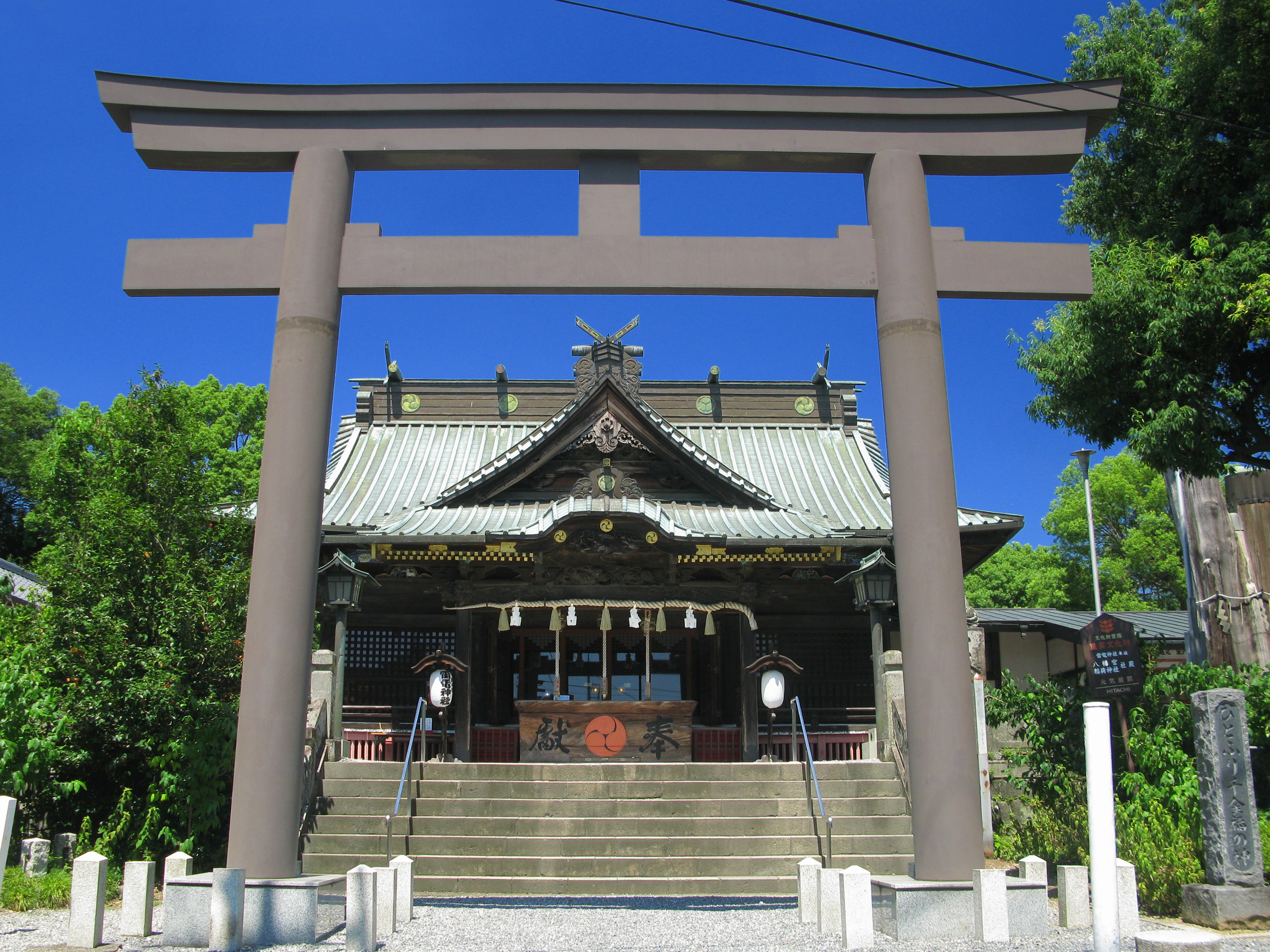
板倉雷電神社
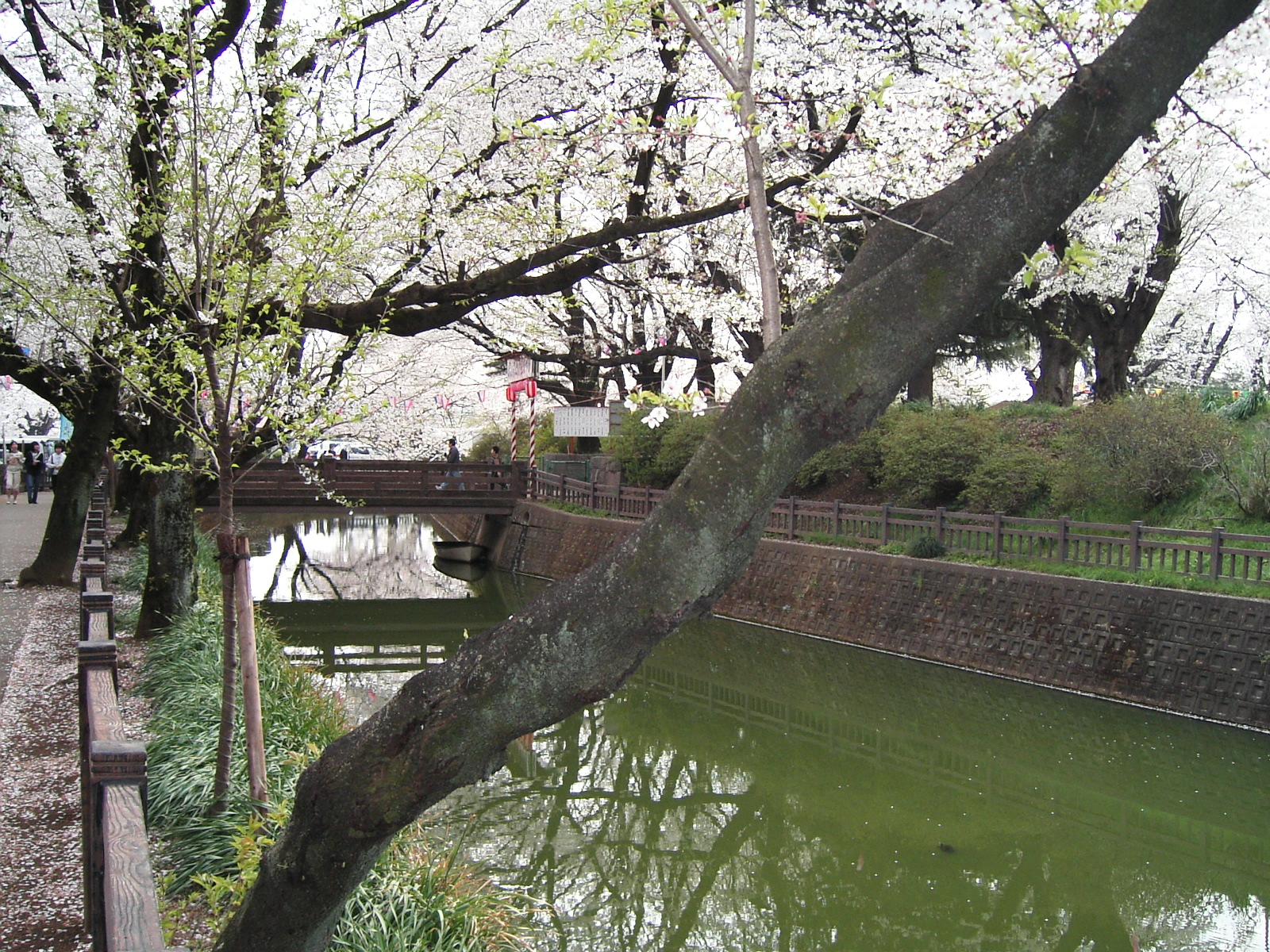
城之内公園
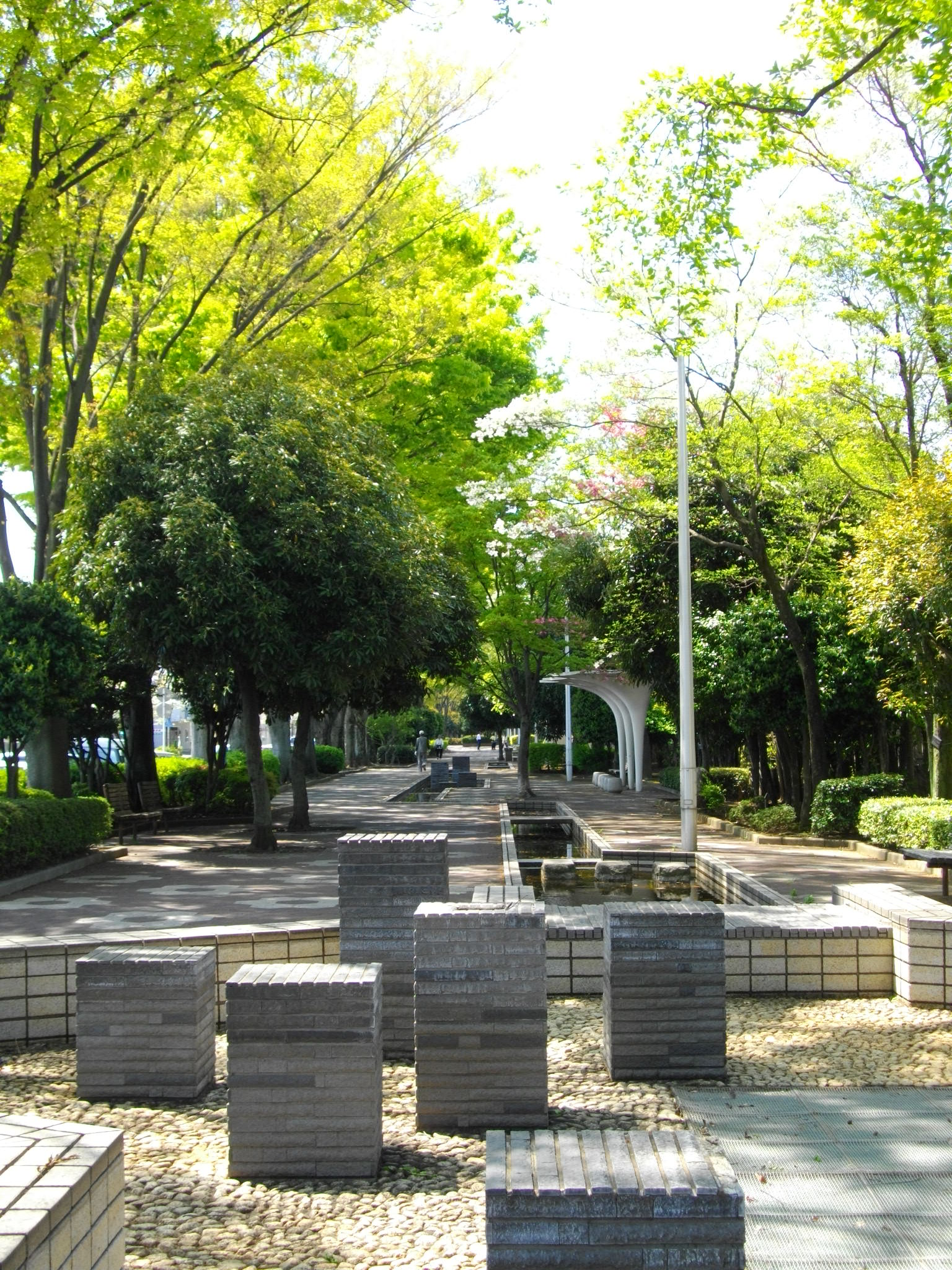
いずみ緑道

- 沼田地区
  - 沼田城跡（沼田市西倉内町）
  - 迦葉山龍華院（沼田市上発知町）
  - 玉原高原（沼田市上発知町）
  - 吹割の滝（沼田市利根町追貝）
  - 照葉峡（利根郡みなかみ町）
  - 群馬サイクルスポーツセンター（利根郡みなかみ町）

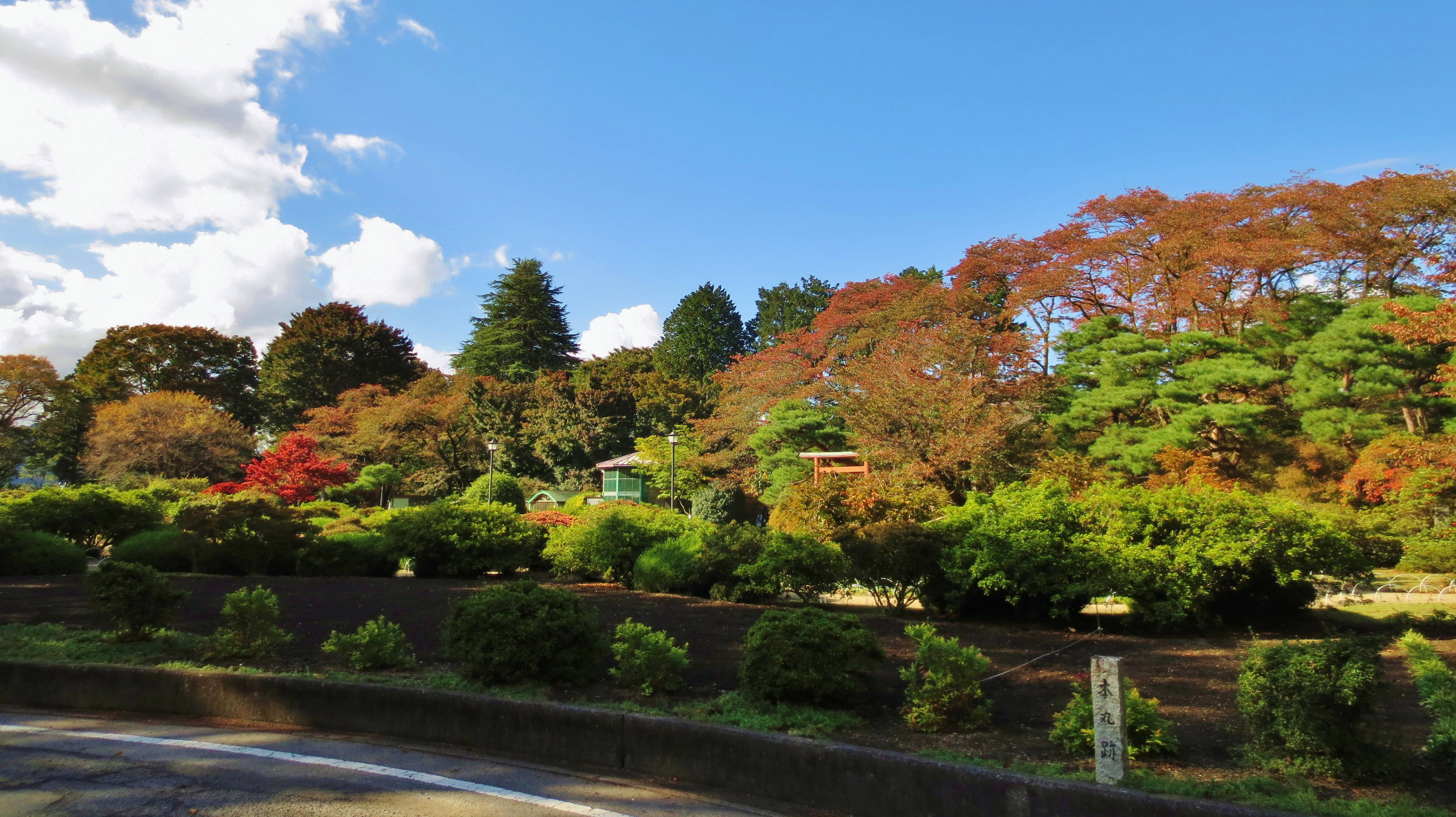
沼田城本丸跡
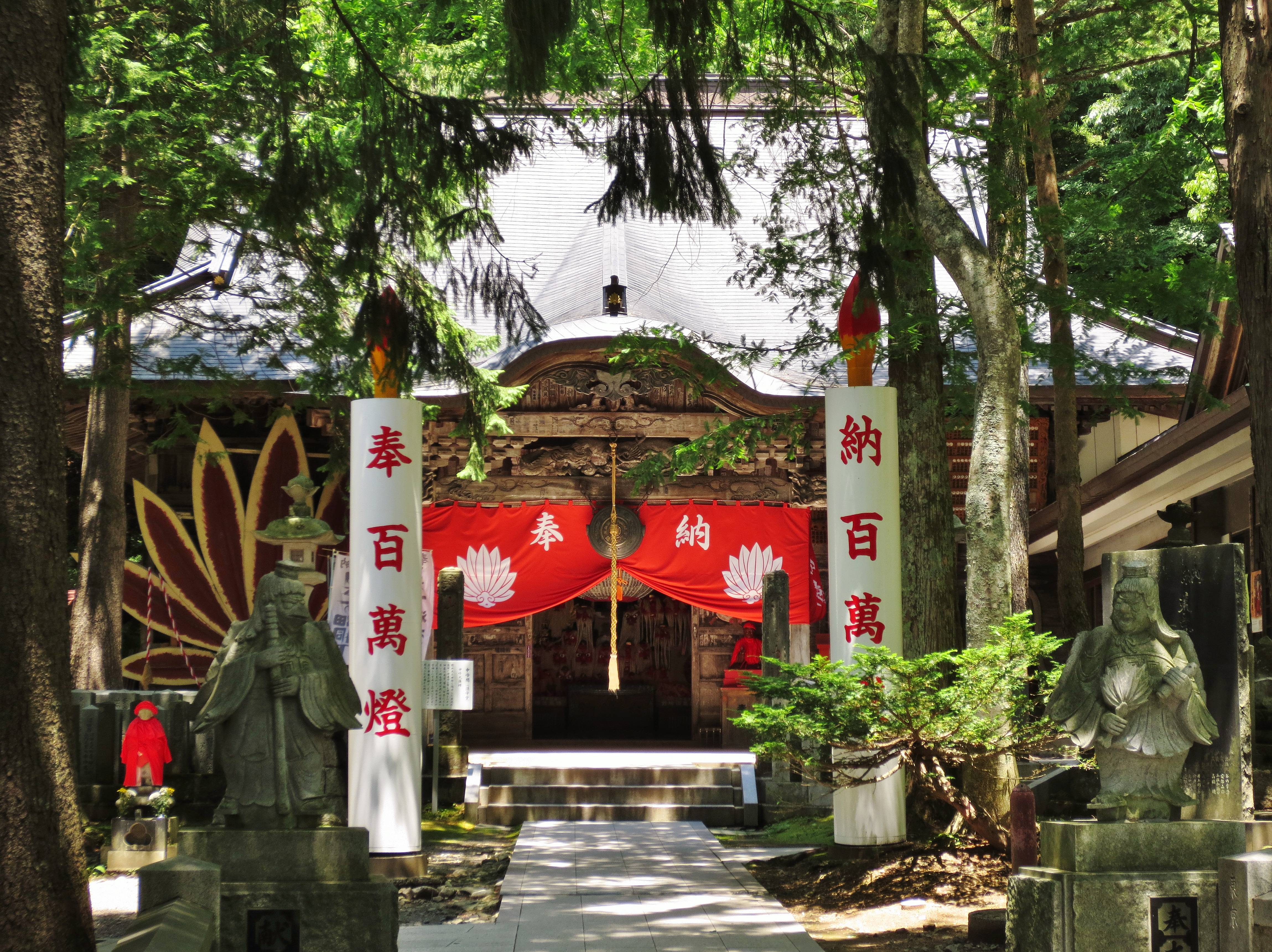
迦葉山龍華院
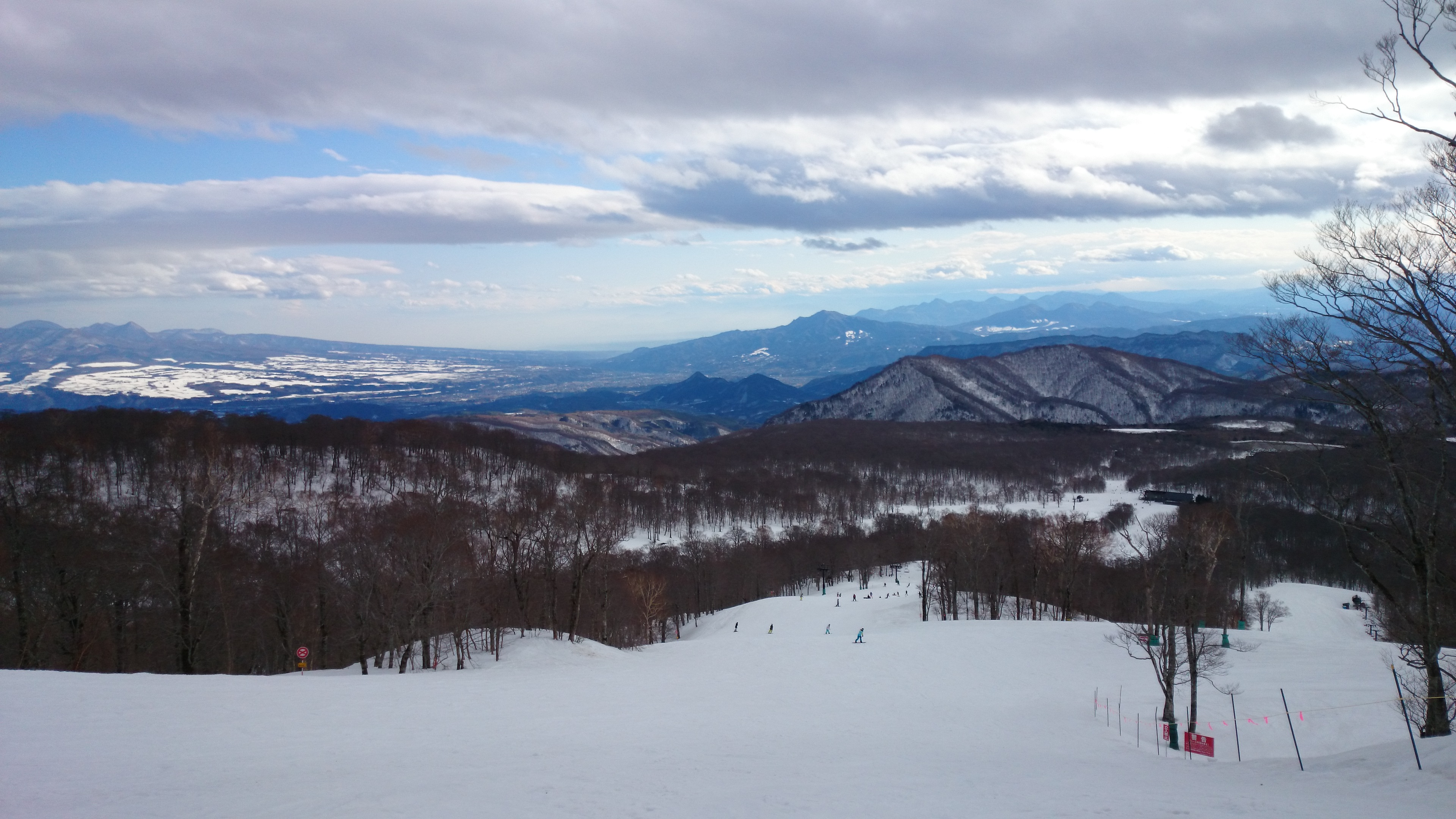
玉原高原
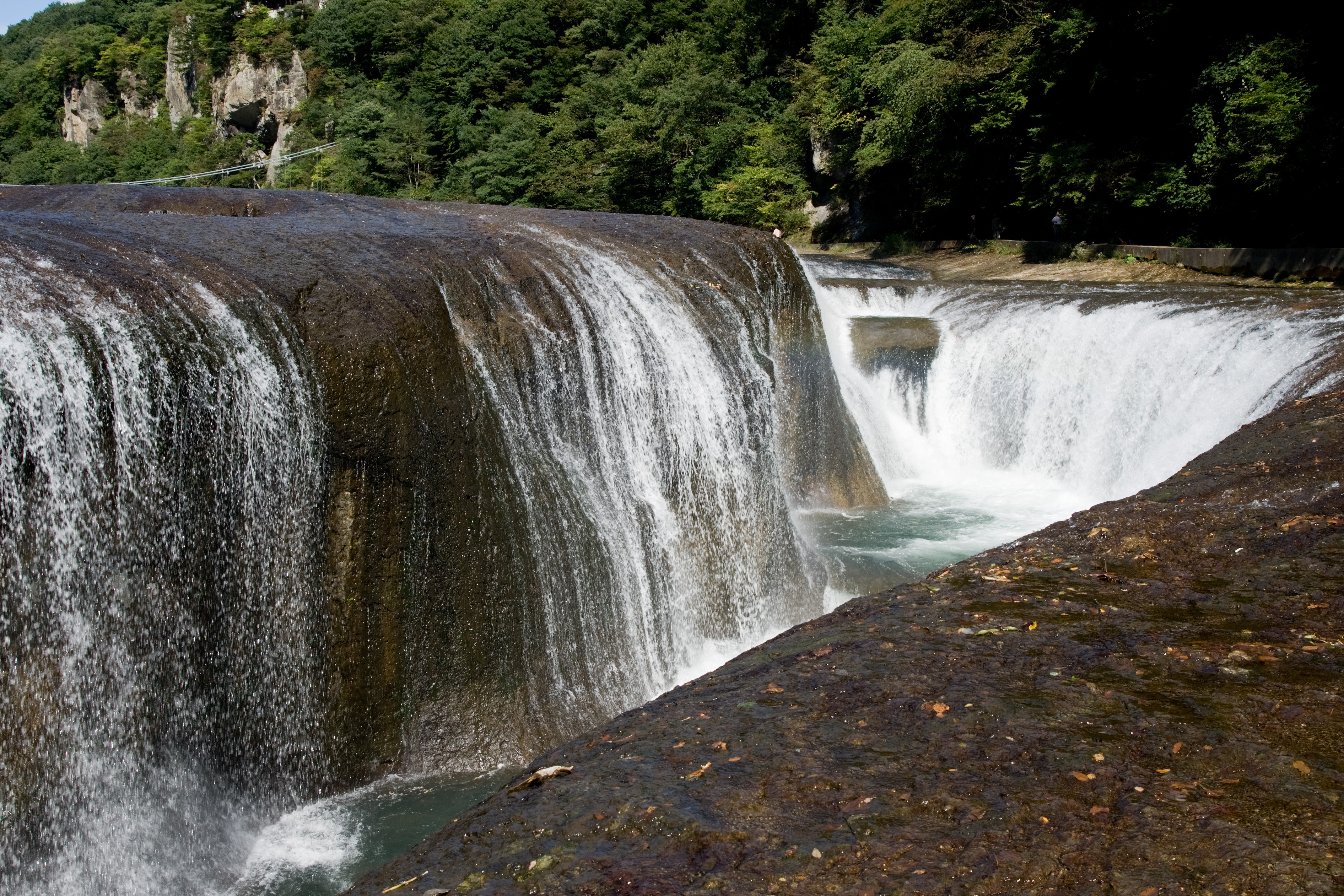
吹割の滝

- 渋川地区
  - 渋川市美術館・桑原巨守彫刻美術館（渋川市渋川）
  - 群馬ガラス工芸美術館（渋川市渋川）
  - 渋川スカイランドパーク（渋川市金井）
  - 伊香保グリーン牧場（渋川市金井）
  - 伊香保温泉（渋川市伊香保町伊香保）
  - 水澤寺（渋川市伊香保町水沢）
  - 伊香保おもちゃと人形自動車博物館（北群馬郡吉岡町上野田）

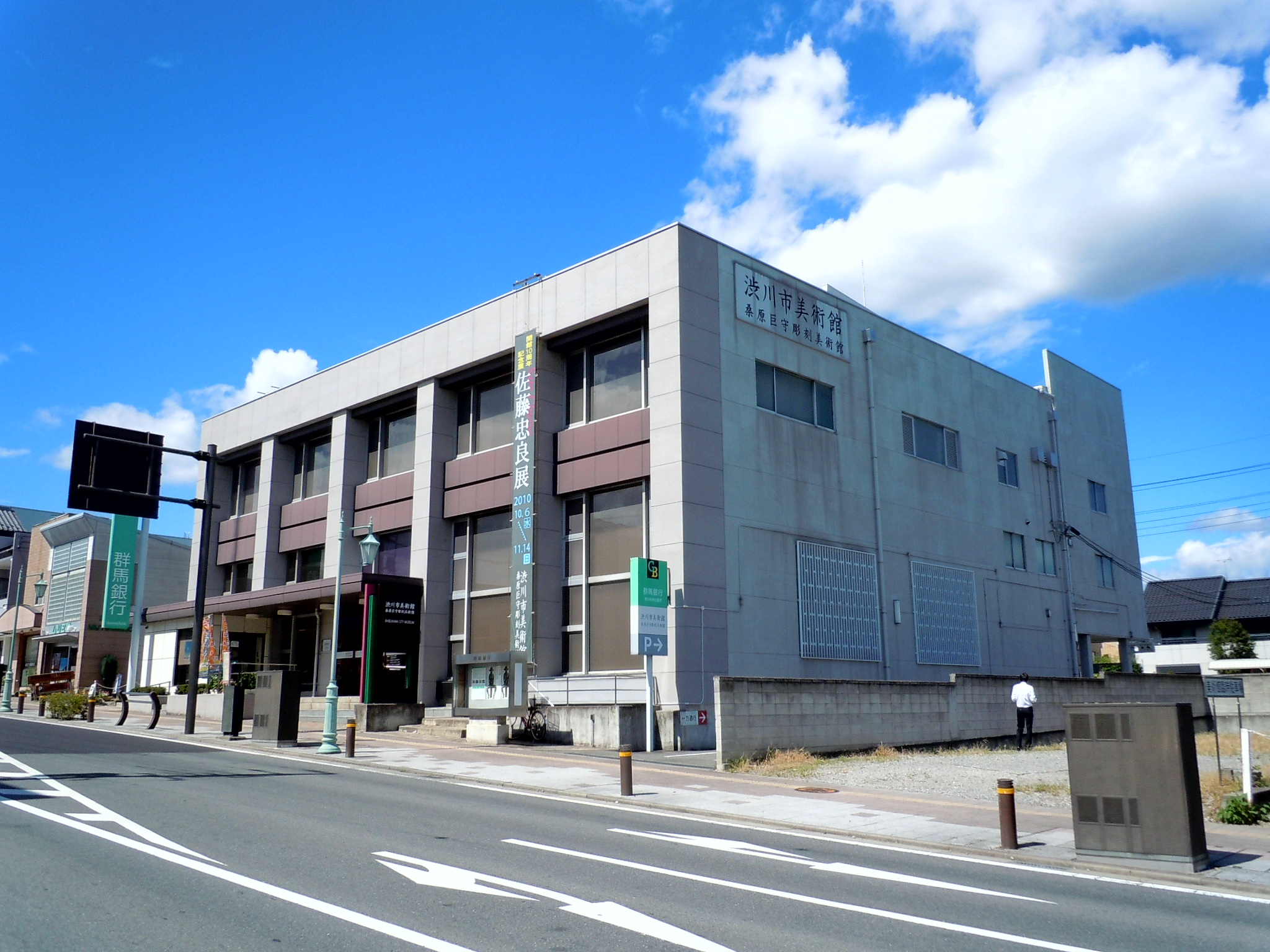
渋川市美術館
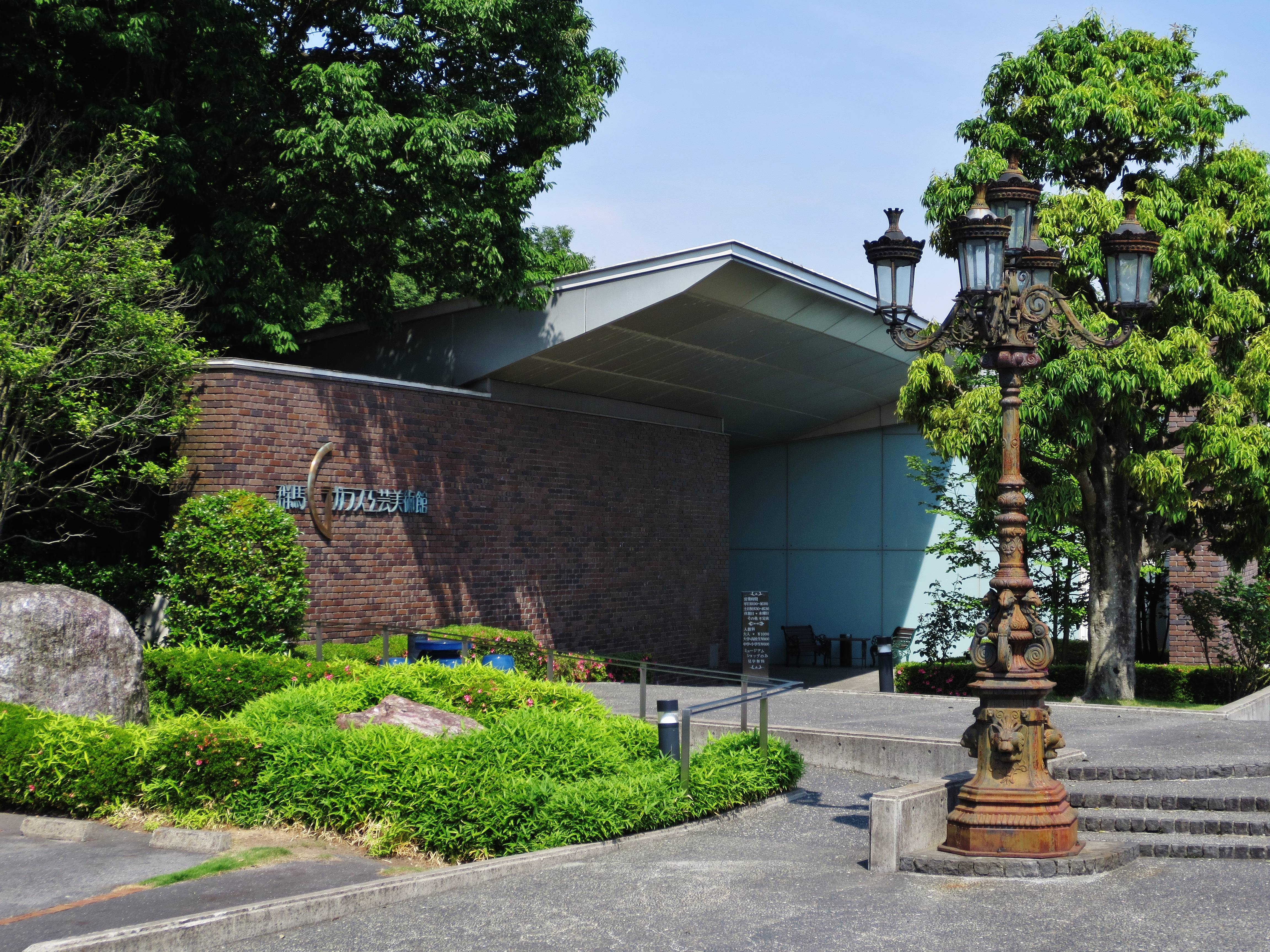
ガラス工芸美術館
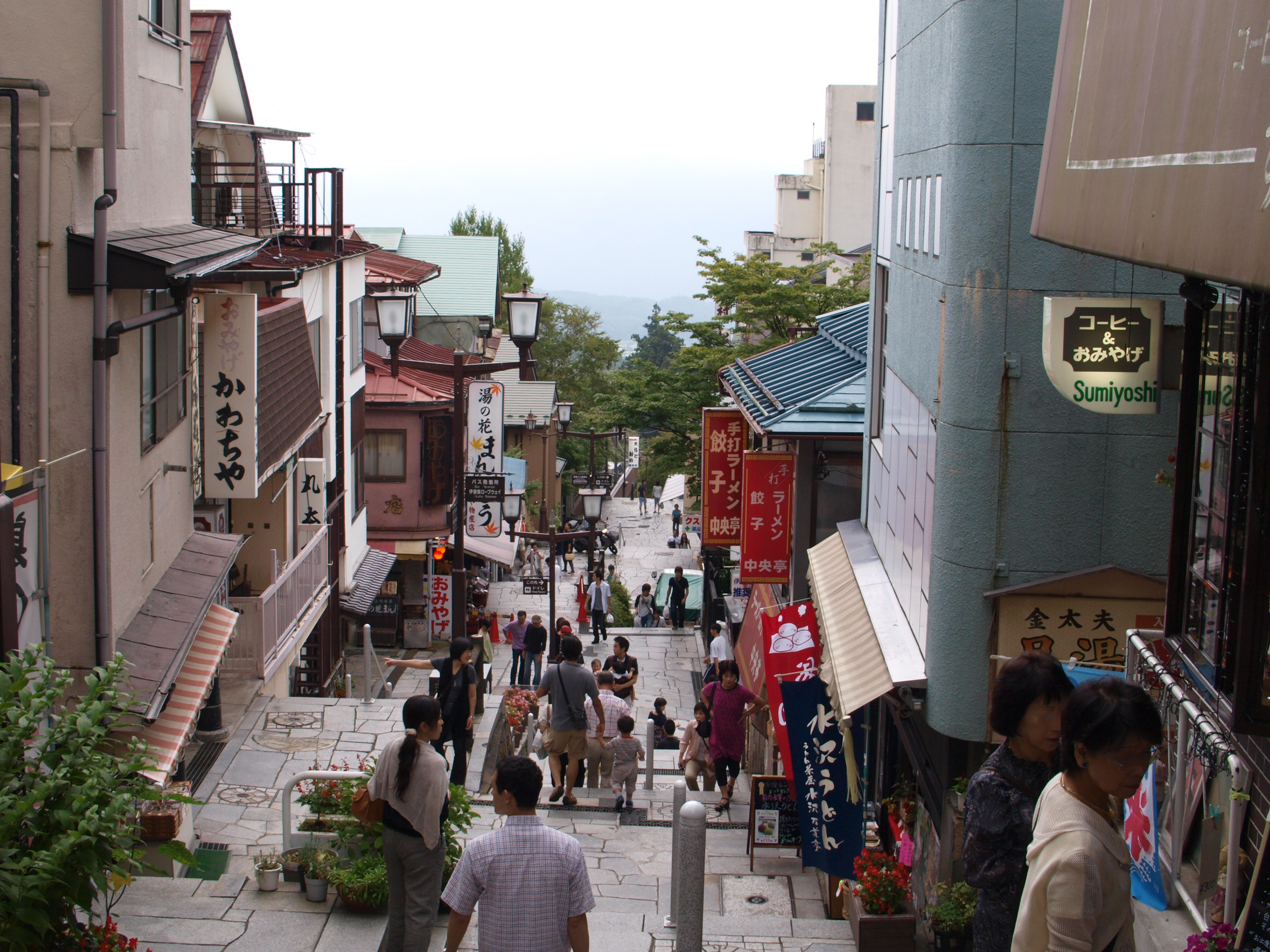
伊香保温泉石段街
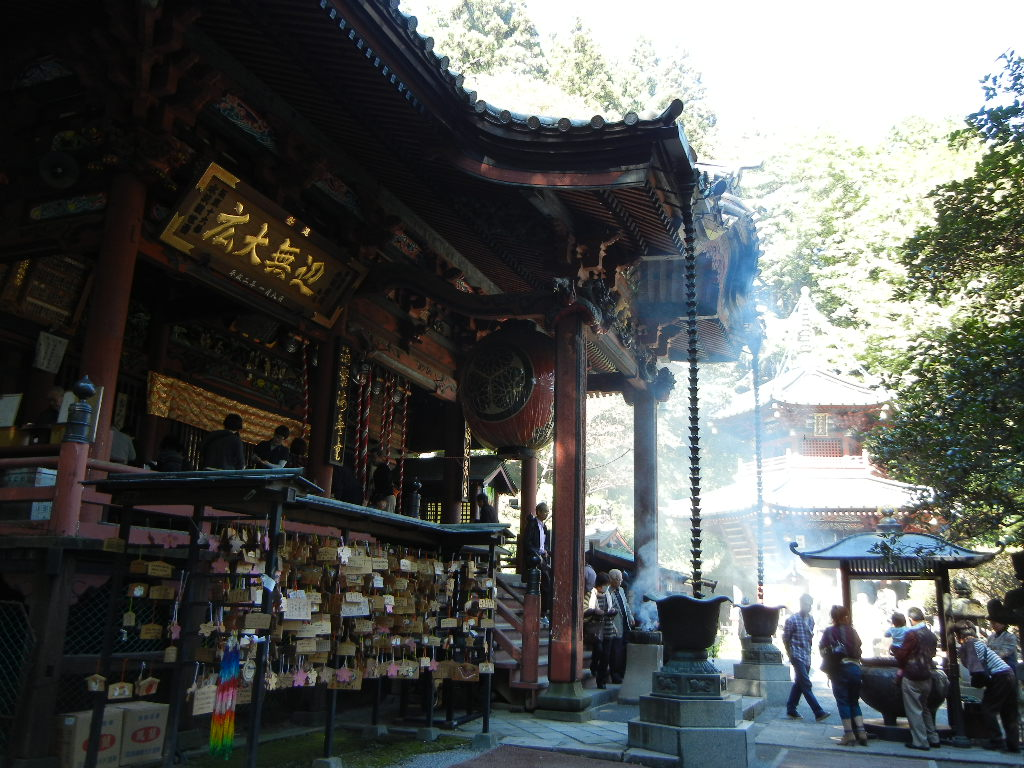
水澤寺

- 藤岡地区
  - 道の駅ららん藤岡（藤岡市中）
  - 高山社跡（藤岡市高山）
  - 三波石峡（藤岡市譲原）
  - 桜山（藤岡市三波川）
  - 不二洞（多野郡上野村川和）
  - 瀬林の漣痕（多野郡神流町神ケ原）
  - 早滝（多野郡神流町塩沢）

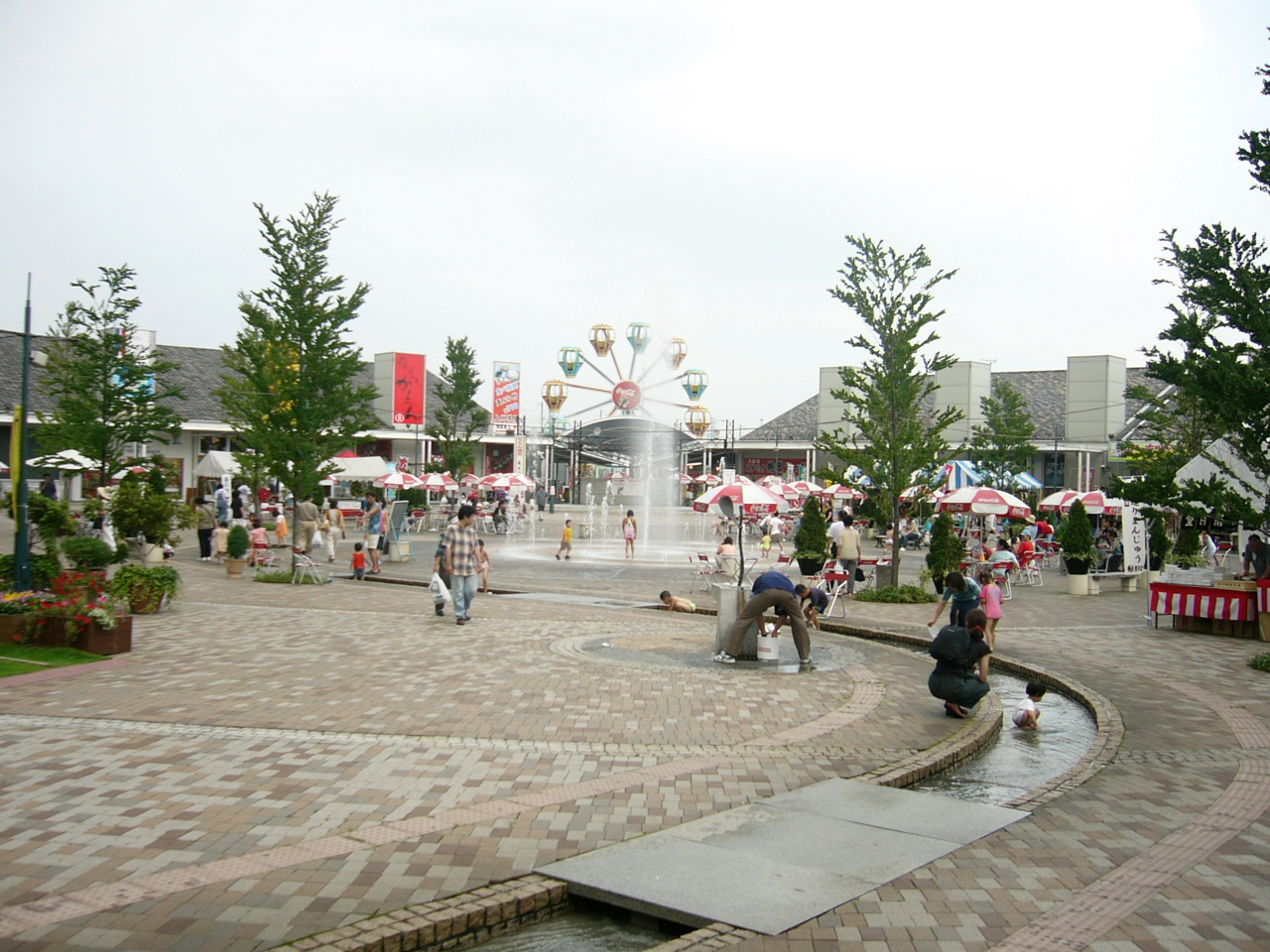
道の駅ららん藤岡
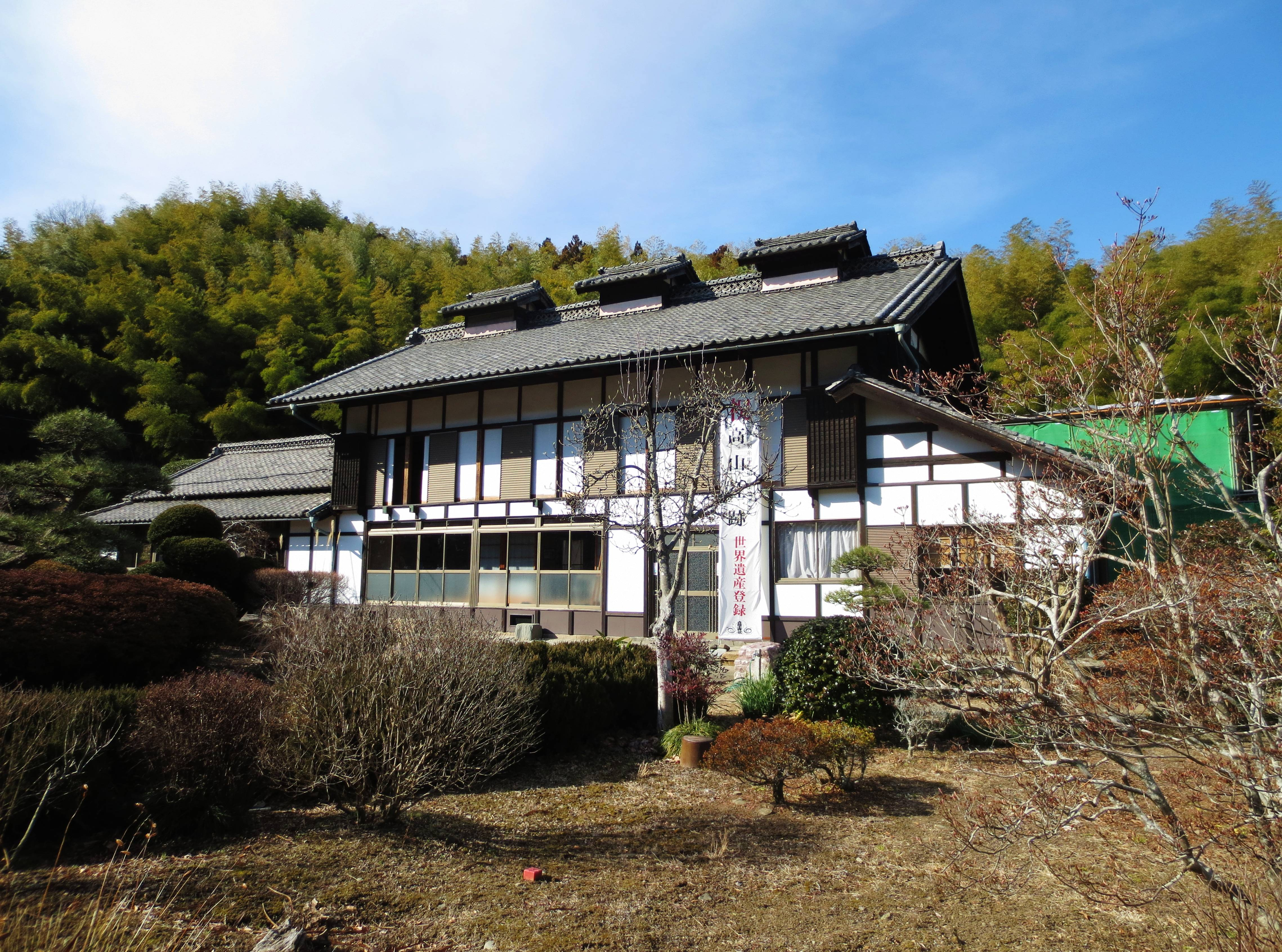
高山社跡
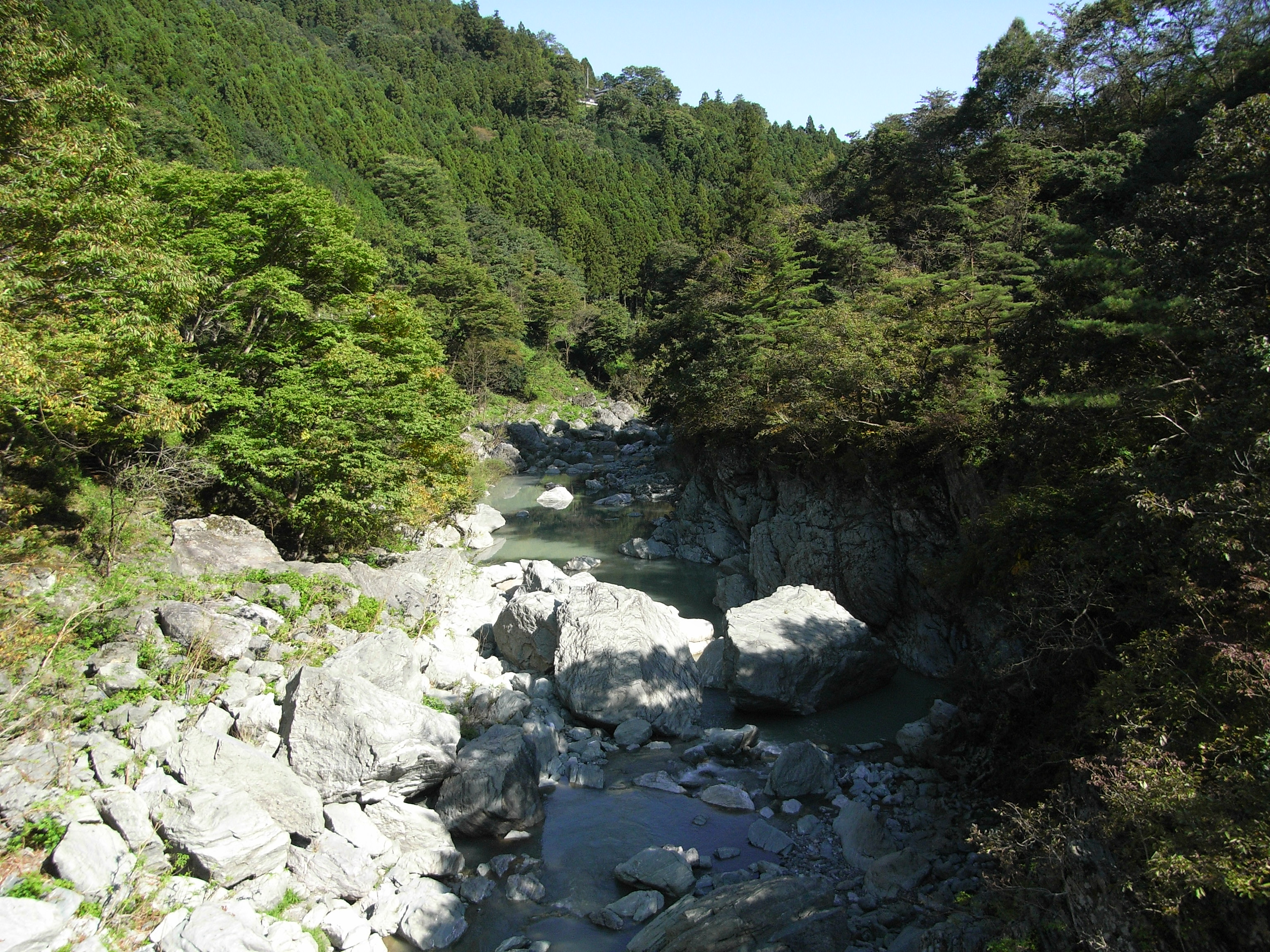
三波石峡
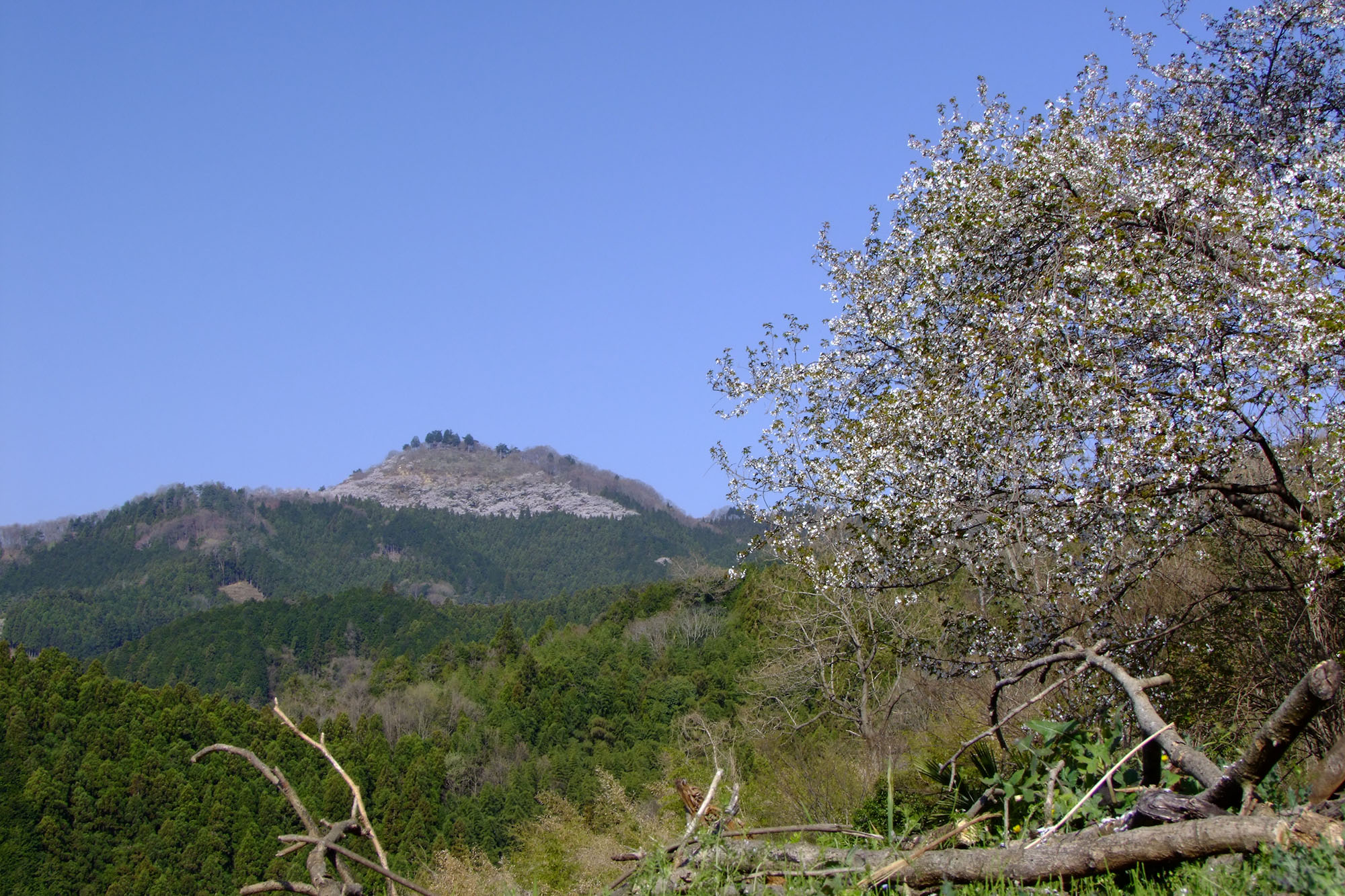
桜山
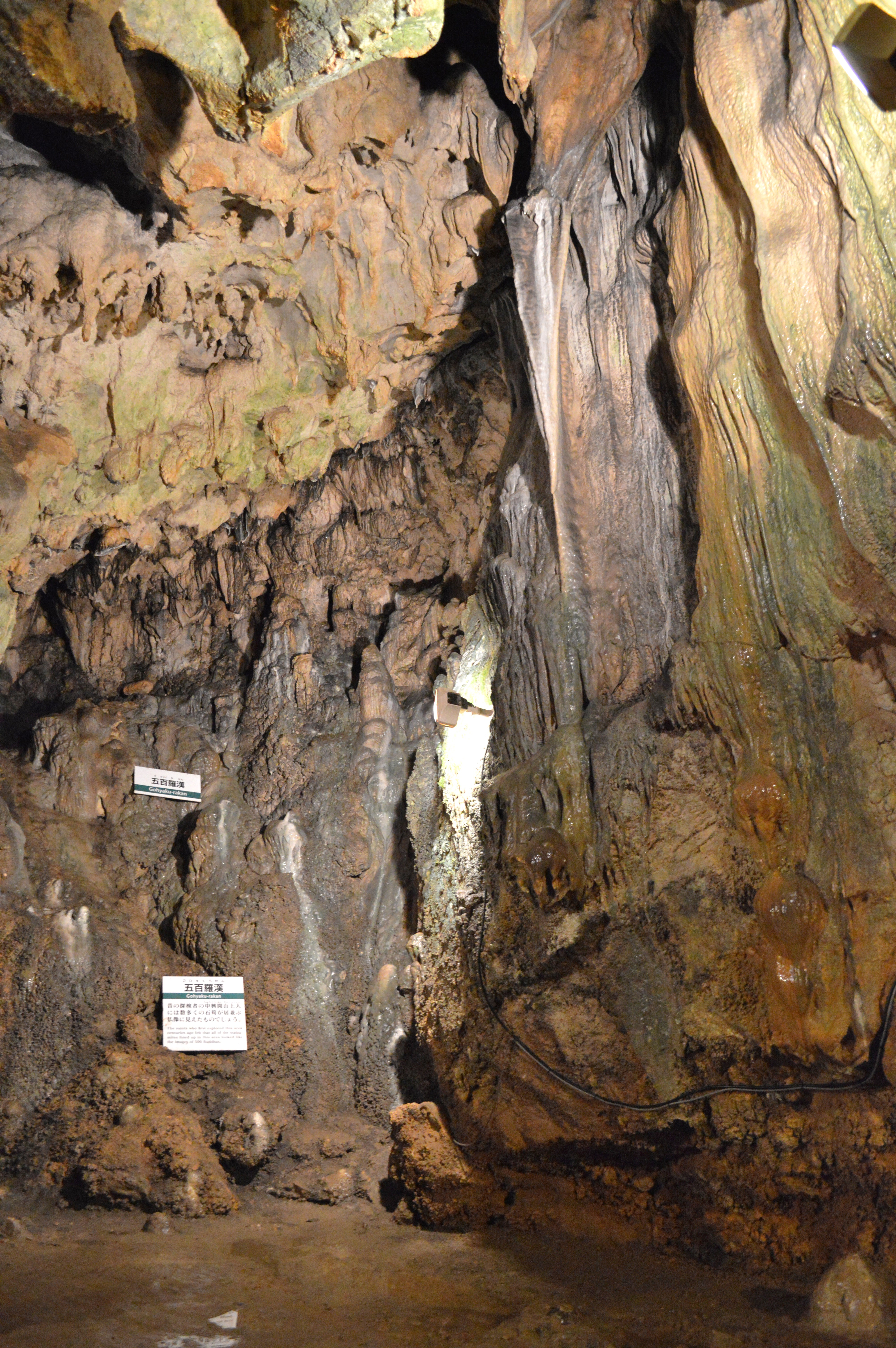
不二洞
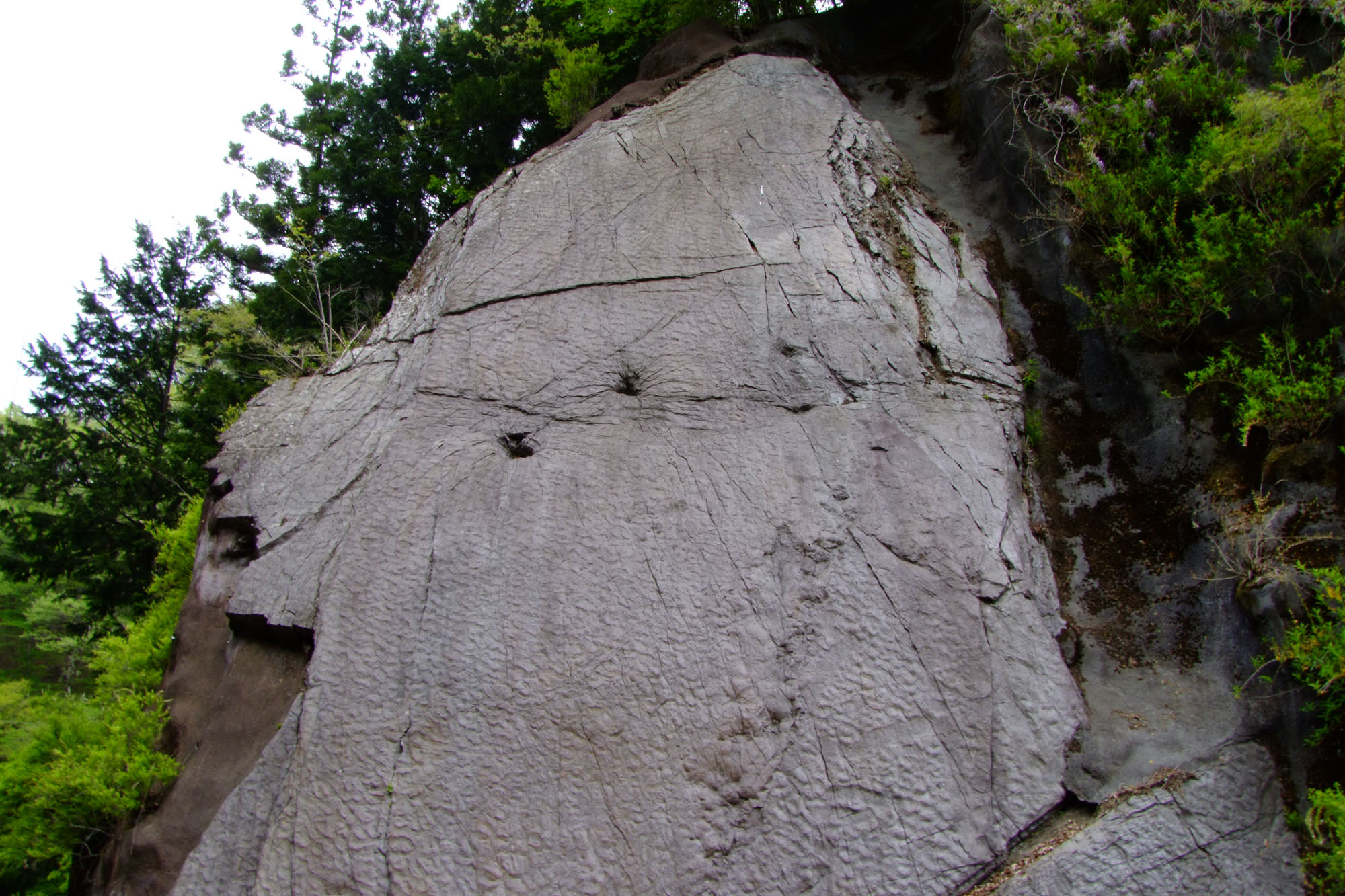
漣岩
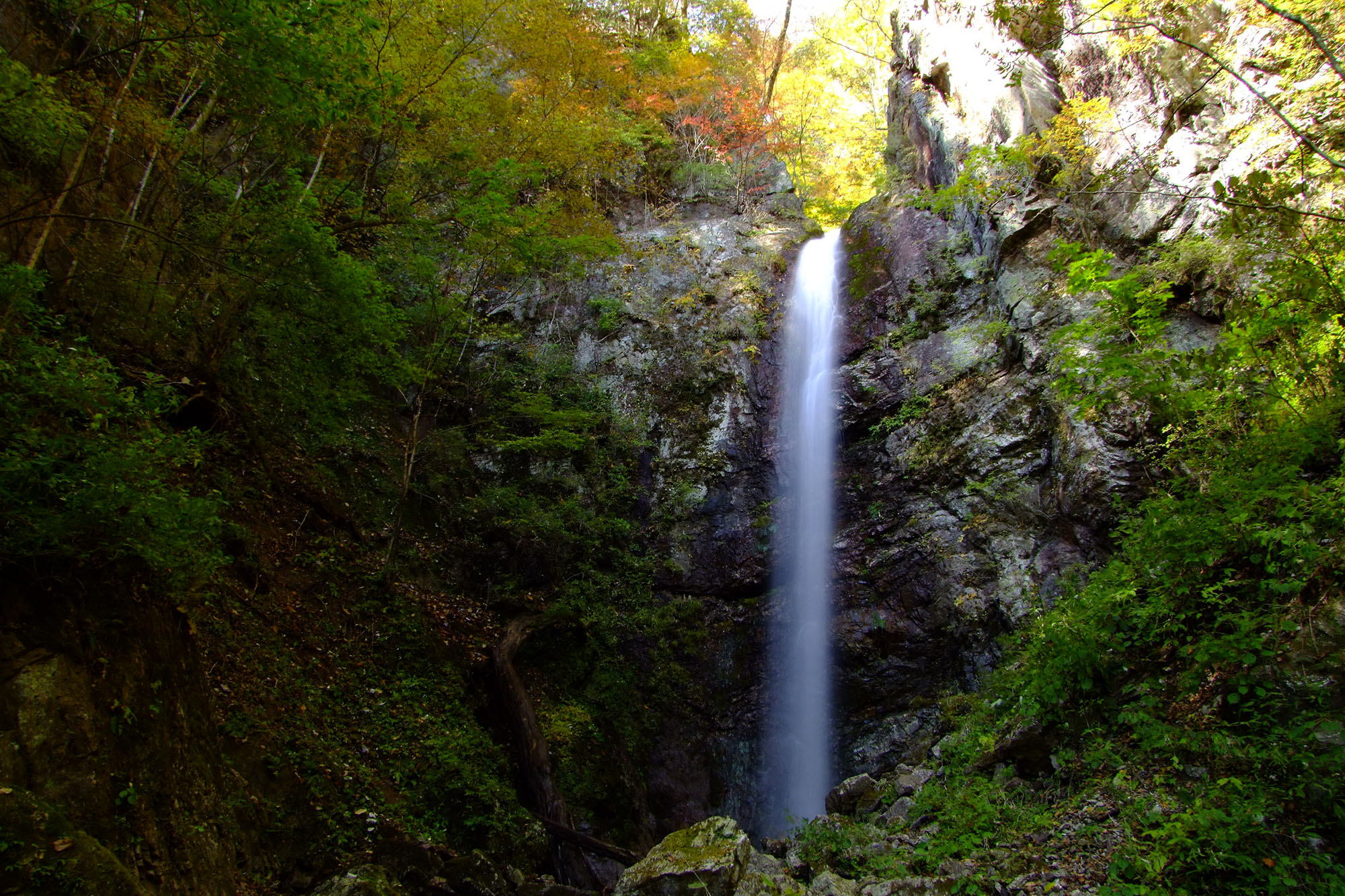
早滝

- 富岡地区
  - 貫前神社（富岡市一ノ宮）
  - 富岡製糸場（富岡市富岡）
  - 群馬県立自然史博物館（富岡市上黒岩）
  - 富岡市立美術博物館・福沢一郎記念美術館（富岡市黒川）
  - 群馬サファリパーク（富岡市岡本）
  - 妙義神社（富岡市妙義町妙義）
  - 雄川堰（甘楽郡甘楽町小幡）
  - 楽山園（甘楽郡甘楽町小幡）

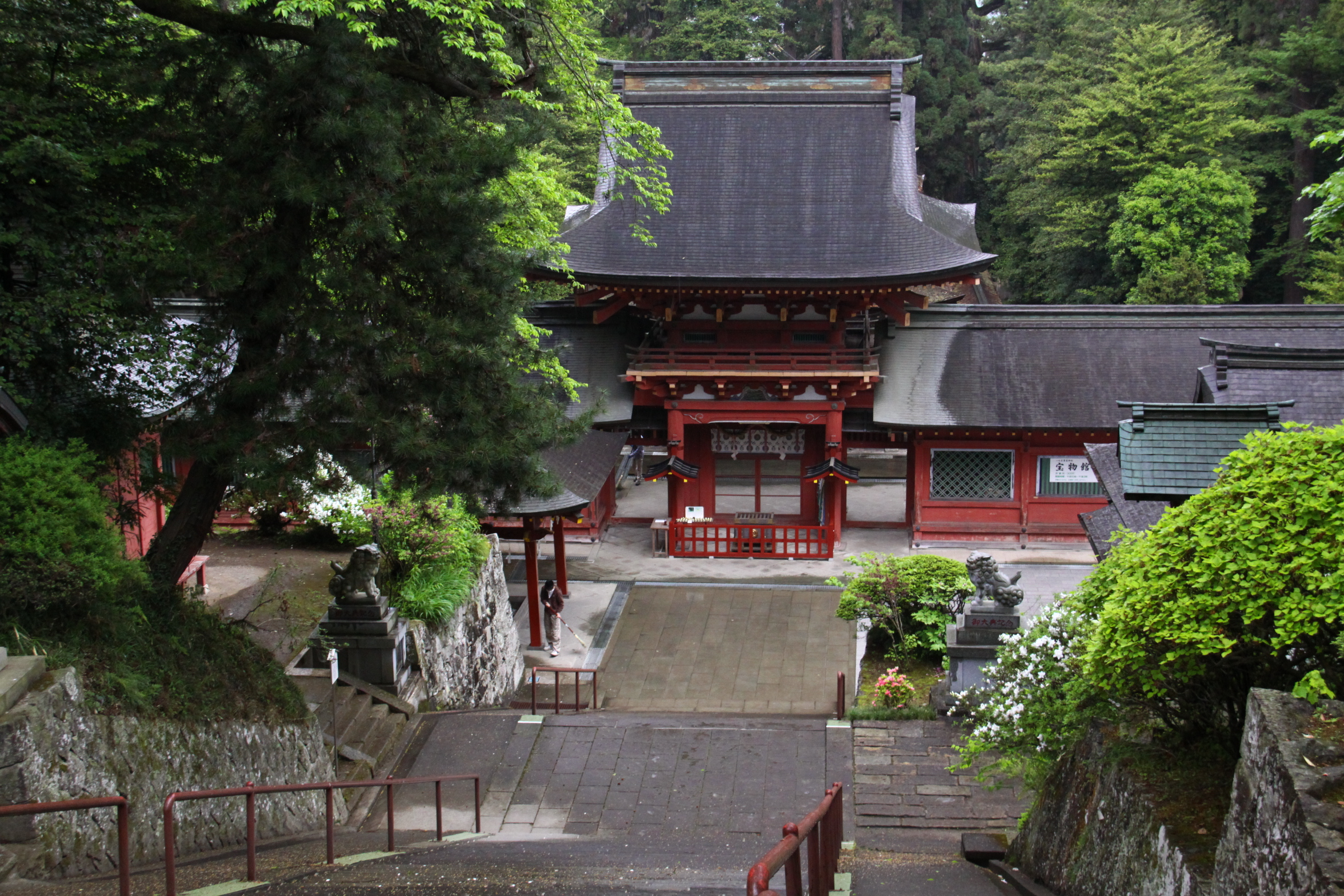
貫前神社
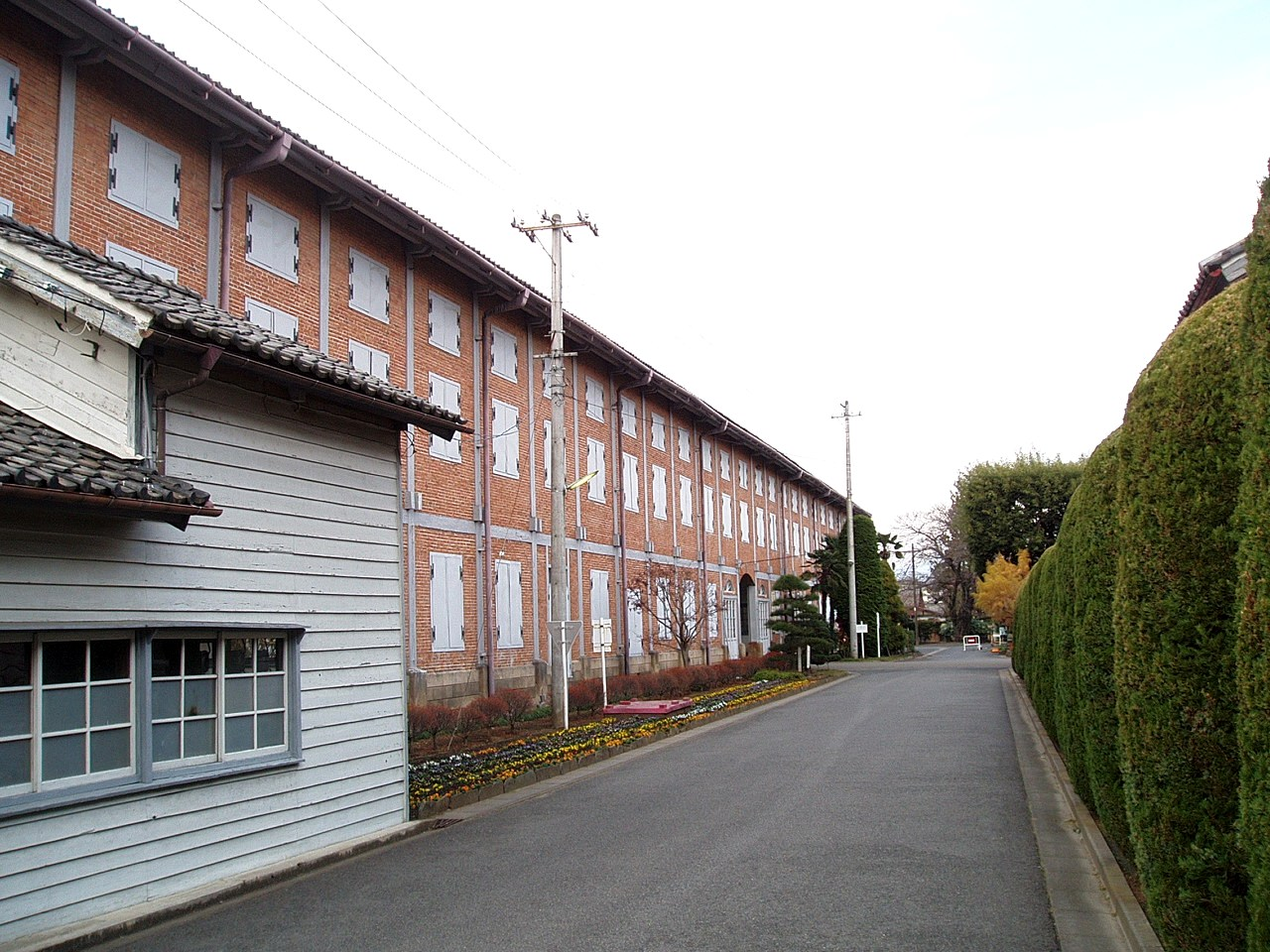
富岡製糸場
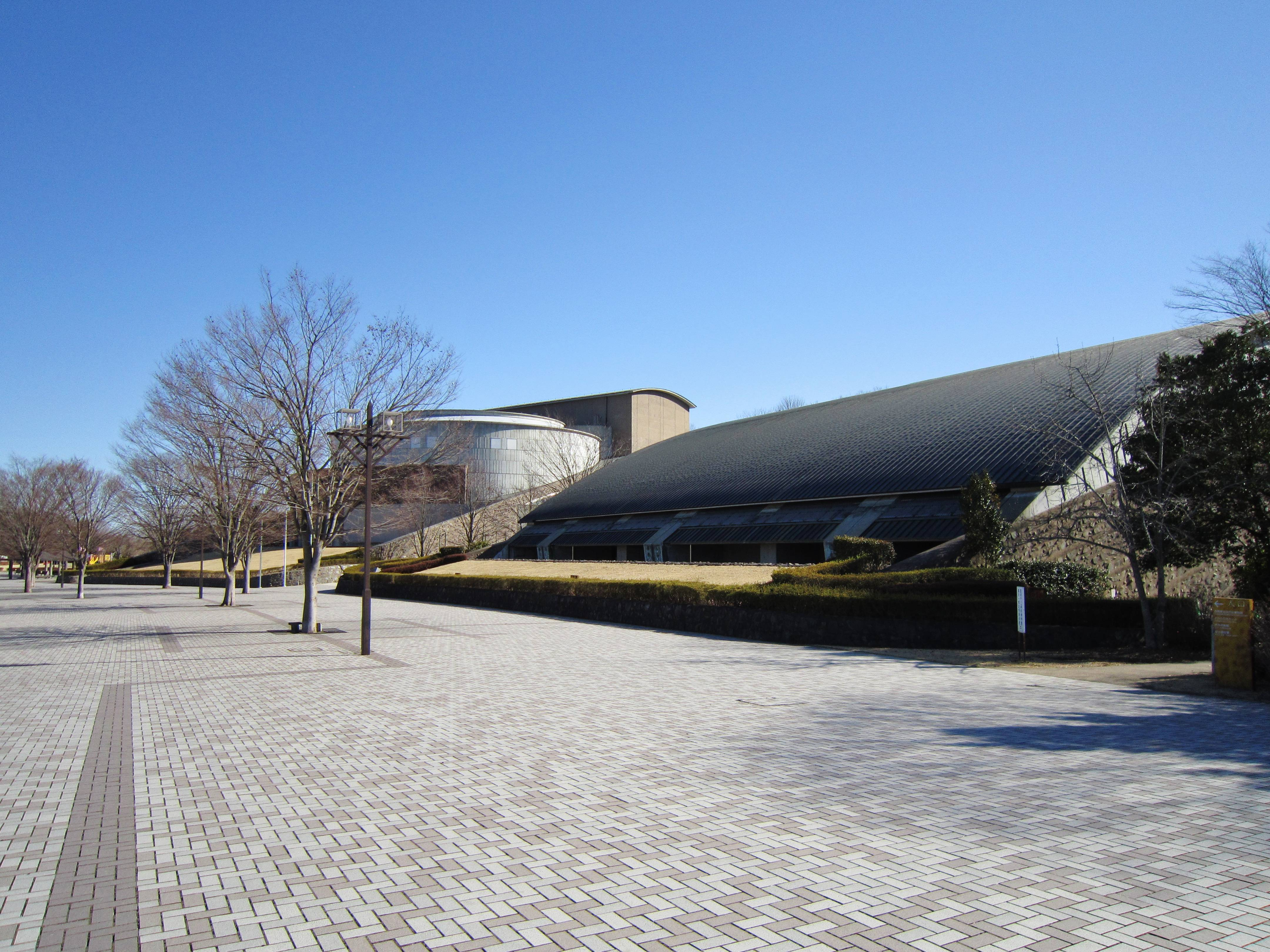
自然史博物館
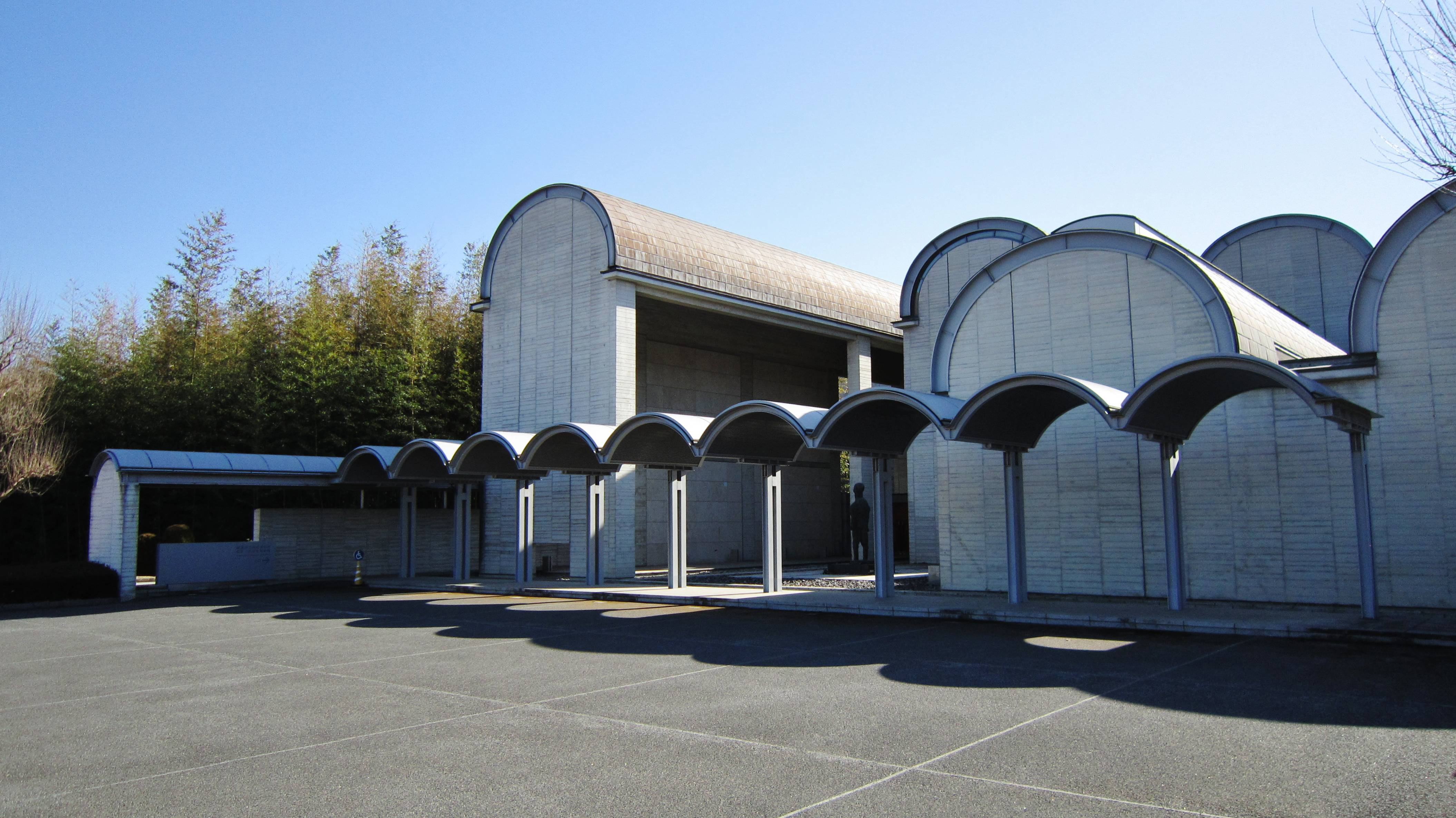
富岡市立美術博物館
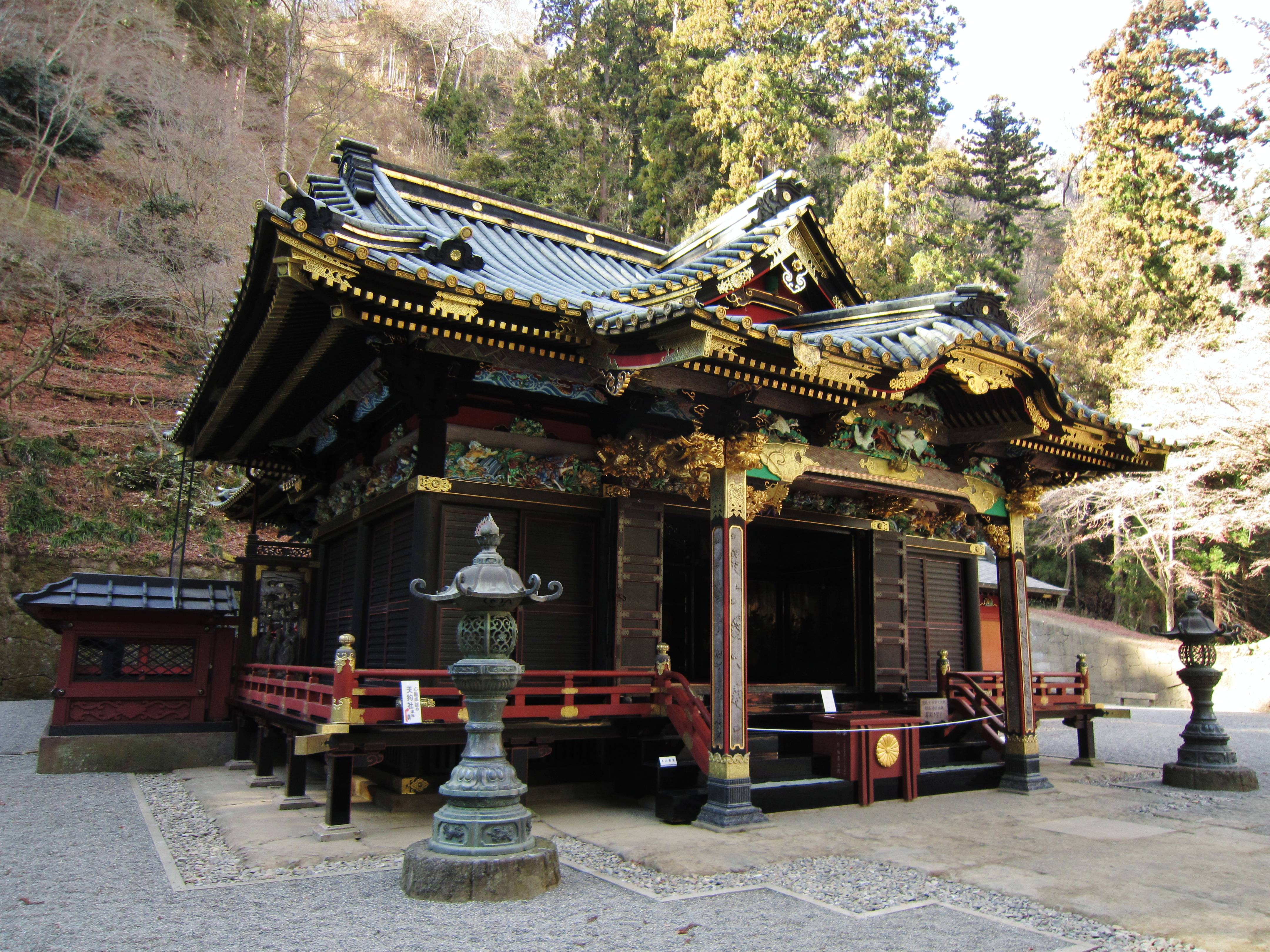
妙義神社
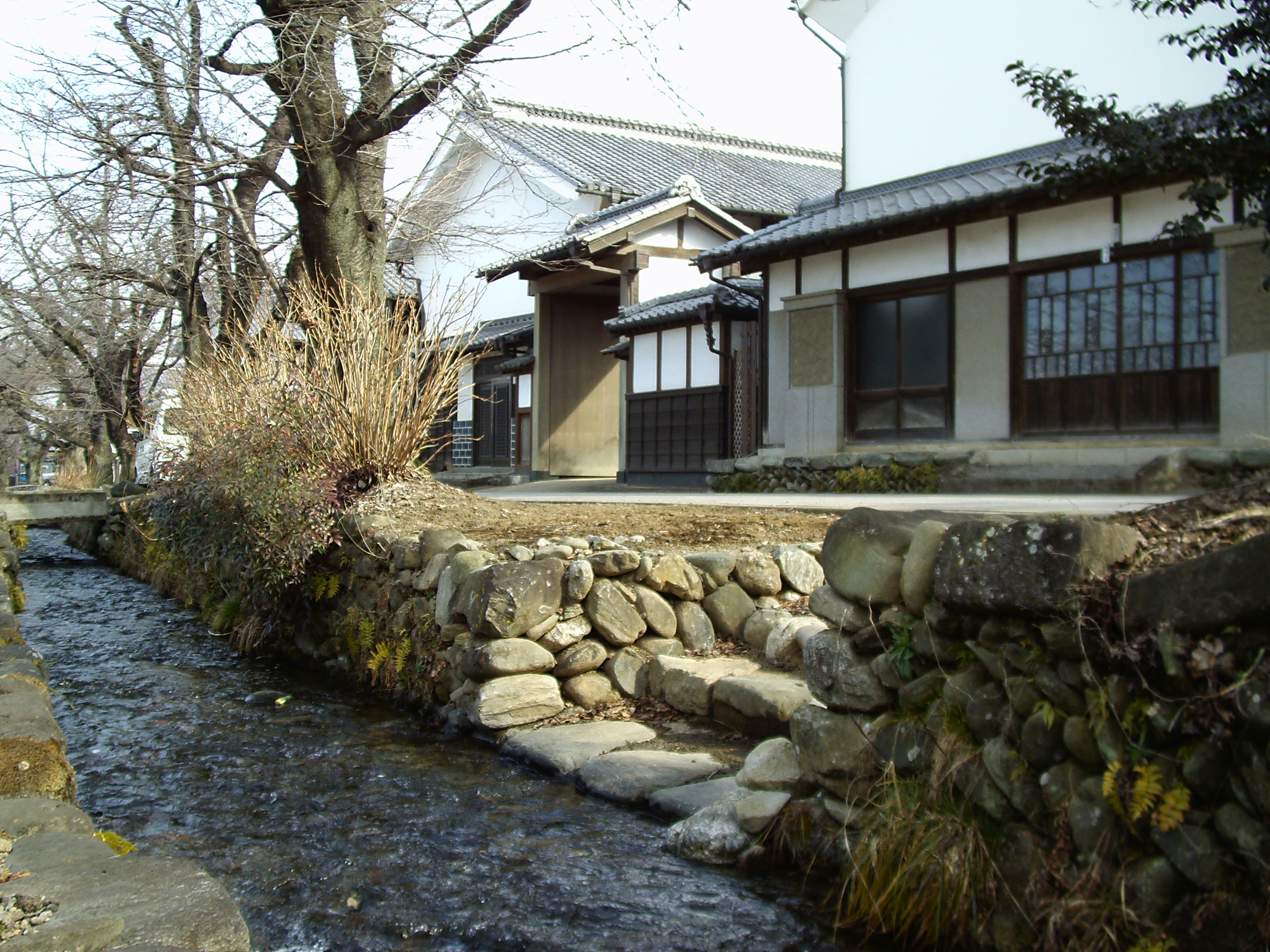
雄川堰
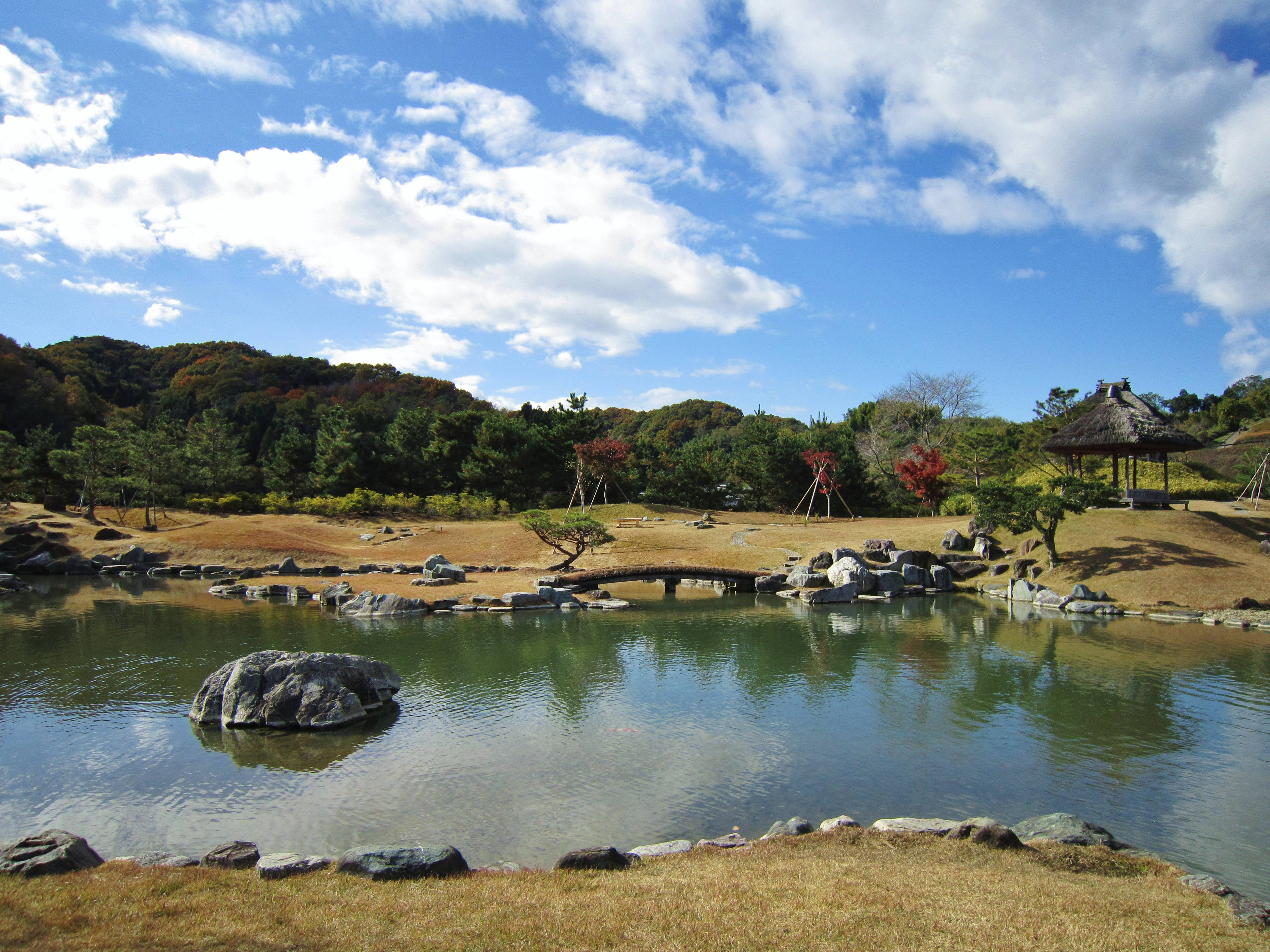
楽山園

- 吾妻地区
  - 六合赤岩（重要伝統的建造物群保存地区（山村・養蚕集落）、吾妻郡中之条町赤岩）
  - 薬王園（吾妻郡中之条町折田）
  - 北軽井沢（吾妻郡長野原町北軽井沢、嬬恋村鎌原）
  - 浅間火山博物館（吾妻郡嬬恋村鎌原）
  - 草津温泉（吾妻郡草津町草津）
  - 草津白根山（吾妻郡草津町草津）
  - 湯釜（吾妻郡草津町草津）
  - 草津熱帯圏（吾妻郡草津町草津）
  - 片岡鶴太郎美術館（吾妻郡草津町草津）
  - 群馬県立ぐんま天文台（吾妻郡高山村中山）
  - 大理石村ロックハート城（吾妻郡高山村中山）
  - 吾妻渓谷（吾妻郡東吾妻町）
  - コニファーいわびつ（吾妻郡東吾妻町）

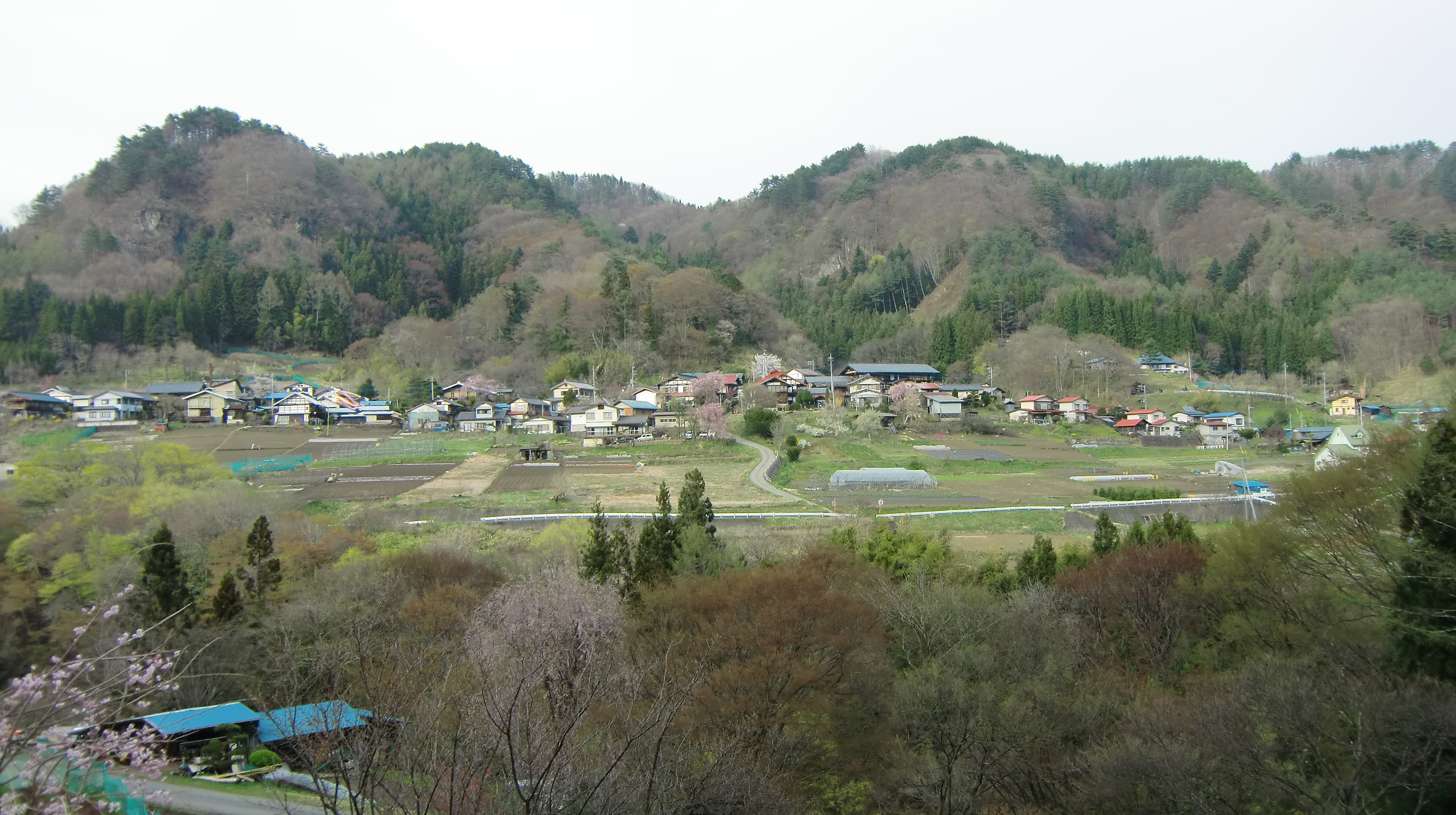
六合赤岩
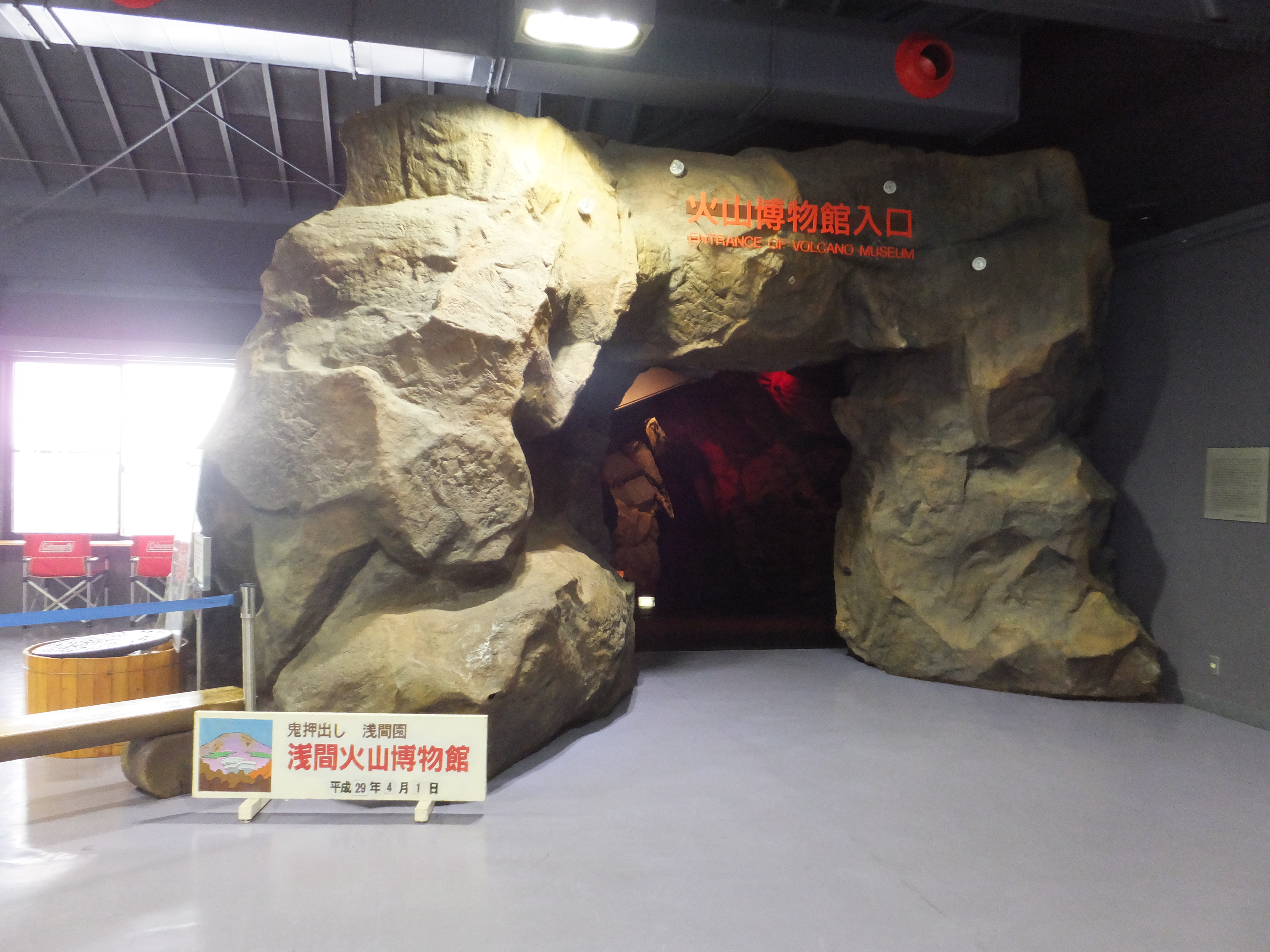
浅間火山博物館
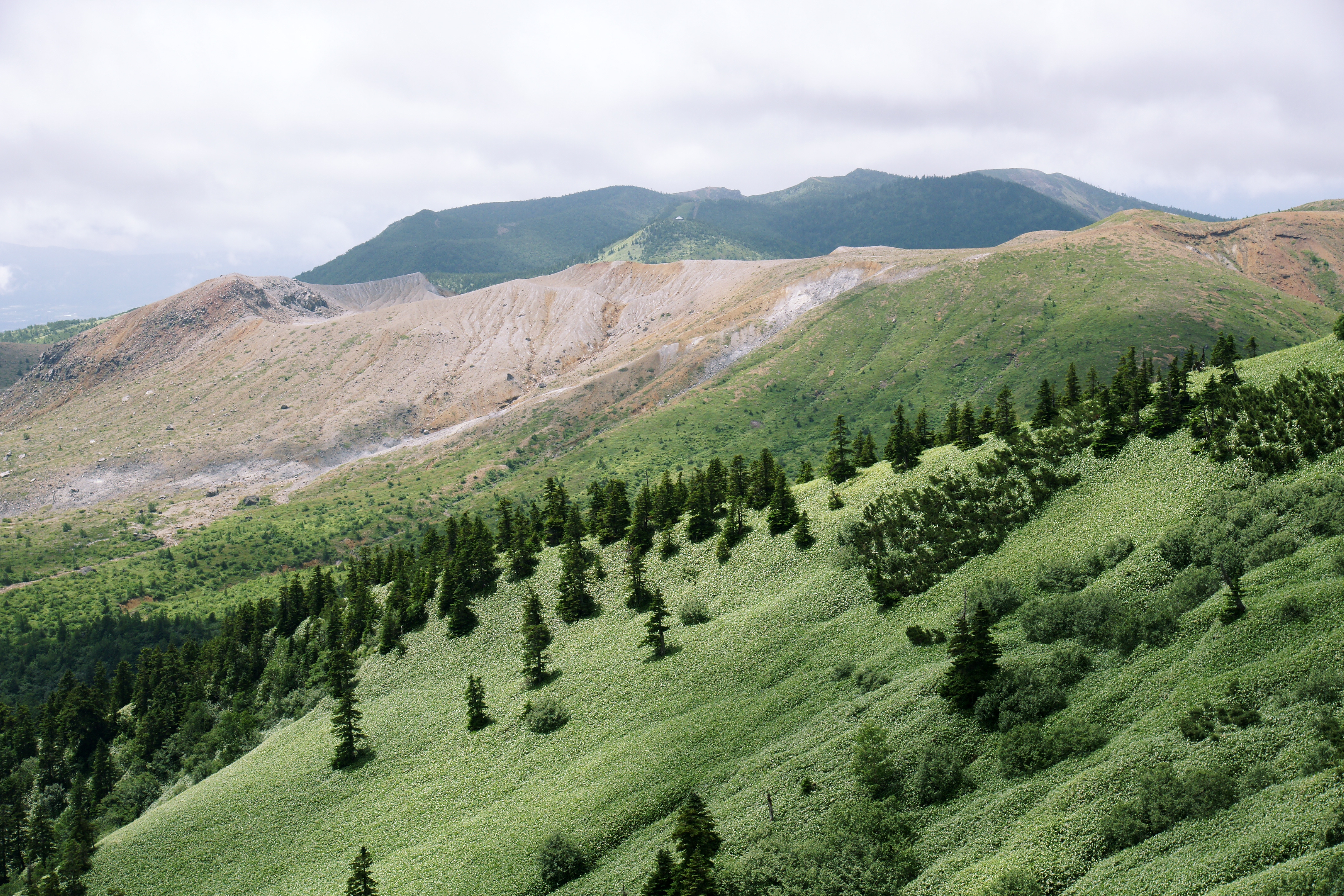
草津白根山
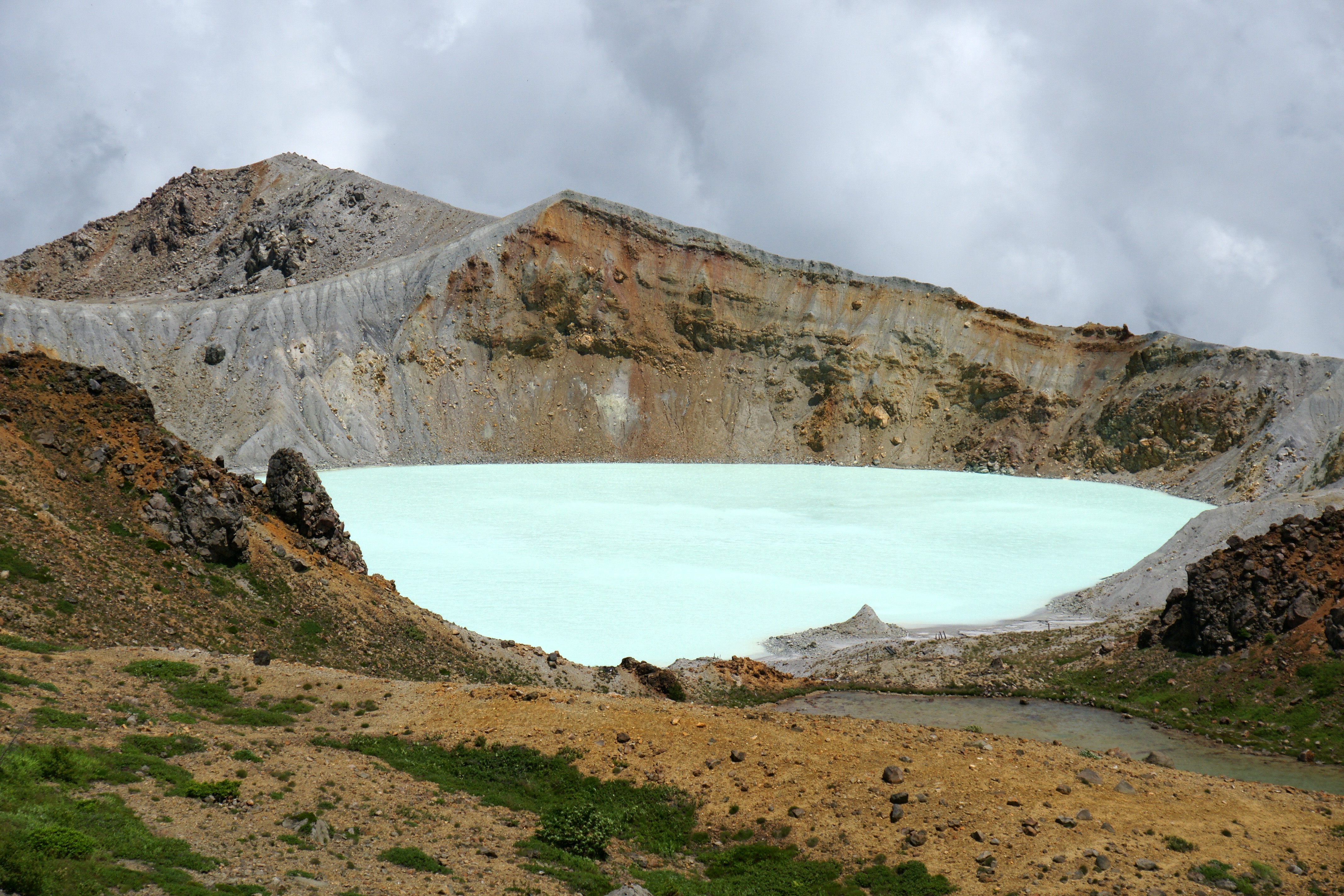
湯釜
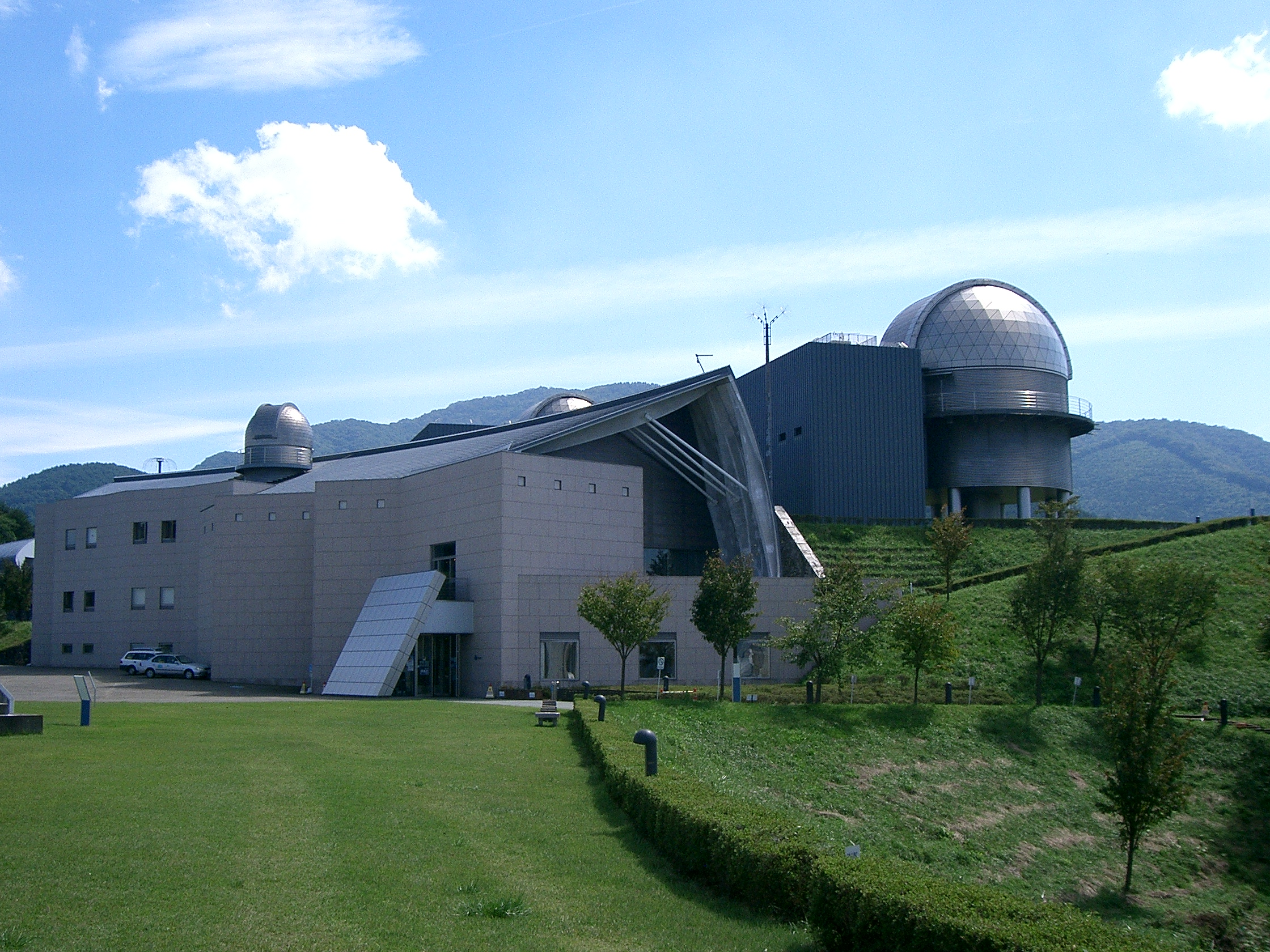
ぐんま天文台
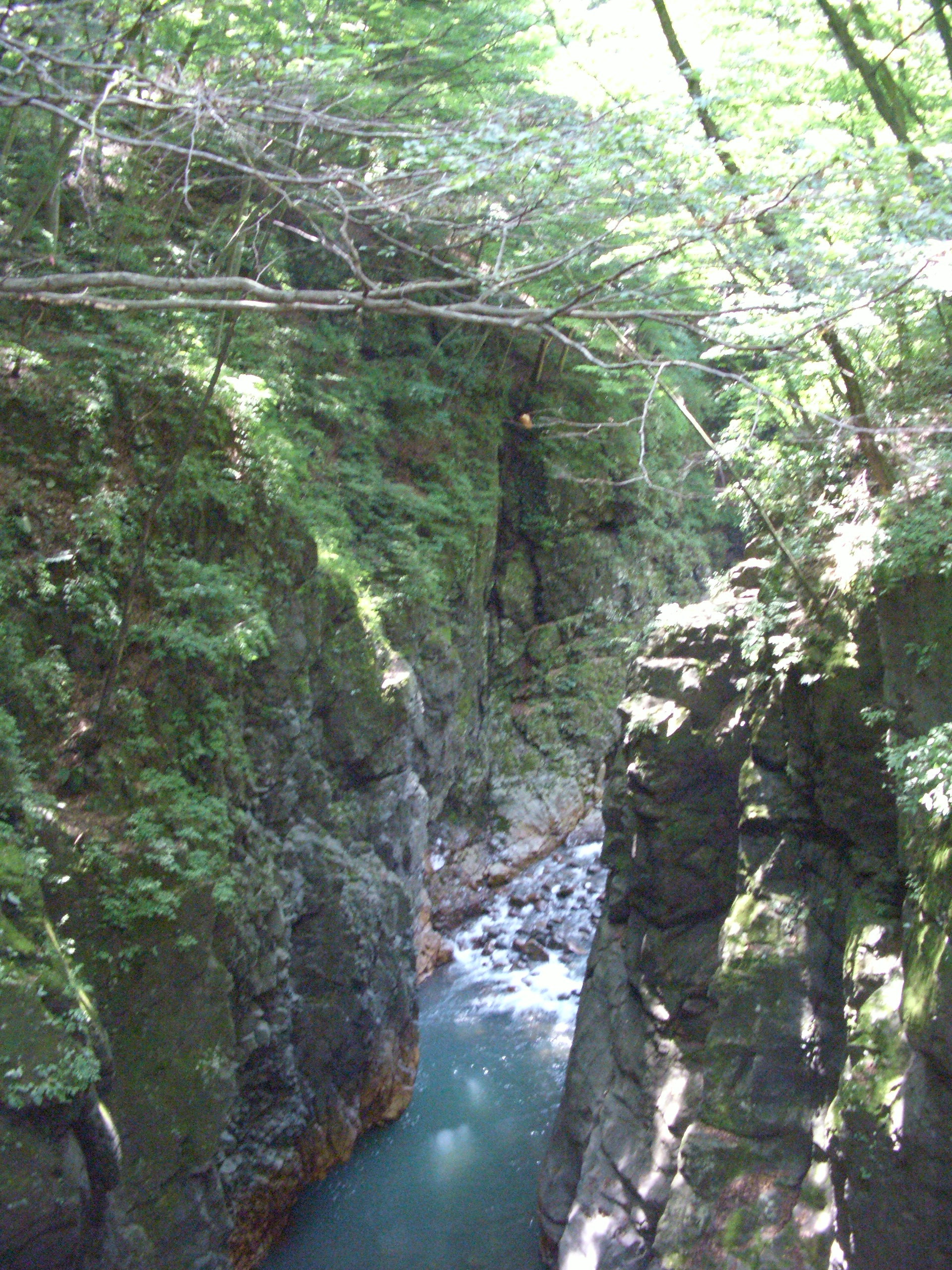
吾妻渓谷

### 祭事・催事

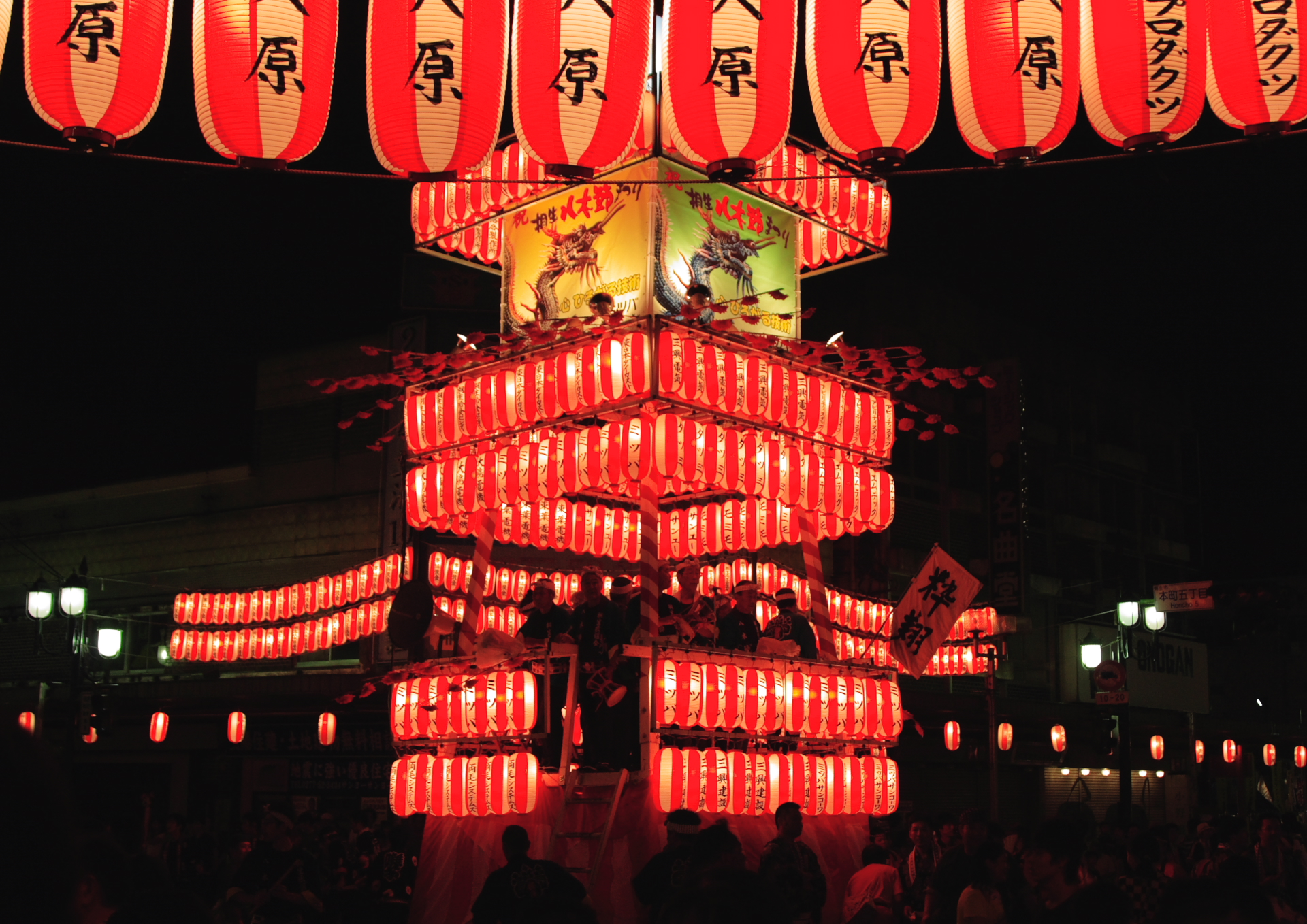
桐生八木節まつり

- 前橋まつり（前橋市）
- 高崎まつり（高崎市）
- 桐生八木節まつり（桐生市）
- 沼田まつり（沼田市）
- 渋川へそ祭り（渋川市）

### 温泉
- 前橋・伊勢崎地区
  - 赤城温泉、忠治温泉（前橋市）
  - 五色温泉（伊勢崎市）
- 高崎・安中地区
  - 相間川温泉、三福温泉、吉井温泉（高崎市）
  - 磯部温泉、霧積温泉（安中市）
- 桐生・太田・館林地区
  - 梨木温泉（桐生市）
  - 藪塚温泉（太田市）
- 沼田地区
  - 老神温泉（沼田市）
  - 片品温泉（片品村）
  - 水上温泉、猿ヶ京温泉、法師温泉、川古温泉、湯宿温泉、上牧温泉、奈女沢温泉（みなかみ町）
- 渋川地区
  - 伊香保温泉、敷島温泉、小野上温泉（渋川市）
- 藤岡・富岡地区
  - 上野村温泉（上野村）
  - 妙義温泉（富岡市）
  - 下仁田温泉（下仁田町）
- 吾妻地区
  - 四万温泉、花敷温泉、尻焼温泉、中之条温泉、沢渡温泉（中之条町）
  - 川原湯温泉（長野原町）
  - 万座温泉、鹿沢温泉、奥嬬恋温泉、半出来温泉（嬬恋村）
  - 草津温泉（草津町）
  - 岩櫃城温泉、川中温泉（東吾妻町）